# Pau
Vous lisez un « article de qualité » labellisé en 2017.
Pour les articles homonymes, voir Pau (homonymie).
Pau (prononcé [ˈpo] en français et [ˈpaw]  en béarnais) est une commune du sud-ouest de la France, préfecture du département des Pyrénées-Atlantiques en région Nouvelle-Aquitaine.
La ville se situe au cœur de l'ancienne principauté souveraine du Béarn, dont elle est la capitale depuis 1464. La cité occupe une position d'interface entre plaine et montagne, un carrefour où se rejoignent la vallée du gave de Pau, la plaine du Pont-Long et les chemins transpyrénéens. Jusqu'à la période romaine, cette zone conserve une fonction de lande exploitée extensivement par des occupants transhumants. C'est au XIIe siècle que les plus anciennes traces de la cité paloise apparaissent, les seigneurs de Béarn faisant construire un château pour surveiller un gué stratégique sur le gave. Déterminés à contrôler une terre vitale pour leurs activités pastorales, les premiers Palois sont en grande partie originaires d'Ossau.
La ville et son château prennent une nouvelle dimension comme siège des souverains de Navarre au XVIe siècle, devenant un centre politique et intellectuel de premier plan. L'histoire de Pau est durablement marquée par la naissance du futur Henri IV en 1553 dans le château royal. Avec la fin de l'indépendance béarnaise en 1620, Pau perd de son influence mais reste à la tête d'une province largement autonome jusqu'à la Révolution. C'est au XVIIIe siècle que naît le palois Jean-Baptiste Bernadotte, roi de Suède et de Norvège de 1818 à 1844. La Belle Époque marque un nouvel essor pour Pau avec l'afflux de riches touristes étrangers (dont britanniques), venant y passer l'hiver, notamment pour les bienfaits du climat palois décrits par Alexander Taylor. Pau se transforme avec la construction de villas, palaces et équipements publics (bains, casino, funiculaire). À cette période, Pau devient l'une des capitales mondiales de l'aéronautique naissante sous l'influence des frères Wright.
Avec la fin du tourisme de villégiature au cours du XXe siècle, l'économie paloise — et celle de son agglomération — s'oriente peu à peu vers les industries aéronautiques et pétrochimique, avec la découverte du gisement de gaz de Lacq en 1951. Pau est en 2022 une commune de 78 620 habitants, ville-centre d'une agglomération de plus de 200 000 habitants. Principale commune de l'aire d'attraction de Pau et de la communauté d'agglomération Pau Béarn Pyrénées, Pau joue un rôle moteur pour le Béarn mais également pour une grande partie du bassin de l'Adour, dont fait partie le gave de Pau. Capitale administrative, elle bénéficie d'un tissu économique dense en matière d'activités de services. Pau joue également le rôle de capitale culturelle avec de nombreux événements, notamment sportifs. Ville d'art et d'histoire depuis 2011, le panorama remarquable sur la chaîne des Pyrénées — en particulier depuis le boulevard des Pyrénées — est protégé par l'appellation des Horizons palois.

## Géographie

### Localisation
Pau se situe sur l'axe  Atlantique - Toulouse - Méditerranée, à 25 kilomètres des premiers contreforts des Pyrénées. Elle est éloignée de plus de 110 km de Bayonne et de l'océan Atlantique (la plage de Capbreton se situe à 112 km par la route et l'autoroute) ; au nord, elle est à 216 km de Bordeaux  et, à l'est, dans la région voisine d'Occitanie, elle est distante de 40 km de Tarbes, 46 km de Lourdes  et 196 km de Toulouse.
L'Espagne — éloignée de cinquante kilomètres à vol d'oiseau — est accessible via Gan puis Oloron-Sainte-Marie, par le col du Somport (1 631 mètres), et via Gan puis Laruns, par le col du Pourtalet (1 794 mètres). Sa localisation au pied des Pyrénées lui confère un vaste panorama sur la chaîne des Pyrénées en particulier depuis le boulevard des Pyrénées. Ce panorama unique a fait dire à Alphonse de Lamartine : « Pau est la plus belle vue de terre comme Naples est la plus belle vue de mer ».

### Communes limitrophes
Le territoire de la commune est limitrophe de ceux de dix autres communes dont l'une par un quadripoint :
| Lons     | Montardon, Buros | Morlaàs                                      |
| Billère  | Pau              | Idron                                        |
| Jurançon | Gelos            | Bizanos, Mazères-Lezons (par un quadripoint) |

### Relief et géologie

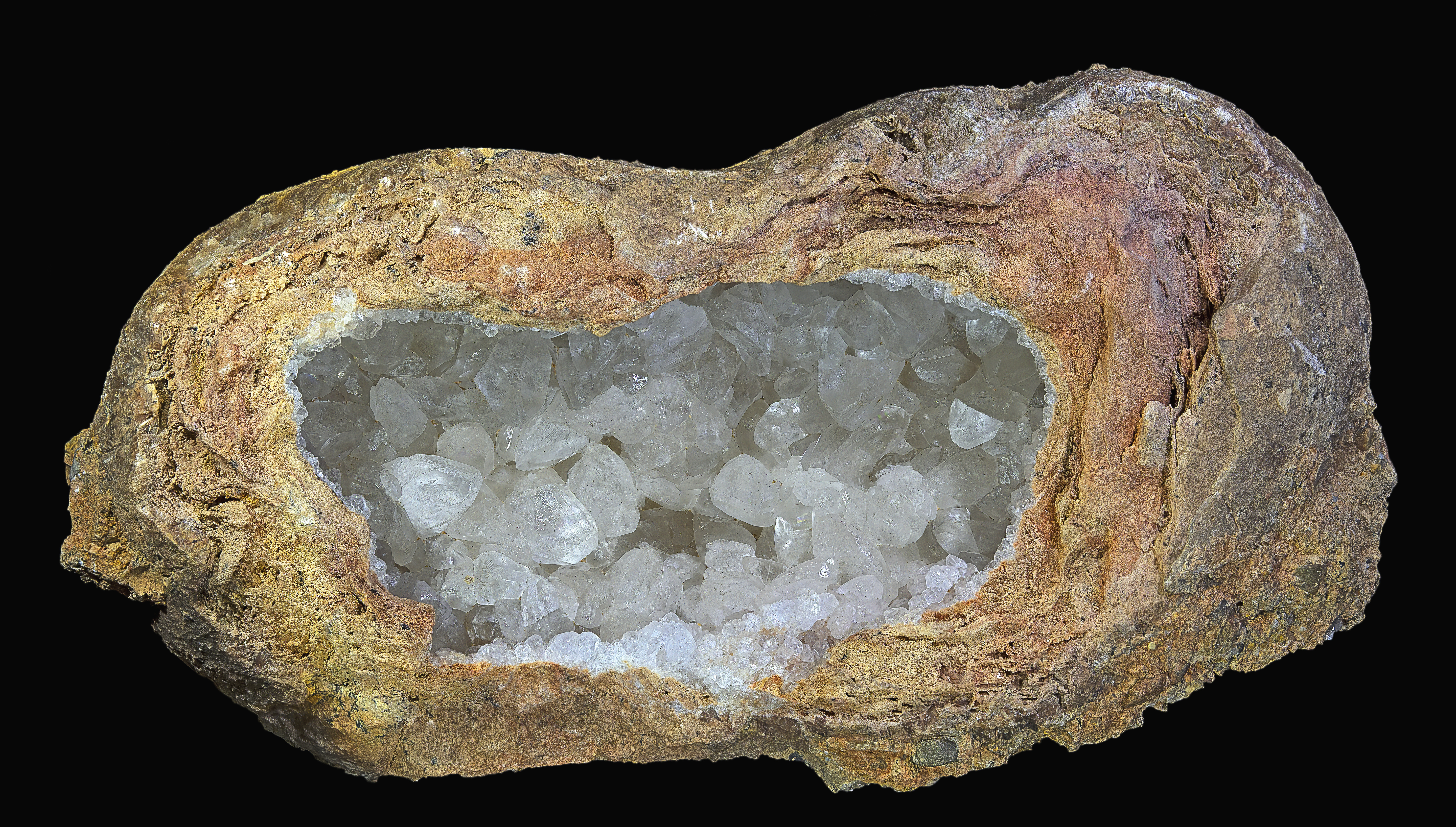
Geode de calcite dans le gave de Pau

La capitale béarnaise se situe au cœur de la vallée du gave de Pau ; celle-ci est encadrée par de puissantes collines sur environ 75 km, de Montaut à l'est jusqu'à Orthez à l'ouest. Entre le gave de Pau et le gave d'Oloron plus au sud, les collines qui forment l'entre deux gaves n'excèdent pas 400 mètres d'altitude. Au sud de Pau, l'orientation nord-sud est imposée par les vallées étroites et profondes des différents affluents du gave de Pau (le Soust, le Neez, les Hiès, la Juscle, etc.). Au nord de la commune, les collines des landes du Pont-Long sont plus douces et tournées vers la Gascogne avec plusieurs affluents directs ou indirects de l'Adour (l'Ayguelongue, le Luy de Béarn, le Luy de France, le Gabas, etc.). À l'approche de Pau par l'est, la vallée du gave se resserre progressivement entre le Pont-Long et les coteaux de Jurançon. L'agriculture cède également sa place à l'urbanisation de l'agglomération paloise.
Pau occupe la position d'un gué au-dessus du gave, celui-ci étant un torrent pyrénéen qui peut s'avérer être difficile à traverser lors de ses nombreuses crues violentes. Ces dernières sont l'occasion de l'accumulation sur ses berges de galets ainsi que de la création d'îlots temporaires couverts d'une végétation fournie. Au-dessus de la plaine alluviale se dresse un abrupt presque vertical, le rebord de ce plateau prend la forme d'un éperon à l'ouest car la rivière du Hédas découpe une lanière en pointe avant de se jeter dans le gave. Le rebord méridional est lui creusé par un étroit ravin appelé bie cabe (« la rue en creux » en béarnais).
Le lit actuel du gave de Pau s’inscrit dans le vaste synclinal dit de « Morlaàs ». Les formations rencontrées sous les dépôts quaternaires sont constituées de couches sédimentaires de la période tertiaire : molasse et flysch. Ces terrains ont été recouverts au quaternaire par des formations alluviales provenant de la divagation des différents glaciers et cours d’eau de la chaîne pyrénéenne. La ville de Pau s’est installée sur les terrasses du gave qui a établi son cours actuel au cours des périodes quaternaires, en taillant son lit dans les dépôts continentaux du tertiaire supérieur. Le gave et les anciens glaciers qui lui ont donné naissance ont déposé plusieurs séries sédimentaires formant un système de terrasses. La terrasse alluviale sur laquelle se situe Pau (dite nappe de Pont Long) est l’une des plus importantes du piémont béarnais. Elle est constituée de galets altérés entourés d’une gangue argileuse ocre.
La superficie de la commune est de 3 151 hectares d'après l'Institut national de l'information géographique et forestière (IGN), son altitude varie entre 165  et   245 mètres.

### Hydrographie

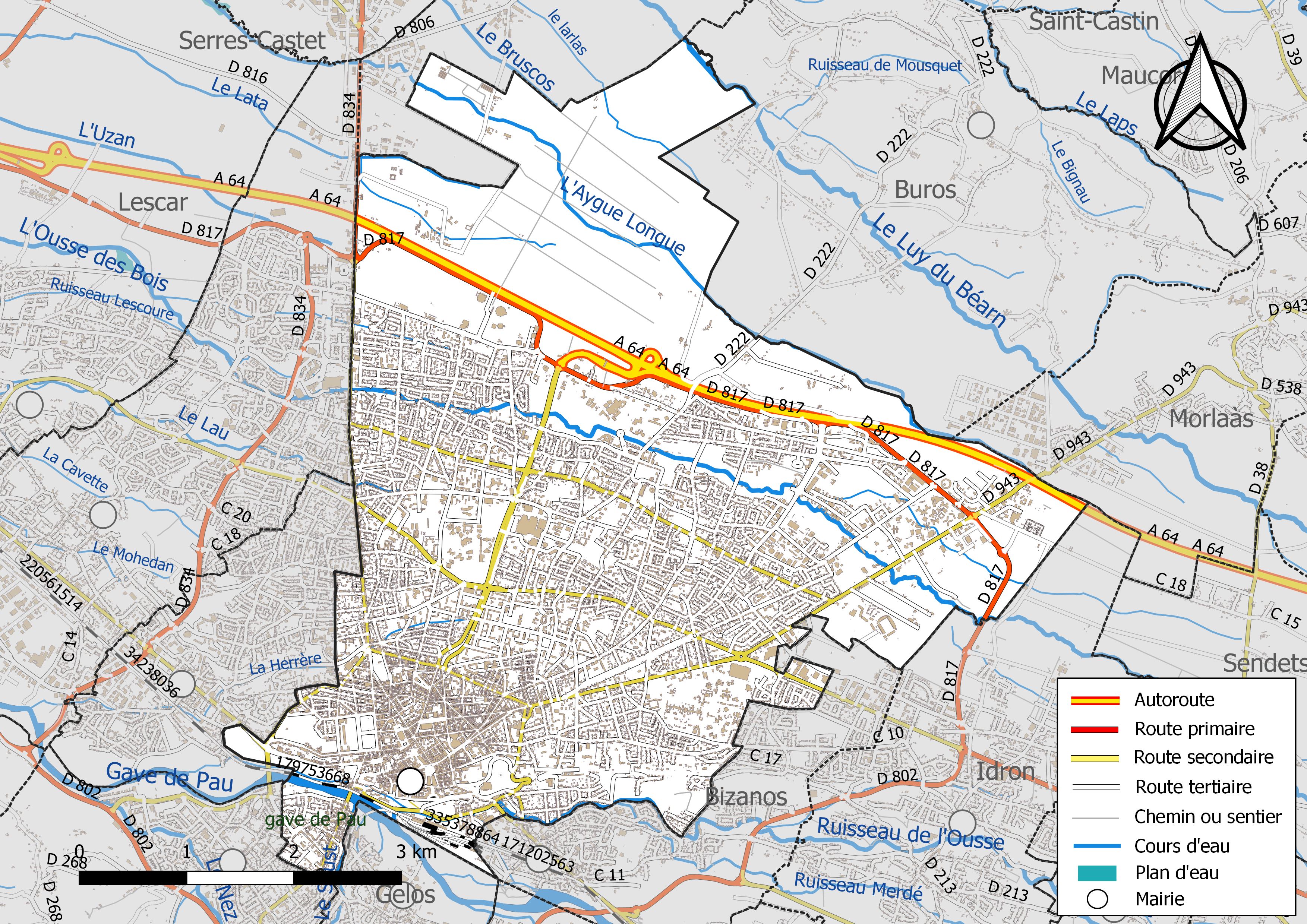
Réseaux hydrographique et routier de Pau

La commune est drainée par le gave de Pau, le Luy de Béarn, l'Ousse des Bois, le ruisseau de l'Ousse, l'Aïgue Longue, le Soust, le Lata, le Lau, le ruisseau Merdé, la Herrère, et par divers petits cours d'eau, constituant un réseau hydrographique de 26 km de longueur totale,.
Le gave de Pau, d'une longueur totale de 192,8 km, prend sa source dans la commune de Gavarnie-Gèdre et s'écoule du sud-est vers le nord-ouest. Il traverse la commune et se jette dans l'Adour à Saint-Laurent-de-Gosse, après avoir traversé 88 communes.
Le Luy de Béarn, d'une longueur totale de 76,6 km, prend sa source dans la commune d'Andoins et s'écoule du sud-est vers le nord-ouest. Il traverse la commune et se jette dans le Luy à Gaujacq, après avoir traversé 30 communes.
L'Ousse des Bois, d'une longueur totale de 32,3 km, prend sa source dans la commune de Limendous et s'écoule d'est en ouest. Il traverse la commune et se jette dans le gave de Pau à Denguin, après avoir traversé 13 communes.
L’Ousse, d'une longueur totale de 42,4 km, prend sa source dans la commune de Bartrès et s'écoule du sud-est vers le nord-ouest. Il traverse la commune et se jette dans le gave de Pau à Gelos, après avoir traversé 19 communes.
L'Aïgue Longue, d'une longueur totale de 24,4 km, prend sa source dans la commune de Pau et s'écoule du sud-est vers le nord-ouest. Il traverse la commune et se jette dans le Luy de Béarn à Momas, après avoir traversé 13 communes.
Le Soust, d'une longueur totale de 24,4 km, prend sa source dans la commune de Sévignacq-Meyracq et s'écoule du sud vers le nord. Il traverse la commune et se jette dans le gave de Pau à Pau, après avoir traversé 7 communes.

#### Bassin du Luy de Béarn
Au nord de l'A64, le bassin du Luy de Béarn est représenté par le réseau hydrographique du Luy de Béarn constitué par le cours d'eau du Luy de Béam et de ses affluents : le Larlas, l'Ayguelongue et ses affluents (le Bruscos et le Lata) et l'Uzan. Le Luy de Béarn est un ruisseau de plaine à pente faible et peu encaissé qui prend sa source à Andoins à 330 m d'altitude, à environ 15 km de Pau, parcourt 63 km avant de confluer avec le Luy. Il constitue la limite communale nord. Le Larlas, quant à lui, traverse la partie extrême nord de la commune avant de confluer avec le Luy de Béarn dans la commune limitrophe Serres-Castet. Ce cours d'eau, comme les autres affluents du Luy de Béarn, à savoir l'Ayguelongue (7 200 m à Pau), le Lata (1 300 m à Pau), le Bruscos (1 500 m) et l'Uzan (4 500 m), traversent principalement des parcelles agricoles destinées à la culture du maïs et des zones boisées.

#### Bassin du gave de Pau

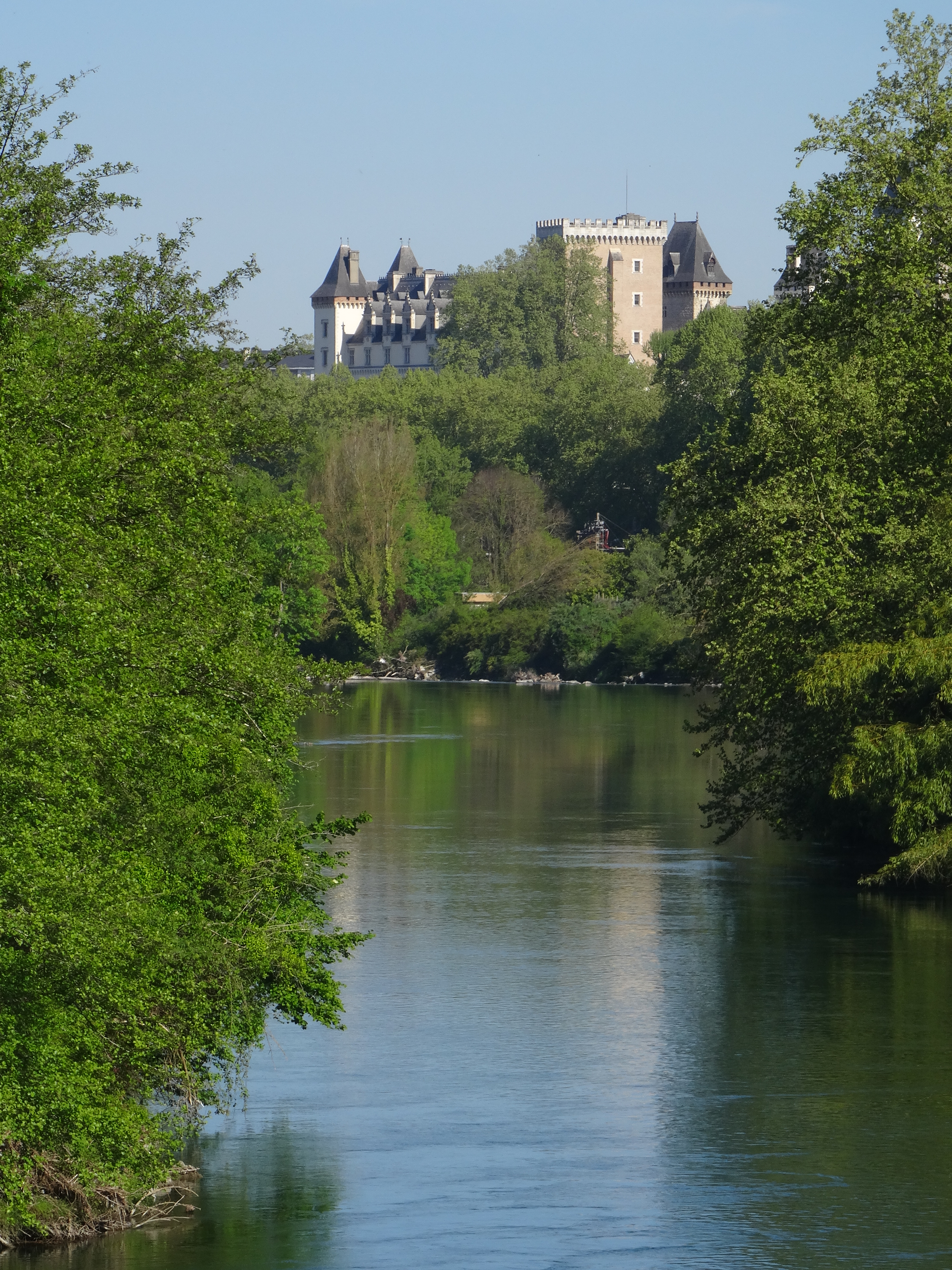
Le château et le gave depuis Gelos.

Au sud de l'A64, le bassin du gave de Pau comprend trois réseaux : l'Ousse des Bois et ses affluents (la Garle, le Labedaa et le Perlic), le Lescourre et ses affluents — situés presque exclusivement en dehors de la commune (le Laü, la Cavette, le Mohédan, le Canal des Moulins et le Lagoue) — et le réseau du gave de Pau et de ses affluents directs (le Soust, le Laherrère, l'Ousse et le canal Heïd).
L'Ousse des Bois traverse le nord du territoire de la commune d'est en ouest, entre la rocade est en amont et la RD 834 à l'aval. Sur l'ensemble de ce tronçon, ce cours d'eau est à ciel ouvert et comporte 11 ouvrages de franchissement des voies routières. Il recueille les eaux des terrains compris globalement entre le chemin Cami Salié au nord et le boulevard de la Paix au sud. Concernant le réseau du Lescourre, le Laü est situé, en aval de la RD 943, entièrement en zone urbanisée. Il présente deux tronçons distincts : à l'amont de l'avenue des Lilas, il est en grande partie à ciel ouvert, puis il est entièrement busé jusqu'à l'aval de Pau.
Le gave de Pau — gave est le nom donné à un torrent dans les Pyrénées — prend sa source au cirque de Gavarnie (Hautes-Pyrénées) et est le principal affluent de l'Adour, dans lequel il se jette après avoir parcouru 190,7 kilomètres. Il traverse la commune au sud de la zone urbanisée. Le Laherrère, qui prend sa source au niveau de l'avenue des Lilas sur la commune de Pau à environ 208 m d'altitude et se jette dans le gave de Pau à Lons, est busé sur la commune de Pau dans sa quasi-totalité. L'Ousse, affluent rive droite du gave de Pau qui prend sa source sur la commune de Bartrès à 570 m d'altitude, au pied de l'agglomération lourdaise, et conflue avec le gave de Pau sur la commune de Pau à 170 m d'altitude, traverse une zone entièrement urbanisée de la commune, comme d'ailleurs le canal Heïd et le Soust.

### Climat
Pour des articles plus généraux, voir Climat de la Nouvelle-Aquitaine et Climat des Pyrénées-Atlantiques.
Historiquement, la commune est exposée à un climat de montagne.
En 2020, Météo-France publie une typologie des climats de la France métropolitaine dans laquelle la commune est toujours exposée à un climat de montagne et est dans la région climatique Pyrénées atlantiques, caractérisée par une pluviométrie élevée (>1 200 mm/an) en toutes saisons, des hivers très doux (7,5 °C en plaine) et des vents faibles.
Pour la période 1971-2000, la température annuelle moyenne est de 12,9 °C, avec une amplitude thermique annuelle de 14 °C. Le cumul annuel moyen de précipitations est de 1 250 mm, avec 11,5 jours de précipitations en janvier et 8,4 jours en juillet. Pour la période 1991-2020, la température moyenne annuelle observée sur la station météorologique la plus proche, située sur la commune d'Uzein à 12 km à vol d'oiseau, est de 13,7 °C et le cumul annuel moyen de précipitations est de 1 093,8 mm,. Pour l'avenir, les paramètres climatiques de la commune estimés pour 2050 selon différents scénarios d’émission de gaz à effet de serre sont consultables sur un site dédié publié par Météo-France en novembre 2022.

### Paysages

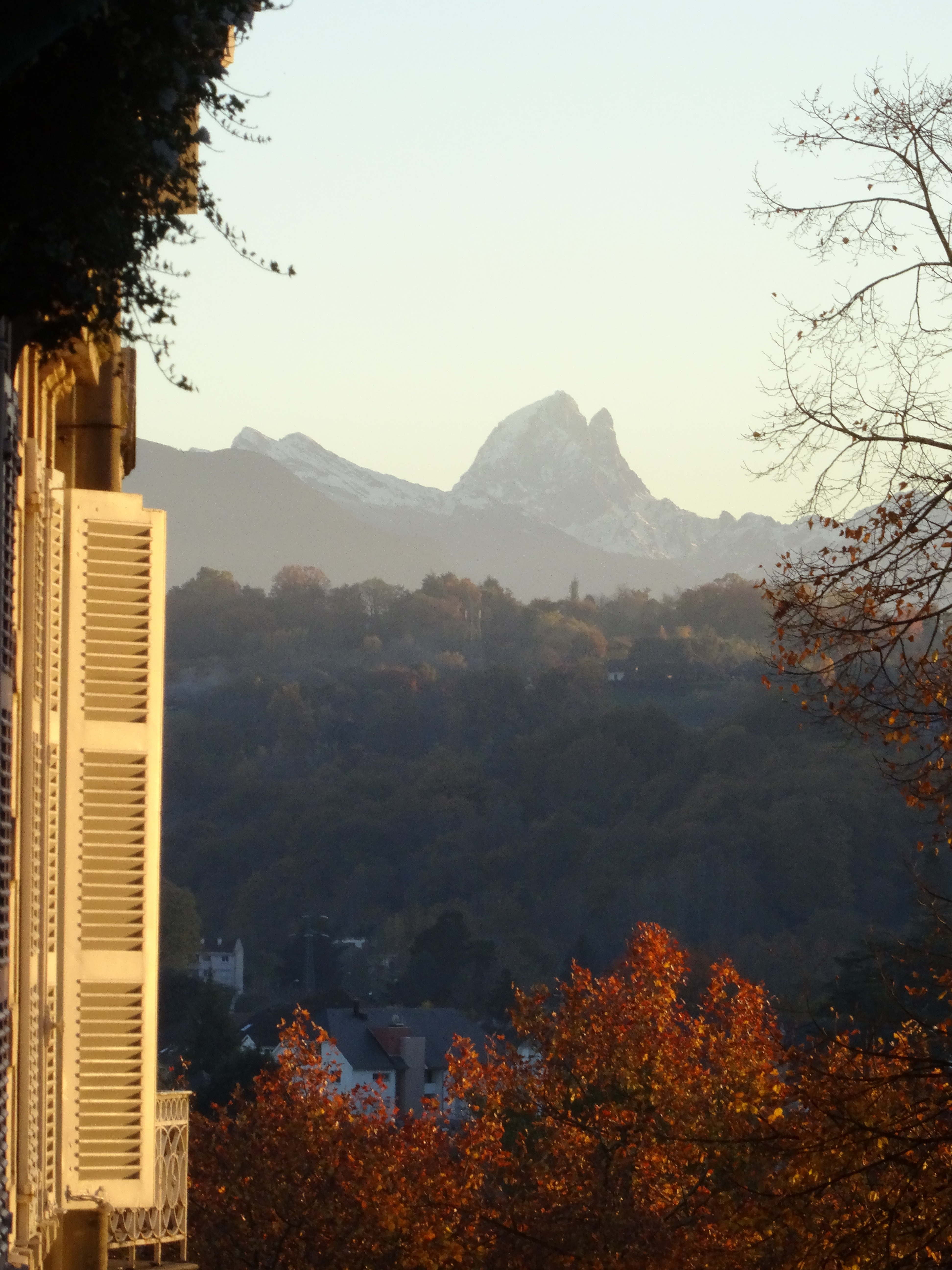
Les Horizons palois.

#### Entités paysagères
Quatre entités paysagères peuvent être distinguées sur la commune : le gave et sa vallée visible depuis les différents ponts menant à Pau ; la zone urbaine au sud et au nord du gave ; le plateau agricole au nord de l’autoroute A64, rural et forestier ; les coteaux de Morlaàs et des communes voisines. Pour protéger le patrimoine architectural, urbain et paysager de Pau, la ville s'est dotée d'une Zone de protection du patrimoine architectural, urbain et paysager (ZPPAUP) le 20 mars 2007. Cette ZPPAUP introduit, entre autres, des prescriptions relatives au paysage en prenant en compte la loi paysage du 8 janvier 1993.

#### Sites classés
L’ensemble du boulevard des Pyrénées — balcon construit entre 1869 et 1899 en rive droite du gave de Pau — est classé en 1924 par le Ministère de l’instruction publique et des Beaux arts « parmi les sites et monuments naturels de caractère artistique ». Plusieurs fois étendu, le site paysager aujourd'hui classé comprend la terrasse sud du château de Pau, prolongée par le boulevard des Pyrénées. La notion d'Horizons palois fait elle référence à la volonté de protection des éléments majeurs qui structurent la vue si particulière depuis Pau sur son environnement naturel. La vue depuis les hauteurs de Pau englobe les saligues du gave de Pau, puis les coteaux de Jurançon et enfin la chaîne des Pyrénées. Dix-sept sites sont ainsi inscrits en 1944 au titre des Horizons palois, afin de les protéger de toute construction ou altération pouvant détériorer le panorama qui est notamment visible depuis le boulevard des Pyrénées et le château.
Huit autres sites et paysages sont eux inscrits, il s'agit de la promenade publique autour de la place de Verdun depuis 1942, des immeubles bordant le boulevard des Pyrénées, du jardin du château, des jardins de la gare et belvédère (square d'Aragon), du parc du lycée ainsi qu'une partie du parc Beaumont depuis 1944, des allées de Morlaàs depuis 1945, de la place Gramont depuis 1958 et enfin l'espace appelé « Zones urbaines à Pau » depuis 1974. Cette dernière zone est voulue par le nouveau maire de l'époque, André Labarrère, pour protéger des zones situées entre des parties classées ou inscrites pouvant évoluer anarchiquement.

### Milieux naturels et biodiversité

#### Zonages réglementaires
Le territoire communal de Pau compte deux sites Natura 2000 : le gave de Pau, classé Site d'importance communautaire (SIC) en 2003 et Zones Spéciales de Conservation (ZSC) en 2014, et le parc boisé du château de Pau, classé SIC en 2004 et ZSC en 2006. D'une superficie de 8 212 ha, le site Natura 2000 du gave de Pau s'étend sur 107 communes dont Pau, il est constitué à 60 % d'eaux douces intérieures (eaux stagnantes, eaux courantes), 20 % de marais, bas-marais et tourbières et 10 % de landes, broussailles, maquis et garrigues, phrygana. Il est de qualité du fait du vaste réseau hydrographique qui le constitue avec un système de saligues encore vivace, des boisements humides où abondent les saules. La faune aquatique est caractérisée par la mulette (Margaritifera margaritifera), la cordulie à corps fin (Oxygastra curtisii), le gomphe de Graslin (Gomphus graslinii), l'écrevisse à pattes blanches (Austropotamobius pallipes), la lamproie de Planer (Lampetra planeri), le saumon atlantique (Salmo salar) et le chabot commun (Cottus gobio). Le site du parc boisé du château de Pau est plus petit puisqu'il concerne 19 ha et s'étend sur deux communes dont Pau. Il est de qualité du fait de la présence d'un grand nombre de vieux arbres. Il s'agit en outre du seul site du scarabée pique-prune (Osmoderma eremita) connu en Pyrénées-Atlantiques, une espèce en régression, menacée et protégée.
Le réseau hydrographique du gave de Pau est également inscrit à l’inventaire des zones naturelles d'intérêt écologique, faunistique et floristique (ZNIEFF). Il s'agit d'une ZNIEFF de type II d'une surface de 3 000 hectares. Son territoire est en partie couvert par la zone Natura 2000 du gave de Pau. Aussi, le corridor de l'Ousse-des-Bois est un espace acquis par le conservatoire régional d'espaces naturels d'Aquitaine à des fins de protection. Depuis une forte pollution en 2010, le site est sous étroite surveillance.

#### Parcs et jardins

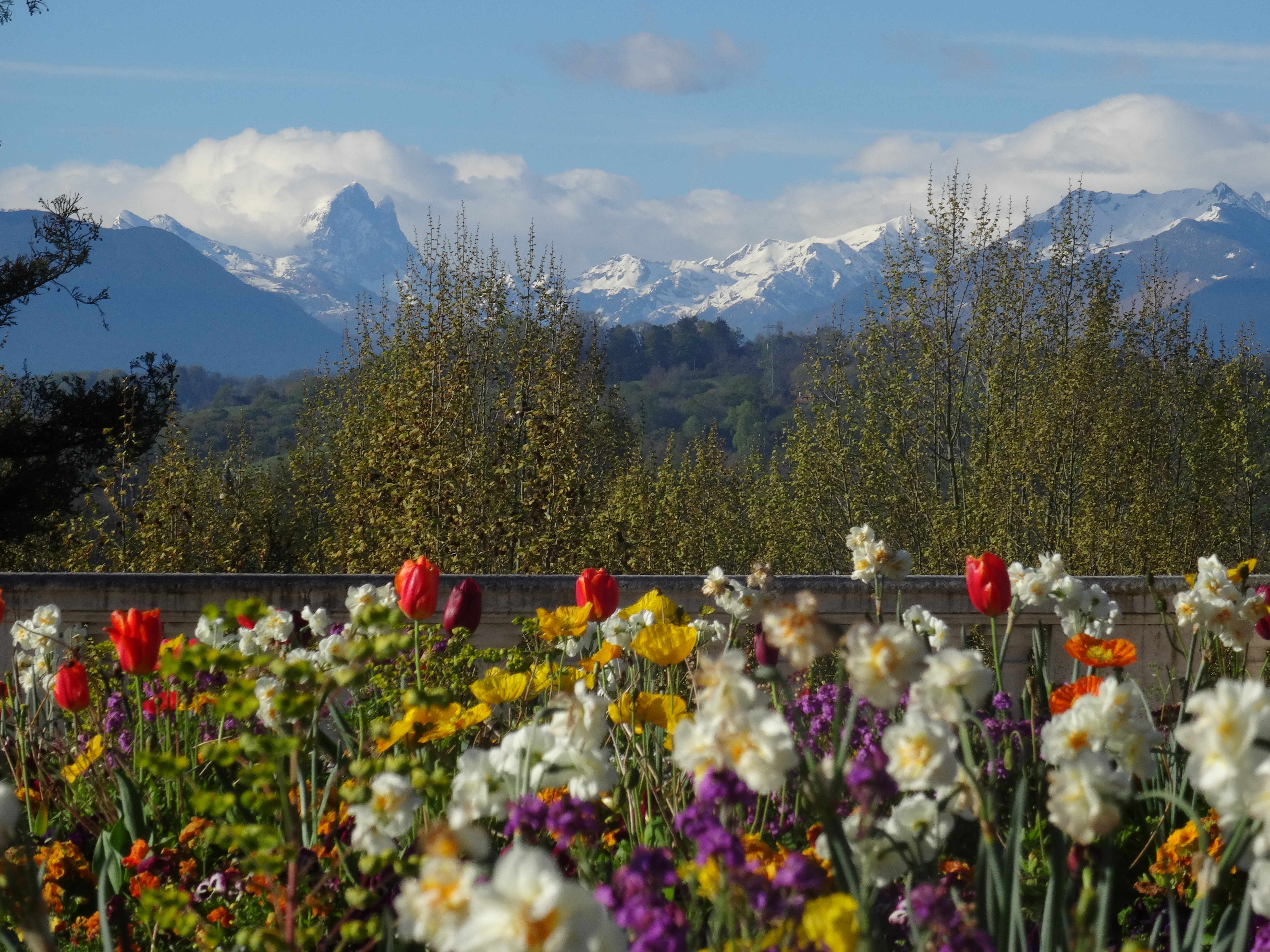
Pau se présente comme une ville jardin.

Pau est une ville particulièrement verdoyante avec plus de 750 hectares d'espaces verts communaux. Grâce à un climat doux et plutôt humide, les jardins sont agrémentés de plantes provenant de régions plus exotiques comme les palmiers de Chine, mais aussi des séquoias géants et des magnolias à grandes fleurs lauriers-tulipiers d'origine américaine. Dans son palmarès 2023, le Conseil national de villes et villages fleuris de France a attribué quatre fleurs à la commune.
Différents parcs et jardins sont aménagés dans la cité, avec notamment le parc Beaumont qui compte un lac, une rivière et une cascade, de nombreux massifs de fleurs et une roseraie. Les 12 hectares du parc abritent 110 essences d'arbres. Certains sujets sont « remarquables » par leur taille, leur âge ou leur rareté : cyprès chauve de Louisiane, plaqueminier de Virginie ou Séquoia géant. Le parc Lawrence, parc aux arbres centenaires, abrite lui une des nombreuses villas anglaises du XIXe siècle de Pau. Le domaine national du château de Pau est composé d'un jardin Renaissance avec plantes médicinales et d'un parc. Il est le lointain héritier des vastes jardins du château développés au cours du XVIe siècle sous Antoine de Bourbon et Jeanne d'Albret, des jardins vus comme « parmi les plus beaux d'Europe » par des visiteurs contemporains.

## Urbanisme

### Typologie
Au 1er janvier 2024, Pau est catégorisée grand centre urbain, selon la nouvelle grille communale de densité à sept niveaux définie par l'Insee en 2022.
Elle appartient à l'unité urbaine de Pau, une agglomération intra-départementale regroupant 55  communes, dont elle est ville-centre,,. Par ailleurs la commune fait partie de l'aire d'attraction de Pau, dont elle est la commune-centre,. Cette aire, qui regroupe 227 communes, est catégorisée dans les aires de 200 000 à moins de 700 000 habitants,.

### Occupation des sols

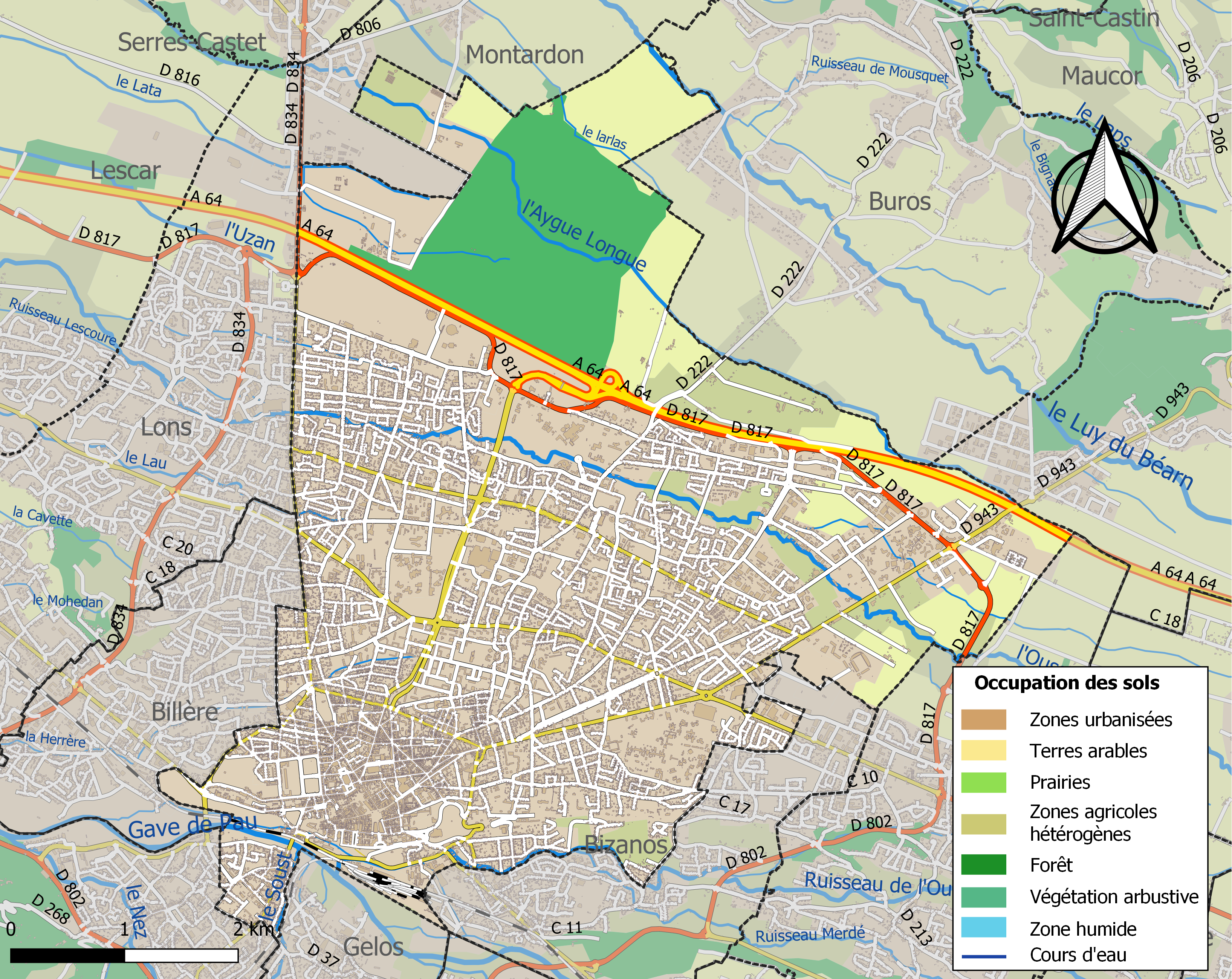
Carte des infrastructures et de l'occupation des sols de la commune en 2018 (CLC).

L'occupation des sols de la commune, telle qu'elle ressort de la base de données européenne d’occupation biophysique des sols Corine Land Cover (CLC), est marquée par l'importance des territoires artificialisés (72 % en 2018), en augmentation par rapport à 1990 (68,8 %). La répartition détaillée en 2018 est la suivante : 
zones urbanisées (49,2 %), zones industrielles ou commerciales et réseaux de communication (14,6 %), terres arables (10,5 %), forêts (10,4 %), espaces verts artificialisés, non agricoles (8,2 %), zones agricoles hétérogènes (7,1 %).
L'IGN met par ailleurs à disposition un outil en ligne permettant de comparer l’évolution dans le temps de l’occupation des sols de la commune (ou de territoires à des échelles différentes). Plusieurs époques sont accessibles sous forme de cartes ou photos aériennes : la carte de Cassini (XVIIIe siècle), la carte d'état-major (1820-1866) et la période actuelle (1950 à aujourd'hui).

### Développement urbain
La mairie de Pau distingue vingt-six quartiers et six secteurs dans la commune : Foirail - Triangle/Les Anglais - Hypercentre ; Haute-Plante/Trianon - Basse-Plante/Etigny/Quartier du Hédas - XIV-Juillet - Rives du Gave ; Lartigue/Hippodrome - Lilas - Université - Saragosse - Saint-Joseph/Fouchet ; Pouguet/Hôpital - Copernic - Hameau ; Peyroulet - Allées de Morlaas - Peboue - Indusnort/Stade du Hameau ; Trespoey - Le Buisson. Le centre-ville de Pau est notamment délimité par le boulevard d'Alsace-Lorraine au nord, par l'avenue Édouard-VII à l'est, l'Ousse et le gave au sud, puis l'avenue Gaston-Phœbus à l'ouest.

#### Centre-ville

##### Le développement du castelnau

Le borg vielh (sélection).
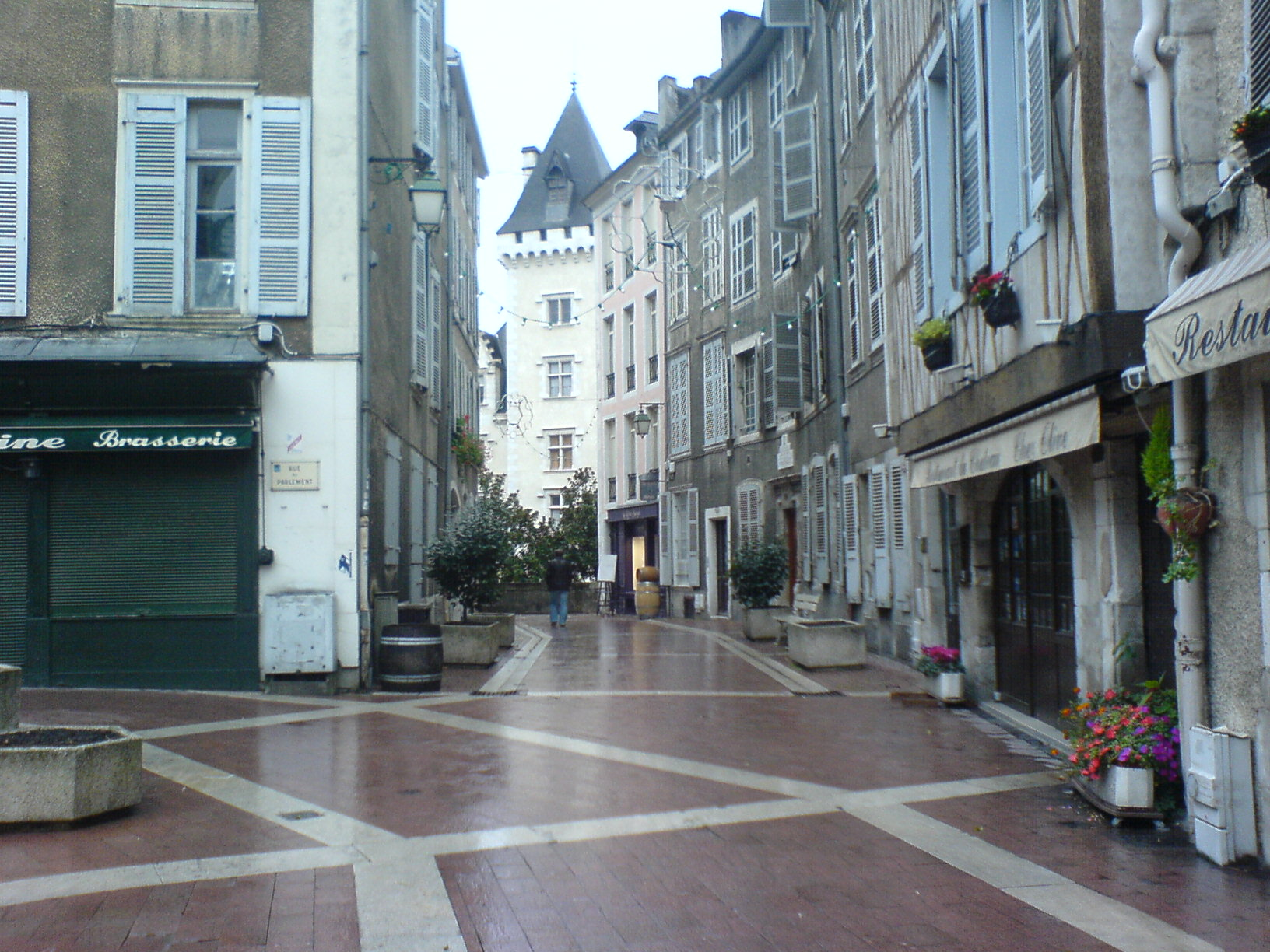
Rue du château.
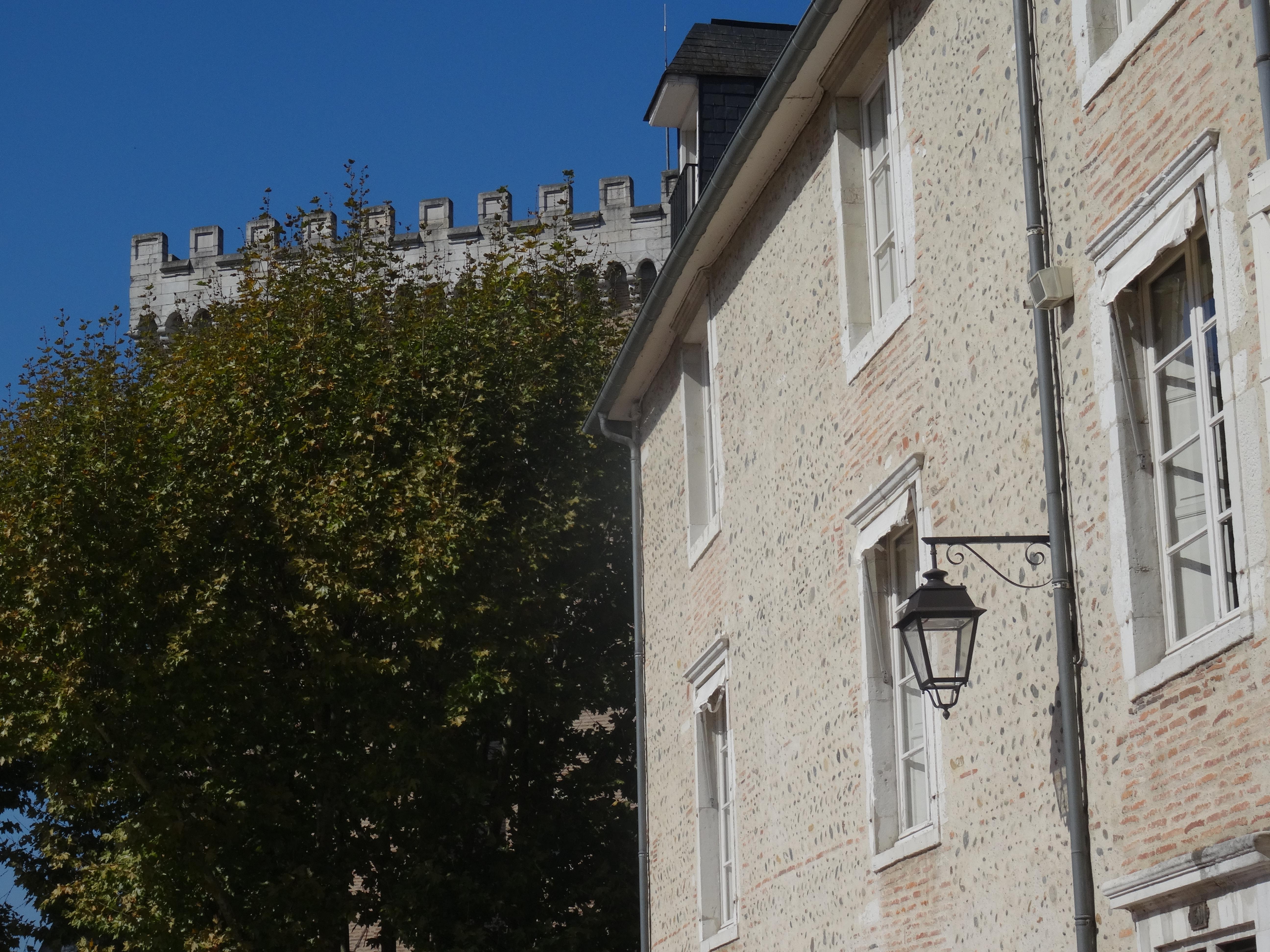
Immeuble du borg vielh.
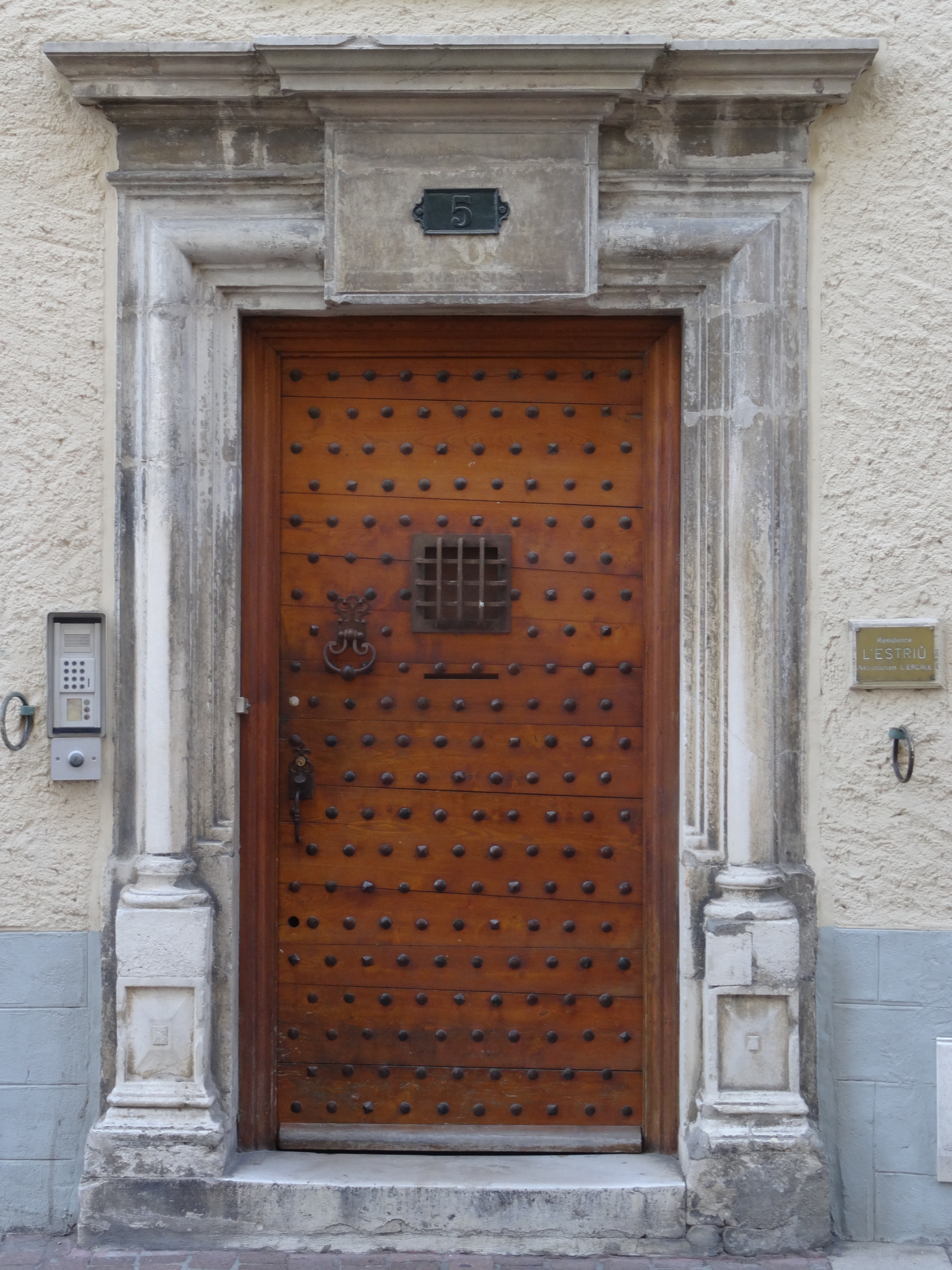
Une porte du borg vielh.
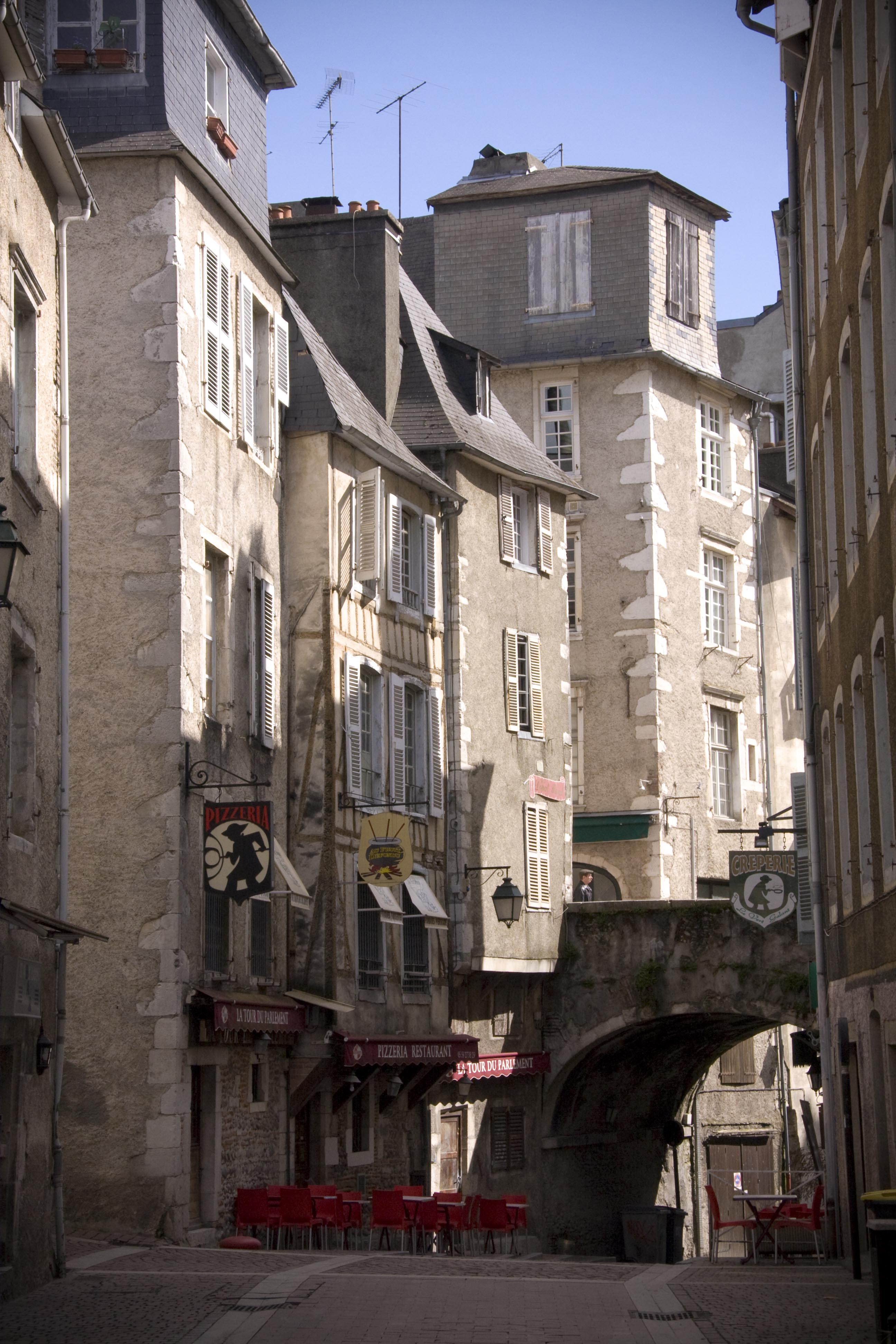
Rue du Moulin.
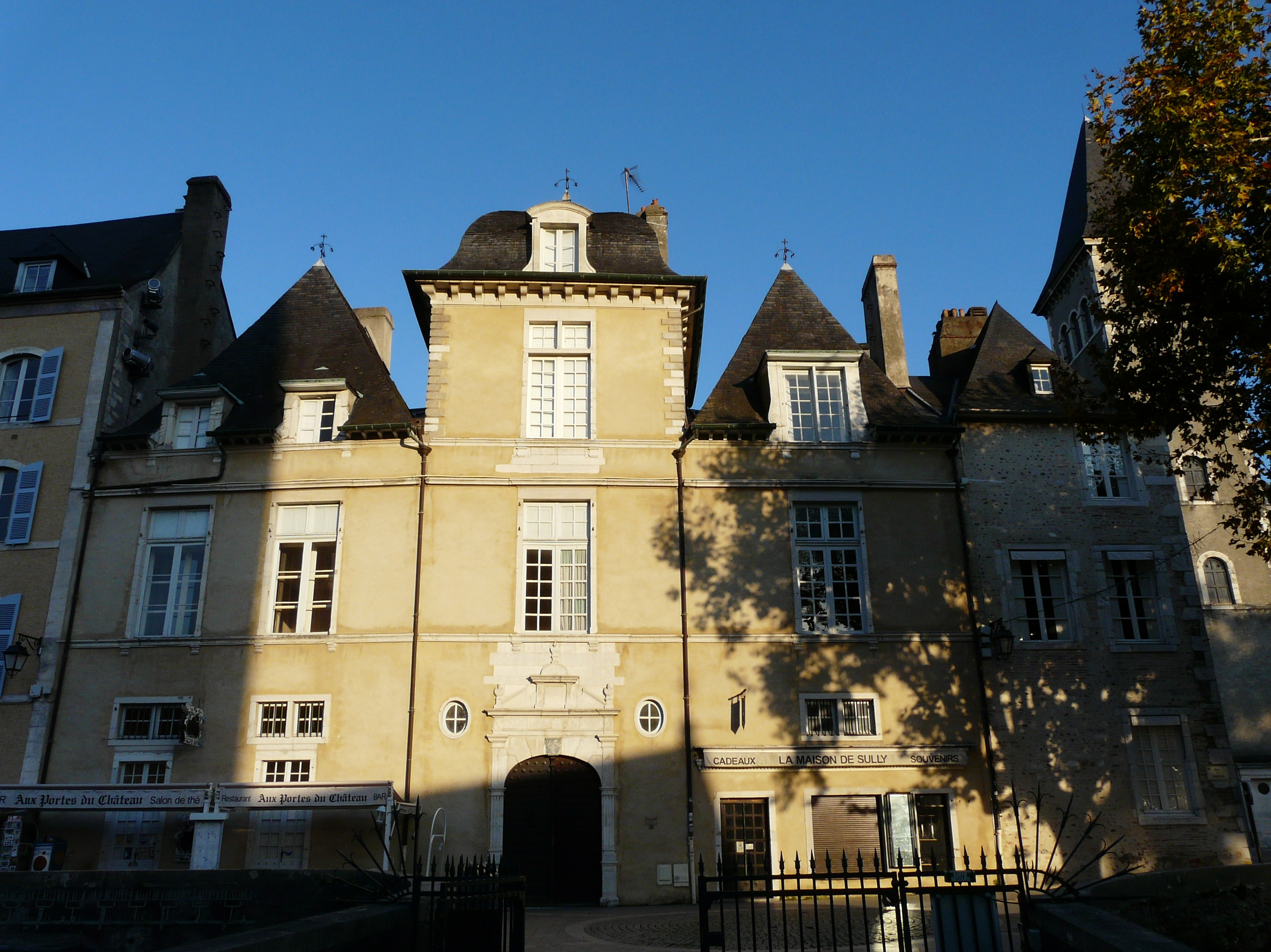
Hôtel de Peyré face au château.
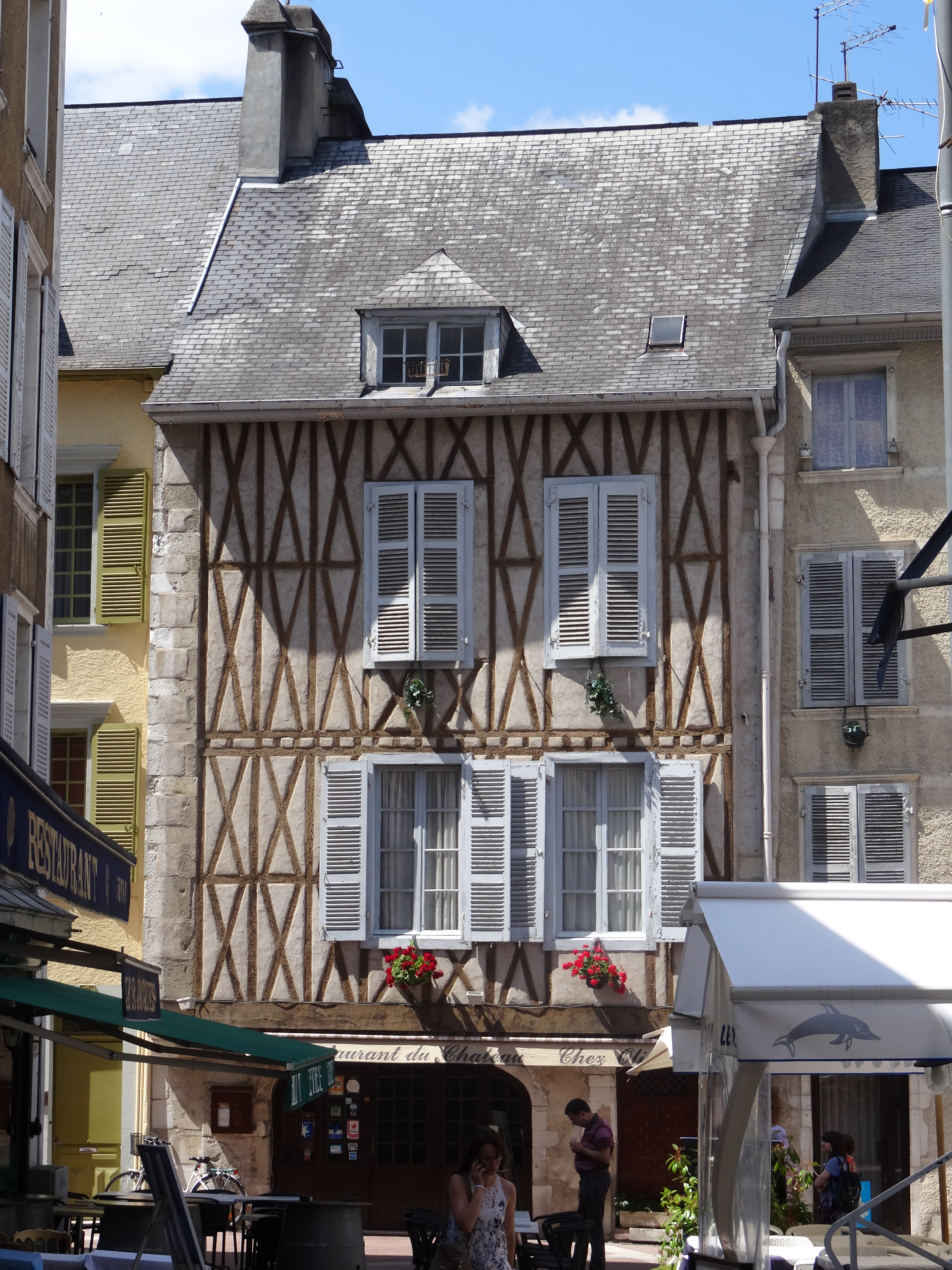
Maison à colombages.

L'urbanisation du centre-ville de Pau s'étend principalement du XIe siècle à la première moitié du XXe siècle ; ce mouvement est façonné par des contraintes topographiques très caractéristiques de la commune qui ont largement affecté, voire freiné, son développement au cours des siècles. Le château est implanté à l'angle sud-ouest d'un éperon rocheux délimité en contrebas par le gave (au sud) et par le Hédas (au nord). Cet éperon s'élargit ensuite vers l'est au sein d'un plateau, permettant l'implantation d'un village protégé par le château et ces frontières naturelles. Cette configuration explique que le développement urbain de la ville se soit dans un premier temps déroulé vers l'est, puis vers le nord lorsque le Hédas est franchi avec la construction de différents ponts au XVIIe siècle.
Le castelnau médiéval s'installe au sein d'un triangle dont la base atteint 250 mètres à l'endroit où est implanté le premier mur de protection du faubourg à l'est à partir de 1384. Les lourds travaux entrepris au XIVe siècle par Fébus pour renforcer les défenses du château permettent un large essor du castelnau primitif qui est désormais nommé borg major puis borg vielh. Deux portes sont aménagées au sein du mur d'enceinte : la porte du Moulin (toujours existante) en contrebas côté gave et la porte deu Miey (« du milieu » en béarnais) qui est détruite en 1793 mais qui est déjà insérée dans le tissu urbain en 1468. Au XIVe siècle, la future capitale béarnaise est composée de quatre rues et de 128 foyers. Le bourg nau (bourg neuf ou borguet) se développe ensuite au XVe siècle puisque le mur d'enceinte est déplacé plus à l'est, la porte d'Arribère remplaçant dans sa fonction la porte deu Miey comme extrémité est de la cité.

##### La résidence royale

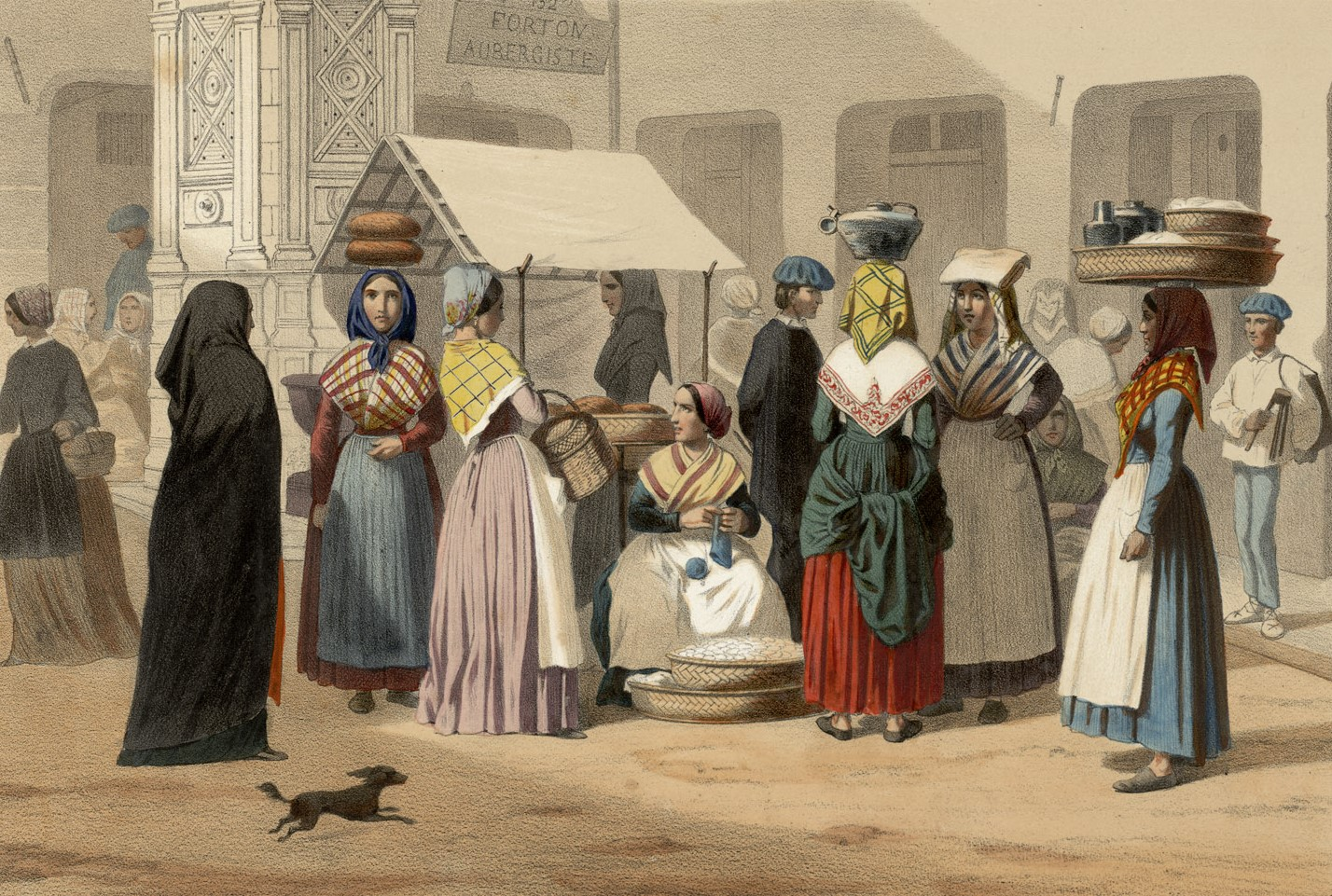
La place Reine-Marguerite accueille le vieux marché de Pau.

À partir du début XVIe siècle, le mouvement de croissance de la cité vers l'est s'accentue. Désormais capitale du Béarn, la ville fait construire un hôpital à l'est de la jonction de la porte d' Arribère et de la côte de la Fontaine et fait déplacer les boucheries ainsi que le cimetière à l'est des murs. Un faubourg se constitue également au sud de la porte de la Monnaie, à la place du camp Batalher célèbre pour la pratique des duels judiciaires. Ce même XVIe siècle offre à Pau le titre de résidence royale, les souverains de Navarre achèvent la transformation du château forteresse en un palais Renaissance avec de grands parcs et des jardins. La présence de la cour entraîne également des transformations dans l'aspect de la ville avec les constructions successives d'un nouveau pont sur le gave, d'un hôtel de ville et d'un palais de justice. L'hygiène devient une nouvelle préoccupation pour les jurats palois, avec la rédaction d'un premier règlement visant à imposer le nettoyage des rues, l'arrêt du déversement des latrines dans la rue et l'interdiction de l'élevage d'animaux à l'intérieur de l'enceinte. En 1568, Jeanne d'Albret tente également d'imposer le remplacement du chaume par des couvertures en ardoise ainsi que le pavage des rues mais les guerres de religion retardent le projet.
À la fin du XVIe siècle, la cité paloise est toujours entièrement contenue dans les mêmes bornes que celles qui prévalaient deux siècles auparavant. Quatre portes existent alors : la toujours porte du Moulin ainsi que la porte de Gassion en contrebas côté sud, la porte du Portalet au niveau de l'actuel hôtel de Gassion et la porte d'Arribère. La place Reine-Marguerite est aménagée au niveau de cette dernière porte en 1590 pour accueillir les premières halles de la ville, il s'agit de la plus ancienne place paloise. De nouvelles fortifications plus légères sont édifiées entre 1632 et 1646 pour protéger les faubourgs construits progressivement à l'est du borguet, la porte-Neuve verrouille alors Pau en direction de Tarbes.

##### L'ouverture de la ville
L'ouverture totale de la ville vers l'est, avec la fin de la ville fortifiée, coïncide avec le franchissement du ravin du Hédas au milieu du XVIIe siècle. La cité paloise va dès lors se désenclaver à l'est et au nord avec l'installation de nombreux ordres religieux notamment. Ces derniers profitent du rétablissement du culte catholique en Béarn à partir de 1620 pour investir la cité. La ville éclate alors en plusieurs pôles d'urbanisation, la vieille ville originelle (borg vielh et borguet) est séparée de ces extensions par des coupures végétales et agricoles. Les jésuites, les cordeliers, les ursulines ou encore les orphelines établissent de nouvelles bornes de croissance pour la ville au XVIIe siècle.
Au milieu du XVIIIe siècle, l'ouverture de la ville marque une nouvelle étape avec la construction du pont Royal vers l'actuel quartier du XIV-Juillet. Ce pont est pour la première fois entièrement réalisé en maçonnerie et d'une largeur suffisante pour supporter le trafic et permettre un réel développement vers le sud de la ville. Ce XVIIIe siècle est également marqué par l'ouverture du pont Bordenave d'Abère en 1786, il permet de relier la vieille ville à la route de Bordeaux au nord par-dessus le Hédas. Néanmoins, il n'existe pas encore de liaison directe entre le nouveau pont Royal et la route de Bordeaux sans passer par la vieille ville (par la côte du Moulin). Un projet urbain particulièrement complexe est mis en place par l'ingénieur Louis Pollart afin de créer un axe entre les deux voies. L'actuelle rue Marca n'est ouverte qu'à la Révolution par une décision du 31 janvier 1792.

##### La ville climatique

La ville climatique (sélection).
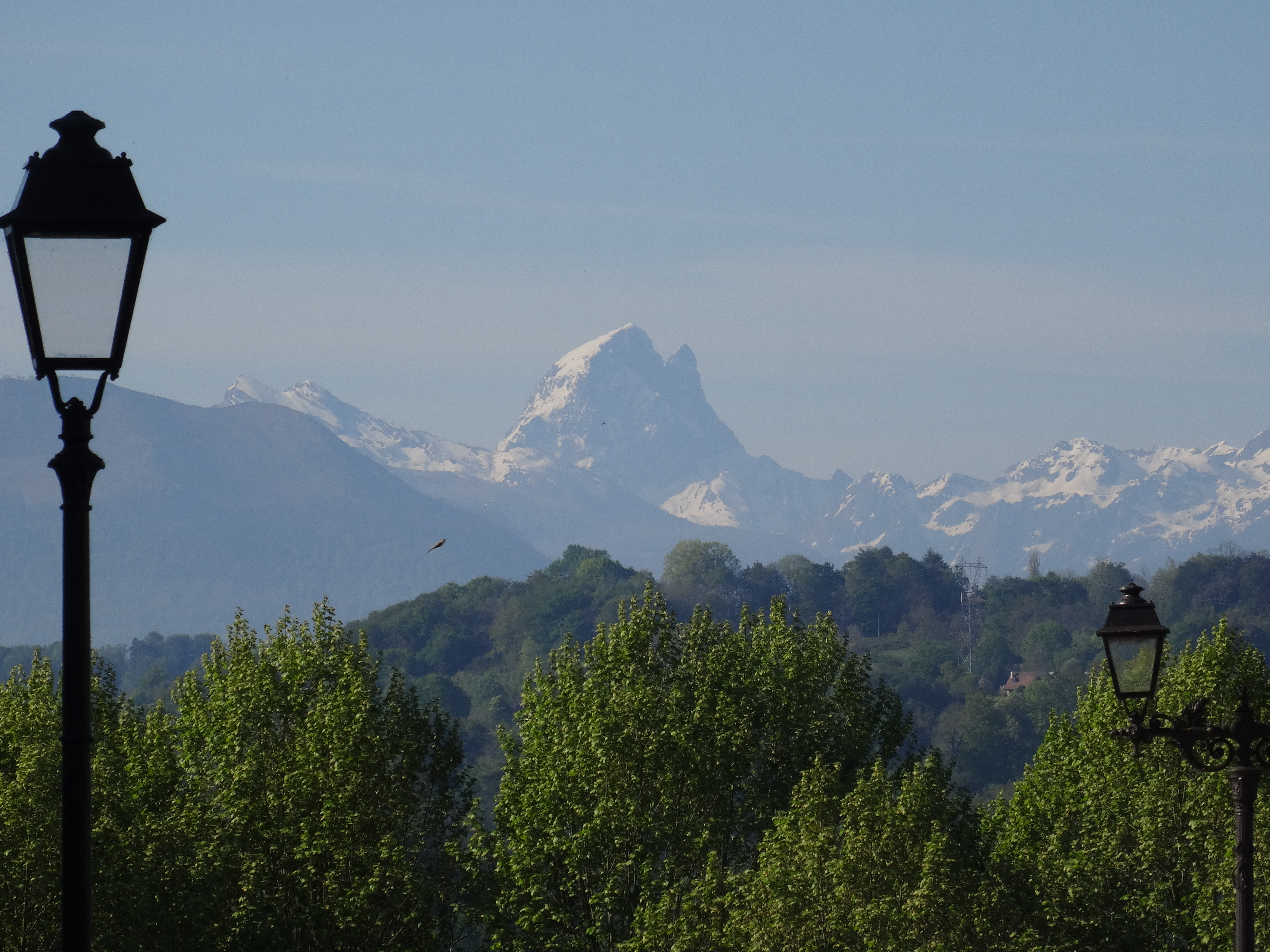
La ville s'ouvre peu à peu aux Pyrénées.
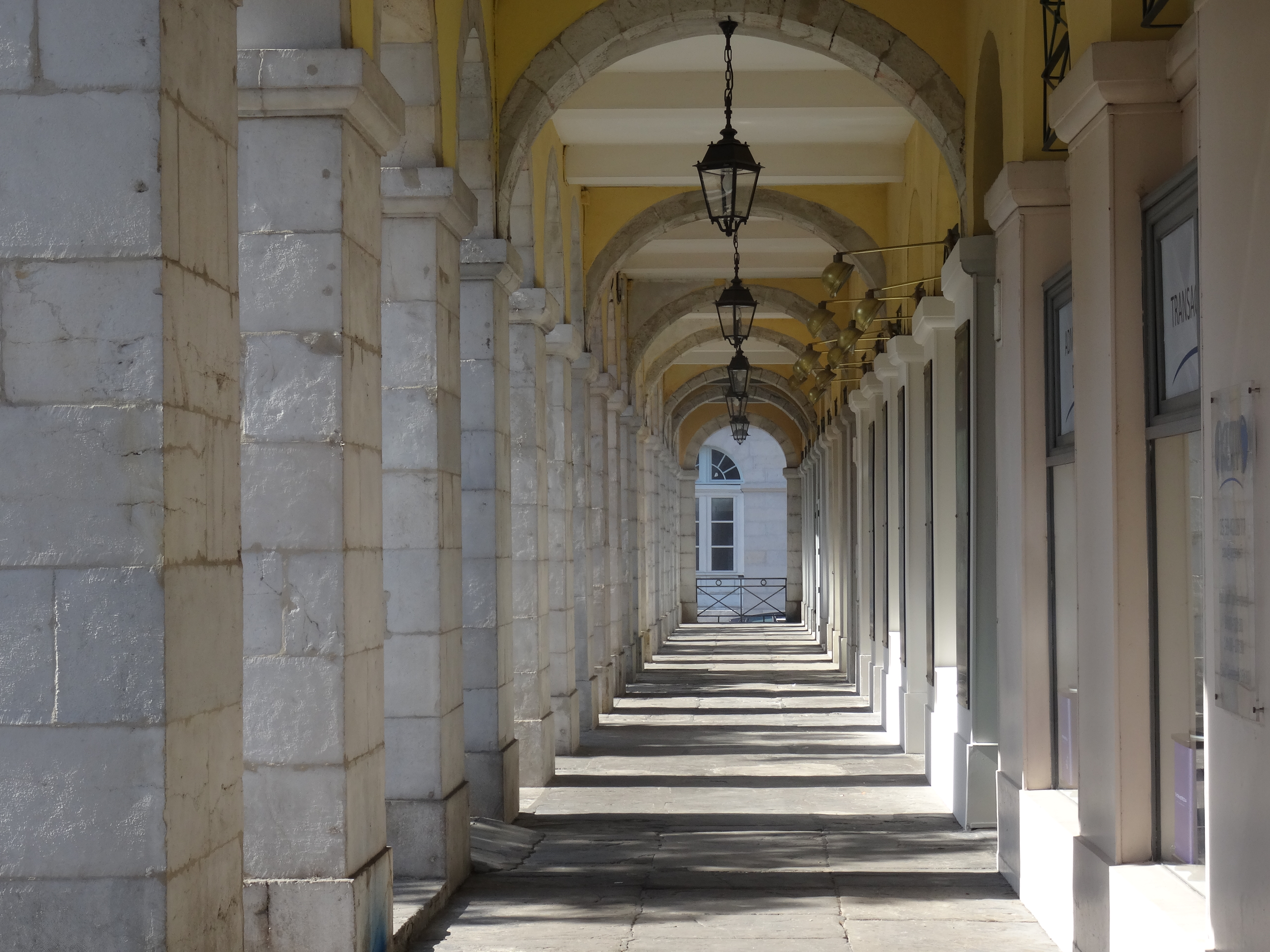
Arcades de la Place Gramont.
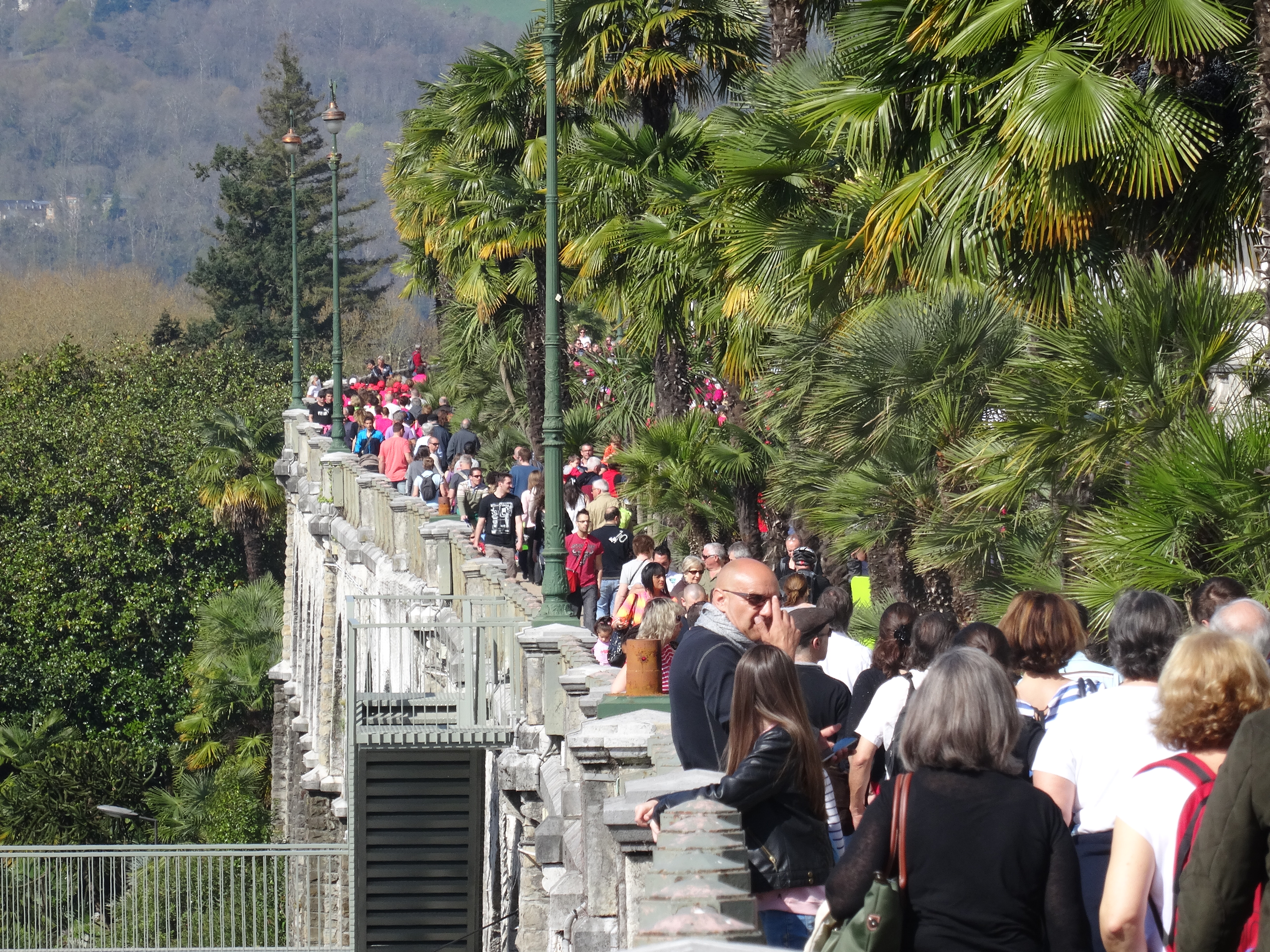
Le boulevard des Pyrénées.
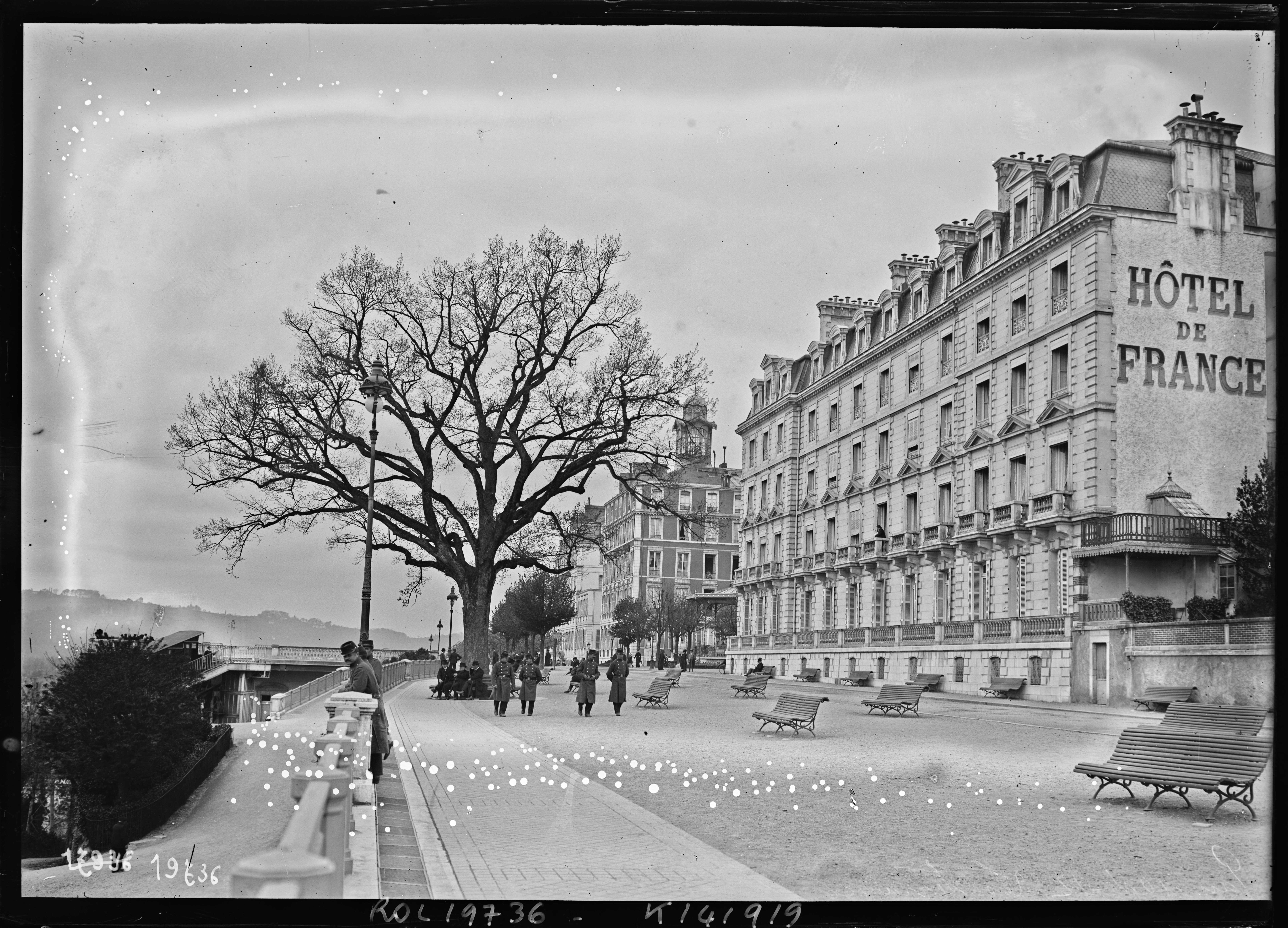
L'hôtel de France en 1912.
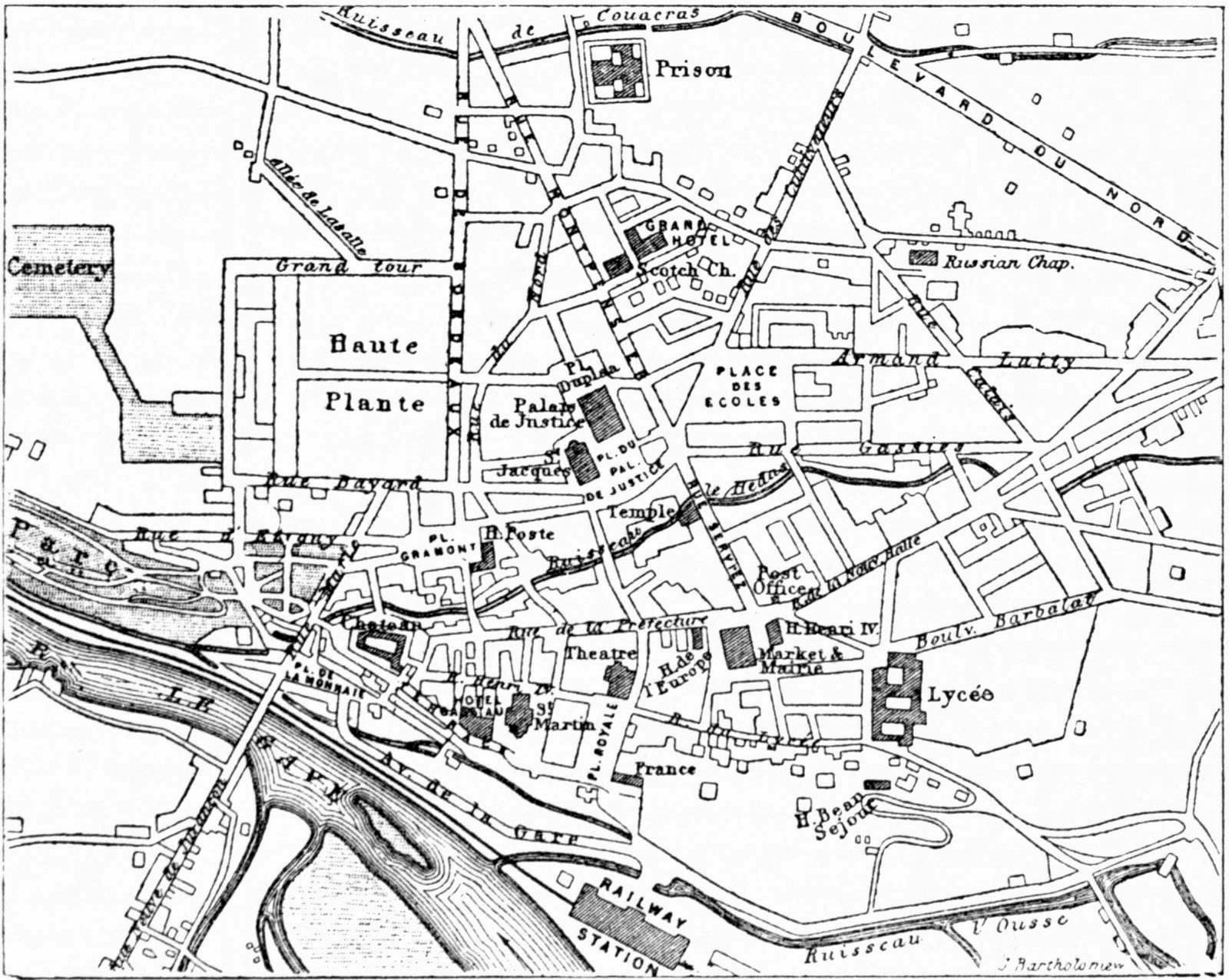
Centre-ville de Pau en 1885.

Au lendemain de la Révolution, la vente des biens nationaux entraîne des changements profonds dans la physionomie de la ville. Les parcs du château sont ainsi utilisés pour divers projets urbanistiques, la basse-plante permet en partie la réalisation de la place Gramont de 1817 à 1840 tandis que la haute-plante voit s'installer la caserne Bernadotte à partir de 1830 ainsi que le nouveau cimetière de la ville. Certains édifices religieux changent également de fonction, le couvent de la Foy est transformé en hôtel de préfecture, le couvent Notre-Dame reçoit la mairie jusqu'en 1808 et le collège royal des jésuites est transformé en école centrale puis en lycée à partir de cette même année 1808. Dans la première moitié du XVIIIe siècle, la capitale béarnaise poursuit également son expansion vers le nord avec la création de la rue Serviez qui enjambe le Hédas par un nouveau pont construit en 1802. Par la suite, cette rue est prolongée pour être reliée à la route de Bordeaux dès 1840 à la demande d'un groupe d'habitants du quartier des Cultivateurs. Cette nouvelle liaison prend le nom de Montpensier en la mémoire du prince Antoine d'Orléans, fils de Louis-Philippe et duc de Montpensier, qui vînt inaugurer la statue d'Henri IV place Royale en 1843.
C'est au milieu du XVIIIe siècle que la capitale béarnaise commence à accueillir un nombre croissant de touristes étrangers qui viennent profiter du climat prétendument sédatif de Pau en hiver. Ce tourisme climatique s'accompagne de plusieurs aménagements dans la ville : système de numérotation des maisons, réseau d'éclairage à l'huile puis au gaz dès 1840, des trottoirs sont aménagés et multiplication du nombre des fontaines décidée dès 1835. Le boulevard du Nord (nommé Alsace-Lorraine désormais) est créé autour de 1870 pour densifier le tissu urbain sur son côté intérieur, il occupe ce rôle jusque vers 1925. L'axe constitué par la rue Serviez et la nouvelle rue Montpensier profite de cette volonté, le premier quartier anglais voit le jour autour de l'actuelle église Saint-Andrew's et de l'ancien Grand Hôtel. Pau devient alors une station de séjour de renommée mondiale avec près de 6 000 hivernants dans les années 1880 (l'équivalent de 20 % de la population à l'époque). C'est sous cette influence que plusieurs décisions importantes sont prises à cette époque concernant l'aménagement urbain de la cité, la première d'entre elles est la création du boulevard du Midi de 1854 à 1871 et l'achat du domaine de Beaumont en 1878. Le boulevard du Midi constitue l'amorce du futur boulevard des Pyrénées construit de 1893 à 1899 pour relier la vieille ville à la ville neuve, il fait également de Pau une véritable ville belvédère.

##### Les dernières grandes modifications

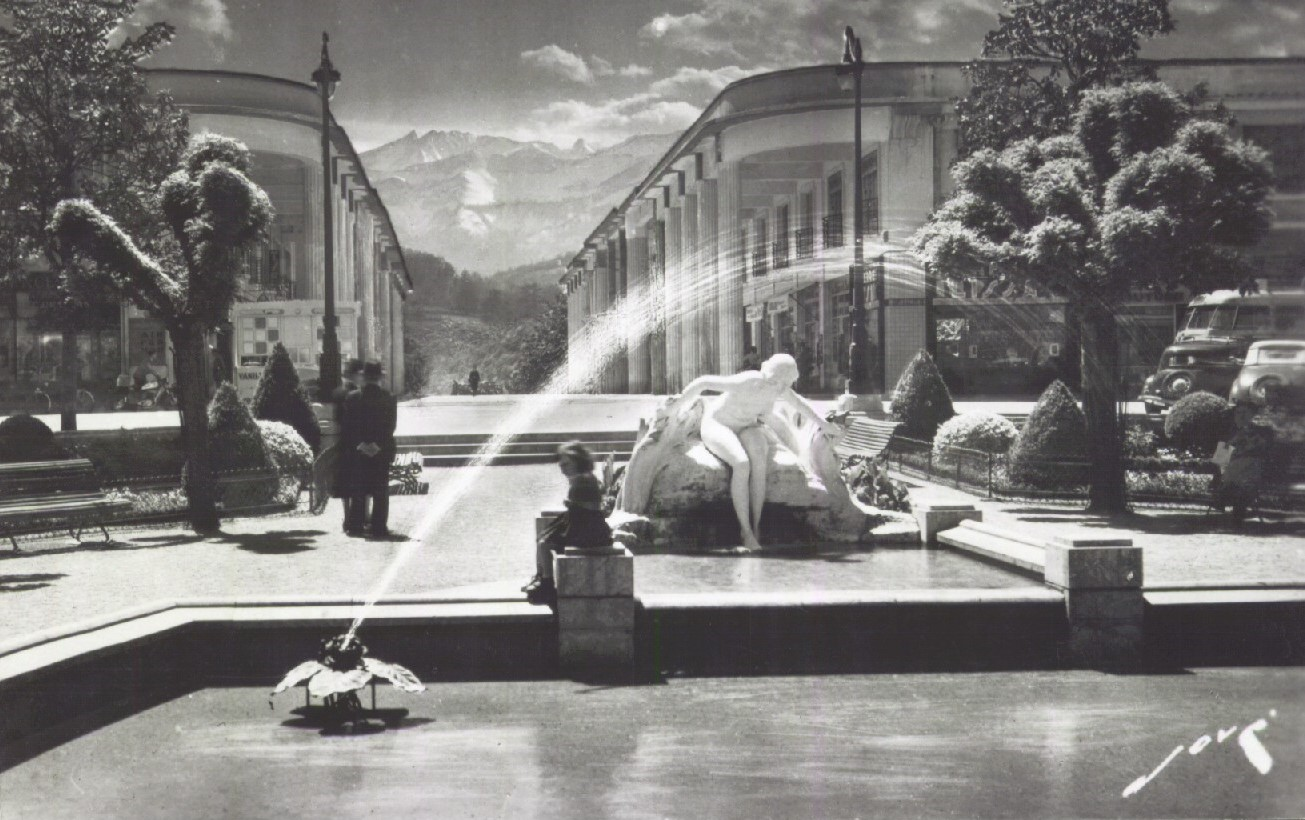
Les palais des Pyrénées dans les années 1930.

Le centre-ville de Pau prend sa forme actuelle dès la première moitié du XXe siècle avec la réalisation de plusieurs projets d'envergure, dont la création du palais des Pyrénées et sa jonction au boulevard du même nom par le boulevard d'Aragon. À l'orée des années 1930, le maire Alfred de Lassence souhaite recentrer la ville autour de la place Clemenceau en remplacement de la place Royale. L'équipe municipale répond ainsi favorablement à la proposition de l'entrepreneur Henri Lillaz, il souhaite bâtir sur cette place un édifice précurseur des centres commerciaux modernes pour y installer des commerces de luxe. Un accord est trouvé dès avril 1929 pour une ouverture l'année suivante, le tout nouveau palais des Pyrénées prend la place de l'ancien couvent des Ursulines et de la nouvelle halle. Cette construction entraîne d'autres changements dans le centre-ville palois puisque l'accord entre le maire et Henri Lillaz prévoit en contrepartie que ce dernier doit édifier une bibliothèque et un musée à ses frais. C'est chose faite dès 1930, avec la construction de deux bâtiments de style Art déco au nord du lycée Louis-Barthou.
La construction du palais des Pyrénées entraîne également le percement du boulevard d'Aragon pour relier ce nouveau centre de la ville au boulevard des Pyrénées. Dès 1928 le boulevard d'Aragon est achevé, permettant la construction successive de plusieurs immeubles, dont le palais d'Aragon et le palais d'Ossau. Par la suite, le centre-ville est traversé par diverses opérations d'urbanisme mais qui visent à renouveler plutôt qu'à bouleverser les équilibres obtenus dans les années 1930. La cité Paul-Doumer est construite dès 1932, l'« opération taudis » se tient de 1953 à 1962, tandis que plusieurs équipements voient le jour comme le théâtre de verdure en 1952 ou le Foirail en 1964.

#### XIV-Juillet
Cette zone de Pau est composée par la partie de la ville située rive gauche du gave (également nommée quartier de la Croix du Prince). L'urbanisation de la rive gauche du gave débute à partir de 1740 avec la fin de la construction du pont Royal (actuel pont du XIV-Juillet), cet espace étant jusqu'alors compris dans les frontières de la commune de Jurançon. Dès 1794, la municipalité paloise envisage d'annexer ce quartier, mais ce n'est que le 2 juillet 1862 que la zone est transférée à Pau malgré les protestations jurançonnaises. Le quartier du XIV-Juillet (nom donné depuis 1881) est alors composé de 504 habitants, sur 48 hectares. Avec la proximité du gave, de la ligne ferroviaire et de la route vers les vallées béarnaises et l'Espagne qui le traverse, le quartier se développe rapidement au cours du XIXe siècle. De petites industries s'installent telles que des moulins et des scieries hydrauliques, des tanneries, des abattoirs et des savonneries. Depuis les années 1970, le quartier a subi de nombreuses mutations avec la fermeture des usines, une certaine paupérisation des habitants et la fermeture de plusieurs commerces à cause de la concurrence des grandes surfaces de périphéries. L'emblème du quartier — le stade de la Croix-du-Prince — attend toujours un nouveau souffle après le départ des rugbymen de la Section paloise au début des années 1990.

#### Dufau-Tourasse

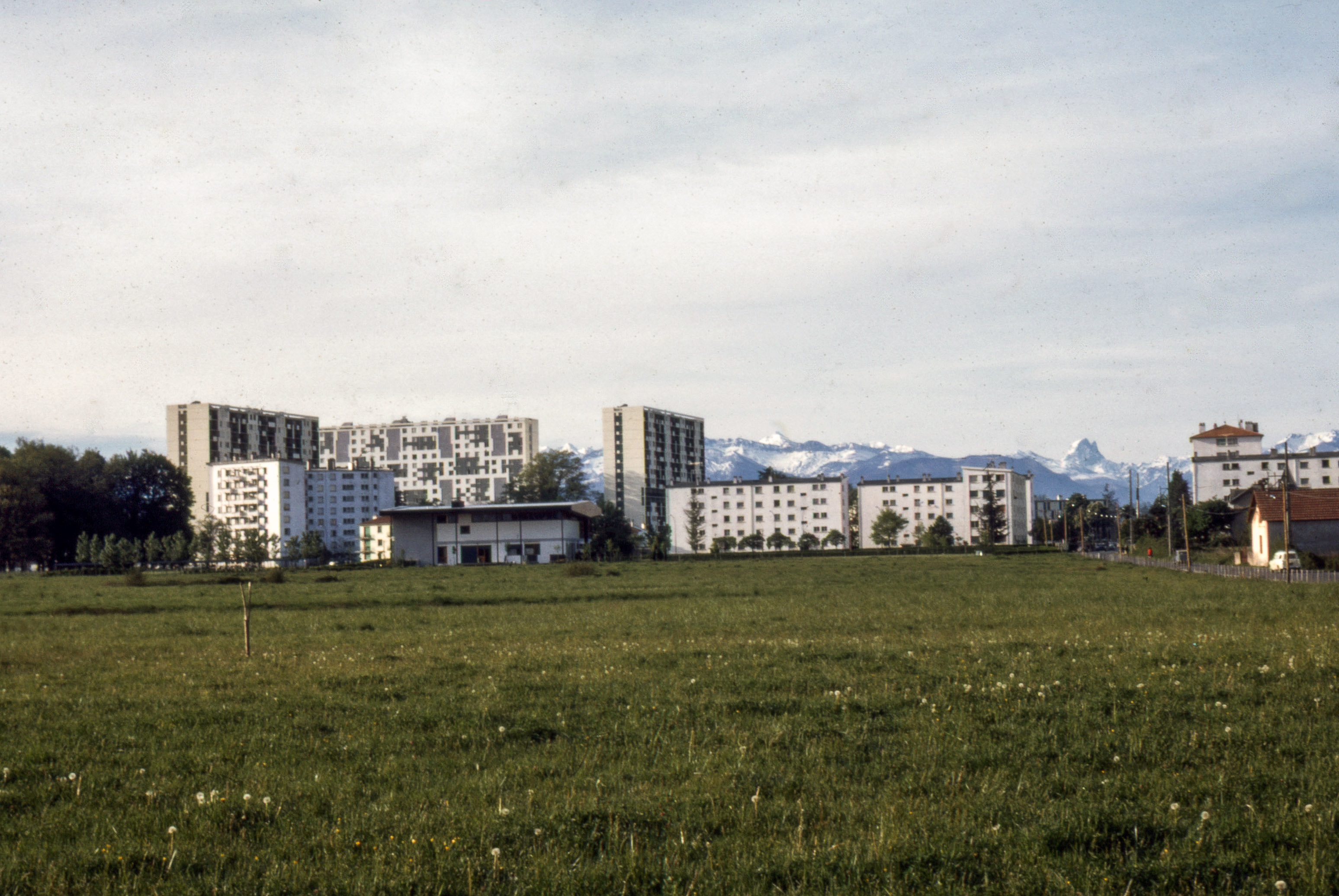
Les résidences Carlitos en 1966.

La zone Dufau-Tourasse — délimitée par le boulevard d'Alsace-Lorraine au sud, l'avenue des Lilas à l'est et le boulevard Tourasse au nord — comprend plusieurs grands ensembles de logements, dont les résidences Carlitos et le quartier Saragosse, ainsi que la cité administrative de Pau. Le nord-est de Pau n'a présenté aucun obstacle naturel à son urbanisation, ainsi un plan d'urbanisme est défini dès 1928 par Léon Jaussely. Ce plan visait notamment à prolonger la rue Carnot afin de créer un nouvel axe vecteur de développement d'une ville verte. Si le plan Jaussely est abandonné en 1933, l'idée d'une voie prolongeant la rue Carnot vers la forêt de Bastard est maintenue. Ce nouvel axe prend la forme de la coulée verte qui distribue l'ensemble de la zone Dufau-Tourasse puis toute la partie septentrionale de la ville jusqu'à la rocade nord construite à partir de 1968.
La limite nord de la ville de Pau était le boulevard d'Alsace-Lorraine jusque dans les années 1950. Au nord de cet axe, l'exploitation agricole occupait la majorité des parcelles, alors reliées au centre de la ville par la rue des Cultivateurs, devenue la rue Carnot. Le tissu urbain est le témoin de cette histoire puisqu'il reprend l’aligné du ruisseau et chemin « La Herrère», actuelle avenue Saragosse et celui du ruisseau de « La Coudères», aujourd’hui rue Honoré-Baradat. Le chemin Tourasse est devenu le boulevard Tourasse et Jean Sarrailh, anciennement domaine de nombreux maraîchers qui approvisionnaient la ville.
L'ensemble Dufau-Tourasse est le plus important plan de logements collectifs construits dans la ville dans le cadre des ZUP des années 1960. Cette opération concerne 35 hectares de terrains achetés par la ville, dont 22 réservés à la construction de 2 000 logements. André Remondet, lauréat du grand-prix de Rome en 1936, est chargé de la conception du plan-masse par le ministère de la Construction. Il organise celui-ci autour de l'axe nord-sud constitué par l'avenue Dufau et par plusieurs axes est-ouest : avenue de Saragosse, boulevard Tourasse, boulevard Jean-Sarrailh. Remondet combine des barres linéaires avec d'autres en zigzag afin de rompre la monotonie des îlots. L'axe principal nord-sud est composé de bâtiments de cinq niveaux, tandis que les quatre points cardinaux de la zone sont équipés des bâtiments les plus élevés. Les équipements publics du quartier (église Saint-Pierre, école Jean-Sarrailh notamment) sont en grande partie situés sur l'ancienne pépinière de la ville. La cité administrative est, quant à elle, réalisée progressivement entre les années 1970 et 1980, les terrains ont longtemps été convoités pour la réalisation d'un grand hôpital qui sera finalement construit plus au nord de la ville.

#### Pau Sud
La zone Pau Sud — délimitée par l'avenue Édouard-VII à l'ouest et l'avenue des Lilas puis le boulevard de la Paix au nord-est — est composée des quartiers du Trespoey et du Buisson en limite de Bizanos et par le quartier Saint-Cricq. Cette zone est marquée par la présence de villas suburbaines construites à la grande période du tourisme climatique palois. L'avenue Trespoey ainsi que les allées de Morlàas sont toujours imprégnées de cet urbanisme guidé par les théories de l'hygiénisme urbain. Cette mode issue de la Belle Époque voulait que les rues et avenues soient aérées et que les espaces bâtis soient en retrait des voies dans de grandes parcelles. Appliquée, notamment sous le mandat du maire Patrice O'Quin, la ville gagne son surnom d'« Hygiapolis ». Outre les réserves foncières indispensables à ce concept, la géographie du quartier Trespoey est alors particulièrement appréciée des riches hivernants. Le quartier est traversé par une ligne de crête surplombant le gave, qui offre une vue directe sur la chaîne des Pyrénées.

#### Le Hameau
Il s'agit d'une vaste zone composée par les quartiers du Laü, Berlioz et de l'Ousse des Bois et délimitée par l'allée Condorcet puis l'avenue de Buros à l'ouest ainsi que par le boulevard Tourasse puis le boulevard de la Paix au sud. Le quartier Berlioz est marqué par la présence de logements issus du mouvement des Castors, celui-ci s'est déroulé de 1953 à 1956 sous le nom « Les Chalets Pyrénées ». Outre des espaces résidentiels, la zone du Hameau se caractérise par un important tissu économique, avec en tête le centre scientifique et technique Jean-Féger du groupe Total. La plaine du Hameau constitue un point central pour le monde sportif palois avec de nombreux terrains disponibles et le stade du Hameau pour les événements rugbystiques notamment.
Le quartier de l'Ousse des Bois est l'un des grands ensembles de la ville de Pau construit dans les années 1960, ce dernier étant à l'origine composé de 880 logements. Classé prioritaire, il compte 4 000 habitants en 2020. Il est prévu pour accueillir les ouvriers recrutés après la découverte du gisement de Lacq, mais à partir des années 1970 il devient l'un des quartiers utilisés pour l'accueil des immigrés : Pieds-noirs, Portugais, Espagnols puis Maghrébins. En proie à des difficultés sociales puis à plusieurs émeutes dans les années 1990, un vaste projet de rénovation est lancé à partir de 1999 pour transformer le quartier. L'idée est notamment de casser l'effet « barre » et de mieux intégrer le quartier dans la ville. Près de 45 millions d'euros sont ainsi engagés lorsque survient le dispositif ANRU en 2006 qui donne un second souffle au projet avec 20 millions d'euros supplémentaires. Au total, 335 logements sont démolis tandis que 130 logements sont construits en type pavillonnaire.

#### Pau Nord
La zone Pau Nord — délimitée par le cours Léon Bérard, l'allée Condorcet et le boulevard de la Paix au sud et par l'avenue de Buros à l'est — est composée des quartiers résidentiels Lartigue, des Lilas, Barincou, Touquet et Trianon. Cette zone comprend également de nombreux grands équipements palois comme l'hippodrome (1842, rénové entre 1969 et 1971), le campus (1962-1977), le centre hospitalier (1975-1988), le palais des Sports (1991), le Zénith (1992) et le complexe de pelote (2006). La partie de cette zone située au nord de l'autoroute A64 n'est que très peu urbanisée, elle est occupée par le domaine hippique de Sers ainsi que par la forêt de Bastard. Cette dernière est une ancienne forêt royale de 300 hectares située sur la lande du Pont-Long. La plaine des Sports est traversée par un antique axe est-ouest nommé le Cami Salié (« chemin du sel » en béarnais), il s'agit du chemin historique allant du plateau de Ger vers Salies-de-Béarn et sa production de sel.

### Habitat et logement

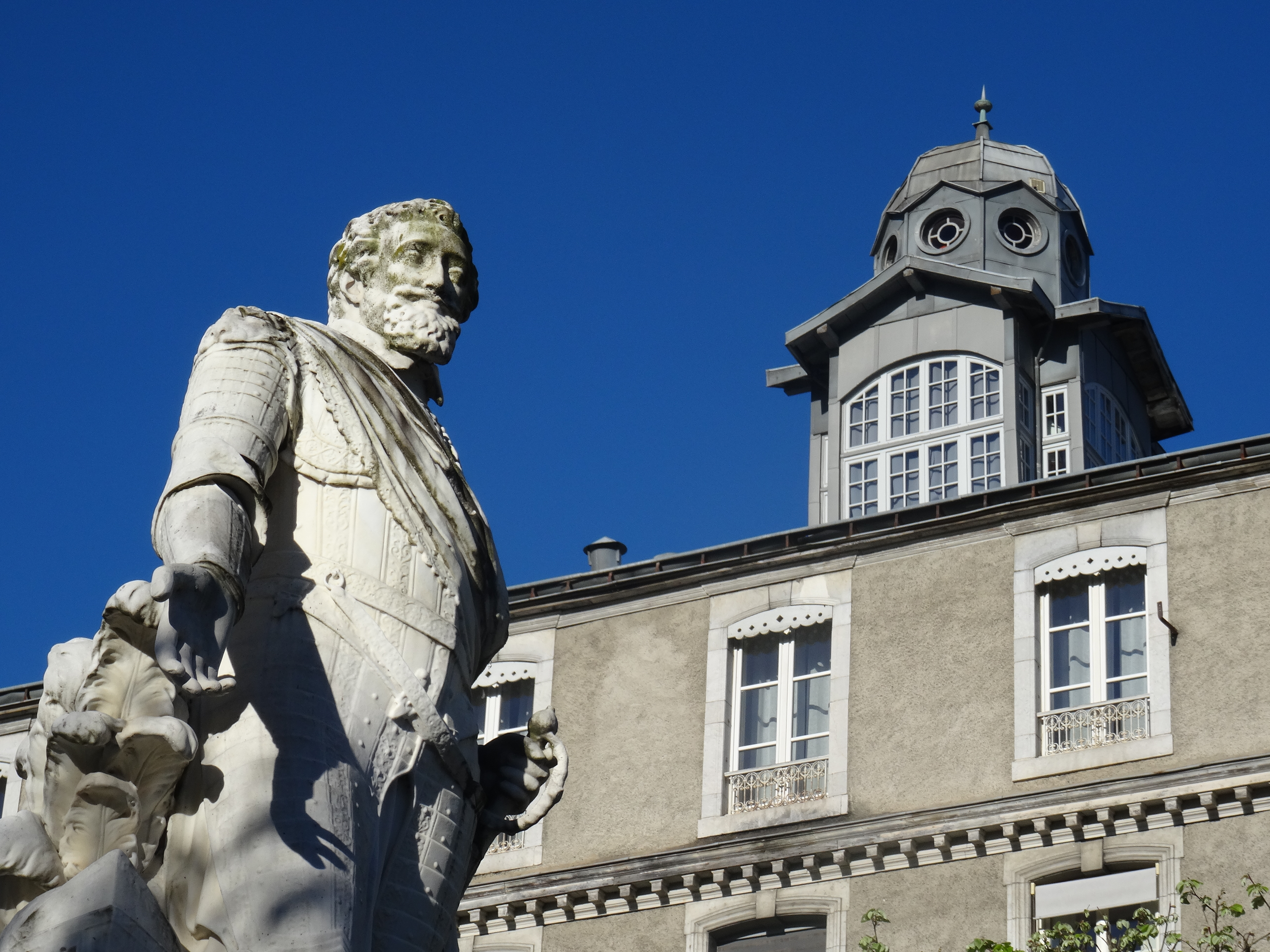
Logements bordant la place Royale.

En 2018, le nombre total de logements dans la commune était de 53 029, alors qu'il était de 51 025 en 2013 et de 49 630 en 2008.
Parmi ces logements, 80,5 % étaient des résidences principales, 2,8 % des résidences secondaires et 16,8 % des logements vacants. Ces logements étaient pour 17,1 % d'entre eux des maisons individuelles et pour 81,9 % des appartements.
Le tableau ci-dessous présente la typologie des logements à Pau en 2018 en comparaison avec celle des Pyrénées-Atlantiques et de la France entière. Une caractéristique marquante du parc de logements est ainsi une proportion de résidences secondaires et logements occasionnels (2,8 %) inférieure à celle du département (13,5 %) et à celle de la France entière (9,7 %). Concernant le statut d'occupation de ces logements, 38,7 % des habitants de la commune sont propriétaires de leur logement (39,8 % en 2013), contre 61,3 % pour les Pyrénées-Atlantiques et 57,5 % pour la France entière.
| Typologie                                               | Pau  | Pyrénées-Atlantiques | France entière |
| ------------------------------------------------------- | ---- | -------------------- | -------------- |
| Résidences principales (en %)                           | 80,5 | 78,3                 | 82,1           |
| Résidences secondaires et logements occasionnels (en %) | 2,8  | 13,5                 | 9,7            |
| Logements vacants (en %)                                | 16,8 | 8,1                  | 8,2            |

### Voies de communication et transports

#### Routes et ponts

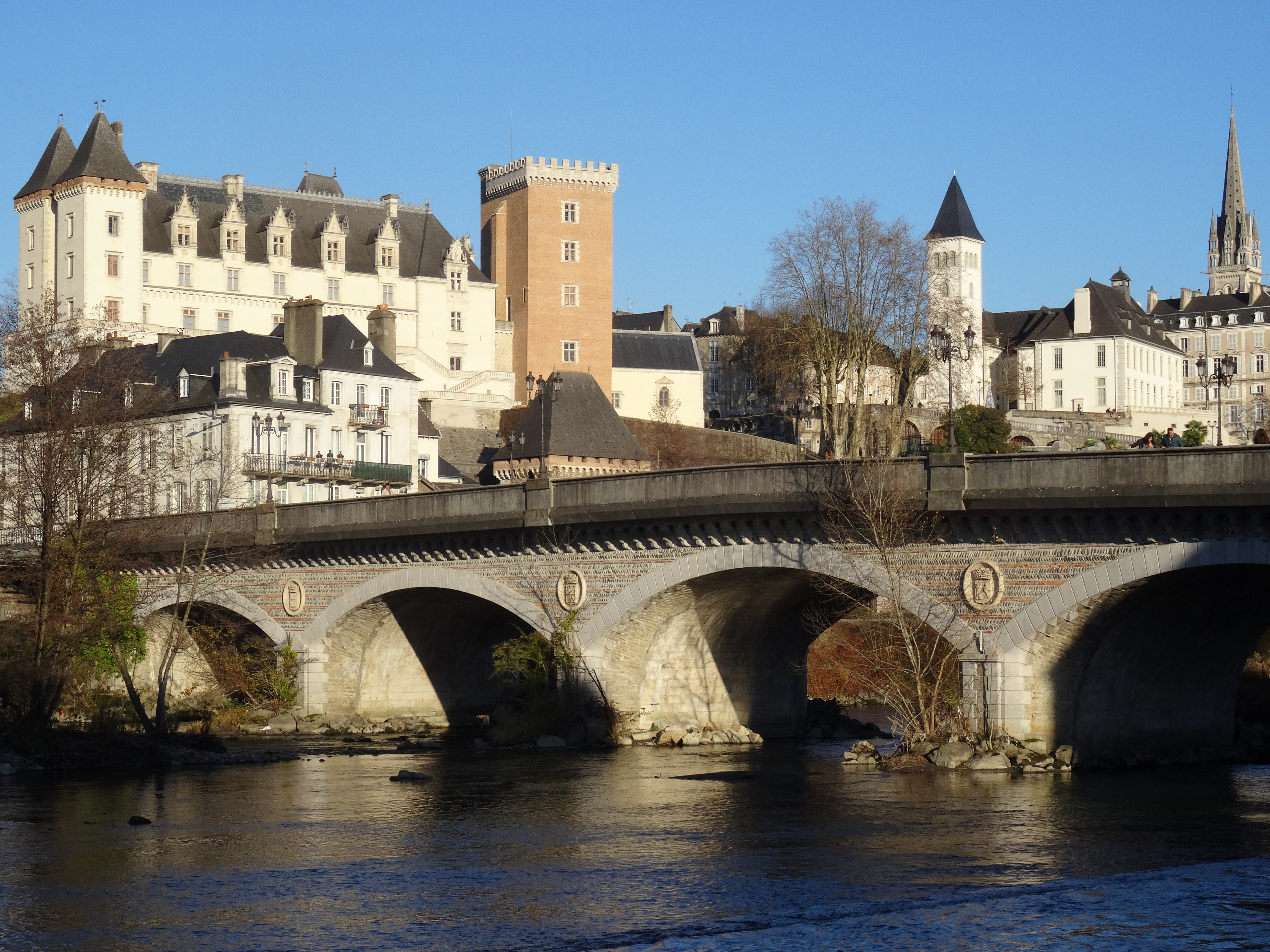
Le pont du XIV-Juillet.

Pau se trouve à l'intersection de deux autoroutes. L'autoroute A64 - E80 (sous son appellation européenne) dite la Pyrénéenne, rejoint, à l'est, Tarbes, en 30 minutes, et  Toulouse, en 2 heures. À l'ouest, elle rejoint Bayonne et la côte basque en un peu plus d'une heure (1 h 12). L'autoroute A65 - E7 (sous son appellation européenne) dite A'Liénor - autoroute de Gascogne, relie Pau à Bordeaux en plus de deux heures (2 h 7) via l'autoroute A62 entre Bordeaux et Langon, point de raccordement des deux autoroutes. Son inauguration a lieu le 14 décembre 2010. Pau est également traversée par plusieurs routes nationales déclassées par la suite : la route nationale 117 (Bayonne - Tarbes - Toulouse) devenue RD 817, la route nationale 637 (Pau -Montgaillard) devenue RD 937, la route nationale 643 (Pau - Auch) devenue RD 943 et la route nationale 645 (Pau - Sault-de-Navailles) devenue RD 945. La route nationale 134 existe toujours pour relier le sud de Pau au col du Somport.
Construite à la confluence du gave de Pau, de l'Ousse et de l'ancien ruisseau du Hédas, Pau dispose d'un réseau de ponts ayant permis son développement urbain progressif. Une fragile passerelle de bois permet initialement de traverser le gave au niveau de l'actuelle tour de la Monnaie. Cette passerelle étant régulièrement emportée par des crues, elle est remplacée par un pont en bois reposant sur des piles en maçonnerie en 1592. Finalement, un pont entièrement maçonné (pierres de taille, briques, galets) est réalisé à côté de l'ancien pont vers 1740. Il prend tout d'abord le nom de pont Royal puis de pont du XIV-Juillet jusqu'à aujourd'hui, il est élargi plusieurs fois en 1840 puis 1872. Depuis 1969, il est aussi possible de franchir le gave par le biais du pont d'Espagne. Le ravin creusé par l'ancien ruisseau du Hédas offre une protection naturelle à la vieille-ville de Pau, mais empêche également son développement. La réalisation de plusieurs ponts permet progressivement à la ville de s'étendre vers le nord du XVIe siècle au début du XXe siècle. Sont successivement créés, la porte Corisande (rue Lassansaa) sous la régence de Catherine de Bourbon, le pont des Cordeliers en 1678, le pont Neuf (rue Bordenave d'Abère) en 1786, le pont Samonzet en 1840 et enfin le pont Serviez en 1902. La réalisation du boulevard des Pyrénées entraîne également la construction du pont de la côte du Moulin en 1867 et du pont Oscar en 1897.

#### Transports collectifs

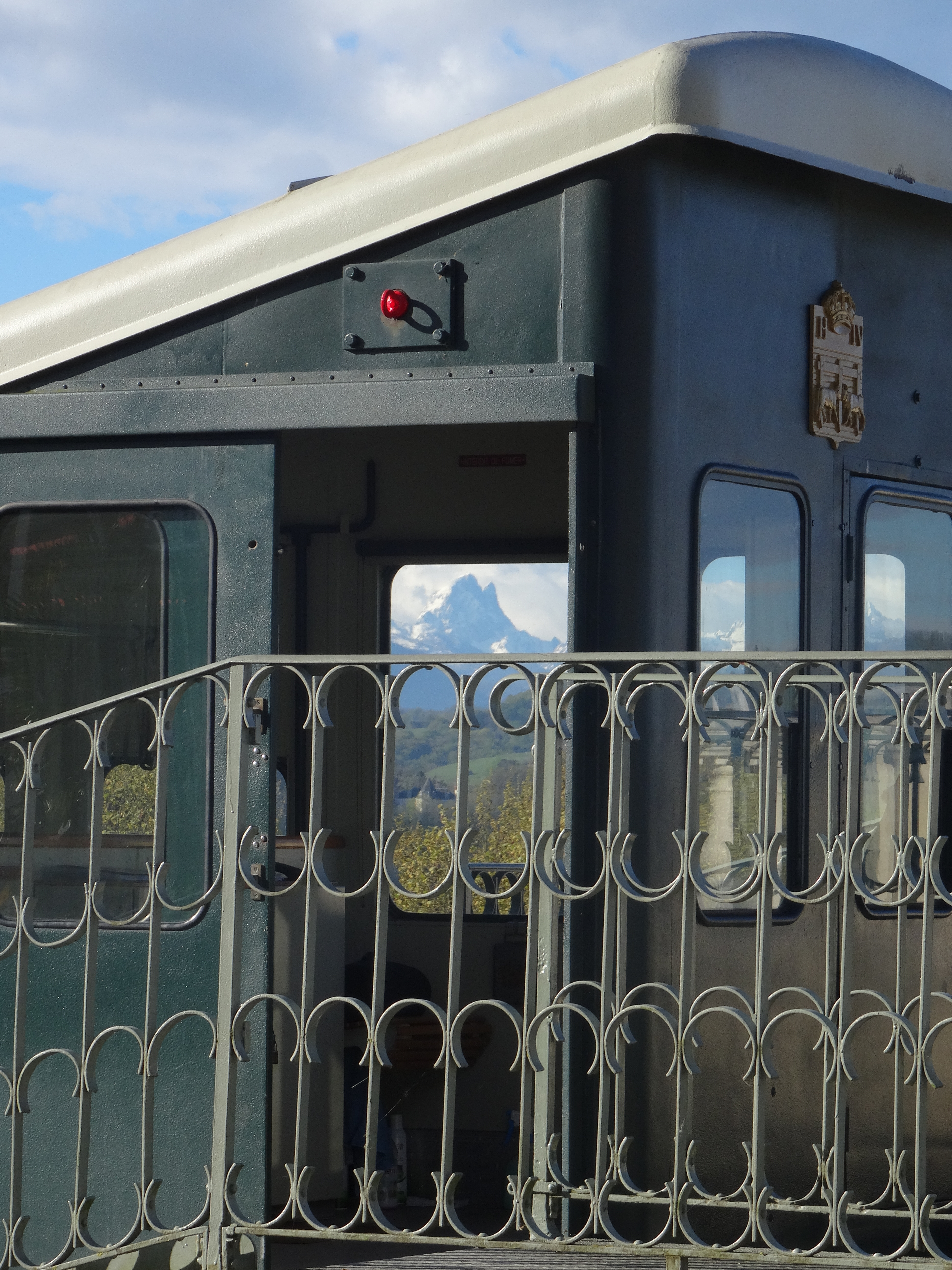
Le funiculaire de Pau.

Réseau de bus Idelis

Le réseau Idelis, exploité par la Société des transports de l'agglomération paloise (STAP) sous la responsabilité de la communauté d'agglomération Pau Béarn Pyrénées, dessert Pau et son agglomération. Plus de 8,5 millions de déplacements sont effectués chaque année sur ce réseau, composé de 24 lignes urbaines et de 75 circuits scolaires en 2023. La commune est desservie par une ligne de bus à haut niveau de service (BHNS). Cette ligne part de la gare de Pau pour rejoindre l'hôpital François-Mitterrand. Les travaux démarrent à la fin de 2014, la ligne est mise en service le 8 juillet 2019 tandis que le premier Fébus circule le 17 décembre 2019.
Plusieurs catégories de trains relient la gare de Pau à d'autres centres urbains français ou européens. Il s'agit des TGV, qui relient Paris-Montparnasse à Tarbes ; des Intercités, qui relient Hendaye à Toulouse-Matabiau ; des TER, qui relient notamment Bordeaux-Saint-Jean à Tarbes. Deux projets de construction ferroviaire sont à l'étude depuis le début des années 2000 : une ligne à grande vitesse depuis Bordeaux vers l'Espagne via l'est des Landes dont les travaux devraient être achevés en 2032, et la réouverture de la liaison transfrontalière Pau-Canfranc (Espagne) qui relierait Pau à Saragosse. Le funiculaire de Pau, inauguré en 1908, assure, à titre gratuit, la liaison entre le quartier de la gare et le boulevard des Pyrénées. Il passe près d'un arrêt définitif en 1970, étant considéré comme vétuste et « ringard ». Il est finalement conservé après une lourde rénovation qui aboutit en 1978. En 2017, il transporte en moyenne 500 000 passagers par an, et fonctionne tous les jours. Jusqu'en 1931, la ville de Pau est desservie également par le chemin de fer de Pau-Oloron-Mauléon (POM), dont la gare principale se trouve place de la République.
L'aéroport de Pau-Pyrénées, situé à 12 km sur la commune d'Uzein, est relié directement aux aéroports Paris-Charles-de-Gaulle et Paris-Orly (9 allers-retours par jour), à Lyon (3 allers-retours par jour), Marseille et Nantes (9 liaisons par semaine), Marrakech (1 à 2 liaisons par semaine), ainsi que Strasbourg, Lille, Brest, Quimper, Metz, Nice ou Ajaccio dans des liaisons saisonnières. En 2018, il enregistre 612 580 passagers.

### Planification de l'aménagement
Le schéma de cohérence territoriale (ou SCOT) du pays du Grand Pau est approuvé par le comité syndical le 29 juin 2015. Lors de son élaboration, il concerne 145 communes et 9 intercommunalités qui regroupaient date−221 000 habitants, 110 000 logements et 100 000 emplois en 2010. Dans son diagnostic territorial, le SCOT prévoit une population de 263 000 habitants à l'horizon 2030, soit une augmentation de 42 000 habitants en 20 ans. Afin de satisfaire cette évolution, le besoin de production annuelle de logements est estimé à 1 450. Les élus font pour cela le choix d'un modèle de développement en « archipel », organisé autour d'un espace central renforcé — « Cœur de Pays » —, de polarités structurantes et de communes supports. Le SCOT prévoit de renforcer l'attractivité du « Cœur de Pays » en y concentrant 60 % de la production annuelle de logement du Grand Pau — soit 865 logements par an — contre 750 logements annuels (53 %) sur la période 1999-2009.
Autre document, le plan local d'urbanisme intercommunal (PLUi) est approuvé par le conseil communautaire de l'agglomération Pau Béarn Pyrénées le 19 décembre 2019, il remplace pour Pau son PLU communal adopté en 2006. Les objectifs de ce plan sont de mettre en œuvre un document unique sur l'intégralité du périmètre de l'agglomération, afin « d'apporter une réponse collective aux grands enjeux urbains et périurbains, répondre aux avancées réglementaires les plus récentes, et poser un cadre plus cohérent et mieux équilibré entre les bassins de vie ». Le PLUi se donne notamment pour objectif de diminuer de 50% la consommation foncière due à l’habitat et à l’activité économique par rapport à la période 2005-2015. La commune de Pau dispose également de l'outil site patrimonial remarquable afin de protéger et mettre en valeur le patrimoine architectural, urbain et paysager de son centre historique.

### Risques naturels et technologiques
La commune est soumise aux risques majeurs suivants : inondation, risques climatiques, séisme et transport de matières dangereuses. Afin d'informer la population sur ces risques majeurs, la commune élabore en 2008 un dossier d'information communal sur les risques majeurs (DICRIM). Elle a élaboré également en 2012 un plan communal de sauvegarde qui fixe l’organisation nécessaire à la diffusion de l’alerte, précise des consignes de sécurité, recense les moyens disponibles et définit la mise en œuvre des mesures d’accompagnement et de soutien de la population.
Les inondations qui peuvent se produire à Pau sont de deux types : par débordement direct lors de crues rapides submergeant les berges des cours d'eau et par débordement indirect dû soit aux eaux de ruissellement, soit aux remontées des eaux du réseau d'assainissement. Le risque d'inondation est pris en compte dans l'aménagement du territoire de la commune par le biais du plan de prévention du risque inondation (PPRI) de Pau qui est approuvé le 23 septembre 2016. Le PPRI s'impose au PLUi qui doit conditionner les autorisations de construire selon les risques et intégrer la gestion de l’eau dans ces projets (création de bassin de rétention, préservation d’espaces perméables, etc.). Parallèlement, la commune fait partie du territoire à risques importants d'inondation (TRI) de Pau. Au total, onze arrêtés reconnaissant l'état de catastrophe naturelle ont été pris pour la commune de Pau à la suite d'inondations entre 1988 et 2014.
Parmi les autres risques pouvant affecter la commune, les aléas climatiques pouvant affecter la ville de Pau sont des épisodes de tempêtes venteuses (vents dépassant 89 km/h), d’orages de grêle, de fortes chutes de neige, de grand froid ou inversement de canicule,. Du fait de sa proximité de la chaîne pyrénéenne, Pau est située dans une zone de sismicité de niveau 4, qualifié de « moyen », sur une échelle qui en comporte 5, ce qui implique des contraintes constructives pour de nombreuses habitations. Enfin Pau est soumise au risque de transport de matières dangereuses (TMD), consécutif à un accident se produisant lors du transport de telles matières par voies routières, ferroviaires, voies d’eau ou canalisations. La rocade, l’autoroute A64, mais aussi les voies secondaires constituent des zones à risques.

### Qualité de l'environnement
La commune de Pau est située dans le bassin hydrographique Adour-Garonne. Chaque bassin élabore un document de planification dans le domaine de l’eau, le schéma directeur d'aménagement et de gestion des eaux (SDAGE), faisant un état des lieux et visant à atteindre un objectif de qualité des eaux à un horizon donné. 31,7 % du territoire communal est classé en zone sensible à l'eutrophisation et donc particulièrement sensibles aux pollutions et la totalité de la commune est en zone vulnérable, c'est-à-dire sensible aux nitrates d'origine agricole. Parmi les mesures visant à améliorer la qualité des eaux et concernant la commune figure le plan de gestion des étiages Luys Louts, couvrant les bassins-versants du Louts et des Luys (Luy de France et Luy de Béarn).
Concernant les sols, le Ministère de la transition écologique et solidaire (MEDDE) met à disposition du public la base de données BASOL sur les sites et sols pollués. Sur le territoire de la commune de Pau aucune pollution n'est recensée. Le plans de protection de l'atmosphère (PPA), de l'agglomération de Pau, est approuvé par arrêté préfectoral le 21 décembre 2012. Il définit les objectifs et les mesures dans les thématiques du transport, de l’habitat, du tertiaire et des comportements individuels et enfin de l’industrie permettant de ramener les concentrations en polluants atmosphériques à un niveau inférieur aux valeurs limites réglementaires,.
L'autoroute A64 est classée comme ayant un impact sonore sur une bande de 300 m de part et d'autre de l'infrastructure.

## Toponymie
Le toponyme Pau est retrouvé dans la charte de Barcelone de 1154, il apparaît sous les formes Castrum de Pado (cartulaire de Sainte-Foi de Morlaàs, XIIe siècle), Castellum de Pal (cartulaire de Lescar, XIIe siècle), Palum (registres de Bordeaux), Lo pont de Pau et Sant-Martii de Pau (notaires de Pau, respectivement en 1484 et 1488). Son nom béarnais est Pau (prononcé paw).
Plusieurs hypothèses viennent expliquer le nom de la commune. La première tient son origine dans la traduction du mot béarnais pau, qui signifie « pieu » ou « palissade ». La légende raconte que les Ossalois — propriétaires de fait de la plaine du Pont-Long — auraient accordé l'emplacement de l'éperon rocheux surplombant le gave aux vicomtes de Béarn pour y bâtir une forteresse. Pour délimiter l'étendue du domaine accordé, trois pieux auraient été plantés, ce qui aurait donc donné le nom à la ville. Paul Raymond souligne que « si l'origine du nom de notre ville était tirée des trois pieux légendaires, on aurait dit paus au pluriel et non pau. ». Vastin Lespy plaide donc pour la signification au singulier « palissade » de pau, à l'image de l'ancien français  plessis qui a donné de nombreux toponymes dans la moitié nord de la France. Plus récemment, d'autres auteurs — comme Michel Grosclaude ou Dominique Bidot-Germa — plaident pour une origine pré-indoeuropéenne du terme pau, renvoyant à la racine *pal, indiquant un rocher escarpé, comme c'est le cas pour d'autres toponymes pyrénéens (col de Pau, pic Palas, etc.). Enfin, Simin Palay mentionne l'hypothèse d'un lien avec le latin palus, qui signifie « marécageux ».

## Histoire

### Préhistoire et Antiquité
Au carrefour entre la vallée fluviale est-ouest du gave — et son parallèle la plaine du Pont-Long — et les chemins nord-sud transpyrénéens, la zone paloise se caractérise du Paléolithique inférieur jusqu'à la Protohistoire par des traces d'occupation laissées par des groupes humains mobiles. Des traces de chasseurs cueilleurs mobiles sont décelées autour de Pau, à l'interface entre plaine et montagne. Le Néolithique permet d'identifier le développement de l'élevage sur le site, avec la découverte d'un grattoir à silex au pied du donjon du château. Le territoire palois confirme son rôle de relais entre la plaine et les vallées de montagne, et notamment l'Ossau. Aucune trace d'habitat bâti n'est découvert pour cette période néolithique, seuls des sites à pierres chauffées sont présents dans la région paloise, indiquant des occupations légères, répétitives, de courte durée, de populations dont l'économie est marquée par la mobilité. De nombreux tumuli sont érigés au Bronze ancien et moyen sur la plaine du Pont-Long, dont plusieurs tertres situés sur la commune de Pau, tandis que les données vont dans le sens d'une activité pastorale entre la vallée d'Ossau et la zone du Pont-Long.

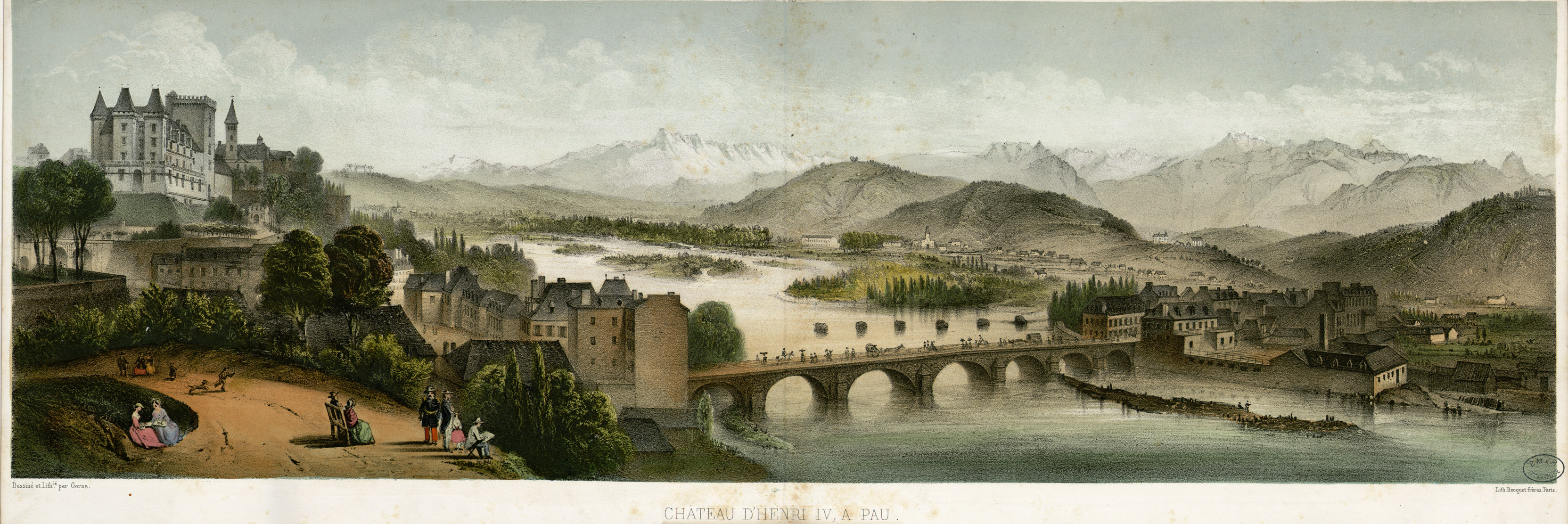
La zone paloise assure l'interface entre plaine et montagne.

Pau est l'un des rares chefs-lieux de département français à ne pouvoir revendiquer une quelconque racine antique. Publiée en 1994, la Carte archéologique de la Gaule ne recense sur le territoire de Pau que trois ou quatre découvertes archéologiques pouvant être rapportées à l'époque romaine, ces dernières étant toutes anciennes ou douteuses. Il faut sortir des limites de la commune pour trouver des traces d'occupation, notamment au sud avec la villa du Pont d'Oly à Jurançon, et surtout à l'ouest avec Lescar-Beneharnum. Cette agglomération urbaine se développe dès la fin du règne d'Auguste, avec des infrastructures de grande qualité et un profil semi-rural de quelques centaines d'habitants. L'absence d'établissement permanent sur le Pont-Long durant cette période permet d'estimer que le territoire palois conserve alors un rôle de lande exploitée extensivement, sous le contrôle de Lescar-Beneharnum. La cité paloise prend sa naissance au Moyen Âge sous l'impulsion des vicomtes de Béarn, telle l'héritière de la proche Lescar et comme une quasi-colonie ossaloise.

### Moyen Âge
La ville médiévale est construite sur un emplacement aux qualités très particulières. Le gave de Pau — qui descend des Pyrénées — est une rivière assez difficile à franchir, et sur une distance d'environ 50 km, seuls trois gués existent :  Nay à l'est, Orthez à l'ouest et Pau entre les deux. Il sert notamment au passage des bergers en transhumance entre les montagnes d'Ossau et les pâturages de la plaine du Pont-Long, via le camin ossalés (chemin ossalois). L'extrémité nord d'un éperon rocheux, en forme de pointe, surplombe ce gué de presque 80 mètres. C'est donc un emplacement naturel idéal pour contrôler le passage et les arrivants des Pyrénées, et un petit poste de surveillance y est construit vers l'an mille, simple fort entouré d'une palissade. Il possède alors la caractéristique d'être situé à égale distance de Lescar, siège des évêques, et de Morlaàs, capitale des vicomtes de Béarn. Bien après Oloron, mais aussi Morlaàs, Lescar, Orthez ou Sauveterre-de-Béarn, l'évocation de la cité paloise dans les écrits fait d'elle l'une des dernières-nées des cités du Béarn. La plus ancienne mention de Pau provient de la charte primitive du for de Morlaàs, concédée entre 1090 et 1131, celle concernant le château de Pau est issue du cartulaire de Lescar sous l’épiscopat de Guy de Lons dans la première moitié du XIIe siècle. Ces documents mentionnent l'importance qu'a déjà pris le château et la petite localité l'entourant pour la vie du pays béarnais.

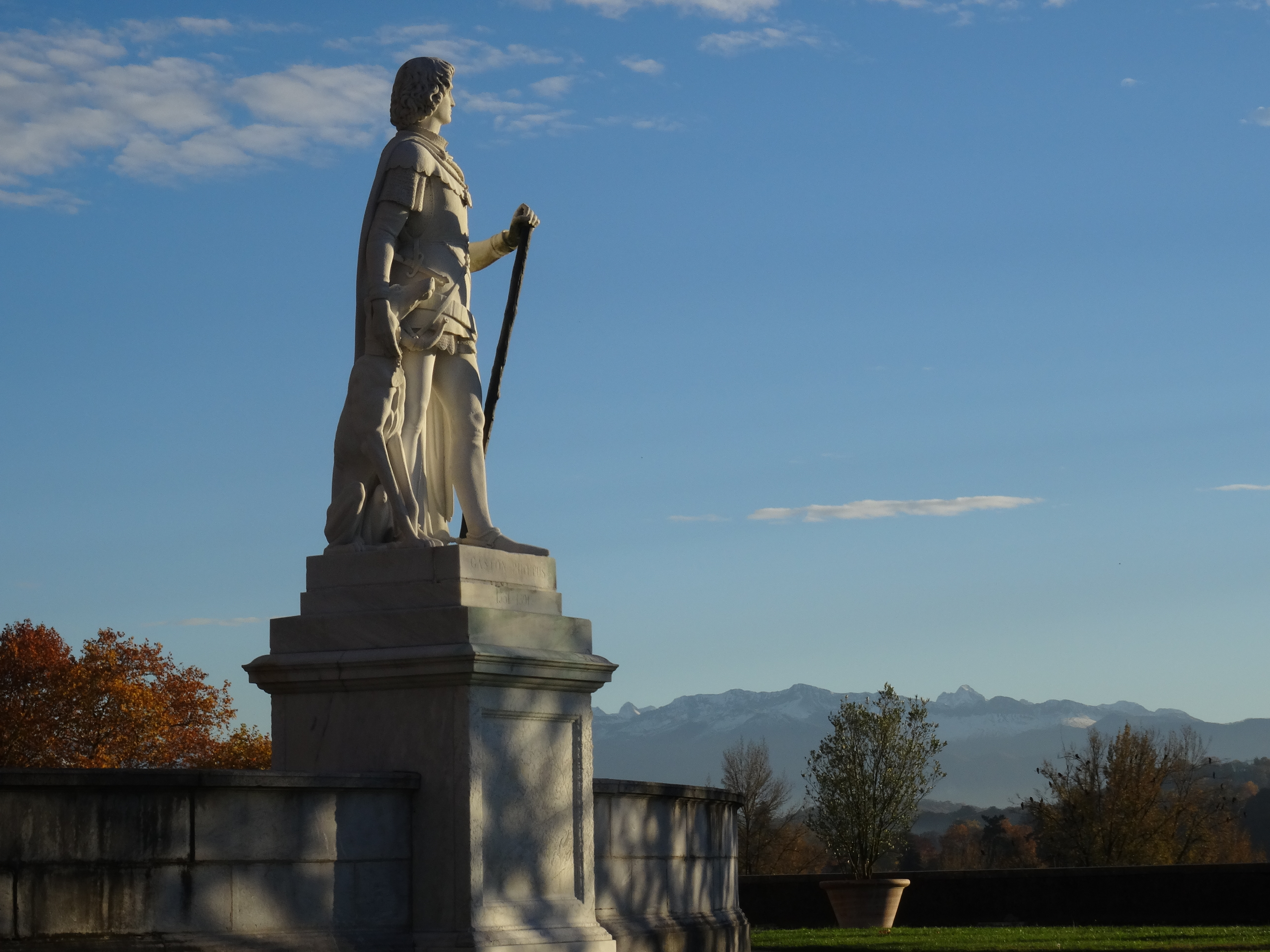
La statue de Fébus face aux Pyrénées.

Jusqu'au XIIe siècle, le château est consolidé et quelques maisons s'y sont accolées, le tout constituant un petit hameau. Il n'est cependant pas possible de savoir si le château précède la constitution du village, ou inversement. Les seigneurs de Béarn accordent alors le statut de viguerie à ce nouveau village qui continue lentement de s'étendre. En 1188, Gaston VI de Béarn y réunit sa cour majour afin de rénover le for général devant tous les barons de Béarn. Ce document est particulièrement important dans l'histoire du pays et réaffirme l'attachement des seigneurs béarnais à leurs traditionnelles libertés, tout en lançant un avertissement à quiconque serait tenté de les violer. Au XIIIe siècle, Pau devient un castelnau — signe de l'importance et de l'agrandissement de la cité — avec un bailli nommé par les vicomtes béarnais. Affirmant l'indépendance du Béarn en 1347, Gaston Fébus reste très attaché à l'indépendance de son petit pays durant son règne. Il entame de grands travaux pour renforcer les places fortes du Béarn, notamment le château de Pau dans lequel il réside occasionnellement. De 1370 à 1378, il y fait ajouter un donjon en briques ainsi qu'une enceinte fortifiée extérieure avec la tour de la Monnaie. Le château de Pau complète la puissante barrière de défense que Fébus érige pour faire respecter l'indépendance du Béarn, face aux Anglais installés à Bayonne, Dax, en Soule et à Lourdes, ainsi que vis-à-vis du comté d'Armagnac. En 1385, Pau est alors une cité de 128 feux répartis le long de quatre rues et autour d'une modeste église paroissiale à l'est du château.
C'est au milieu du XVe siècle que Pau prend toute son importance au sein de l'organisation béarnaise. Les vicomtes ont alors abandonné ce titre pour se présenter comme seigneurs du pays souverain de Béarn, Louis XI de France respecte cette l'indépendance du pays de Béarn en ordonnant à son grand écuyer de descendre l'épée royale en pénétrant dans le territoire béarnais,. Le Béarn, encore indépendant, peut échapper l'intention de l'annexion de ce roi, grâce au mariage, conclu en 1462, de sa sœur Madeleine de France avec le fils aîné de Gaston IV, Gaston de Foix, qui symbolise l'alliance entre le royaume de France et le Béarn. Le 25 septembre 1464, Gaston IV de Foix-Béarn — après avoir épousé l'infante Éléonore de Navarre et ainsi récupéré le titre de prince héritier du royaume de Navarre — transfère sa cour d'Orthez à Pau. Pau devient ainsi la quatrième capitale historique du Béarn, après Lescar, Morlaàs et Orthez. L'objectif de Gaston IV est notamment de construire un appareil judiciaire moderne autour d'un pouvoir central, chose difficile à Orthez, ville excentrée par rapport au reste du pays. Pau est dotée d'une charte communale ; un marché hebdomadaire ainsi que trois foires annuelles s'y déroulent, tout comme les États du Béarn et la cour de son sénéchal (tribunal). Gaston IV transforme le château-fort de Fébus en résidence princière sous l'influence des châteaux français de la Touraine, de l'Anjou et du Berry.

### Renaissance et époque moderne

#### Une cité royale

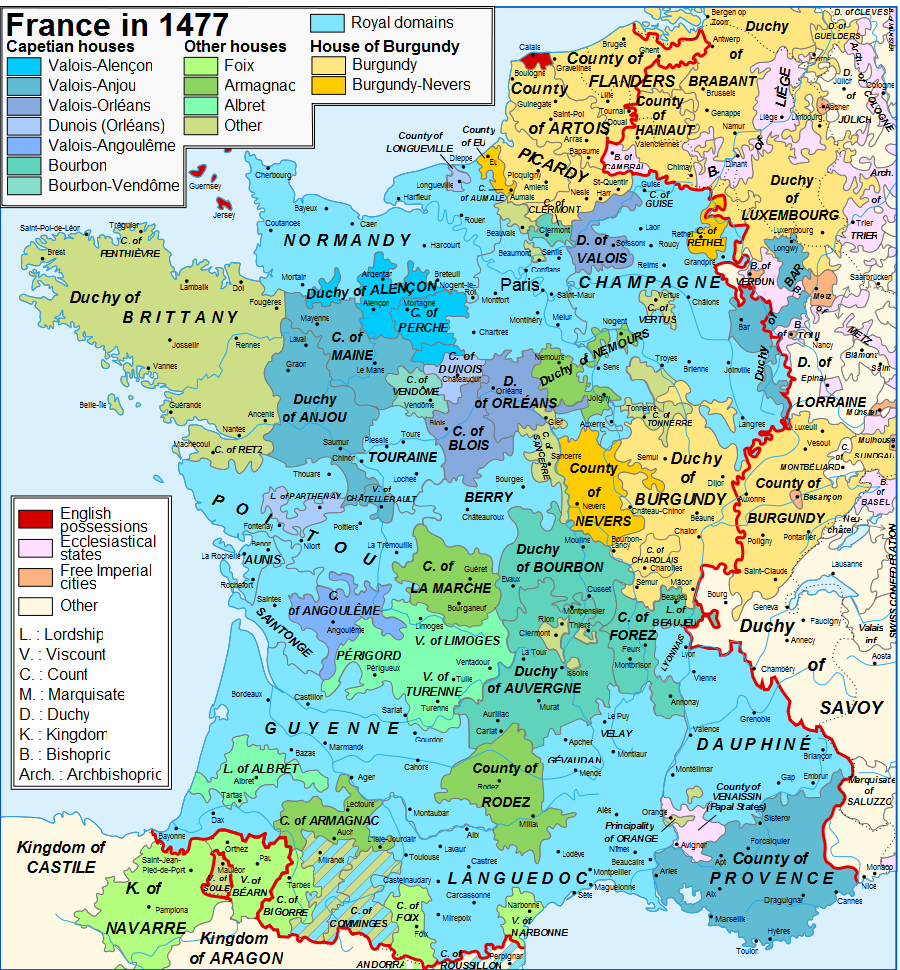
Situation du Béarn et de la Navarre par rapport à la France en 1477.

Le petit-fils de Gaston IV et d'Éléonore de Navarre, François Fébus, est couronné roi de Navarre en 1479 à Pampelune. Les seigneurs de Béarn récupèrent dès lors la couronne du royaume de Navarre créant de fait un État Béarn-Navarre à cheval sur les deux versants de la chaîne pyrénéenne. Cette position se révèle particulièrement inconfortable pour les seigneurs béarnais. Afin de garder la neutralité du pays de Béarn, l'éclatement de ce nouvel État pyrénéen devient inévitable. Le mariage de la sœur, et héritière, de François Fébus scelle définitivement l'avenir du Béarn et de sa capitale. Ainsi, les États de Béarn réunis à Pau en 1483 se prononcent pour que Catherine de Foix épouse Jean d'Albret sous les conseils du roi de France, au lieu du fils des rois catholiques ibériques. Les seigneurs béarnais deviennent donc alliés du roi de France, sans perdre l'indépendance de leur pays. Ce choix provoque en 1512 la prise de Pampelune par les troupes de Ferdinand le Catholique, qui ne pouvaient laisser les troupes françaises s'installer durablement au sud des Pyrénées. Pau devient donc à partir cette date la capitale des rois de Navarre, bien que les seigneurs du Béarn perdent de fait une grande partie du territoire de la Navarre, ne conservant que la basse-Navarre au prix d'une contre-attaque franco-béarnaise menée en 1513.
Désormais cité royale, Pau se dote au cours de ce XVIe siècle de plusieurs institutions qui renforcent son rôle central pour le Béarn. À côté de la cour du sénéchal (compétence civile), Henri d'Albret (fils de Catherine et Jean), instaure en 1519 le conseil souverain (compétence criminelle). Puis en 1525, c'est au tour d'une Chambre des comptes d'être implantée dans la cité, avant que l'atelier de la monnaie soit transféré de Morlaàs vers Pau. La monnaie béarnaise est frappée jusqu'à la Révolution française dans la tour de la Monnaie. Après avoir combattu et été fait prisonnier aux côtés du roi de France François Ier à la bataille de Pavie, Henri d'Albret épouse Marguerite d'Angoulême, la sœur de son compagnon d'armes. Ensemble ils transforment le château dans le style Renaissance. La cour de Navarre voit alors défiler une cohorte d'esprits brillants et de personnages illustres accompagnés d'une suite nombreuse, la vie de la cité paloise est animée par cette activité qui place Pau comme une capitale intellectuelle de premier plan en Europe. L'œuvre d'embellissement du château voulue par Henri et Marguerite est poursuivie par leur fille Jeanne d'Albret et son époux Antoine de Bourbon, qui participent à la création de magnifiques jardins, décrits alors par des visiteurs comme étant « les plus beaux d'Europe ».

#### Au cœur des guerres de religion

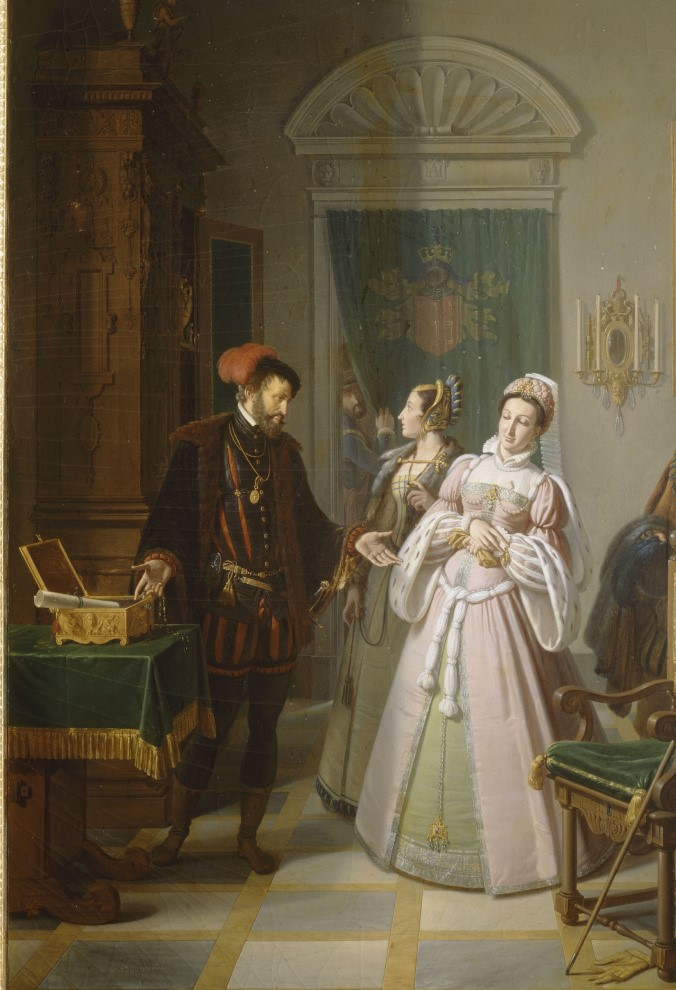
Jeanne d'Albret mène le parti protestant.

Cette même Jeanne d'Albret donne naissance au plus illustre des Palois ; le 13 décembre 1553, elle accouche du futur Henri IV de France dans le château de son père. Bien que n'ayant vécu que peu de temps dans son château natal, le « bon roi Henri » garde cher à son cœur ce lieu où il est né prince de Béarn. Henri fait également en sorte de fournir à la ville le palais de justice dont elle a besoin (siège du futur Parlement de Navarre), il affranchit les Palois de certaines taxes et confirme le titre de ville à la cité. La deuxième moitié du XVIe siècle est une période trouble pour Pau et le Béarn. Jeanne d'Albret suit l'exemple de sa mère Marguerite en introduisant la réforme protestante au sein de la cour de Navarre et de ses possessions. Jeanne d'Albret montre une rigueur morale et une intransigeance religieuse particulièrement fortes face au catholicisme. En 1563, cette dernière fait enlever de l'église Saint-Martin les emblèmes de la religion catholique, elle fait aussi brûler devant le château les retables et les ornements du culte. Ce geste provoque un profond émoi au sein de la cour de France comme des États de Béarn qui protestent. En 1569, Pau est prise par les troupes catholiques de Charles IX de France mais avec des dégâts bien moindres que pour les villes voisines. Quatre mois plus tard, la ville est reprise par Jeanne d'Albret grâce aux troupes du comte de Montgommery. Jeanne d'Albret fait massacrer à Pau les chefs catholiques rendus prisonniers à Orthez. Le nombre de victimes de cette période n'est pas élevé pour la ville de Pau, mais la liberté religieuse est pour longtemps abolie avec, en point d'orgue, l'ordonnance de 1571 qui édicte les peines des plus sévères contre ceux qui s'efforcent d'« enseigner quelque fausse doctrine au peuple ».
Le 15 avril 1599, Henri IV étend sa politique d'apaisement à son pays de Béarn natal. Un an après celui de Nantes pour les Français, il proclame l'édit de Fontainebleau pour les catholiques du Béarn. Ce libre exercice du culte est progressivement étendu aux localités béarnaises. Avec la mort d'Henri IV en 1610, l'agitation religieuse repart de plus belle. En 1617, le jeune roi Louis XIII (fils d'Henri IV) promulgue l'arrêt de Fontainebleau qui rétablit dans tout le Béarn la religion catholique et impose la restitution des biens aux catholiques, la révolte gronde peu à peu vis-à-vis du roi de France. Après l'échec des essais de conciliation, le roi Louis XIII prend finalement la décision de marcher sur le Béarn à la tête d'une importante armée. Il fait son entrée à Pau le 15 octobre 1620 devant une population hostile face à cette démonstration guerrière. Après s'être assuré de la soumission de la place forte béarnaise de Navarrenx, le souverain retourne dans la capitale béarnaise le 19 octobre 1620 dans une ambiance plus amicale. Dès le lendemain, le 20 octobre 1620, le culte catholique est rétabli en Béarn par une solennelle procession suivie par Louis XIII. Ce même jour Louis XIII publie un édit pour porter union et incorporation du Béarn et de la Navarre à la couronne de France. Bien que très attachés à leur indépendance, et très mécontents lorsque les États généraux avaient demandé l'incorporation du Béarn en 1614, la réaction des Béarnais se fait globalement sans excès. Le roi assure les Béarnais de conserver « leurs fors et privilèges », garantissant une large autonomie à la nouvelle province française. Louis XIII transforme le conseil souverain de Béarn en Parlement de Navarre, y intégrant la cour de Saint-Palais (Basse-Navarre). La ville de Pau passe du statut de cité royale à celui de cité parlementaire.
Le Parlement de Navarre reste pendant près de 170 ans le principal élément de l'activité sociale de Pau, une aristocratie provinciale s'y développe. Aussi, Louis XIII influe considérablement sur la reconstruction catholique de la cité. Il dote la ville de deux nouvelles institutions, le couvent des Capucins et le collège des Jésuites (actuel lycée Louis-Barthou), afin de répandre la religion catholique auprès des habitants et notamment de la jeunesse. De nombreuses autres fondations éducatives ou charitables s'installent par la suite à Pau pour compléter la volonté royale, à l'image des Cordeliers, des Orphelines ou encore des Ursulines. Toutes ces institutions imprègnent alors peu à peu la cité paloise d'une profonde atmosphère catholique, elles bouleversent également la physionomie de la ville avec de vastes établissements qui structurent encore aujourd'hui la capitale béarnaise. En parallèle, la première université de Pau est établie à partir de 1722, elle est l'héritière du collège de Béarn et de l'académie protestante du Béarn fondés en 1549 et 1583 à Lescar et Orthez mais fermés en 1620 par Louis XIII.

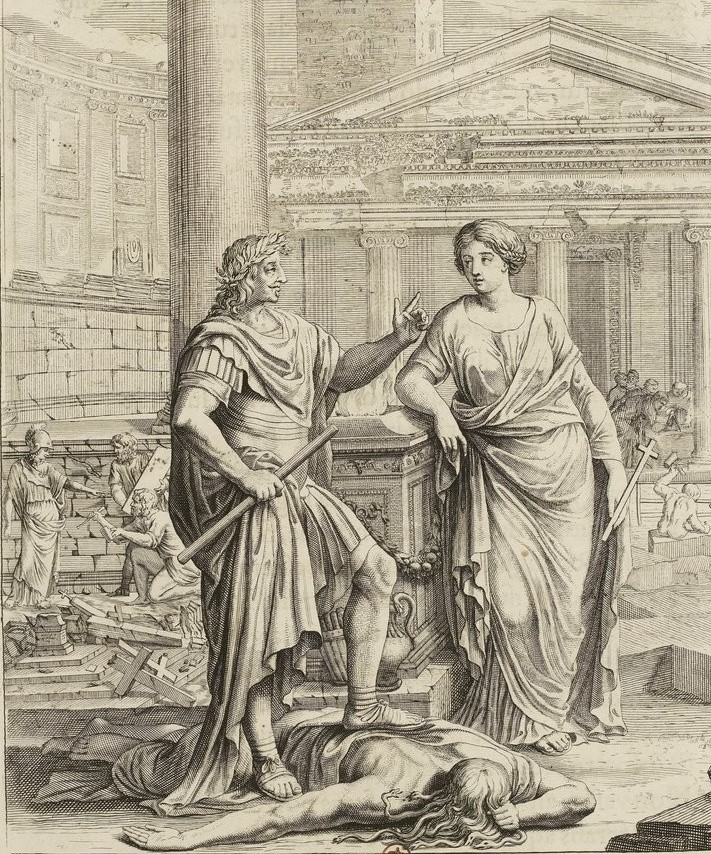
Louis XIII rétablit le culte catholique et annexe le Béarn en 1620.
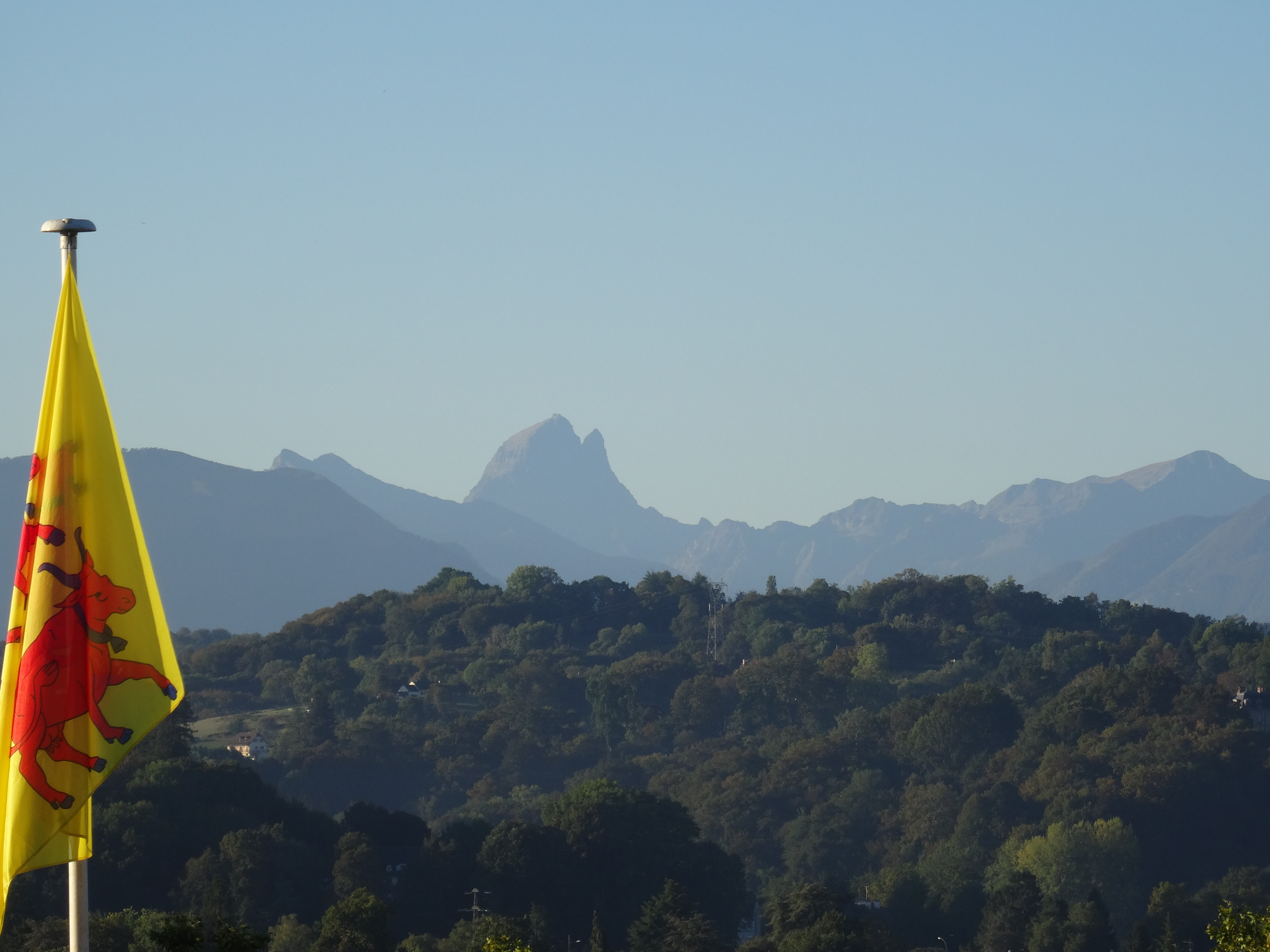
Le drapeau béarnais devant les Pyrénées.
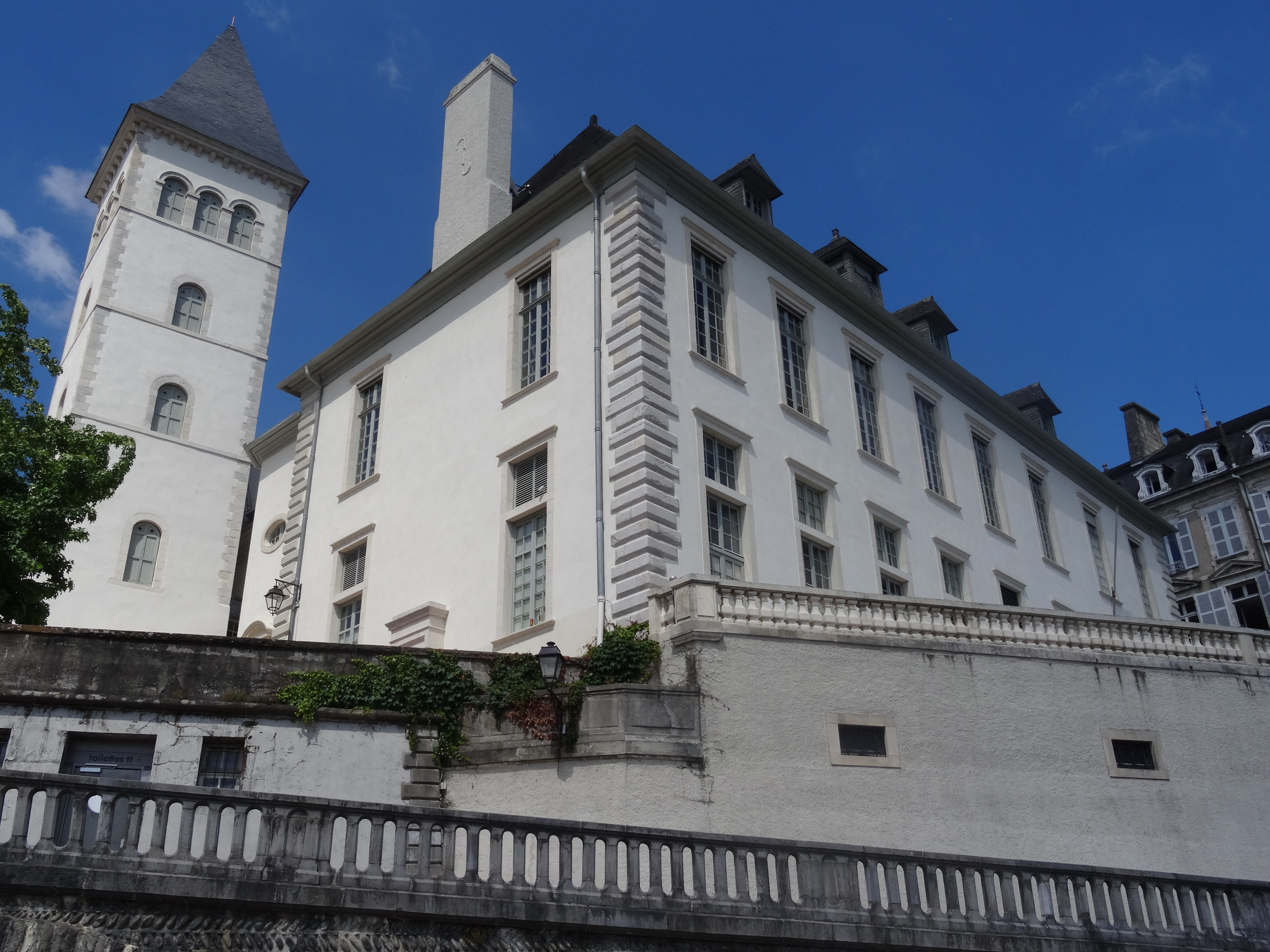
Le Parlement de Navarre.
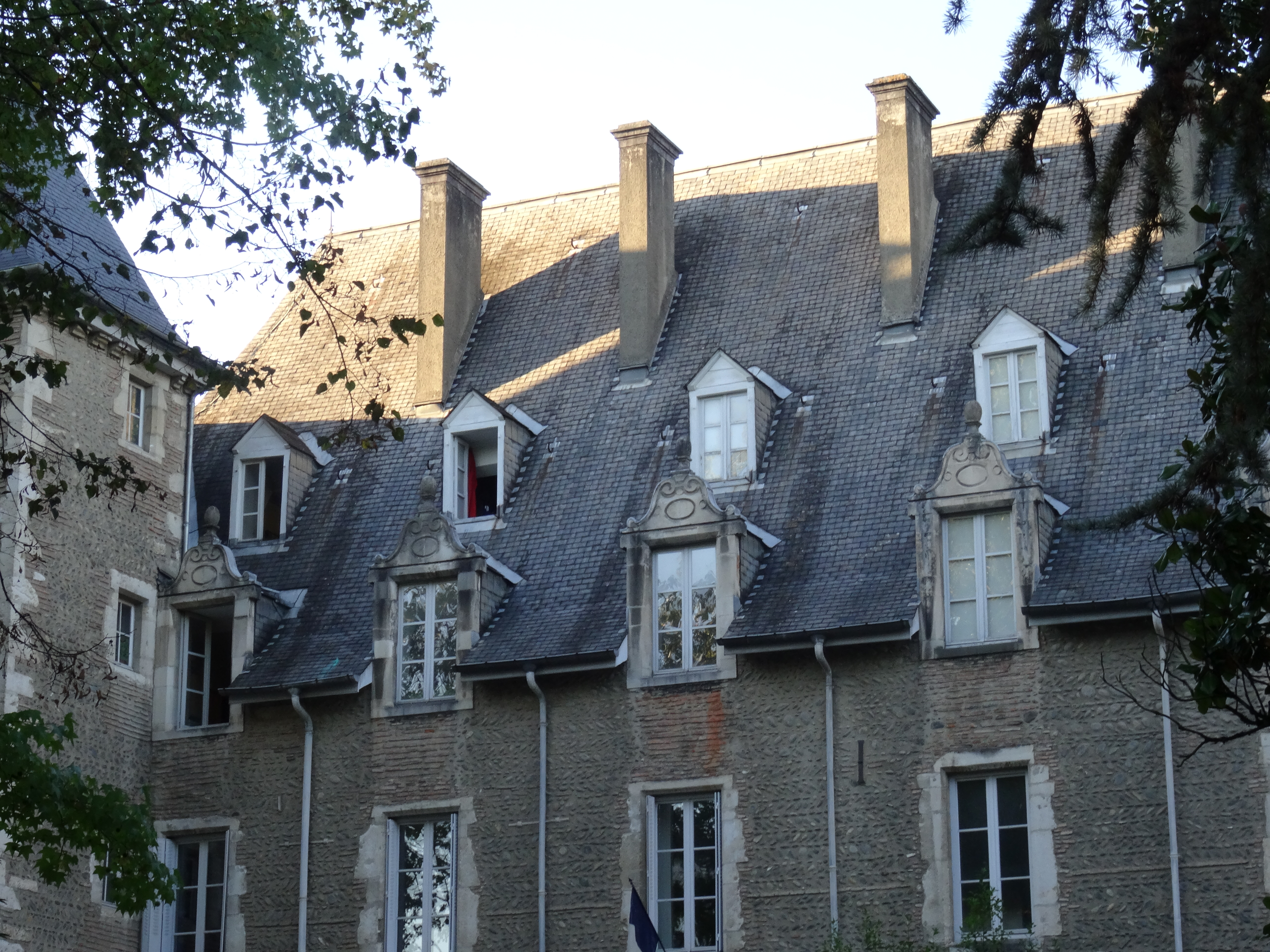
Le lycée Louis-Barthou, ancien couvent des Jésuites.

### Révolution française et Empire

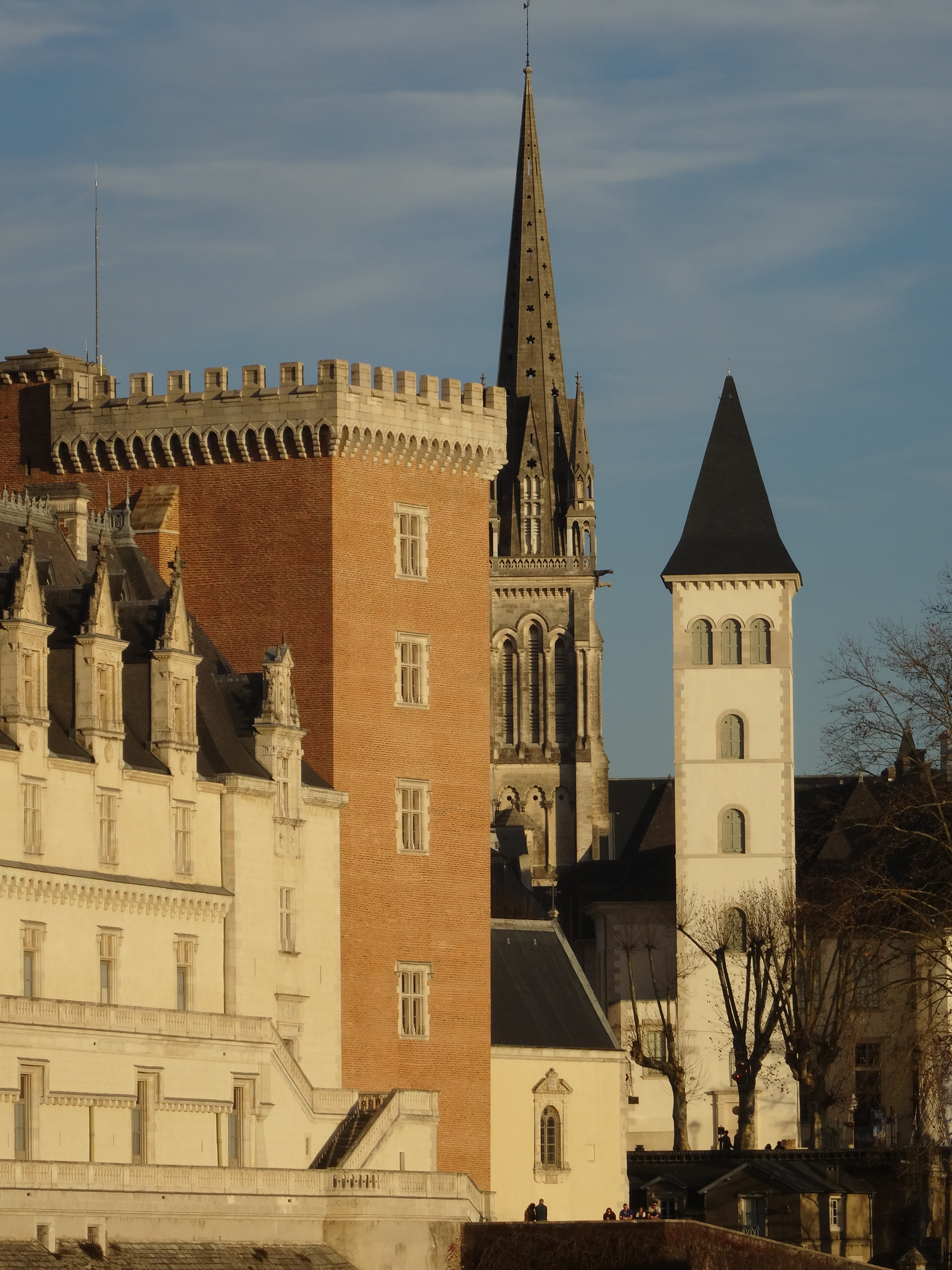
Le château, la religion et le parlement sont au cœur de la vie paloise.

Soucieux de conserver sa liberté, le Parlement de Navarre connaît une première grave crise entre 1760 et 1764 qui conduit à l'exil de la plus grande partie des présidents et des conseillers. L'ordre revient en 1775 avec le retour des exilés accompagné d'une explosion de joie populaire. Une nouvelle crise — la dernière — se joue en 1788 avec la volonté du roi d'obliger les provinces à faire enregistrer des édits augmentant les impôts malgré le refus des différents parlements, dont le parlement de Navarre. Les parlementaires béarnais, soutenus par la population, protestent et se révoltent contre ce passage en force. Le roi Louis XVI ordonne alors que le parlement cesse immédiatement ses fonctions et que ses troupes marchent sur le Béarn. Il recule finalement face au soulèvement général provoqué dans toute la France pour convoquer les États généraux, qui se révèlent bien tardifs. La Révolution française entraîne la fin des vieux privilèges, et c'est dans ce mouvement que les Béarnais acceptent de sacrifier leur antique constitution pour la nouvelle constitution française.
La période révolutionnaire se déroule à Pau avec moins de noirceur que dans bien d'autres cités. La ville jouit d'un long passé d'attachement à l'aristocratie parlementaire, elle est fortement imprégnée par le christianisme et le tempérament béarnais exècre toute forme d'extrémisme. Les troubles proviennent essentiellement de l'extérieur tandis que dix-neuf personnes sont condamnées et exécutées entre septembre 1793 et août 1794 à Pau. Le château des rois de Navarre est lui épargné, démontrant encore une fois l'attachement des Palois pour ce lieu de mémoire. Le changement institutionnel que provoque la Révolution est, lui, beaucoup plus profond pour la ville, puisque le 14 octobre 1790, elle est déclarée, après Navarrenx, nouveau chef-lieu du département des Basses-Pyrénées, constitué du Béarn, de la Basse-Navarre, de la Soule, du Labourd et de quelques communes gasconnes. Pau devient également le siège de l'un des vingt-neuf tribunaux d'appel français, avec pour ressort les départements des Basses-Pyrénées, des Hautes-Pyrénées et des Landes.
Au début du XIXe siècle, Pau est une « modeste bourgade » d'environ 10 000 habitants, vivant principalement de son activité juridique et administrative (avec les fonctionnaires, ou gratte-papès). Napoléon Ier visite Pau et ses environs le 22 juillet 1808 en compagnie de Joséphine, il déclare : « La ville est médiocre, le château en ruine mais quel paysage merveilleux »,. L'Empereur contribue, par la suite, à remettre la cité en valeur. Il montre également son intérêt pour le château en participant à sa sauvegarde, tout comme Louis-Philippe et Napoléon III après lui. L'un des compagnons d'armes de Napoléon entre dans la postérité en devenant roi de Suède et de Norvège en 1818 : le maréchal d'Empire palois Jean-Baptiste Bernadotte initie une dynastie qui règne toujours sur la Suède en ce XXIe siècle.

### Époque contemporaine

#### XIXesiècle
Après la chute de Napoléon Ier, l'Europe se pacifie et permet aux Britanniques de voyager sur le continent. Pau devient alors une des stations climatiques et sportives les plus réputées d'Europe occidentale. Dès 1819, Lord Selkirk fait un passage remarqué dans la cité et bénéficie d'une rémission qualifiée de « miraculeuse ». C'est à partir de 1842 que l'engouement pour la ville se développe réellement auprès des Britanniques, le médecin écossais Alexander Taylor y préconise la cure hivernale dans un ouvrage à succès, tandis que l'écrivaine Sarah Ellis publie des notes sur le même sujet dans Summer and Winter in the Pyrenees. Le succès de ces écrits est important et Pau devient un lieu de villégiature prisé des Britanniques. Les Anglais s'y installent et profitent du premier Golf Club du continent, de la chasse au renard (Pau fox hunt) et des courses tenues sur l'hippodrome du Pont-Long. Le peintre paysagiste Paul Huet, après avoir été soigné à Eaux-Bonnes séjourne à Pau où naît sa fille Edmée le 25 août 1846.
À partir des années 1870 le boulevard du Midi est progressivement prolongé vers l'ouest et vers l'est pour constituer l'actuel boulevard des Pyrénées, le palais d'hiver et des hôtels de renommée internationale — le Gassion et le France — offrent un cadre luxueux aux concerts et réceptions qui s'y déroulent. La physionomie de Pau est bouleversée en quelques dizaines d'années seulement, les mœurs des Palois auparavant très simples sont directement affectées par toute cette modernité et ce luxe ambiant.

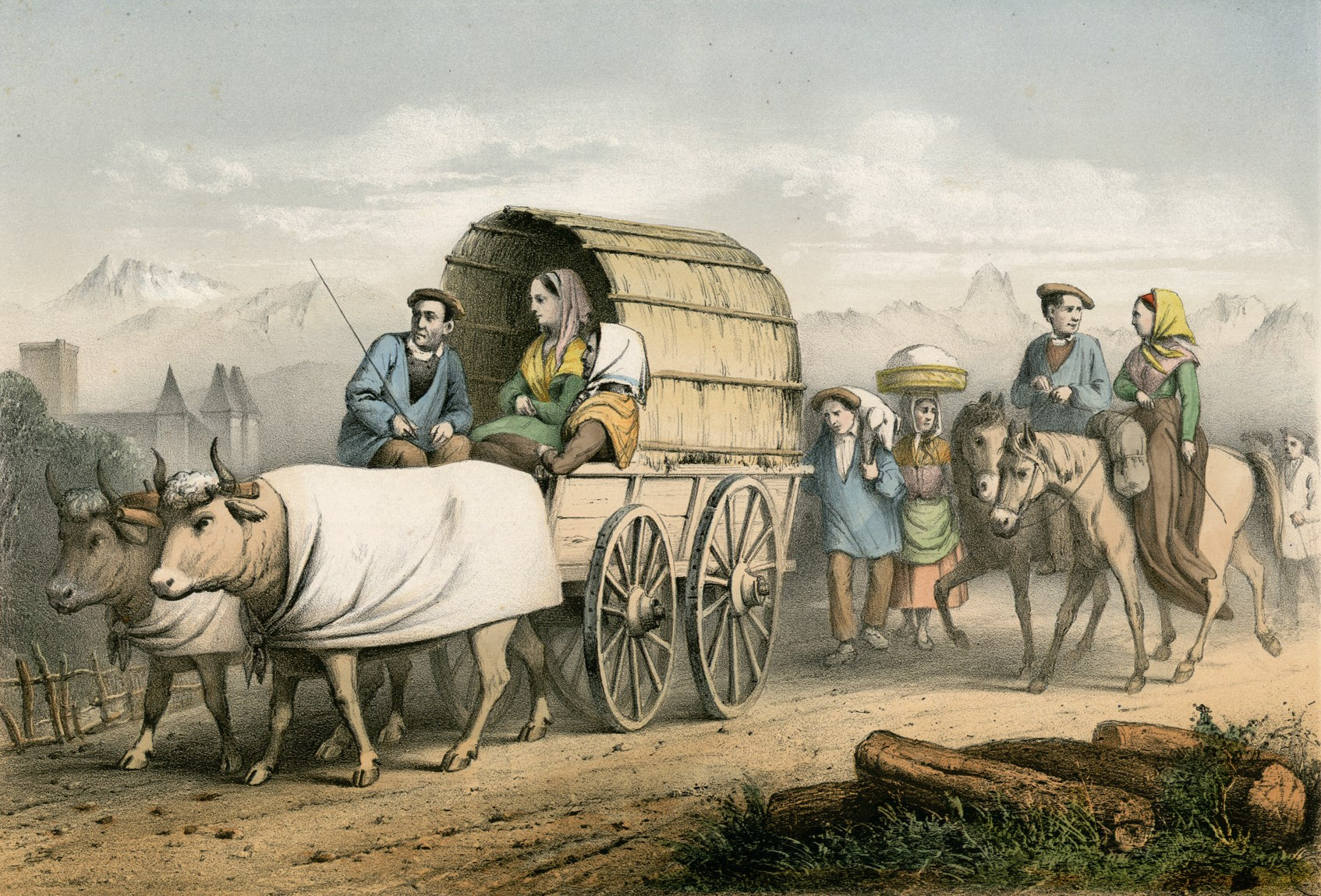
Retour du Marché de Pau, par Pierre Gorse.
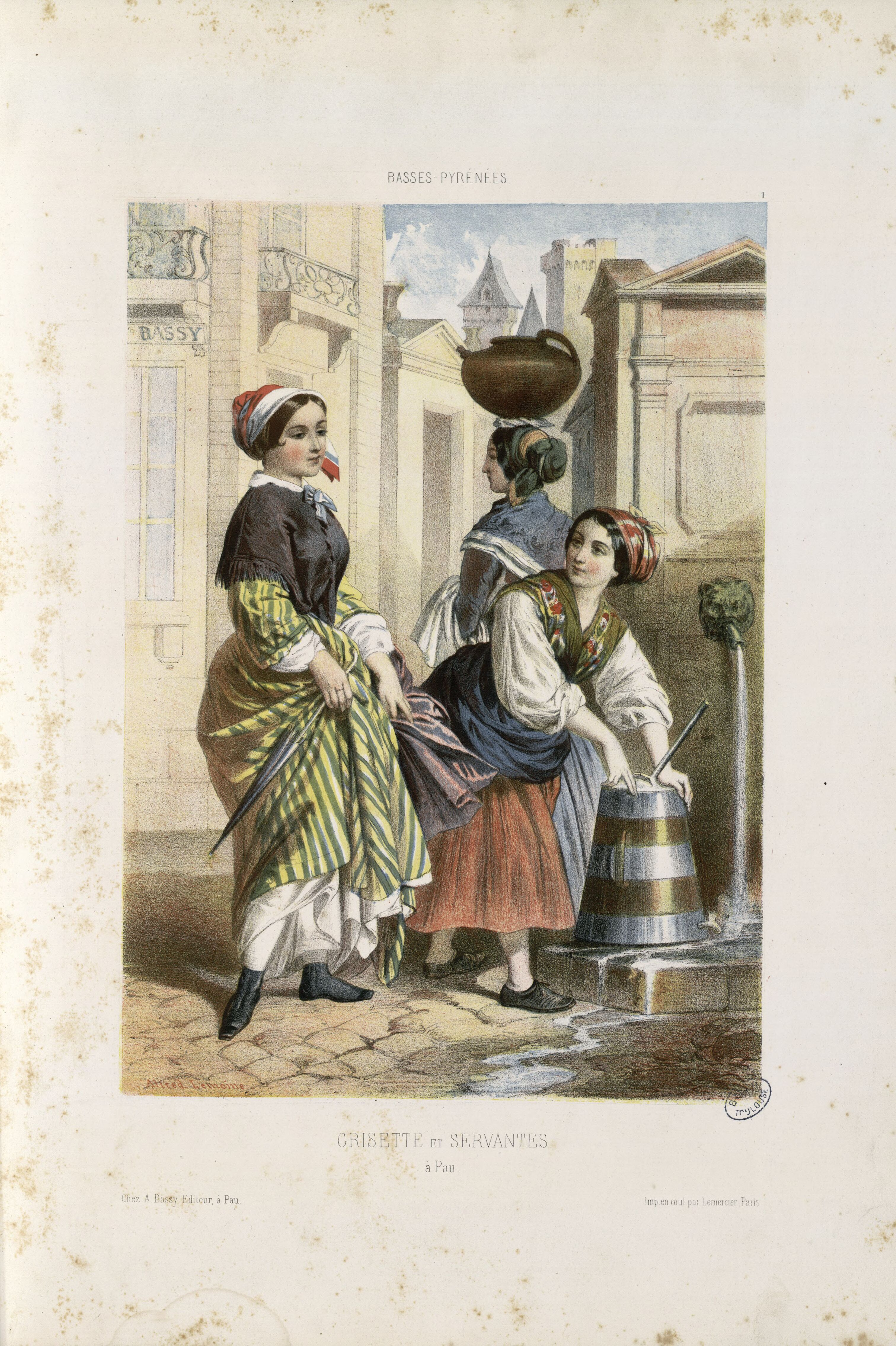
Grisette et servantes à Pau, par Alfred Dartiguenave.
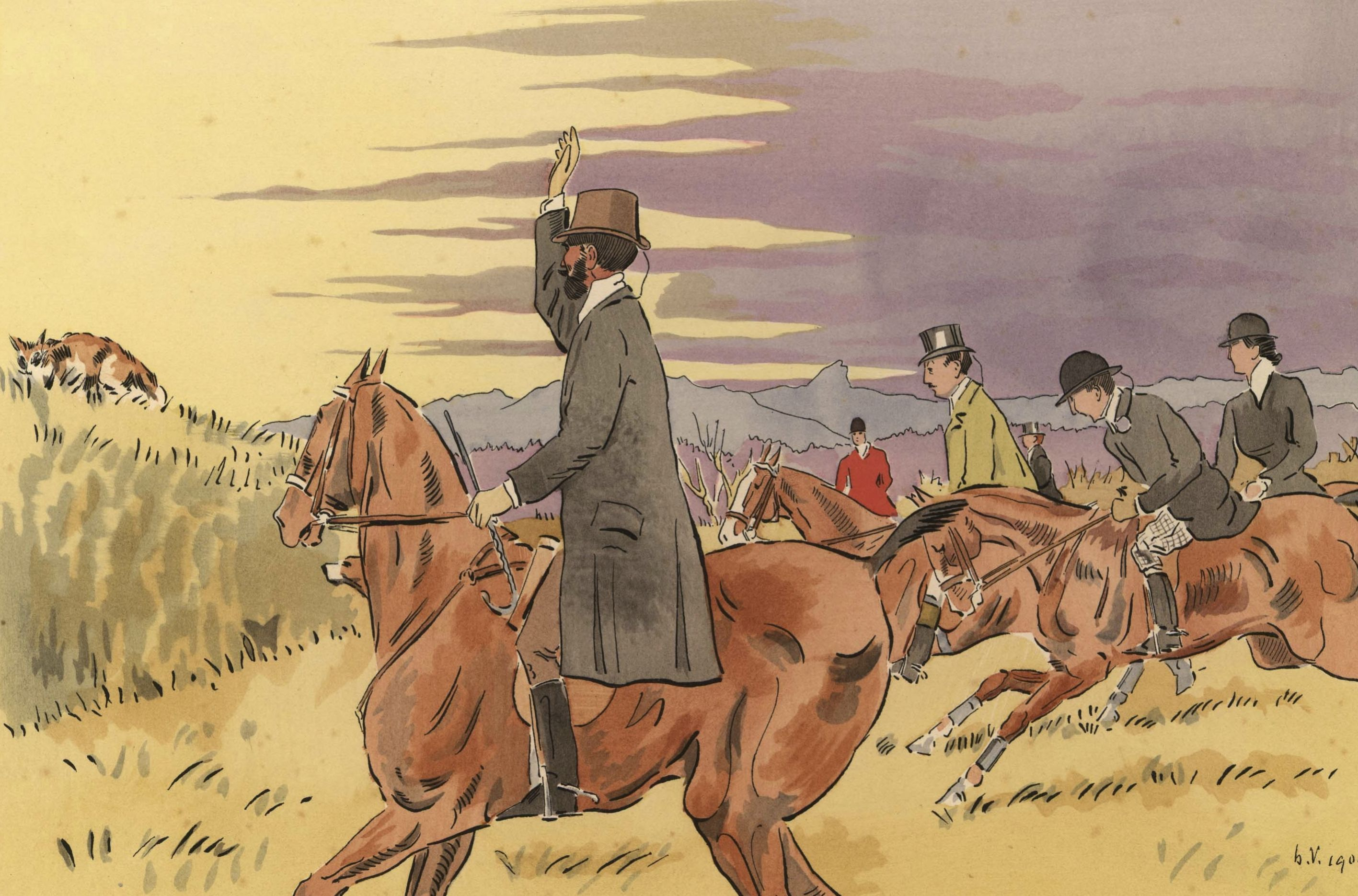
La chasse au renard (fox hunt).
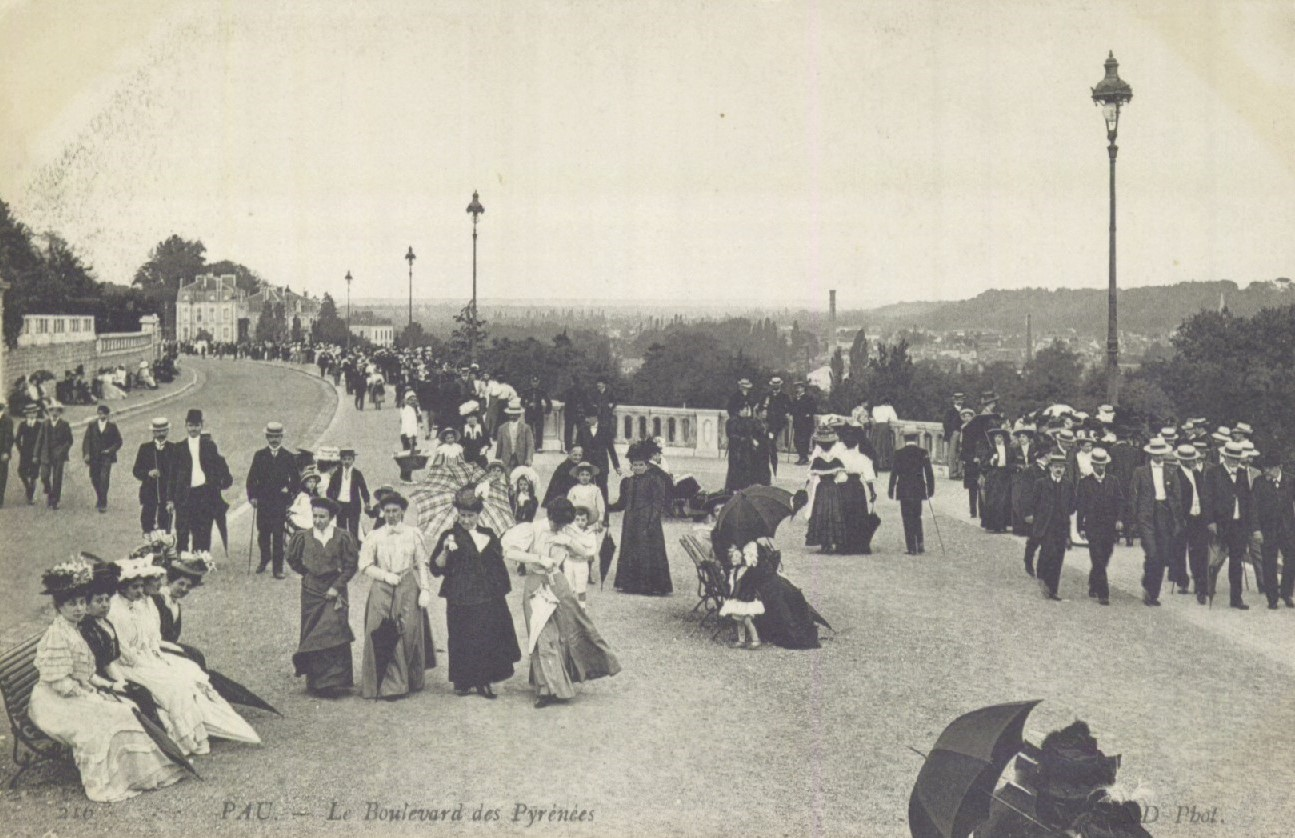
Le boulevard des Pyrénées à la Belle Époque.

Pau est relié à la ligne de chemin de fer Toulouse-Tarbes-Bayonne en 1863 puis à partir de 1894, la ville est desservie par un réseau de tramways qui disparaît en 1931. En même temps que la ville-haute prospère du fait de la venue des riches touristes européens, la ville-basse se spécialise dans l'industrie. De nombreuses petites structures se développent progressivement aux pieds du château, la production se concentre sur le textile et l'agro-alimentaire. Plusieurs d'entre elles ont marqué ce tissu industriel, comme les teintures Courriades, la minoterie Heïd ou encore l'usine des tramways. Néanmoins, ce tissu industriel reste isolé de la cité et Pau laisse à d'autres villes voisines (comme Tarbes) le soin d'entretenir cette activité. La capitale béarnaise se contente de développer son commerce, notamment lié au luxe afin de satisfaire ses hôtes étrangers nombreux (environ 6 000 hivernants dans les années 1880).

#### XXeetXXIesiècles

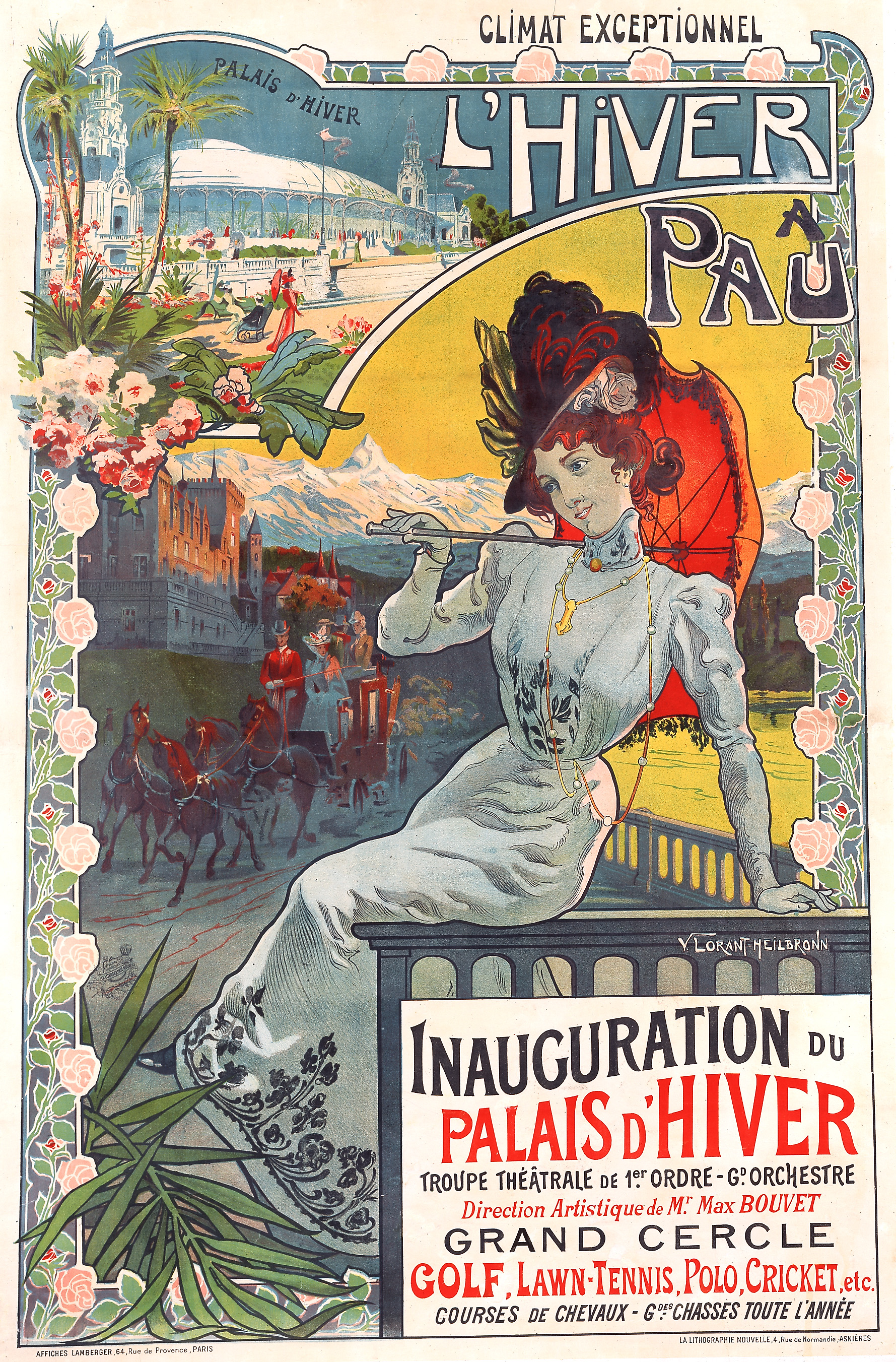
L'inauguration du Palais d'hiver en 1900.

Au début du XXe siècle, Pau est toujours un lieu de villégiature couru par la noblesse européenne pour y passer la saison hivernale. Après le pic de fréquentation des années 1880, la ville connaît une seconde apogée dans les années 1909-1911 avec la réalisation du boulevard des Pyrénées. La bonne société anglaise, américaine, russe, espagnole ou prussienne se côtoie au sein de la cité béarnaise. De nombreux équipements publics sont issus de cette période, dont le funiculaire de Pau pour relier la gare à la ville haute. À côté de ces aménagements publics, les visiteurs étrangers fortunés font construire des villas pour améliorer les conditions de leurs séjours. Tout d'abord réalisées au centre-ville, ces demeures s'écartent de plus en plus pour profiter du grand air et de la vue prisée sur les Pyrénées. Entre 1850 et 1910, de nombreuses résidences sont construites et évoquent toujours aujourd'hui le faste de cette période. Cette période dorée du tourisme climatique palois s'arrête brusquement lors du déclenchement de la guerre 1914-1918.
La Belle Époque paloise est également marquée par l'aéronautique. Les premiers vols en ballon se déroulent à Pau en 1844 et les premiers vols en avion le 3 février 1909 grâce aux frères Wright. Ces derniers déménagent leur Flyer à Pau — sur la lande du Pont-Long — après de premiers vols au Mans. Sous les conseils de leur élève Paul Tissandier, les frères américains se laissent convaincre pour rejoindre le climat palois plus propice à l'essai de leur avion. Les vols se succèdent rapidement en présence d'une foule nombreuse, composée de curieux béarnais, de riches hivernants ou encore des rois d'Espagne Alphonse XIII et du Royaume-Uni Édouard VII. Le dernier vol de Wilbur Wright à Pau se tient le 20 mars 1909, il laisse ensuite à Paul Tissandier le soin de diriger l'école Wright de Pau pour la formation des clients du Flyer. Il s'agit alors de la première école d'aviation organisée au monde. Cette première installation est suivie de celle de Louis Blériot le 24 novembre 1909. Pau devient vite un centre aéronautique d'importance avec l'installation de six écoles civiles et militaires dès 1911. L'activité militaire devient intense à partir de 1912 et la construction d'un hangar par l'armée française, elle se renforce avec le déclenchement de la guerre 1914-1918. Durant cette période, environ 6 000 pilotes issus d'une dizaine de pays sont formés à Pau,. Parmi eux on retrouve les Français Georges Guynemer, René Fonck, Charles Nungesser, Roland Garros, Jules Védrines ou l'américain Norman Prince, initiateur de l'escadrille La Fayette.

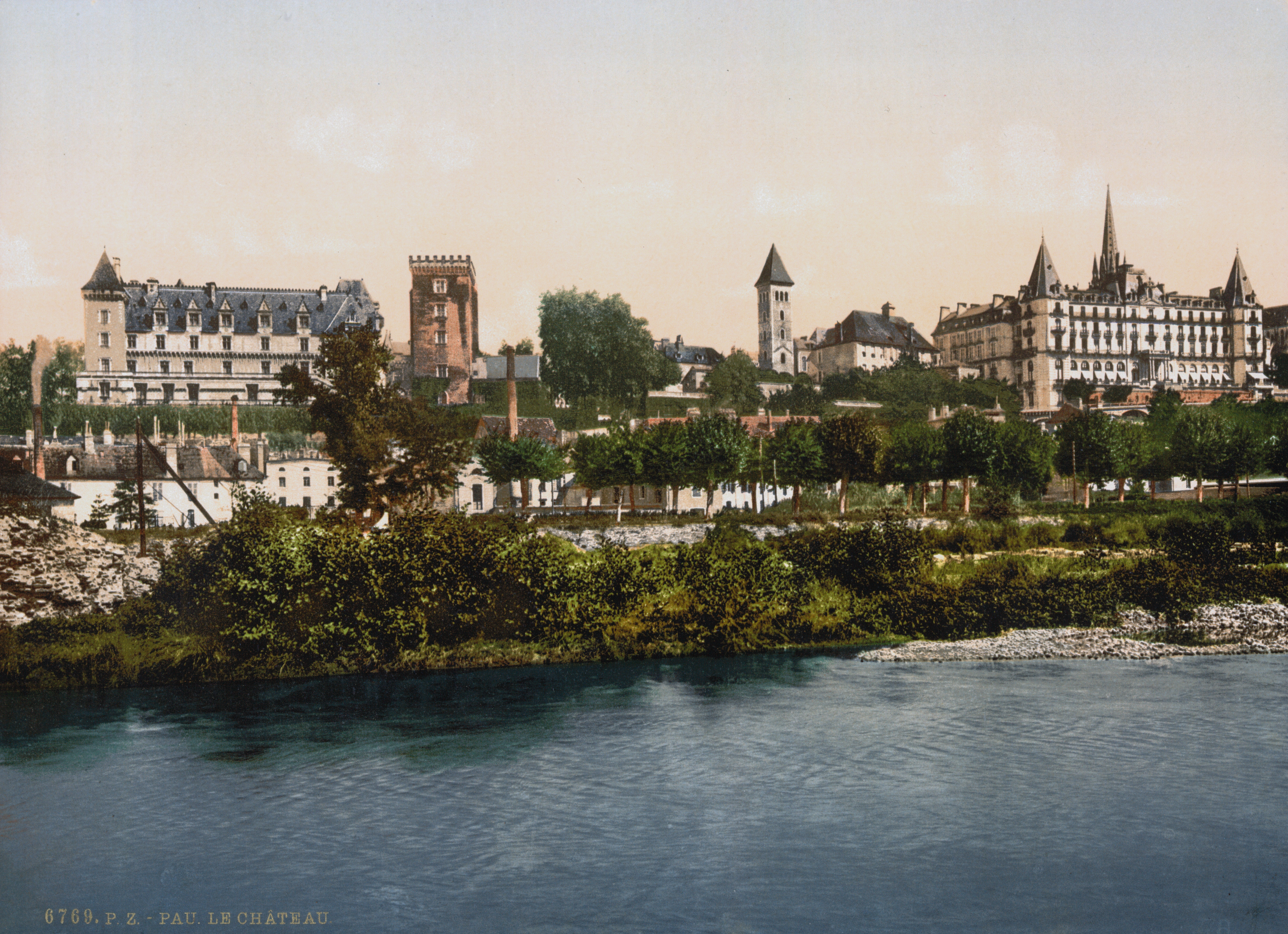
Pau à l'orée du XXe siècle.
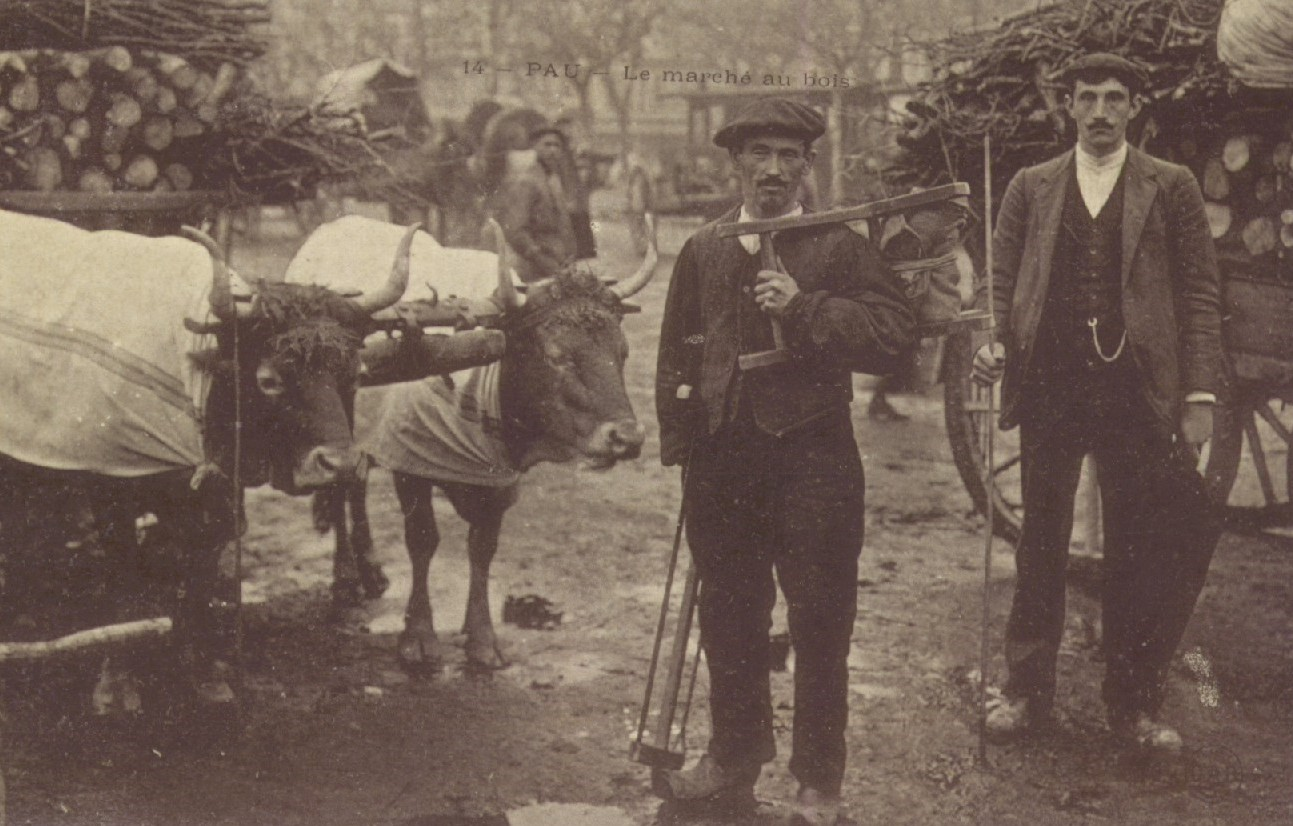
Scène du marché au bois de Pau.
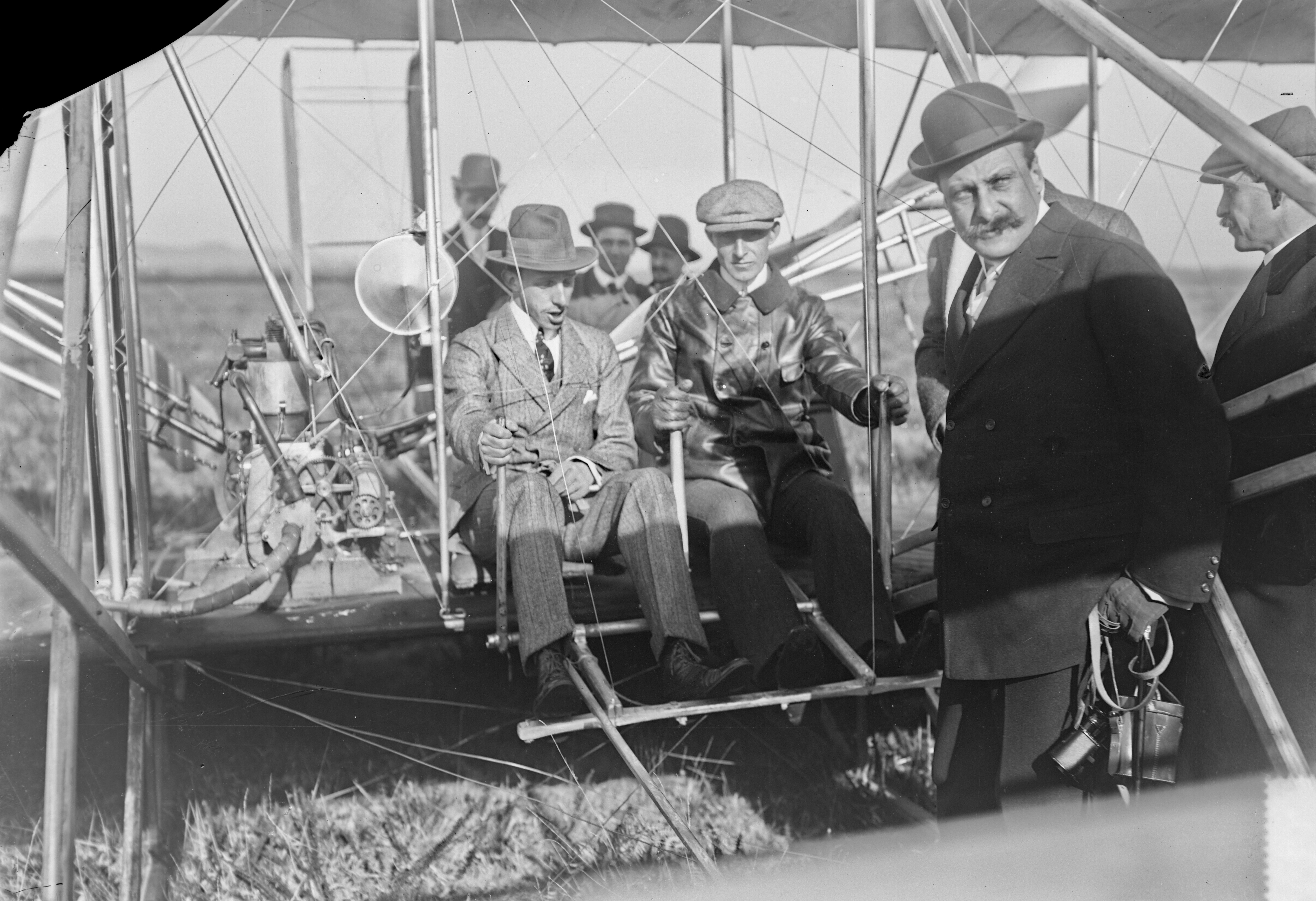
Alphonse XIII avec Wilbur Wright.
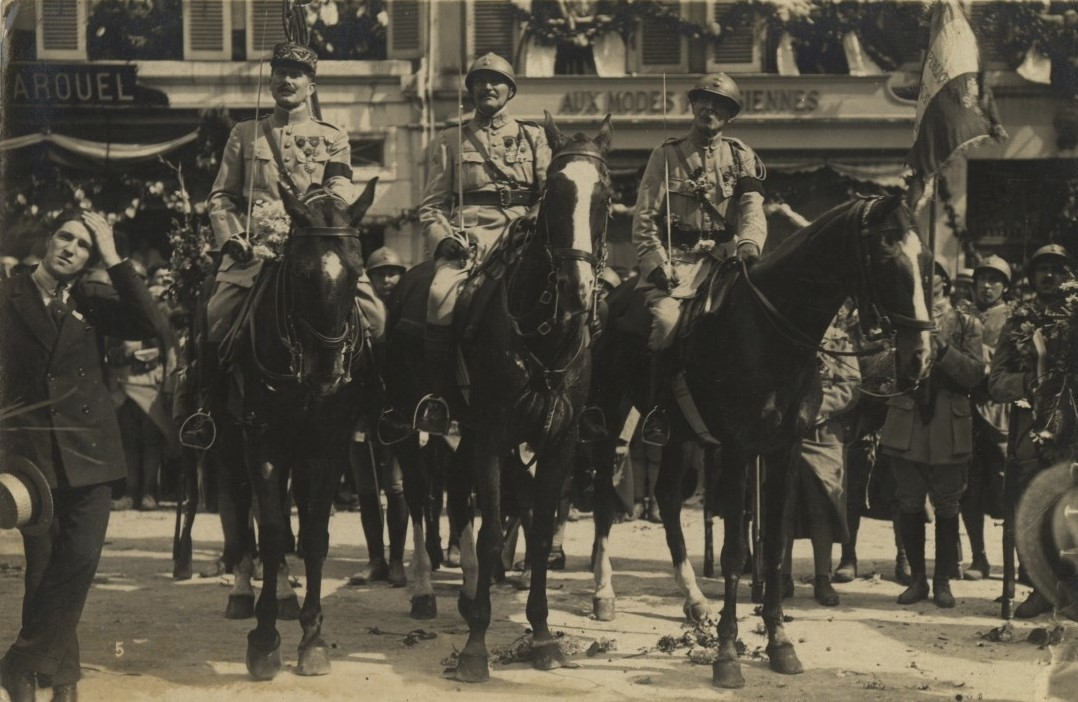
Des soldats français de la guerre 14-18 à Pau.

Pendant la Seconde Guerre mondiale, l'occupation allemande se traduit par l'installation de la Gestapo au sein de la villa Saint-Albert (aujourd'hui détruite) à partir de décembre 1942 et par l'utilisation de la caserne Bernadotte comme prison jusqu'au 10 août 1944. Le maréchal Pétain choisit la ville pour adresser un discours aux « paysans » le 21 avril 1941. La résistance est active à Pau et dans son agglomération, l'entrepôt des résistants est situé rue Solférino. L’hôtel Continental recueille également des réfugiés, dont des juifs traqués par Vichy et les nazis, même lorsque les militaires de la Wehrmacht réquisitionnent deux étages de l'hôtel. Un total de vingt-et-un Palois sont honorés du titre de Juste parmi les nations. La ville de Pau est libérée le 20 août 1944, quelques jours plus tard un petit groupe de résistants trouvent le dénommé charnier du Pont-Long, constitué de quatre fosses et renfermant 45 corps de prisonniers et de résistants.
À partir de 1947, et durant les quatre mandats du maire Louis Sallenave, la ville de Pau connaît un fort développement. En 1957, l'exploitation du gisement de gaz de Lacq — découvert en 1951 — donne un nouvel essor à toute la région avec le développement industriel du Béarn et de la région de Lacq, la population de la ville doublant en 20 ans. La renommée et le prestige de la ville augmentent grâce à la conférence des États indochinois de juin à novembre 1950,, à des visites de chefs d'État comme le président Charles de Gaulle en février 1959 ou le premier secrétaire Nikita Khrouchtchev en déplacement à Lacq en 1960. La capitale béarnaise est par la suite marquée par la figure d'André Labarrère — maire de 1971 à 2006 — qui est un édile bâtisseur flanqué du surnom de toque manettes (« qui serre les mains » en béarnais).

## Politique et administration
Cinquième ville de la région Nouvelle Aquitaine, Pau est la préfecture des Pyrénées-Atlantiques.

### Rattachements administratifs et électoraux

#### Rattachements administratifs
La commune est le chef-lieu de l'arrondissement de Pau du département des Pyrénées-Atlantiques.
La commune a été le chef-lieu des canton palois, modifiés lors de différents découpages territoriaux et électoraux : 

- en 1801, les cantons de Pau-Est et de Pau-Ouest.

- en 1973, les cantons de Pau-1-Centre, Pau-2-Est, Pau-3-Sud, Pau-4-Ouest et de Jurançon ;

- en 1982 : les cantons de Pau-Centre, Pau-Est, Pau-Nord, Pau-Ouest, Pau-Sud et Jurançon.
Dans le cadre du redécoupage cantonal de 2014 en France, cette circonscription administrative territoriale a disparu, et le canton n'est plus qu'une circonscription électorale.

#### Rattachements électoraux
Pour les élections départementales, depuis 2014, Pau est bureau centralisateur de quatre cantons :
- canton de Pau-1, formé d'une partie de l'ouest de Pau ;
- canton de Pau-2, formé d'une partie de l'est de Pau et de la commune d'Idron ;
- canton de Pau-3, formé d'une partie du sud de Pau et des communes de Bizanos et de Mazères-Lezons ;
- canton de Pau-4, formé d'une partie de Pau et de la commune de Gelos.

Pour l'élection des députés, elle est répartie entre les :

- Première circonscription des Pyrénées-Atlantiques (territoires des anciens cantons de Pau-Centre, Pau-Nord, Pau-Ouest) ;

- Deuxième circonscription des Pyrénées-Atlantiques (territoires des anciens cantons de Pau-Est, Pau-Sud) ;

- Troisième circonscription des Pyrénées-Atlantiques (territoire de l'ancien canton de Jurançon).

#### Intercommunalité

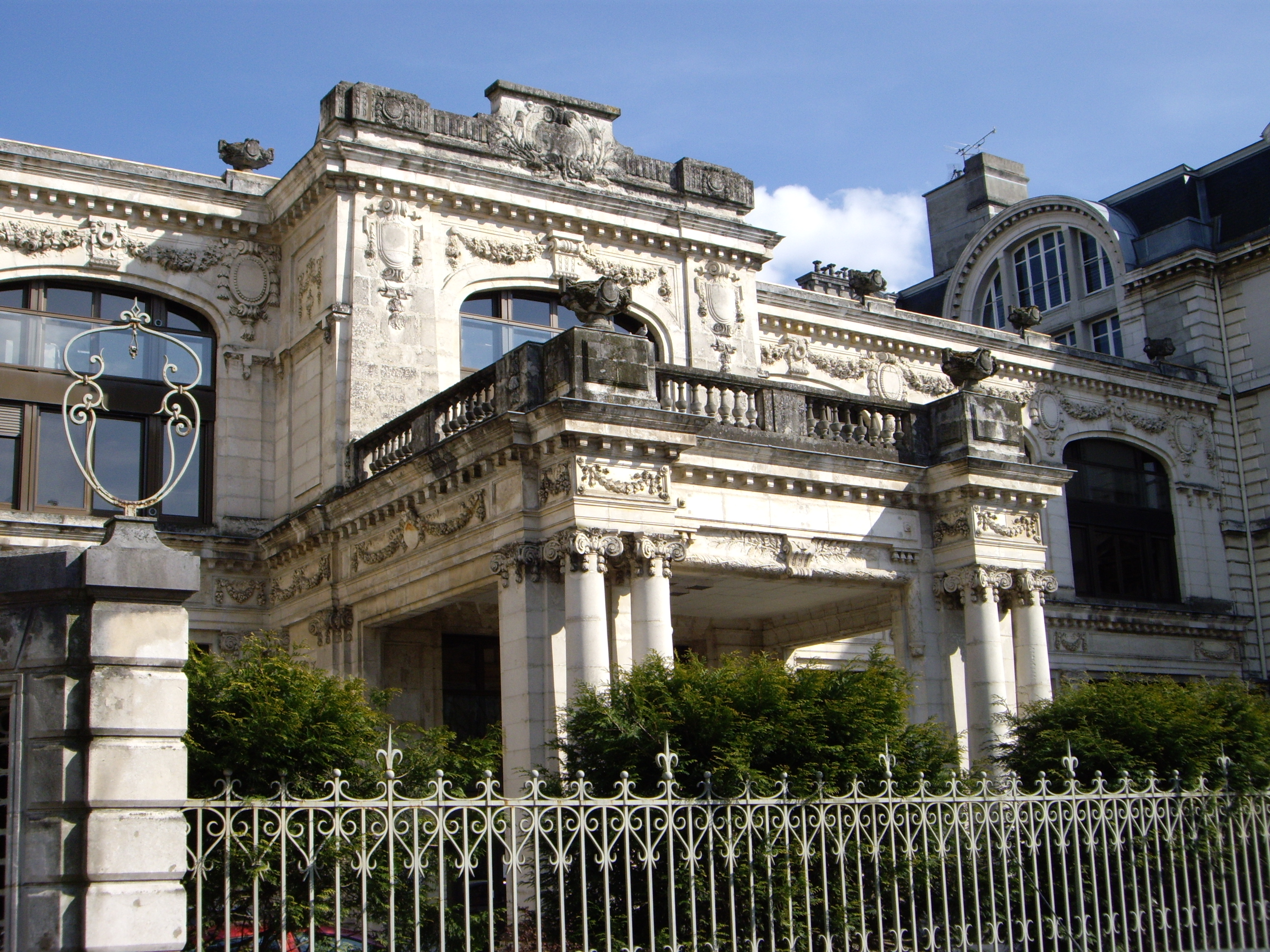
L'hôtel de France, siège de la communauté d'agglomération.

Pau était le siège de la communauté d'agglomération de Pau-Pyrénées (souvent appelée Pau Porte des Pyrénées Communauté d'agglomération), un établissement public de coopération intercommunale (EPCI) à fiscalité propre créé en 1999 et auquel la commune a transféré un certain nombre de ses compétences, dans les conditions déterminées par le code général des collectivités territoriales.
Dans le cadre des dispositions de la loi portant nouvelle organisation territoriale de la République du 7 août 2015, qui prévoit que les établissements publics de coopération intercommunale (EPCI) à fiscalité propre doivent avoir un minimum de 15 000 habitants, cette intercommunalité a fusionné avec ses voisines  pour former, le 1er janvier 2017, la communauté d'agglomération Pau Béarn Pyrénées dont est désormais membre la commune.
Les compétences obligatoires de cette structure s’étendent notamment au développement économique, à l'aménagement de l'espace communautaire, à l'équilibre social de l'habitat et à la politique de la ville. D'autres compétences sont également possibles, mais de manière optionnelle, comme l'assainissement, les équipements culturels et sportifs ou encore l'action sociale.

### Tendances politiques et résultats
Les Palois privilégient majoritairement les candidats de gauche aux élections ayant une résonance nationale (aux élections présidentielles et aux élections régionales notamment) mais se montrent plus contrastés pour les élections locales. L'étiquette politique entre alors peu en ligne de compte, les Palois se concentrant sur la personnalité et le projet du candidat. Les Palois, comme les Béarnais, élisent des candidats faisant preuve de modération politique,.
Lors du second tour de l'élection présidentielle de 2012, François Hollande, PS, obtient 59,36 % des suffrages et Nicolas Sarkozy, UMP, 40,64 % des suffrages ; le taux de participation est de 78,35 %. Lors du second tour de l'élection présidentielle de 2017, Emmanuel Macron, En marche !, obtient 78,96 % des suffrages et Marine Le Pen, FN, 21,04 % des suffrages ; le taux de participation est de 73,7 %.

### Administration municipale
Le nombre d'habitants de la commune au dernier recensement étant compris entre 60 000 et 79 999, le nombre de membres du conseil municipal est de 49, y compris le maire et ses adjoints.

### Liste des maires
L'exécutif communal, est constitué par le maire, élu par le conseil municipal, parmi ses membres, pour un mandat de six ans, c'est-à-dire pour la durée du mandat du conseil. François Bayrou est maire depuis 2014.
Six maires se sont succédé depuis la Libération de la France.
| Période       | Période                       | Identité                 | Étiquette    | Qualité |
| ------------- | ----------------------------- | ------------------------ | ------------ | --- |
| novembre 1944 | octobre 1947                  | Henri Lapuyade           | Radical      | Président du conseil général des Basses-Pyrénées (1945 → 1949) Conseiller général de Monein (1919 → 1956) |
| octobre 1947  | mars 1971                     | Louis Sallenave          | Centre droit | Commerçant |
| mars 1971     | mai 2006                      | André Labarrère          | PS           | Député des Pyrénées-Atlantiques (1re circ.) (1967 → 1968 et 1973 → 1986) Député des Pyrénées-Atlantiques (3e circ.) (1986 → 2001) ; Sénateur des Pyrénées-Atlantiques (2001 → 2006) ; Ministre chargé des relations avec le Parlement (1981 → 1986) ; Vice-président de l'Assemblée nationale (1973 → 1974) ; Président du conseil régional d'Aquitaine (1979 → 1981) ; Président de la CA de Pau-Pyrénées (2000 → 2006) Mort en fonction |
| mai 2006      | mars 2008                     | Yves Urieta              | PS puis GM   | Président de la CA de Pau-Pyrénées (2006 → 2008) |
| mars 2008     | avril 2014                    | Martine Lignières-Cassou | PS           | Député des Pyrénées-Atlantiques (1re circ.) (1997 → 2017) Présidente de CA de Pau-Pyrénées (2008 → 2014) |
| avril 2014    | En cours (au 15 février 2025) | François Bayrou          | MoDem        | Président de la CA de Pau-Pyrénées (2014 → 2016) Président de CA Pau Béarn Pyrénées (2017 → ) Garde des Sceaux, ministre de la Justice (mai → juin 2017) Premier ministre (décembre 2024 → ) Réélu pour le mandat 2020-2026 |

### Finances communales
Pau appartient à la strate des communes ayant une population comprise entre 50 000  et   100 000 habitants. Le tableau ci-dessous présente l'évolution de la capacité d'autofinancement, un des indicateurs des finances locales de Pau, sur une période de neuf ans :
|                      | 2009 | 2010 | 2011 | 2012 | 2013 | 2014 | 2015 | 2016 | 2017 | 2018 |
| -------------------- | ---- | ---- | ---- | ---- | ---- | ---- | ---- | ---- | ---- | ---- |
| Pau                  | 257  | 256  | 251  | 242  | 248  | 219  | 221  | 185  | 172  | 215  |
| Moyenne de la strate | 146  | 169  | 176  | 172  | 166  | 148  | 169  | 184  | 197  | 209  |

La capacité d'autofinancement de la commune, comparée à la moyenne de la strate, est significativement supérieure à la moyenne depuis 2009. Depuis 2010, le fonds de roulement, par contre, est régulièrement inférieur à la moyenne de la strate. Le montant de la taxe d'habitation, indicateur de fiscalité directe, s'établit début 2018 à 1 842 €/habitant, contre 1 473 € en moyenne pour les communes de même importance.

### Jumelages
Au 14 janvier 2020, la commission nationale de la coopération décentralisée du ministère de l'Europe et des Affaires étrangères indique que Pau est jumelée avec :
- Saragosse (Espagne) depuis 1960 ;
- Mobile, en Alabama (États-Unis) depuis 1975 ;
- Kōfu (Japon) depuis 1975 ;
- Swansea (Pays de Galles) depuis 1982 ;
- Göttingen (Allemagne) depuis 1983 ;
- Daloa (Côte d'Ivoire) depuis 1984 ;
- Xi'an (Chine) depuis 1986
- Setúbal (Portugal) depuis 1993 ;

et a signé en 2008 un accord de coopération décentralisée avec les communes de Jyväskylä et Mikkeli en Finlande. Le site de la mairie indique un jumelage complémentaire avec la commune de Pistoia en Italie, en 1975.

## Équipements et services publics

### Environnement

#### Production et distribution d'eau potable
Le service public d’eau potable est une compétence obligatoire des communes depuis l’adoption de la loi du 30 décembre 2006 sur l’eau et les milieux aquatiques mais est un service très ancien assuré par la ville de Pau. En 2017, la production et la distribution de l'eau potable sur le territoire communal sont assurées par la commune elle-même grâce à une régie municipale, la Régie de l'eau de Pau. Cette régie est l'héritière directe du service municipal des eaux qui prend naissance en 1862 par un décret impérial de Napoléon III déclarant d’utilité publique l’acquisition par la ville de Pau de la résurgence de l'Œil du Néez (l'Oelh deth Néez en béarnais) à Rébénacq, à 20 km de Pau, pour alimenter en eau les Palois. En 1910, une première installation de traitement par filtration est construite sur les coteaux de Guindalos sur la commune de Jurançon. Elle est complétée par une deuxième installation sur le même site dans les années 1970, puis par un puits draînant à Uzos construit dans les années 1980, pompant de l’eau sur la nappe alluviale du gave de Pau et utilisé aujourd'hui pour le secours et la maintenance. Ces trois installations ont permis la production de 6 632 484 m3 d'eau potable en 2014 et la vente de près de 5 800 000 m3, à près de 15 000 abonnés, correspondant à environ 80 000 habitants. L’eau produite est acheminée aux abonnés par un réseau de 310 km de canalisations. Le site de Guindalos dispose de cinq sites de stockage, pour une capacité totale d'environ 20 000 m3. La reconstruction de l'usine de Guindalos est engagée en 2015. D'un coût de dix millions d'euros HT, cette nouvelle usine permet de desservir les 100 000 habitants de Pau et des communes adhérentes au syndicat d’eau potable de la ville de Lescar.

#### Assainissement des eaux usées
La compétence assainissement, qui recouvre obligatoirement la collecte, le transport et l’épuration des eaux usées, l’élimination des boues produites, ainsi que le contrôle des raccordements aux réseaux publics de collecte, est assurée par la Communauté d’Agglomération de Pau Béarn Pyrénées. Le réseau d’assainissement de la ville de Pau, d’une longueur de 327 km en 2002, est un réseau de type unitaire, à l’exception des réseaux desservant le Parc d’Activités Pau-Pyrénées et le bassin-versant de l’Ousse des Bois qui sont en partie traités en système séparatif et par substitution du réseau unitaire existant. Les effluents d'eaux sont acheminés, éventuellement par l’intermédiaire de stations de relevage, jusqu'à la station d'épuration de la communauté d’agglomération, située sur le territoire de la commune de Lescar. Cette station d'épuration, mise en service en 1982, puis agrandie en 2004, traite les effluents des 8 communes de l'agglomération de Pau et de quatre autres, soit 140 000 habitants. Depuis 2006, la communauté d'agglomération est propriétaire de l'installation et son exploitation est déléguée à la société Veolia. Cet équipement utilise un procédé d'épuration biologique dit « à boues activées ».
L’assainissement non collectif (ANC) désigne les installations individuelles de traitement des eaux domestiques qui ne sont pas desservies par un réseau public de collecte des eaux usées et qui doivent en conséquence traiter elles-mêmes leurs eaux usées avant de les rejeter dans le milieu naturel. La Communauté d’Agglomération de Pau Béarn Pyrénées assure en régie le service public d'assainissement non collectif (SPANC), qui a pour mission de vérifier la bonne exécution des travaux de réalisation et de réhabilitation, ainsi que le bon fonctionnement et l’entretien des installations,,.

#### Collecte et traitement des déchets
La collecte, le traitement et la valorisation des déchets est une compétence exclusive de la communauté Pau Béarn Pyrénées depuis sa création le 30 décembre 1999. La collecte des déchets ménagers (résiduels et multimatériaux) est effectuée en porte-à-porte sur toutes les communes de la communauté urbaine. Un réseau de cinq déchèteries accueille les encombrants et autres déchets spécifiques (déchets verts, déchets dangereux, gravats, cartons…) : Pau (rue Ramadier), Bizanos, Bosdarros, Jurançon et Lescar. La communauté Emmaüs Pau-Lescar assure également une activité de recyclage. En 2015, 84 487 tonnes de déchets ont été collectés, soit 582 kg/habitant.
Depuis le 1er janvier 2002, les compétences transfert/transport et traitement des déchets sont confiées au Syndicat mixte de traitement des déchets ménagers et assimilés du Bassin est (SMTD), désormais dénommé Valor Béarn. Selon la nature des déchets collectés, le traitement est effectué dans des sites différents : les déchets ménagers sont envoyés sur le site Cap Ecologia sur la commune de Lescar où ils sont incinérés ou valorisés, les emballages ménagers sont traités sur la commune de Sévignacq, les déchets verts vers la plateforme de compostage de Lescar, le verre est traité en Gironde, les textiles sont recyclés dans des centres spécialisés. Plusieurs unités de traitement des déchets sont regroupées sur le site Cap Ecologia de la commune de Lescar : une usine d’incinération permettant la valorisation énergétique (l’incinération des déchets ménagers résiduels) créée en 1973 et améliorée en 2006 avec un traitement spécifique des fumées, une plate-forme de maturation des mâchefers, une plate-forme de compostage et un centre de transfert des déchets.

### Petite enfance, prévention et protection de l'enfance

#### Petite enfance
En 2020, la ville de Pau compte dix structures multi-accueil, anciennement connues sous l'appellation crèches et halte-garderies (six municipales et quatre privées), deux maisons des assistances maternelles, un relais assistance-maternelle (RAM), lieu d'information et de documentation sur la petite enfance et 4 lieux d'accueils parents-enfants.

#### Prévention individuelle et collective et aide sociale à l'enfance
En matière de prévention individuelle, une mission locale chargée d’accompagner les jeunes 16/25 ans dans leur insertion sociale et professionnelle est installée à Pau. De même le dispositif RSP (« Reprendre sa place ») de Pau a pour mission de mettre en place une prise en charge spécifique auprès de jeunes de 18 à 24 ans cumulant des problématiques liées à la santé, le logement, la justice. En prévention collective, différentes structures d'animation socio-éducative sont recensées sur Pau : 10 centres de loisirs, 3 maisons des jeunes et de la culture et deux lieux d'écoute pour les jeunes. En prévention spécialisée, le comité départemental d’animation de la parentalité (CDAP) a été créé en 1999 et le Réseau Appui Parents 64 (RAP 64) concernant toutes les familles ayant des enfants, adolescents et jeunes de moins de 18 ans constitue une action collective très reconnue. Plus de 300 structures associatives ont adhéré au RAP 64 depuis sa création. 8 lieux d'accueils parents-enfants sont installés à Pau. En matière de protection de l'enfance, le foyer de l'enfance du Béarn à Pau dispose de 18 places,.

### Enseignement

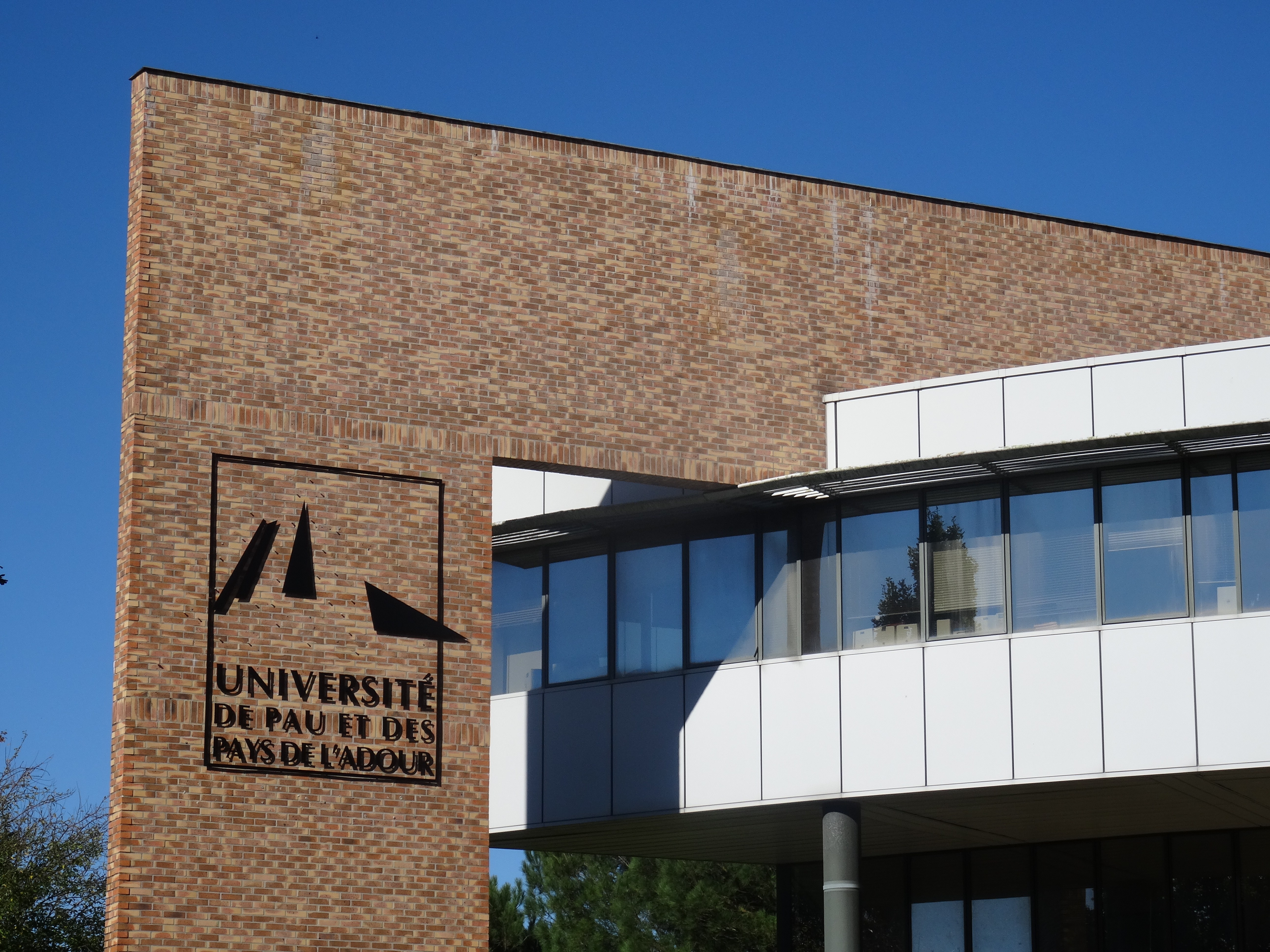
L'université de Pau et des pays de l'Adour.

#### Enseignements primaire et secondaire
En 2019, la Ville de Pau compte 20 groupes scolaires publics : neuf écoles maternelles, sept écoles élémentaires et onze écoles primaires. Ces établissements publics comportent 207 classes qui accueillent 4 612 enfants. Par ailleurs dix écoles privées et une école Calandreta de 166 places complètent le dispositif. Trois collèges publics et cinq collèges privés permettent de débuter l'enseignement de second degré. Le second cycle du second degré est assuré par quatre lycées publics, dont le lycée Louis-Barthou, auxquels s'ajoutent cinq autres lycées privés.

#### Enseignement supérieur

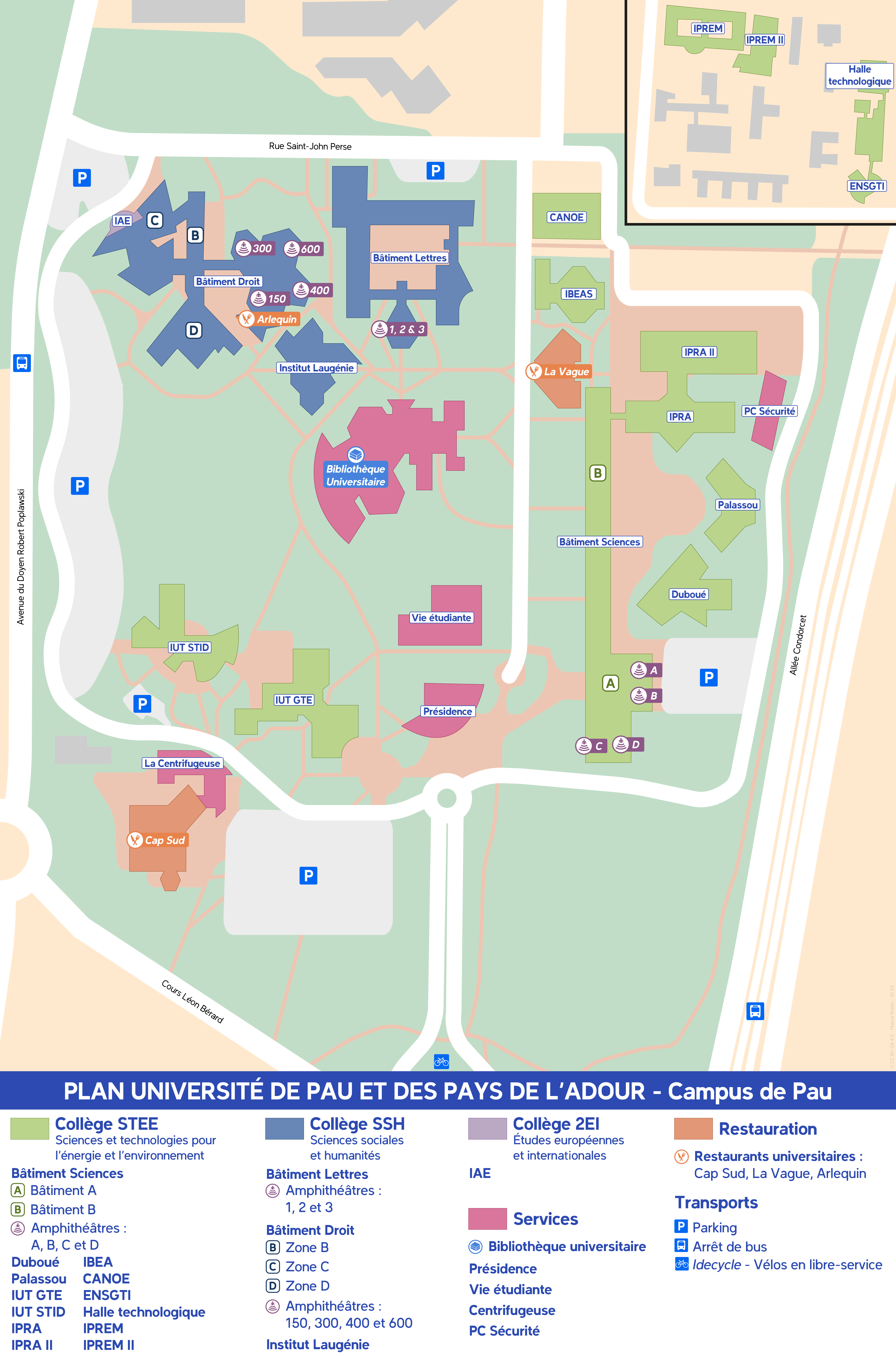
Plan de l'Université de Pau et des pays de l'Adour

La ville de Pau possède une ancienne tradition universitaire puisqu'une université est créée à Pau en 1722, prenant la suite de l'Académie protestante du Béarn fondée au XVIe siècle à Lescar et Orthez. Le campus de Pau, situé au nord de la ville, regroupe un pôle universitaire et pluridisciplinaire (droit, économie, sciences, sciences humaines), un IUT et un IAE. Le site palois compte 8 440 étudiants et 623 enseignants au cours de l'année universitaire 2018-2019. Il accueille le siège de l'université de Pau et des pays de l'Adour (UPPA).
Outre son université, Pau compte plusieurs grandes écoles qui complètent l'offre en matière d'enseignement supérieur. La ville est dotée de plusieurs écoles d'ingénieurs, dont l'ENSGTI dans le domaine des technologies industrielles, l'EISTI et l'exia.CESI dans le domaine informatique, ou encore l'ei.CESI qui propose diverses spécialités. Elle comporte également, une école de commerce avec le Groupe ESC Pau et des écoles d'art dont le Conservatoire Pau Béarn Pyrénées et l'école supérieure d'art des Pyrénées. Plusieurs autres établissements sont à citer, comme l'école des troupes aéroportées (ETAP) qui forme tous les parachutistes français, l'institut du travail social Pau-Pyrénées Pierre Bourdieu, un IFSI et un IFAS au centre hospitalier de Pau, ou encore CESI Entreprises et CESI Alternance pour des formations par apprentissage et les formations continues.

### Santé
Pau concentre une grande partie des services hospitaliers de l’agglomération paloise et du Béarn. L'équipement hospitalier propose des services de médecine, d’obstétrique, de chirurgie et de soins psychiatriques. Le dispositif du centre hospitalier de Pau est composé de l’hôpital François-Mitterrand, du centre Hauterive (rééducation fonctionnelle, unité de SSR et médecine nucléaire) et du centre Jean-Vignalou pour la gérontologie. L'offre sanitaire paloise se complète de plusieurs cliniques, dont notamment la polyclinique de Navarre, la clinique Princess et la clinique des Jeunes Chênes.
En médecine générale, si certains territoires sont qualifiés de « déserts médicaux », la situation est moins défavorable en Pyrénées-Atlantiques. Avec 185 médecins généralistes pour 100 000 habitants en 2014, le nombre est plus élevé que dans de nombreux autres départements (France métropolitaine : 155). Néanmoins à Pau, la situation se dégrade puisque le nombre de médecins généralistes a diminué de plus de 7 % entre 2007 et 2016 et les projections relatives aux prochains départs à la retraite n'annoncent pas un retournement de tendance.

### Autonomie et personnes âgées
Les établissements accueillant des personnes âgées de 60 ans ou plus et localisés à Pau peuvent être distingués selon trois catégories adaptées au niveau de dépendance : Deux établissements non médicalisés,,, 14 maisons de retraite médicalisées qui sont toutes des établissements d’hébergement pour personnes âgées dépendantes (EHPAD), et une unité de soins de longue durée (USLD) — le centre Jean Vignalou — adossée au centre hospitalier de Pau. Trois établissements pour personnes handicapées sont localisés à Pau : un foyer d'hébergement (le Cairn), un foyer de vie (Au jour le jour) et un service d'accompagnement à la vie sociale (SAVS trisomie 21).

### Justice, sécurité et défense

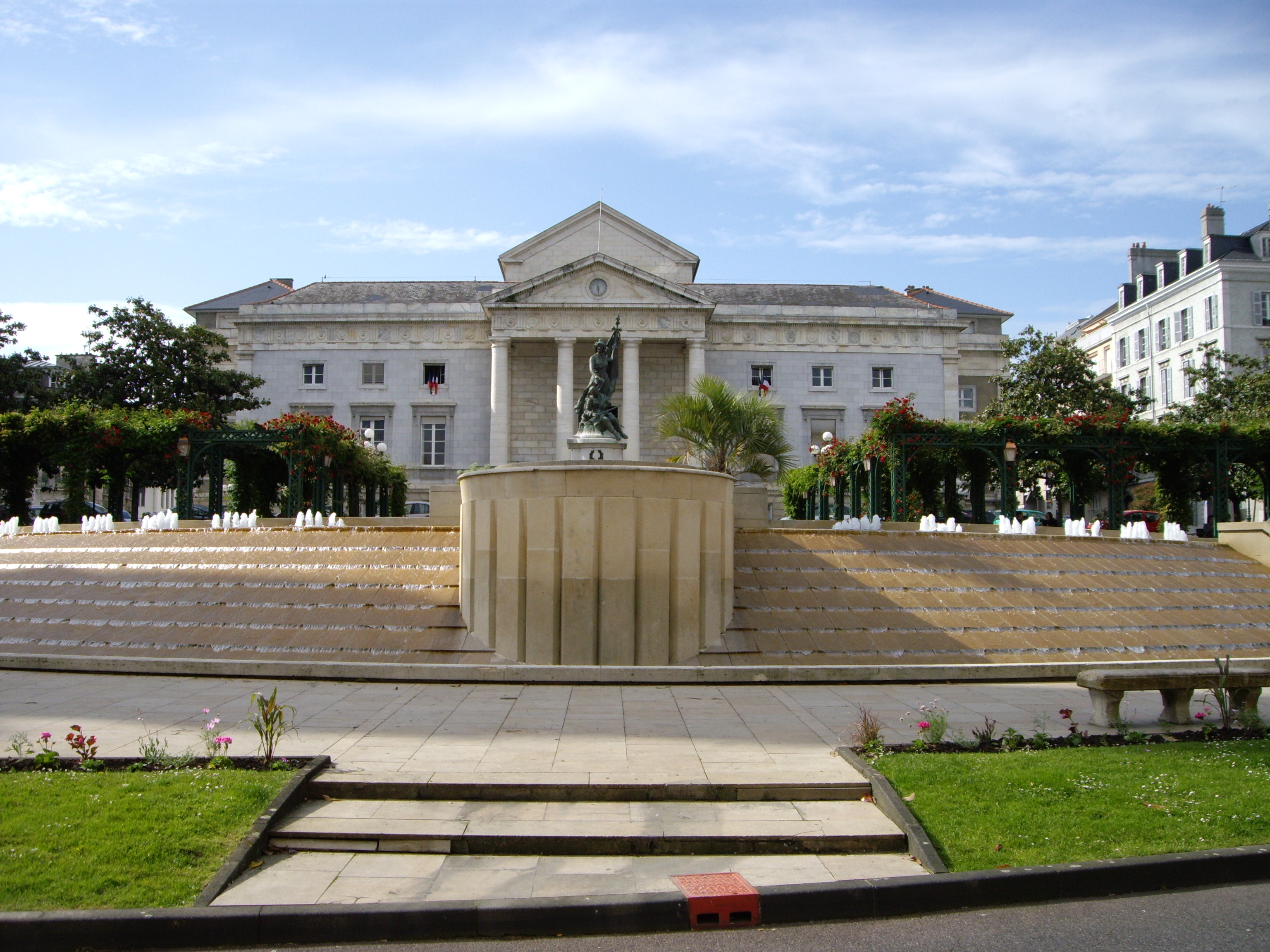
Palais de Justice historique.

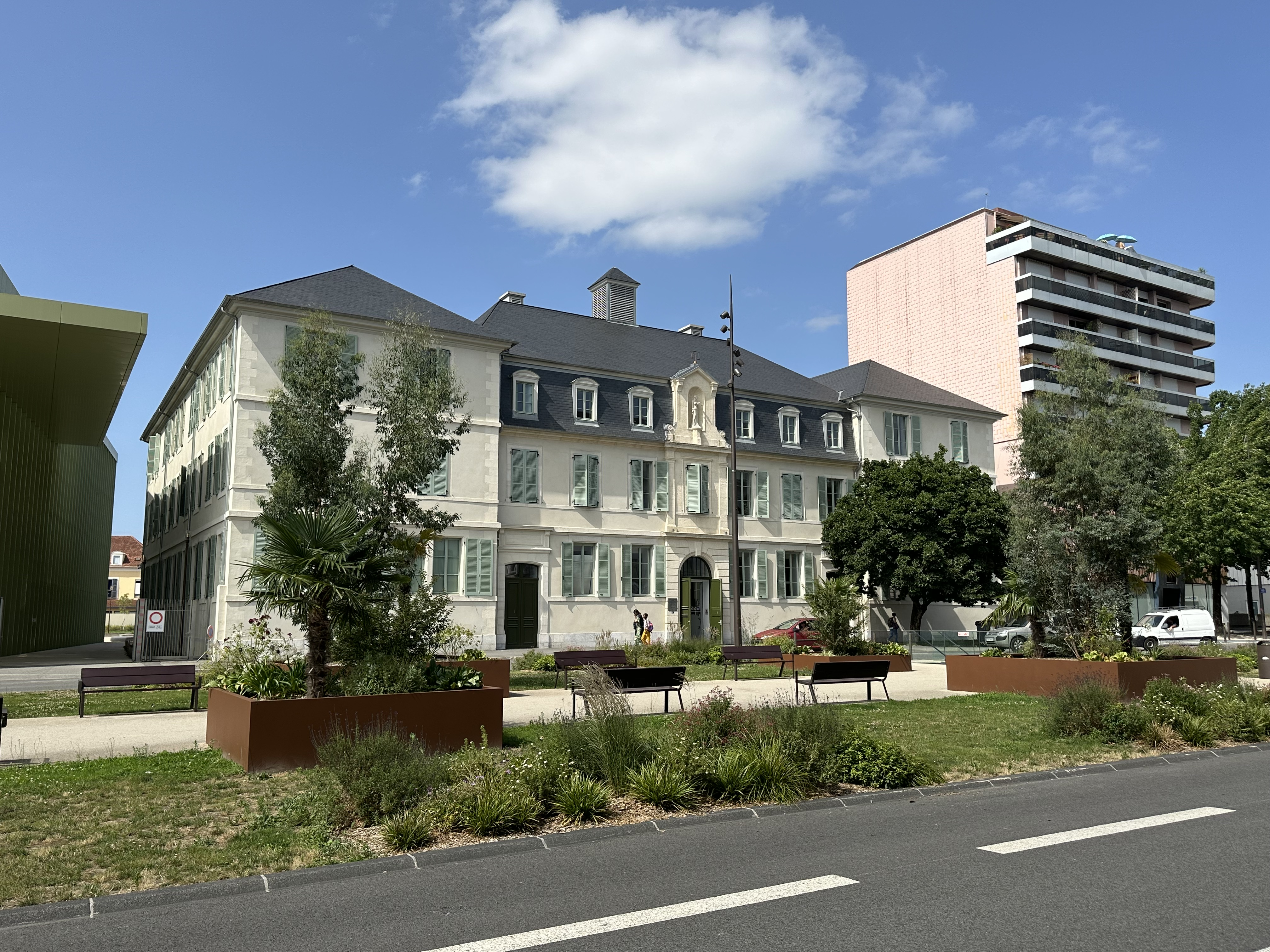
Site des Halles.

La commune est le siège de la cour d'appel de Pau, qui a pour ressort les départements des Landes, des Pyrénées-Atlantiques et des Hautes-Pyrénées. Pau est également le siège d'une cour d'assises, d'un tribunal de grande instance, d'un tribunal d'instance, d'un tribunal administratif, d’un tribunal pour enfants, d'un tribunal des affaires de sécurité sociale, d'un conseil de prud'hommes et d'un tribunal de commerce.
Pau dépend de la cour administrative d'appel de Bordeaux. La commune accueille un commissariat de police, le groupement de gendarmerie nationale des Pyrénées-Atlantiques, ou encore une recette-perception des impôts.
En lien avec la tradition aéronautique et militaire de la commune, Pau abrite depuis le 1er juillet 1977 le 5e régiment d'hélicoptères de combat (5e RHC) surnommé « Régiment du Béarn ». Implanté depuis 1961 au sein de la caserne Bernadotte, le Centre des archives du personnel militaire (CAPM) rassemble en un lieu unique l'ensemble des archives administratives de l'Armée de terre, du service national et des services communs. L'histoire militaire de la commune est aussi marquée par l'installation du 18e régiment d'infanterie (18e RI), du 18e régiment de chasseurs parachutistes (18e RCP) et du 1er régiment de chasseurs parachutistes (1er RCP) qui participent aux différents conflits du XXe siècle avant d'être dissous ou transférés dans d'autres communes. Une antenne du Bataillon de Joinville, l'École nationale d'entraînement physique militaire, occupe jusque dans les années 1980 le site du Hameau.

## Population et société

### Démographie

#### Évolution démographique
L'évolution du nombre d'habitants est connue à travers les recensements de la population effectués dans la commune depuis 1793. Pour les communes de plus de 10 000 habitants les recensements ont lieu chaque année à la suite d'une enquête par sondage auprès d'un échantillon d'adresses représentant 8 % de leurs logements, contrairement aux autres communes qui ont un recensement réel tous les cinq ans,.

En 2022, la commune comptait 78 620 habitants, en évolution de +1,77 % par rapport à 2016 (Pyrénées-Atlantiques : +3,78 %, France hors Mayotte : +2,11 %).
| 1793  | 1800  | 1806  | 1821   | 1831   | 1836   | 1841   | 1846   | 1851   |
| ----- | ----- | ----- | ------ | ------ | ------ | ------ | ------ | ------ |
| 8 756 | 8 465 | 9 293 | 11 444 | 11 285 | 12 607 | 13 841 | 16 170 | 16 196 |

| 1856   | 1861   | 1866   | 1872   | 1876   | 1881   | 1886   | 1891   | 1896   |
| ------ | ------ | ------ | ------ | ------ | ------ | ------ | ------ | ------ |
| 18 671 | 21 881 | 24 563 | 27 300 | 28 908 | 29 971 | 30 624 | 33 111 | 33 012 |

| 1901   | 1906   | 1911   | 1921   | 1926   | 1931   | 1936   | 1946   | 1954   |
| ------ | ------ | ------ | ------ | ------ | ------ | ------ | ------ | ------ |
| 34 268 | 35 044 | 37 149 | 35 665 | 37 711 | 38 962 | 40 451 | 46 158 | 48 320 |

| 1962   | 1968   | 1975   | 1982   | 1990   | 1999   | 2006   | 2011   | 2016   |
| ------ | ------ | ------ | ------ | ------ | ------ | ------ | ------ | ------ |
| 59 937 | 74 005 | 83 498 | 83 790 | 82 157 | 78 732 | 83 903 | 79 798 | 77 251 |

| 2021   | 2022   | - | - | - | - | - | - | - |
| ------ | ------ | - | - | - | - | - | - | - |
| 77 066 | 78 620 | - | - | - | - | - | - | - |

La population paloise connaît un accroissement net et régulier tout au long du XIXe siècle et de la première moitié du XXe siècle, hormis un recul occasionné par la Première Guerre mondiale. Le taux de croissance annuel est alors d'environ 2,8 % entre 1800 et 1936. La croissance démographique de Pau s'accélère après la fin de la Seconde Guerre mondiale, avec un taux de croissance annuel de 3,3 % entre 1954 et 1975. La population atteint alors un plateau autour de 80 000 habitants avec une diminution du taux de natalité et des départs au profit des communes de première couronne qui se développent nettement.
|                                           | 1968 - 1975 | 1975 - 1982 | 1982 - 1990 | 1990 - 1999 | 1999 - 2006 | 2006 - 2011 | 2011 - 2016 |
| Taux de variation annuel de la population | + 1,7       | + 0,0       | - 0,2       | - 0,5       | + 0,9       | - 1,0       | - 0,6       |
| Solde naturel                             | + 0,9       | + 0,5       | + 0,4       | + 0,2       | + 0,2       | + 0,2       | + 0,1       |
| Solde migratoire                          | + 0,9       | - 0,5       | - 0,6       | - 0,7       | + 0,7       | - 1,2       | - 0,7       |

#### Pyramide des âges
La population de la commune est relativement jeune. En 2021, le taux de personnes d'un âge inférieur à 30 ans s'élève à 37,1 %, soit au-dessus de la moyenne départementale (30,3 %). À l'inverse, le taux de personnes d'âge supérieur à 60 ans est de 28,5 % la même année, alors qu'il est de 31,5 % au niveau départemental.
En 2021, la commune comptait 35 856 hommes pour 41 210 femmes, soit un taux de 53,47 % de femmes, légèrement supérieur au taux départemental (52,06 %).
Les pyramides des âges de la commune et du département s'établissent comme suit.
| Hommes | Classe d’âge | Femmes |
| ------ | ------------ | ------ |
| 1,1    | 90 ou +      | 3,1    |
| 7,9    | 75-89 ans    | 12,7   |
| 14,5   | 60-74 ans    | 17,1   |
| 17,2   | 45-59 ans    | 16,8   |
| 18,7   | 30-44 ans    | 16,2   |
| 25,9   | 15-29 ans    | 22,4   |
| 14,6   | 0-14 ans     | 11,8   |

| Hommes | Classe d’âge | Femmes |
| ------ | ------------ | ------ |
| 1      | 90 ou +      | 2,6    |
| 8,7    | 75-89 ans    | 11,8   |
| 18,9   | 60-74 ans    | 19,8   |
| 21     | 45-59 ans    | 20,3   |
| 17,9   | 30-44 ans    | 17,3   |
| 16,2   | 15-29 ans    | 14     |
| 16,3   | 0-14 ans     | 14,2   |

#### Activité de la population
Le taux d'activité local (68,1 % en 2016) est plus faible que celui des Pyrénées-Atlantiques (74,3 % en 2016).
|             | Population | Actifs | Taux d’activité en % | Actifs ayant un emploi | Taux d’emploi en % |
| Ensemble    | 49 613     | 33 795 | 68,1                 | 27 303                 | 55,0               |
| 15 à 24 ans | 12 652     | 4 525  | 35,8                 | 3 213                  | 25,4               |
| 25 à 54 ans | 28 245     | 24 517 | 86,8                 | 19 955                 | 70,6               |
| 55 à 64 ans | 8 716      | 4 753  | 54,5                 | 4 135                  | 47,4               |

La population de l'unité urbaine de Pau connaît une légère croissance sur la période 2011-2016, passant de 197 157 habitants à 198 223 habitants. L'aire urbaine de Pau bénéficie d'une dynamique également légèrement favorable sur la même période, passant de 240 898 habitants à 243 901 habitants. Une tendance qui confirme les gains pris par la deuxième couronne de l'agglomération paloise durant ces dernières années, au détriment de la ville centre.

### Cultes

#### Culte catholique
Pau dépend du diocèse de Bayonne, Lescar et Oloron, suffragant depuis 2002 de l’archidiocèse de Bordeaux.
Outre les principales églises Saint-Martin et Saint-Jacques, le centre-ville de Pau compte plusieurs autres lieux de culte catholique avec Saint-Louis-de-Gonzague, Notre-Dame, Saint-Joseph et Saint-Charles qui sont réunis au sein de la paroisse du Christ-Sauveur. Au nord de Pau se trouvent les églises Saint-Pierre et Saint-Paul, au sein de la paroisse du même nom. Au nord-est, les églises Saint-Jean-Baptiste et Saint-Vincent-de-Paul dans la paroisse Sainte-Marie-du-Hameau. Les églises Sainte-Bernadette et Sainte-Thérèse se situent à l'est de la ville, dans la paroisse de la Sainte Famille de Pau. L'église Notre-Dame du Bout du Pont se situe à Pau mais est gérée par la paroisse Notre-Dame-de-l'Espérance de Jurançon.

#### Culte protestant
Le protestantisme dispose d'une implantation très ancienne à Pau, la Réforme s'y organise à partir du XVIe siècle avec Marguerite de Navarre et surtout sa fille Jeanne d'Albret. Celle-ci rend obligatoire la religion réformée en 1571 dans l'ensemble du Béarn. L’Évangile est alors prêché à Pau dans l’église primitive de Saint-Martin. Dès 1620, et l'annexion du Béarn à la France par Louis XIII, la religion réformée perd en influence. La révocation de l'édit de Nantes en 1685 par Louis XIV renforce cette évolution avec des persécutions et la fuite de nombreux huguenots vers des pays refuge. La plupart des protestants béarnais, et donc palois, continuent leurs pratiques religieuses dans l'intimité du cadre familial. Cela explique la faiblesse du patrimoine bâti pour ce culte pourtant très ancien dans la ville. Après 1789, la liberté de conscience est accordée aux protestants par la Déclaration des droits de l'homme et du citoyen. Le temple protestant de Pau, paroisse de l'Église protestante unie de France, est aujourd'hui active au sein de l'ancienne Christ Church anglicane, située rue Serviez et datant de 1841.
L'afflux d'une importante, et aisée, communauté anglaise au cours du XIXe siècle à Pau amène la construction de plusieurs lieux de cultes de l'Église anglicane au sein de la ville. La Christ Church en 1841 (actuel temple protestant) ou encore la Holy Trinity Church en 1862 (qui accueille le cinéma Le Mélies) précèdent la construction de l'Église Saint-Andrew en 1888. Cette église représente désormais le dernier lieu de culte anglican de la ville, avec la tenue d'offices hebdomadaires,. La totalité de l'édifice est inscrite à la liste des monuments historiques depuis 2015.
D'autres lieux de cultes protestant se trouvent dans la ville :
- Église protestante évangélique libre de Pau, rue Gutenberg[133].
- Église protestante évangélique, boulevard de la Paix[134].
- Réunions chrétienne évangélique, rue Ségure[135].
- Église évangélique missionnaire Gloire à Dieu, rue Montpensier[136].
- Église Evangelique Shalom, Rue Emile Garet.
- Église Le Phare à LONS - Assemblée de Dieu[137].
- Église adventiste du septième jour, avenue des Lauriers.

#### Autres cultes
L’église orthodoxe Saint-Alexandre-Nevsky de Pau est inaugurée en 1867, rue Jean-Réveil. Après celle de Nice (1859) et Paris (1860), elle est la troisième plus ancienne église orthodoxe de France. Elle est réalisée, à l'origine, pour satisfaire la communauté russe venant passer l'hiver dans la capitale béarnaise. En 2017, elle accueille un culte mensuel pour une communauté regroupant une centaine de fidèles. La synagogue de Pau a été inaugurée en 1880 sur un terrain situé sur l'ancien passage d'Alsace (désormais rue des Trois Frères Bernadac). La présence d'une communauté juive paloise est attestée depuis le début du XIXe siècle, elle est notamment prouvée par la création en 1822 d'un cimetière juif, répertorié à l'inventaire des monuments historiques depuis 1995. La ville de Pau héberge une mosquée, située avenue des Lilas. Elle est le siège de l'association de la mosquée de Pau. En 2013, ce lieu fait la Une de la presse lorsqu'il apparaît que l'auteur des tags sur ses murs était l'imam lui-même.

### Vie associative
En 2017, 5 213 associations sont recensées sur le site de la commune, se répartissant selon les catégories suivantes : Activités politiques (37), Philanthropie & conférences (30), Droits, discrimination & civisme (92), Justice (10), Media & communication (123), Arts & culture (665), Clubs & loisirs (117), Action socioculturelle (419), Histoire & patrimoine (29), Sports & plein air (375), Chasse & pêche (3), Amicales, entraide & solidarité (113), Éducation & formation (133), Recherche (332), Santé (110), Services et établissements médico-sociaux (11), Aides sociales (443), Associations caritatives & humanitaires (66), Famille & séniors (22), Transports, Entreprises & gestion (88), Représentation & développement économique (79), Environnement & cadre de vie (64), Emploi & vie locale (40), Logement (22), Tourisme & voyages (1), Secours & protection civile (4), Militaires & anciens combattants (17), Religion & spiritualité (32), Divers (1 736). En appui de la ville, un collectif d'associations, le réseau PALVA (Points d'appui locaux à la vie associative), contribue à promouvoir la vitalité de cette vie associative.

### Médias
L'actualité de Pau et de sa région est couverte par plusieurs médias de différente nature. Au niveau de la presse écrite, trois quotidiens locaux dépendant du Groupe Sud Ouest sont actifs : le Sud Ouest (édition Béarn et Soule), L'Éclair Pyrénées et La République des Pyrénées. Communément appelé La République, ou La Rep, il s'agit du quotidien le plus lu du Béarn et de la Soule avec 143 000 lecteurs au numéro moyen. Une antenne de France 3 Aquitaine se situe à Pau, elle traite quotidiennement de l'actualité en Béarn lors du décrochage local du 19/20 dans son édition « France 3 Pau Sud-Aquitaine ». La ville accueille également plusieurs antennes radiophoniques, dont Virgin Radio Sud Aquitaine, RFM Béarn, ou encore ici Béarn Bigorre. Les radios locales associatives Voix du Béarn (créée en 1981) et Ràdio País (créée en 1983) ont leur siège dans l'agglomération paloise.

## Économie

### Revenus de la population et fiscalité
En 2011, le revenu fiscal médian par ménage était de 22 636 €, ce qui plaçait Pau au 28 361e rang parmi les 31 886 communes de plus de 49 ménages en métropole. En 2016, 47 % des foyers fiscaux étaient imposables.

### Emploi
En 2016, la population âgée de 15 à 64 ans s'élevait à 49 613 personnes, parmi lesquelles on comptait 68,1 % d'actifs dont 55,0 % ayant un emploi et 13,1 % de chômeurs. On comptait alors 50 134 emplois dans la zone d'emploi, contre 49 601 en 2011. Le nombre d'actifs ayant un emploi résidant dans la zone d'emploi étant de 2 775, l'indicateur de concentration d'emploi est de 180,5 %, ce qui signifie que la zone d'emploi offre près de deux emplois pour un habitant actif.

### Entreprises et commerces

Halles de Pau.

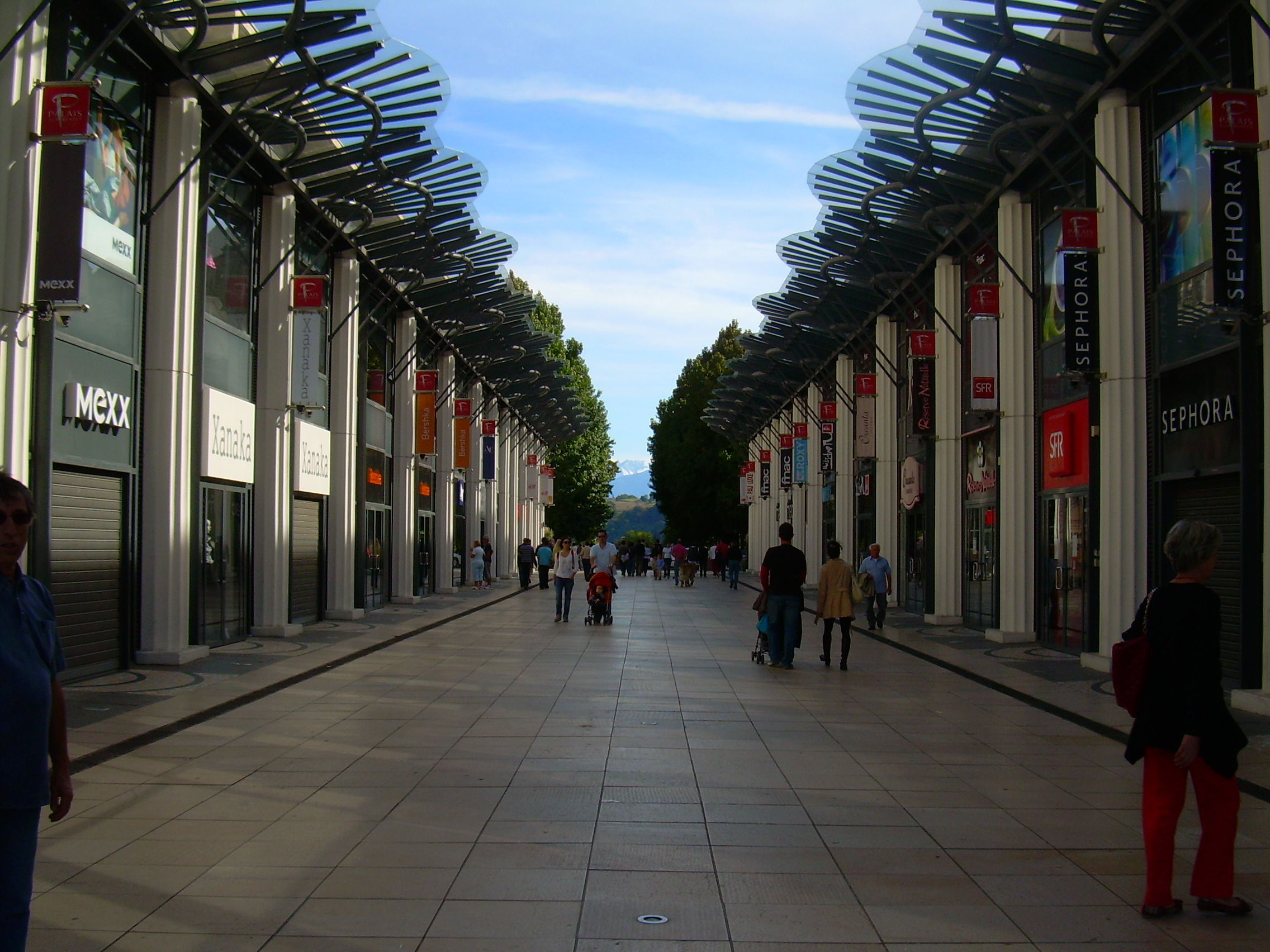
Centre commercial de la Promenade des Pyrénées.

Pau est la capitale économique du Grand Pau, la ville joue plus globalement un rôle majeur pour l'ensemble du bassin de l'Adour par sa position centrale et la densité des services proposés. Le tableau ci-dessous détaille le nombre d'entreprises implantées à Pau selon leur secteur d'activité :
| TOTAL                                            | 7 093 |
| Industrie                                        | 327   |
| Construction                                     | 459   |
| Commerce, transport, hébergement et restauration | 1 953 |
| Services aux entreprises                         | 2 340 |
| Services aux particuliers                        | 2 014 |
| Champ : activités marchandes hors agriculture.   |       |

Le tableau ci-dessous détaille les établissements actifs par secteur d'activité au regard du nombre de salariés :
|                                                              | Total | %     | 0 salarié | 1 à 9 salariés | 10 à 19 salariés | 20 à 49 salariés | 50 salariés ou plus |
| ------------------------------------------------------------ | ----- | ----- | --------- | -------------- | ---------------- | ---------------- | ------------------- |
| Ensemble                                                     | 8 951 | 100,0 | 5 886     | 2 432          | 288              | 209              | 136                 |
| Agriculture, sylviculture et pêche                           | 33    | 0,4   | 29        | 3              | 0                | 0                | 1                   |
| Industrie                                                    | 316   | 3,5   | 170       | 104            | 25               | 10               | 7                   |
| Construction                                                 | 542   | 6,1   | 430       | 74             | 24               | 8                | 6                   |
| Commerce, transports, services divers                        | 6 367 | 71,1  | 4 069     | 1 966          | 169              | 110              | 53                  |
| dont commerce et réparation automobile                       | 1 323 | 14,8  | 745       | 516            | 35               | 20               | 7                   |
| Administration publique, enseignement, santé, action sociale | 1 693 | 18,9  | 1188      | 285            | 70               | 81               | 69                  |
| Champ : ensemble des activités.                              |       |       |           |                |                  |                  |                     |

En 2018, 934 nouvelles entreprises sont créées, dont 760 individuelles. Plus de 52 % de ces entreprises interviennent dans le domaine des services aux particuliers ou aux entreprises.

### Artisanat et industrie

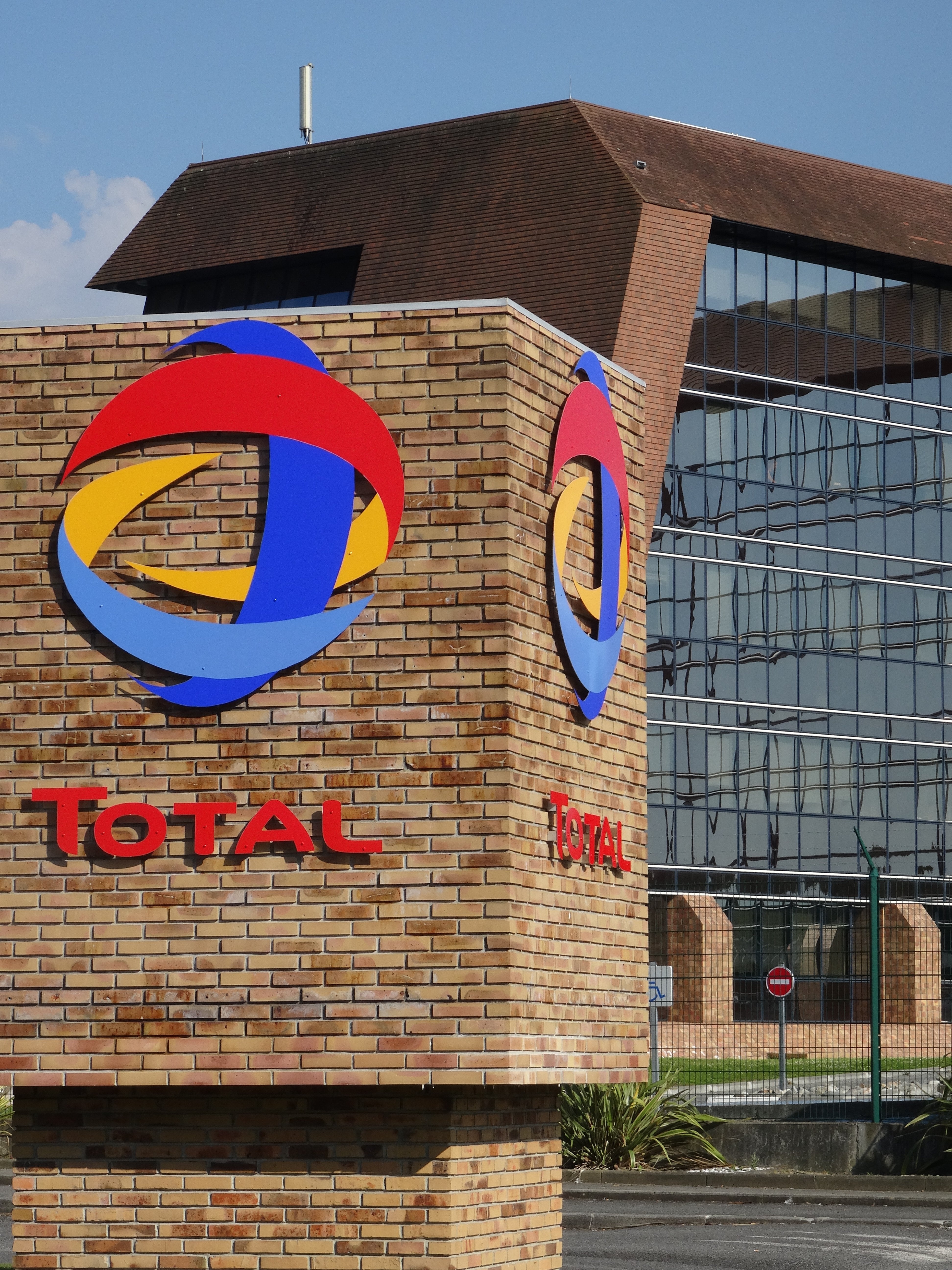
Le CSTJF du groupe Total, 3e centre de R&D en France.

Malgré son statut de capitale politique du Béarn depuis 1464, Pau a beaucoup plus de mal à imposer sa prééminence économique sur le reste du territoire. Nay, Oloron ou Pontacq restent les principaux centres de l'artisanat béarnais, notamment dans le domaine textile. Il faut attendre le XIXe siècle, et l'arrivée du chemin de fer, pour voir se développer une industrie paloise significative avec l'installation de plusieurs établissements en basse-ville, qui profitent également de la présence du gave. Moulins, tanneries, teintureries, brasseries ou minoteries sont alors présents. Le ravin du Hédas accueille lui aussi plusieurs activités artisanales, dont les teintureries Daran et les bérets Cazenave.
Ces industries disparaissent progressivement mais Pau connaît parallèlement un essor économique important durant le XXe siècle, avec la découverte du gisement de gaz de Lacq. Découvert en 1951 par l'ingénieur Jean Féger, le gisement permet alors d'inaugurer en 1957 la plus grande usine de gaz en Europe et permet à la France de satisfaire jusqu'à 30 % de sa consommation de gaz dans les années 1970. Pau accueille depuis de nombreux acteurs liés à cette industrie pétrochimique, comme le groupe Teréga, Schlumberger ou Baker Hughes. Dans un autre registre, la ville accueille la maison de prêt-à-porter Courrèges.

#### Le centre Jean-Féger

Bâtiment Newton de la technopole Hélioparc.

Bâtiment Poincaré.

En lien avec l'exploitation du gaz de Lacq, Pau accueille le centre scientifique et technique Jean-Féger (CSTJF) de Total. Il s'agit du 1er centre de recherche pour l’exploration et la production de gaz et de pétrole en Europe, et le 3e centre de recherche en France tous secteurs confondus. Il concentre plus de 2 800 personnes, dont environ 900 docteurs et ingénieurs en géosciences, résultant de la fusion des moyens d’Elf Aquitaine et de Total. La recherche en géosciences repose aussi sur des partenariats université/entreprises notamment avec la Fédération de recherche appliquée au génie pétrolier (IPRA). La recherche et l'ingénierie en géosciences sont également présentes au sein d'une multitude de sociétés spécialisées, pour la plupart présentes sur le site de la technopole Hélioparc à l’image de Arverne Group.

### Activités de services
En tant que capitale administrative, Pau regroupe des institutions de dimensions départementales voire régionales : Conseil départemental des Pyrénées-Atlantiques, cour d'appel pour les départements des Pyrénées-Atlantiques, des Landes et du Gers, centre hospitalier, chambre de commerce et d'industrie Pau Béarn, chambre des métiers des Pyrénées-Atlantiques, chambre d'agriculture des Pyrénées-Atlantiques, SDIS 64, MSA, université de Pau et des Pays de l'Adour, etc. Les NTIC ont connu un important développement avec le déploiement de la fibre optique dans l'agglomération et l'implantation de sociétés spécialisées dans l'informatique, les réseaux et le traitement de l'image. Les technopôles Hélioparc avec 1 300 emplois ou encore Pau Cité Multimédia avec ses 1 200 emplois concentrent un grand nombre de SSII. Pau est la troisième ville d'Europe, après Stockholm et Milan, à avoir développé un réseau de très haut débit (THD) en fibre optique.
À la rencontre des axes est-ouest, entre Toulouse et le port de Bayonne, et nord-sud, entre Bordeaux et l'Espagne via le col du Somport, Pau possède une longue tradition commerciale. La foire aux bestiaux de la Haute-Plante (actuelle place de Verdun), à l'occasion de la Saint-Martin, en est le meilleur exemple jusqu'au début du XXe siècle,. Cette tradition commerciale se traduit aujourd'hui par la tenue de plusieurs marchés alimentaires, dont celui quotidien des Halles de Pau. La Foire de Pau se tient annuellement au Parc des expositions, en 2019 se tient la 71e édition de l’événement. La ville accueille également plusieurs grandes enseignes de la distribution, comme E.Leclerc, les Galeries Lafayette ou Auchan.
Pau concentre une activité ancienne, et particulièrement résistante, en matière d'édition. Les maisons Marrimpouey (1689) ou Tonnet (1797) en sont les exemples les plus fameux.

#### Activités de services liées au tourisme

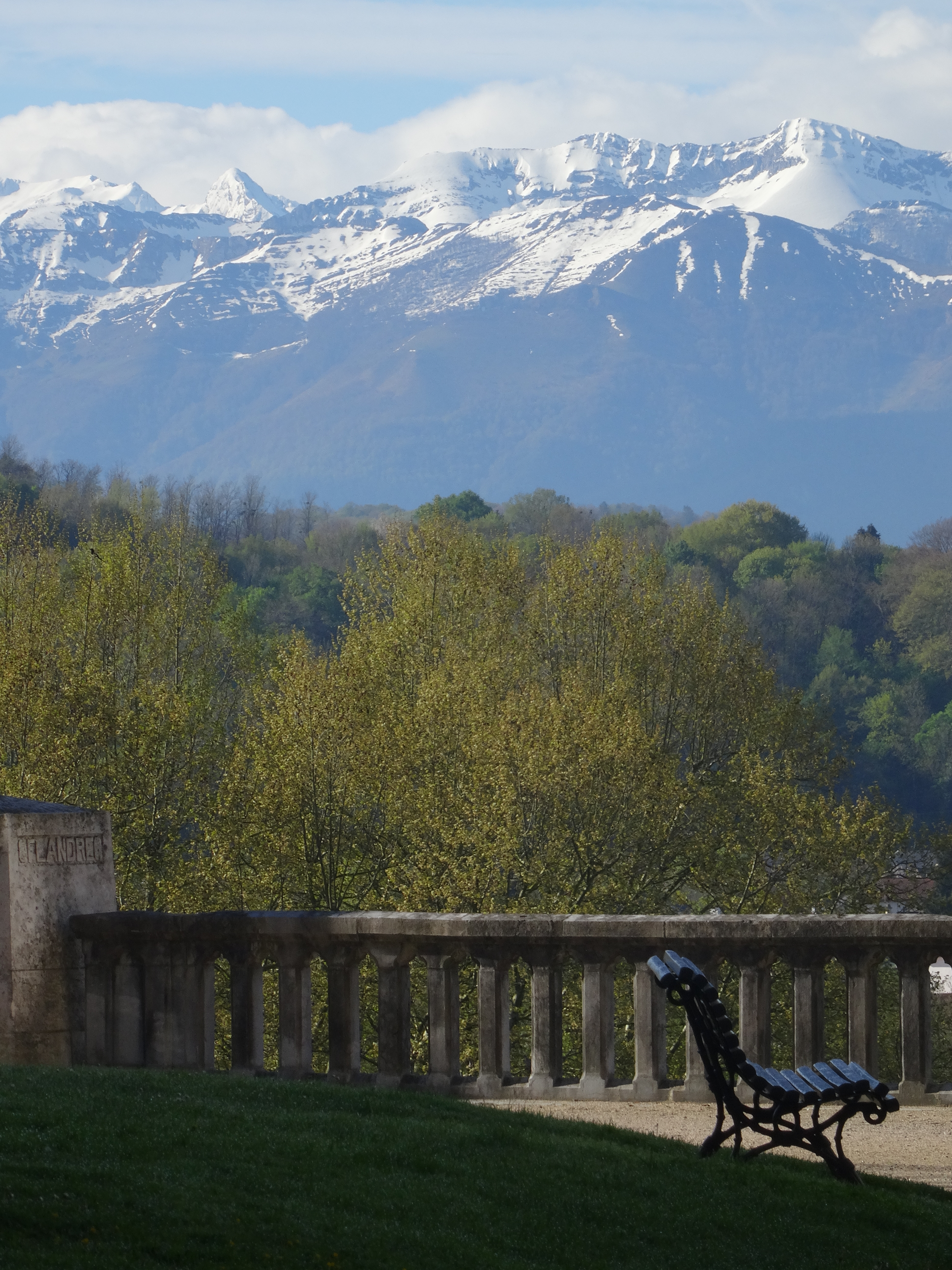
Vue depuis l'église Saint-Martin.

La ville de Pau est située à 45 minutes des Pyrénées et de ses stations de ski. C'est un lieu de passage pour les touristes des Pyrénées amateurs de nature et également un lieu de découvertes pour les adeptes d'un tourisme plus urbain et culturel.
Pau est également une ville de congrès, de colloques et de tourisme d'affaires avec des infrastructures qui permettent d'accueillir des événements nationaux et internationaux : le centre de congrès du Palais Beaumont, le parc des expositions, des hôtels 3 étoiles (Hôtel Continental, Hôtel Roncevaux, Hôtel Bristol), un hôtel 4 étoiles (Hôtel de Gramont) et deux hôtels 5 étoiles (hôtel Parc-Beaumont, hôtel Villa Navarre). La ville, ancienne station climatique, accueille un casino.
Au 1er janvier 2019, 23 hôtels de la commune offraient 980 chambres aux visiteurs, mais aucun camping n'était dénombré. L'infrastructure touristique de l'unité urbaine de Pau vient compléter l'offre locale avec 1 868 chambres réparties sur près de 49 hôtels et 5 campings proposant 242 emplacements.

## Sports et équipements
La ville dispose d'une culture sportive ancienne et dense, associée au développement des sports anglais à la Belle Époque. Elle est alors surnommée la reine des sports, tandis qu'à la même époque James Gordon Bennett junior décrit la ville comme étant « le centre du sport mondial » (« Pau is the hub of the sporting world »), dans l'International Herald Tribune. Tennis, golf, polo, jeu de paume, ski, randonnées, pêche au saumon, chasse à l'ours et à l'isard, tir au pigeon ou rugby sont alors pratiqués à Pau ou dans les environs, avec le cheval comme passion centrale. Faire de Pau une ville sportive est un argument fort de la municipalité et des publicitaires pour attirer les riches hivernants anglais. Outre ces activités de plein-air pratiquées, principalement, par l'aristocratie britannique dans leurs clubs-houses, la vie sportive paloise s'organise au tournant du XIXe siècle et du XXe siècle. Héritier d'une très ancienne tradition hippique, le sport moderne palois se développe d'abord autour du cyclisme et de la natation. Le Véloce club béarnais est créé en 1883 tandis que Louis Péguilhan ouvre une première école de natation en 1904. Pau devient également un centre majeur du « sport éducatif » sous l'impulsion de Philippe Tissié dès 1901. Pau est labellisée « Ville européenne du Sport 2018 ».

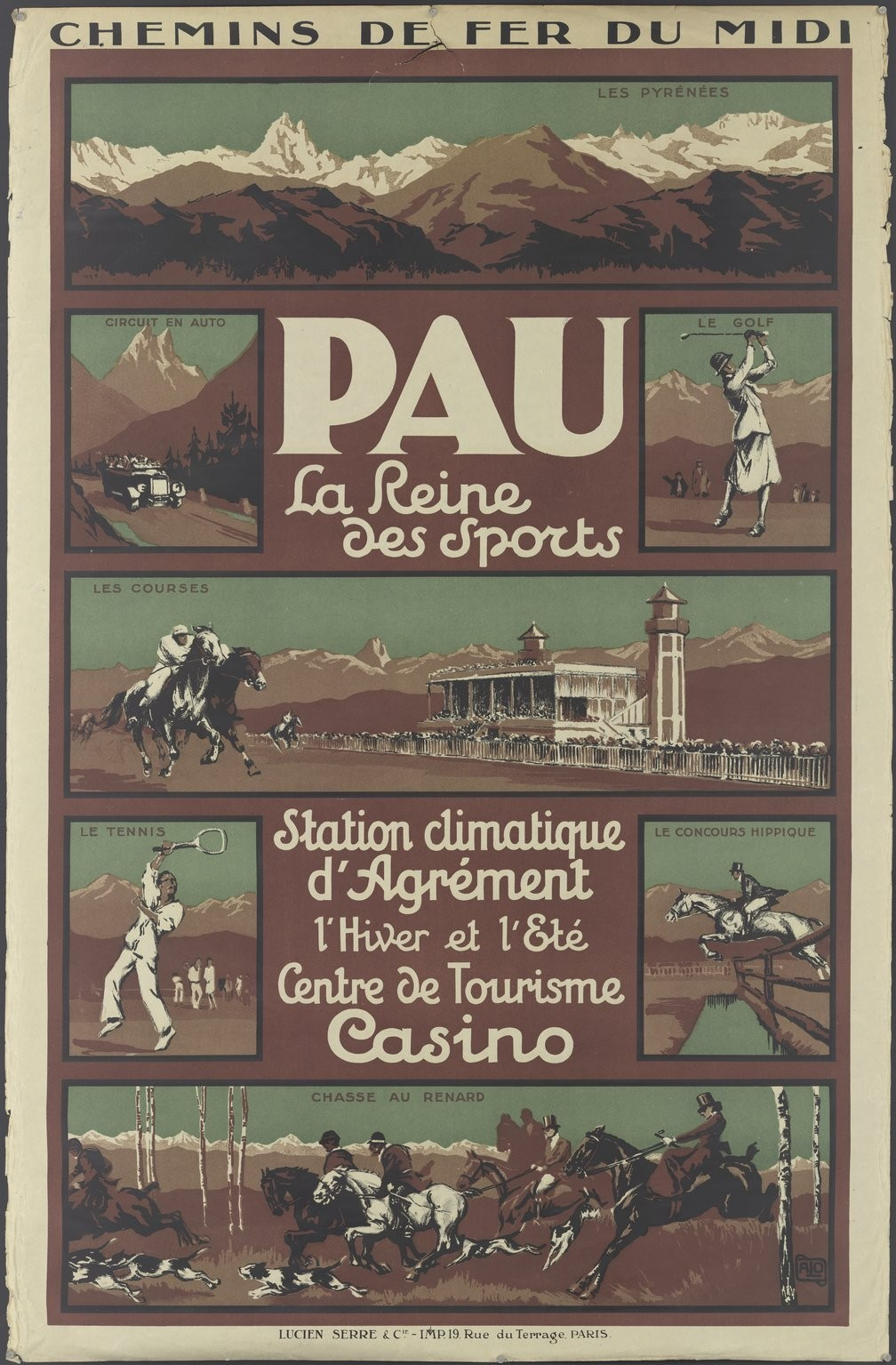
Pau, « La reine des sports ».
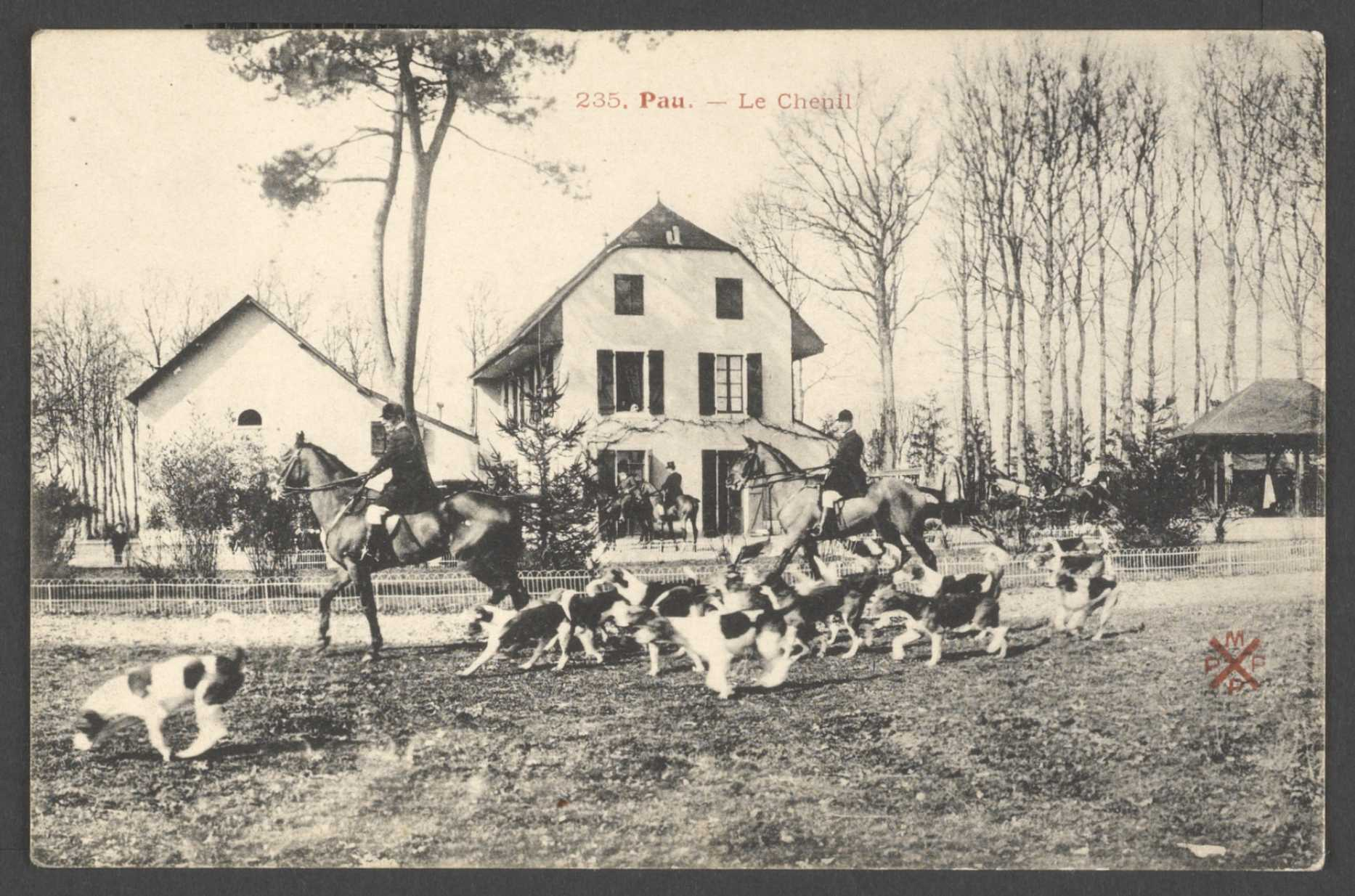
Chasse à courre au chenil de Pau.
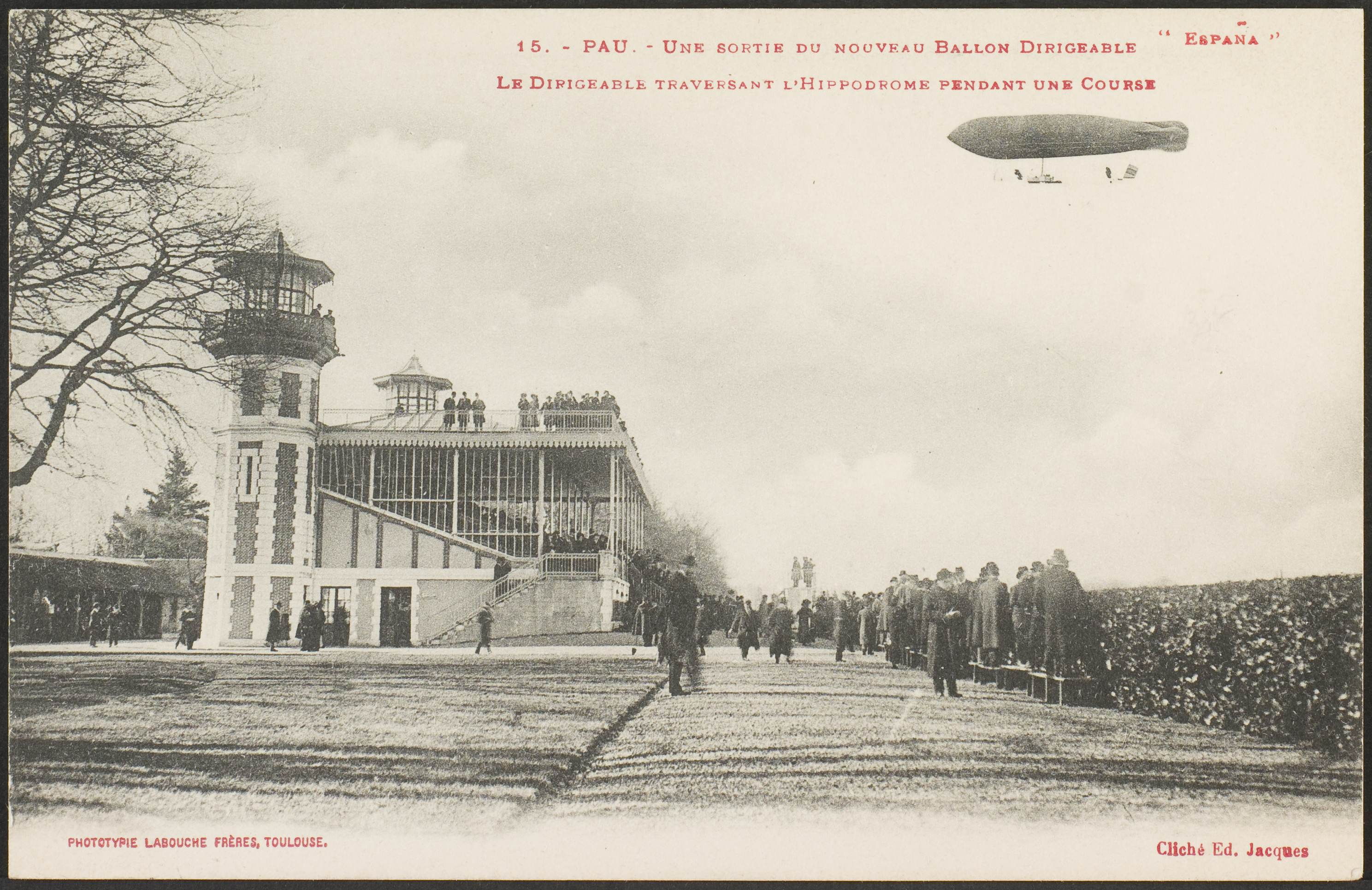
Un dirigeable survole l'hippodrome du Pont-Long.
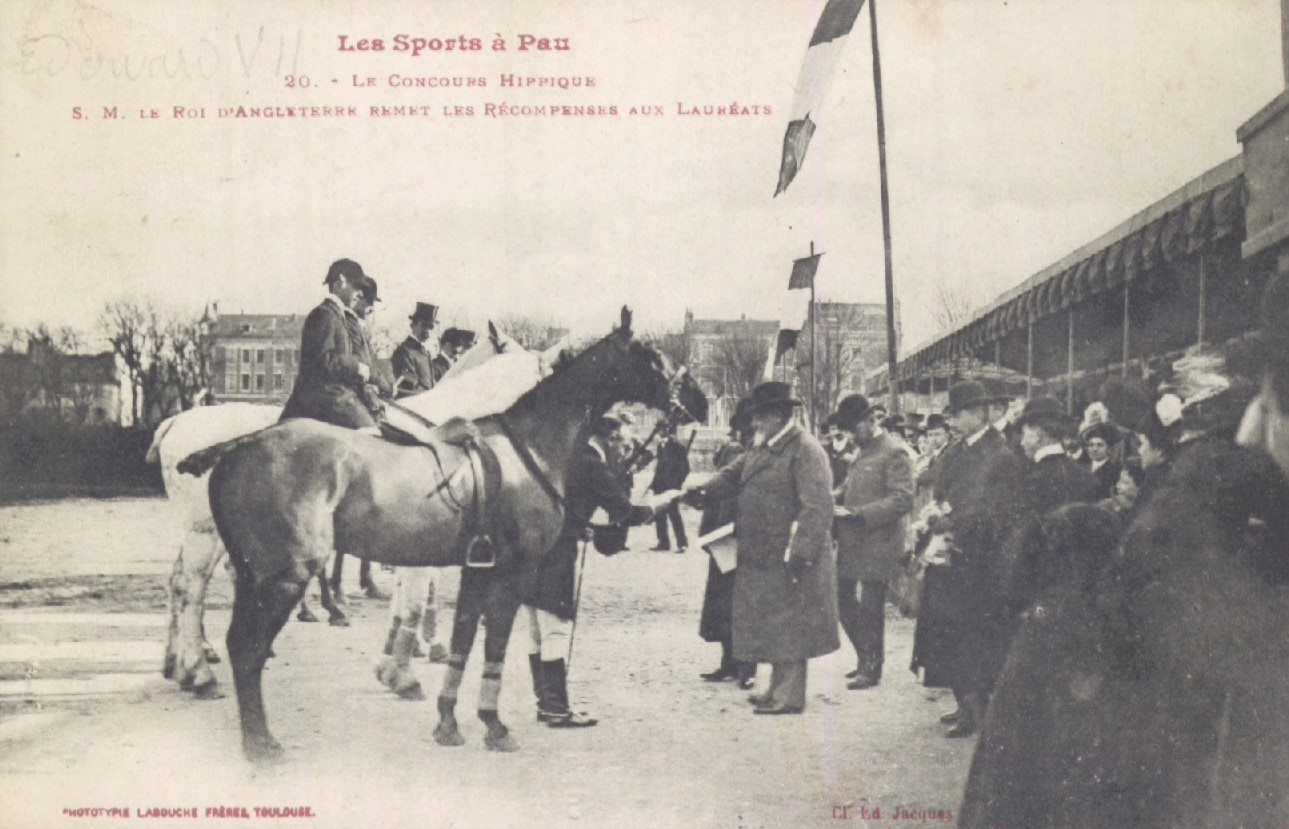
Le roi d'Angleterre remet les récompenses aux lauréats.
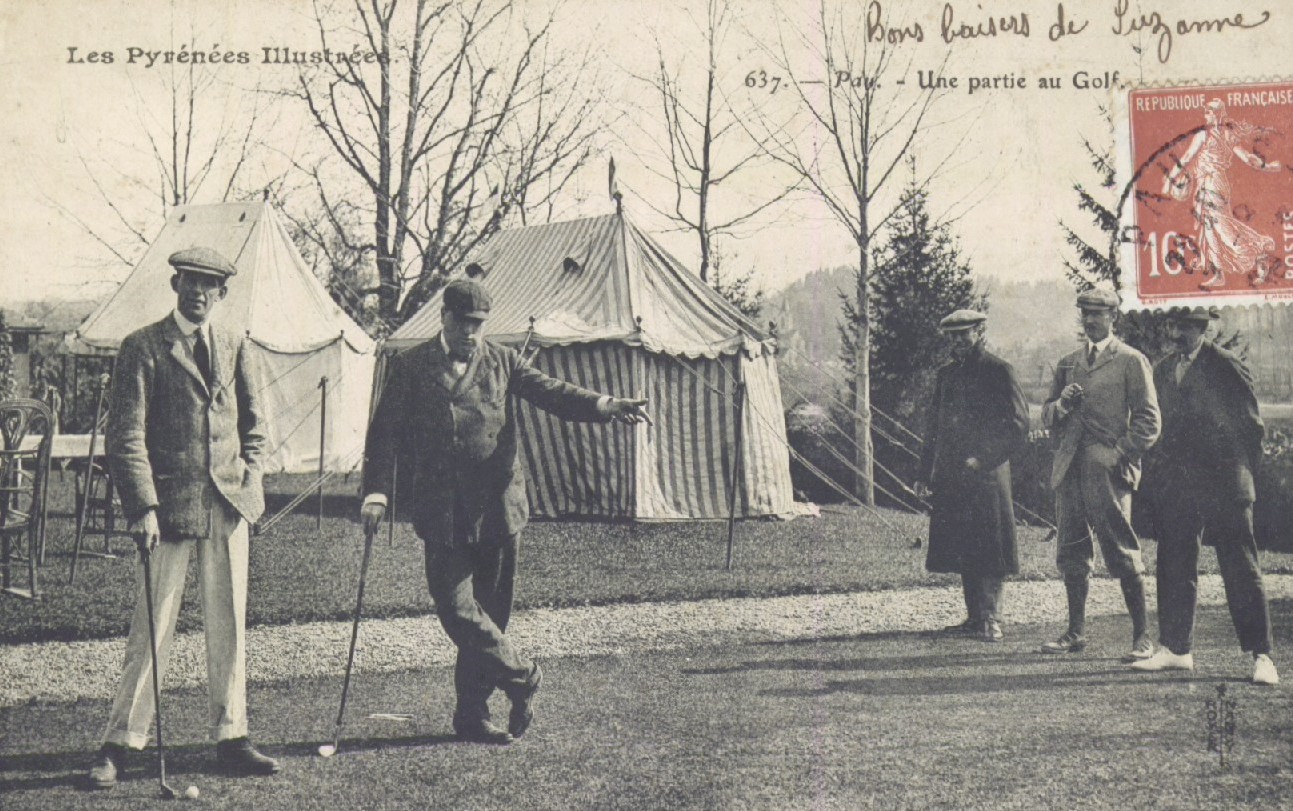
Le Pau Golf Club est le plus ancien golf d'Europe continentale.

### Sports collectifs

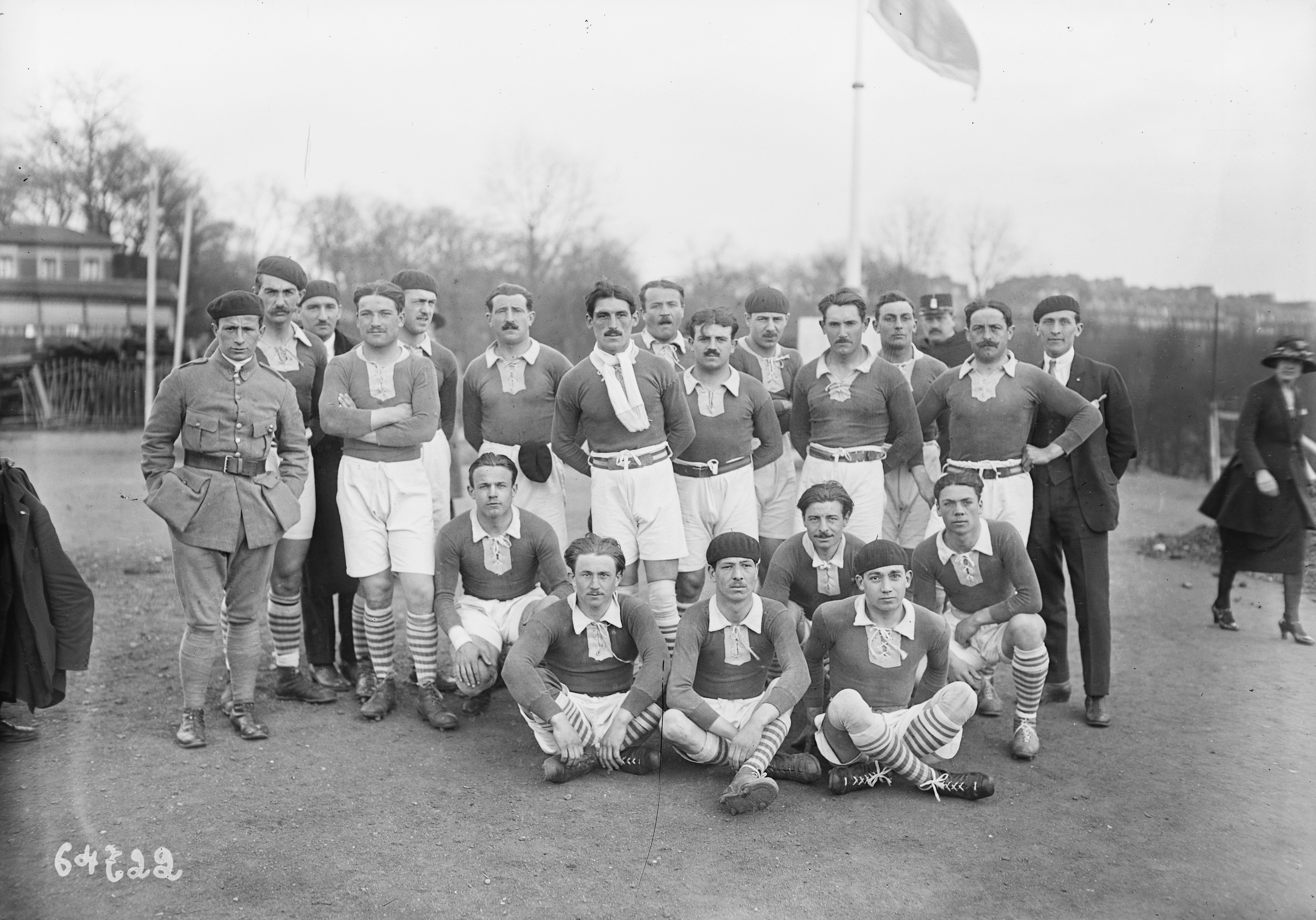
La Section paloise en 1921.

Le rugby à XV apparaît à Pau dès 1899 avec le Stade palois, celui-ci est par la suite incorporé à la Section paloise omnisports, le grand club omnisports de la ville
 . La Section paloise débute cette pratique en 1905 à la place de la barrette. La Section paloise remporte trois titres de champion de France (1928, 1946 et 1964), trois coupes de France (1939, 1952, 1997), un Challenge européen (2000) et un titre de champion de France de deuxième division (2015). Le club figure de nouveau dans l'élite — Top 14 — depuis 2015. L'équipe professionnelle évolue depuis 1990 au stade du Hameau (capacité de 18 324 places), tandis que les équipes de jeunes jouent toujours dans l'emblématique stade de la Croix du Prince. La ville connaît un club de rugby à XIII, nommé Pau XIII, créé le 25 août 1934 qui disparait à la Libération, faute de terrain de jeu, puis qui réapparaît dans les années 1970 pour disparaitre à nouveau.
L'Élan béarnais Pau-Orthez possède l'un des palmarès les plus fournis parmi les clubs français de basket-ball. Il compte neuf titres de champion de France (1986, 1987, 1992, 1996, 1998, 1999, 2001, 2003 et 2004), trois coupes de France (2002, 2003, 2007), trois tournois des As (1991, 1992, 1993), une semaine des As (2003), un titre de vainqueur de la coupe Korać (1984) et un titre de champion de France de deuxième division (2010). Il forme avec le CSP Limoges le duo incontournable de l'élite française. Le club évolue au sein du palais des sports, d'une capacité de 7 707 places assises en configuration basket. Inauguré en 1991, il sert à plusieurs reprises à des épreuves de tennis — dont la coupe Davis —, de handball ou de volley-ball.
Le club phare du football palois est le Pau Football Club, qui évolue en Championnat de France de football de Ligue 2 depuis la saison 2020-2021. Après avoir cohabité avec le rugby au stade du Hameau, le Pau FC dispose de son propre stade depuis 2018, avec une capacité de 1 200 places. Fondés respectivement en 1902, 1904 et en 1920, la Jeanne d'Arc Le Béarn, le FA Bourbaki et les Bleuets sont les plus anciens clubs de la ville. L'Association Bourbaki, patronage catholique, a entretenu une longue rivalité sportive avec la laïque Section paloise  jusqu'à la Seconde Guerre mondiale.

### Sports automobiles et équestres
Le Grand Prix automobile de Pau ainsi que le Grand Prix historique sont organisés sur le circuit urbain de Pau une fois par an. Après la fondation de l'Automobile-Club Basco-Béarnais en 1898 et une première course reliant Pau à Bayonne l'année suivante, le terme "Grand Prix de Pau" fait son apparition pour désigner le prix remis au vainqueur du "Circuit du Sud-Ouest" en 1900. La première véritable édition du Grand Prix de Pau a lieu l'année suivante sous l'appellation "Grand Prix du Sud-Ouest", il s'agit de la première utilisation du terme « Grand Prix » pour une course automobile (auparavant réservé à l'hippisme). Une édition du Grand Prix automobile de France se tient en 1930 sur un circuit situé en périphérie. La course en ville débute en 1933. Le tracé, directement inspiré par le circuit de Monaco, n'a plus bougé depuis 1935. Tout au long de son histoire, le Grand Prix a accueilli de nombreuses figures marquantes du sport automobile comme Jim Clark et Juan Manuel Fangio. Désormais le Grand Prix se déroule lors d'une manche du championnat d'Europe de Formule 3.

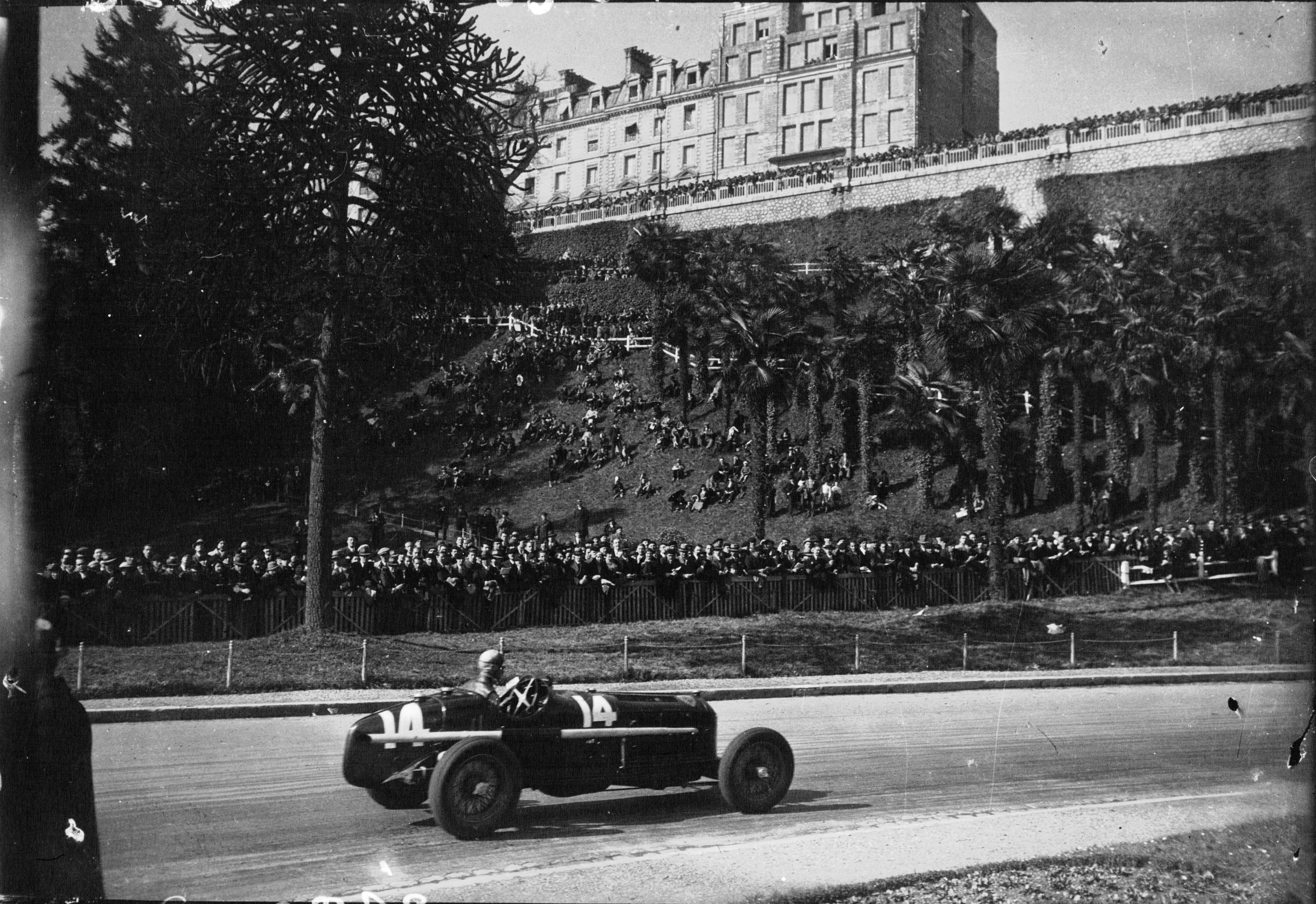
Tazio Nuvolari remporte le Grand Prix de Pau 1935.
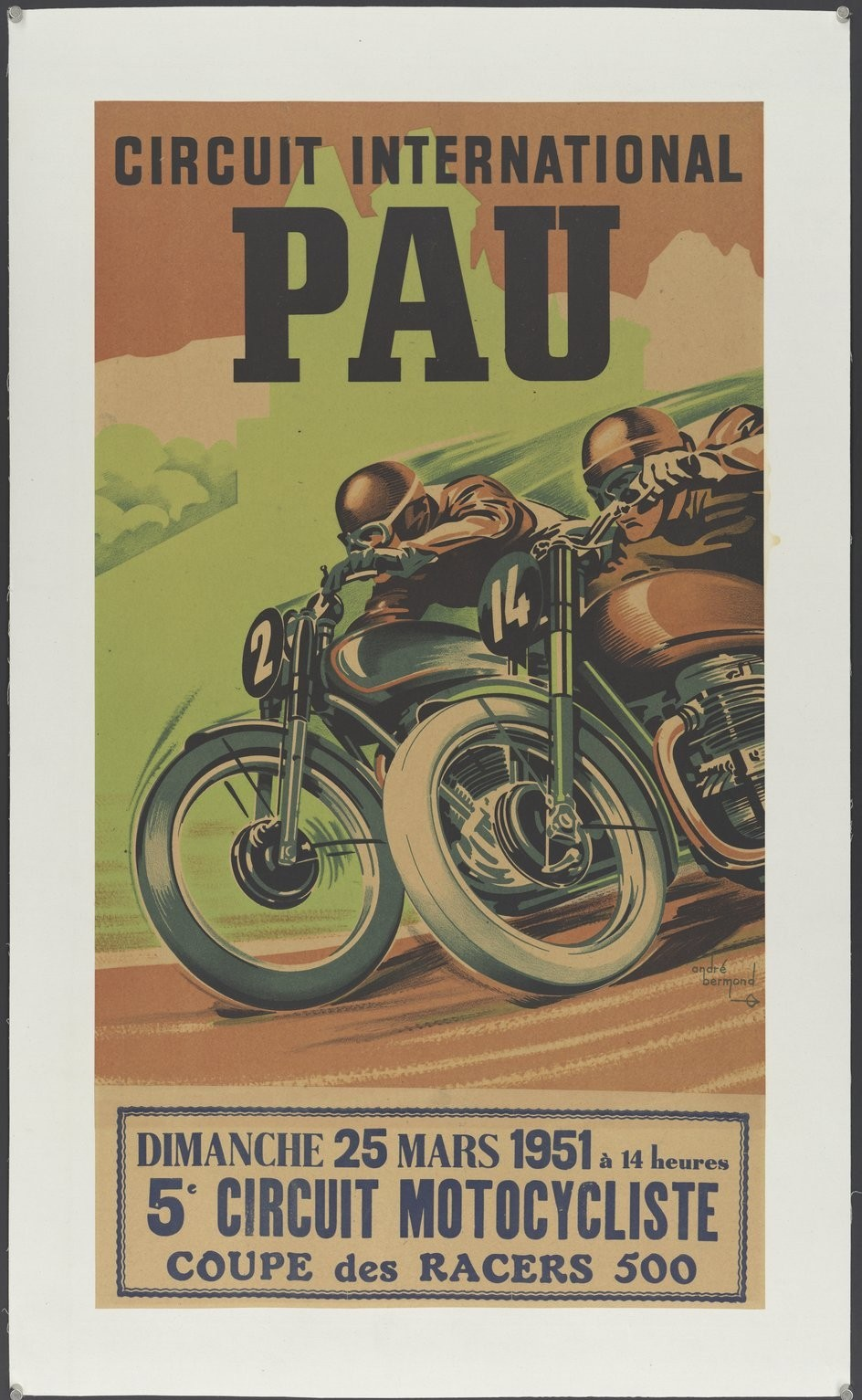
Affiche du Grand Prix 1951.
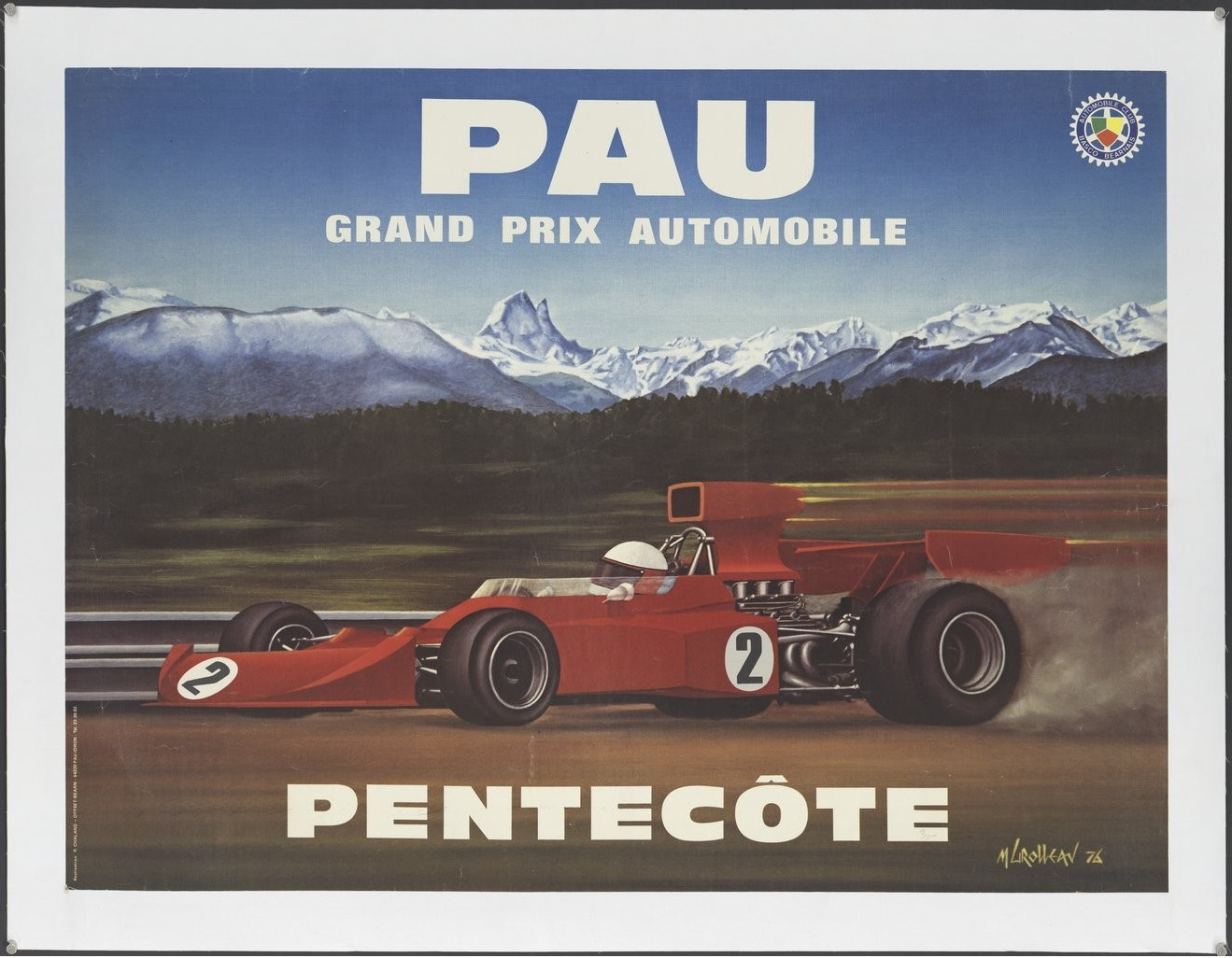
Affiche du Grand Prix 1976.
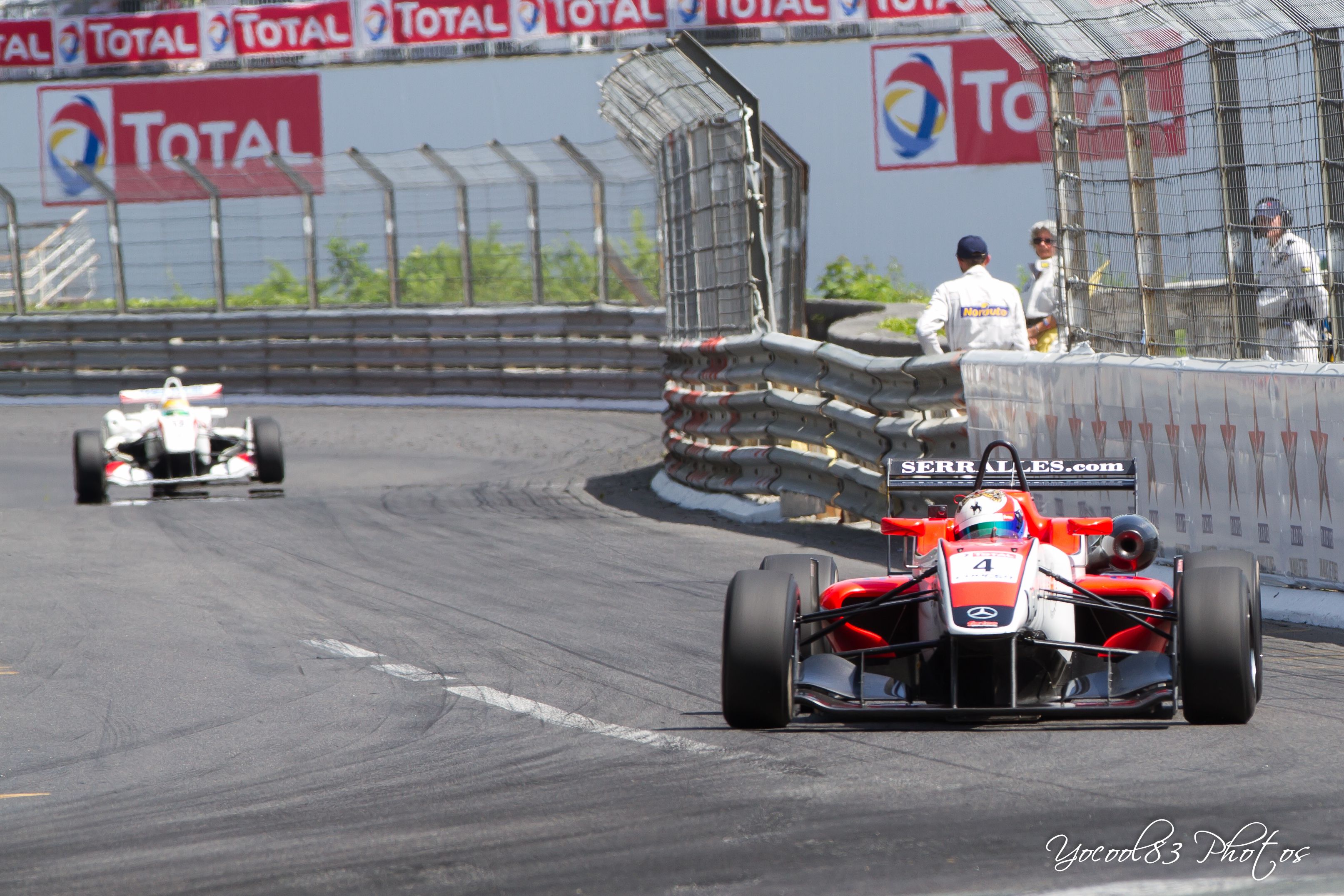
Le Grand Prix en 2012.
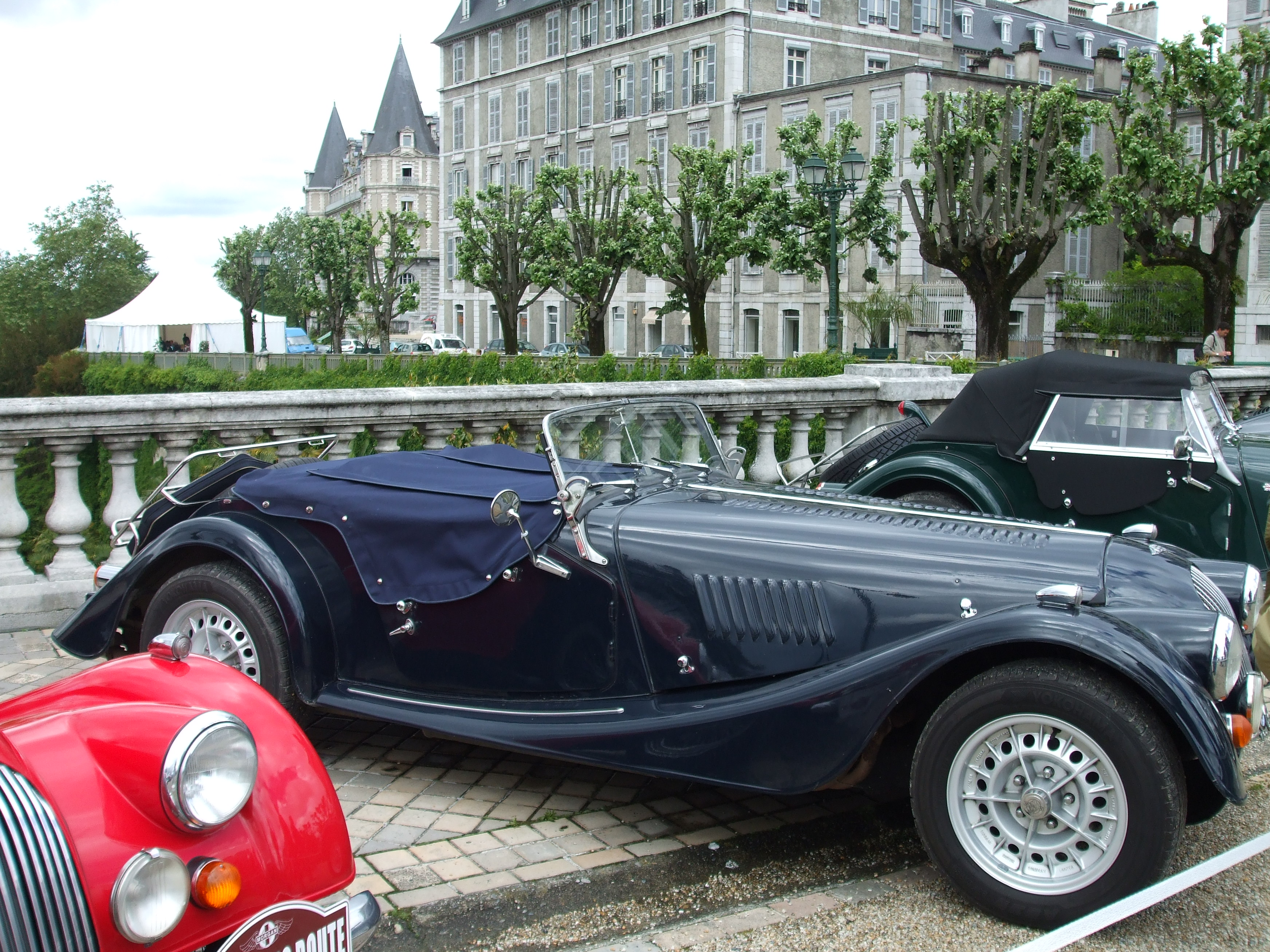
Grand Prix Historique.

L'hippodrome du Pont-Long est l'un des principaux centres d'entraînement hippique de France, avec Chantilly et Maisons-Laffitte. Le centre d'entraînement de Sers abrite ainsi six cents chevaux. L'hippodrome accueille un total de vingt-sept réunions d'obstacles et de plat lors de la période hivernale. De plus, le Concours complet international de Pau, nommé les Étoiles de Pau, se déroule chaque année au domaine de Sers. Il s'agit de la seule épreuve de ce niveau (CCI*****) en France. Toute cette activité équine fait suite à une tradition plus que séculaire en la matière à Pau et dans le Béarn, avec des courses de chevaux déjà données près de Morlaàs au XIIe siècle.

### Autres sports
Pau est derrière Bordeaux la ville de province ayant été le plus de fois ville-étape dans l'histoire du Tour de France. La ville reçoit le Tour pour la 75e fois en 2024. La capitale béarnaise profite notamment de sa situation géographique pour se placer comme le véritable camp de base des étapes pyrénéennes. Afin de marquer cet attachement au Tour, la ville décide d'installer sur le stade Tissié (siège de l'ancien Véloce-Club béarnais) une exposition permanente consacrée aux champions de la Grande Boucle. Le canoë-kayak est notamment pratiqué par le club universitaire palois Pyrénées-Eaux-Vives (CUPPEV), celui-ci compte plusieurs membres médaillés dans des compétitions internationles, dont Patrice Estanguet, Tony Estanguet, Fabien Lefèvre et Julien Billaut. La pratique est possible sur le Gave de Pau et également sur le stade d'eaux vives Pau Béarn Pyrénées qui ouvre en 2008. Il accueille en particulier le pôle élite de l'équipe de France de kayak ainsi que le pôle espoir. Autre grand équipement destiné aux sports aquatiques : le stade nautique. Celui-ci est inauguré en 2014, en remplacement de l'ancien stade rue Nitot construit en 1964, il peut accueillir 1 420 personnes en même temps.
C'est en 1896 que l'aristocratie paloise crée la première société sportive d'escrime de la ville. Le domaine militaire prend la suite pendant un demi-siècle, que ce soit à la salle d'armes de Bourbaki ou au Cercle militaire d'escrime, situé dans la caserne Bernadotte. La Section paloise escrime prend ensuite le relais de cette tradition sportive paloise. Depuis 1959, la Section assure la continuité de cette discipline olympique avec à son actif, trois médailles mondiales, plusieurs places de finalistes en coupe du monde et 26 titres de champion de France. Le Pau Golf Club, situé à Billère, est créé par des Écossais en 1856. Il est le premier parcours du continent européen et l'un des plus anciens du monde. Il offre un parcours de 18 trous et son club-house de style victorien abrite un restaurant et un bar à l'ambiance britannique. Ce parcours officiel est le descendant d'un premier link  de 9 trous, tracé en 1814 par des officiers du duc de Wellington après leur séjour béarnais à la suite de la bataille d'Orthez,.
La pelote basque est notamment pratiquée au sein du complexe de pelote inauguré en 2006, l'équipement est constitué d'un jaï-alaï, d'un mur à gauche et d'un trinquet et d'un fronton place libre. C'est l'une des plus grandes installations de pelote basque en Europe avec plus de 2 000 places. La Section paloise est un club phare dans le domaine. Aussi, Pau dispose d'un plantier pour le jeu de quilles de 9, ancêtre du bowling. Le sport se pratique avec une boule de 6,2 kg et neuf quilles de 96 cm.

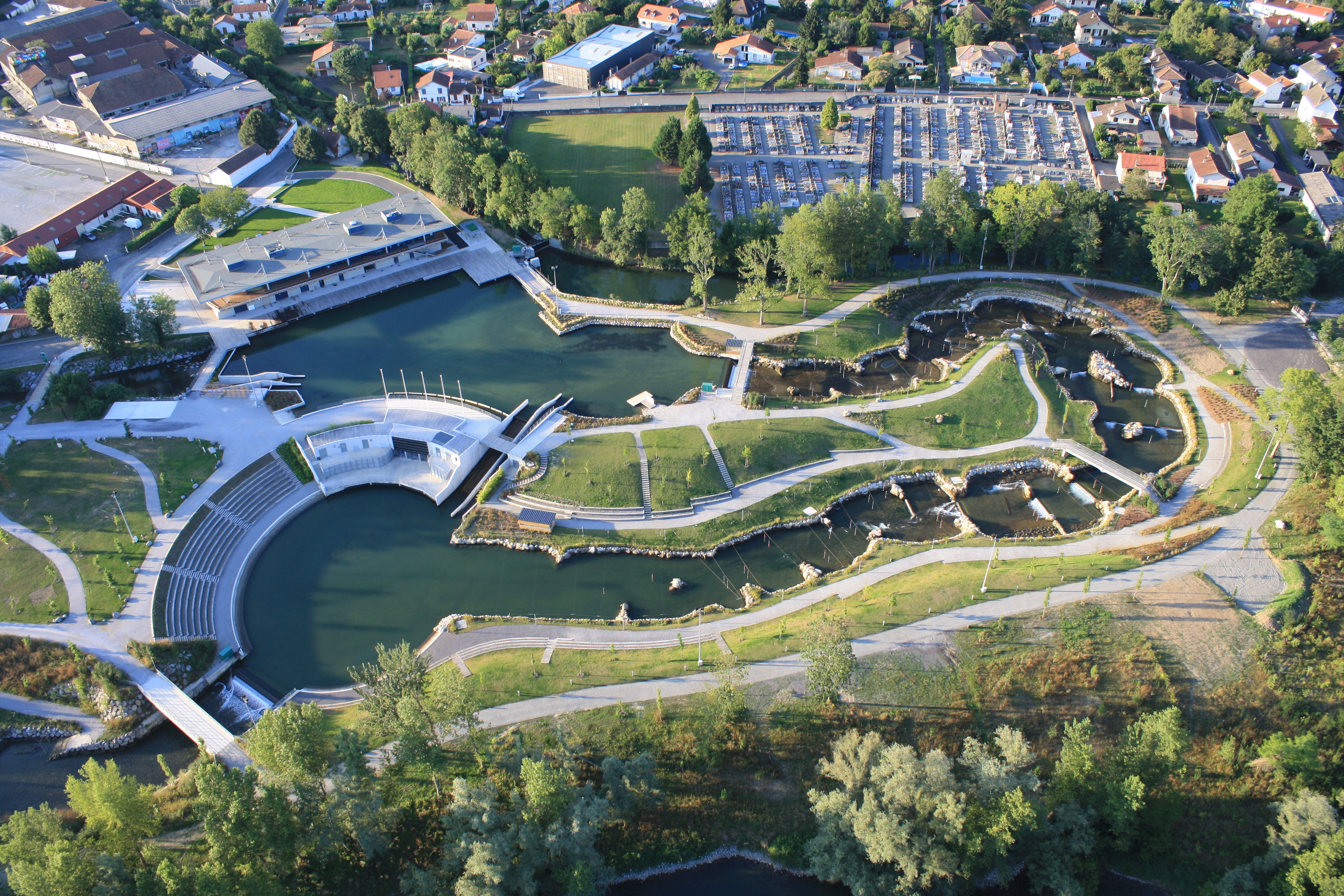
Le stade d'eaux vives.
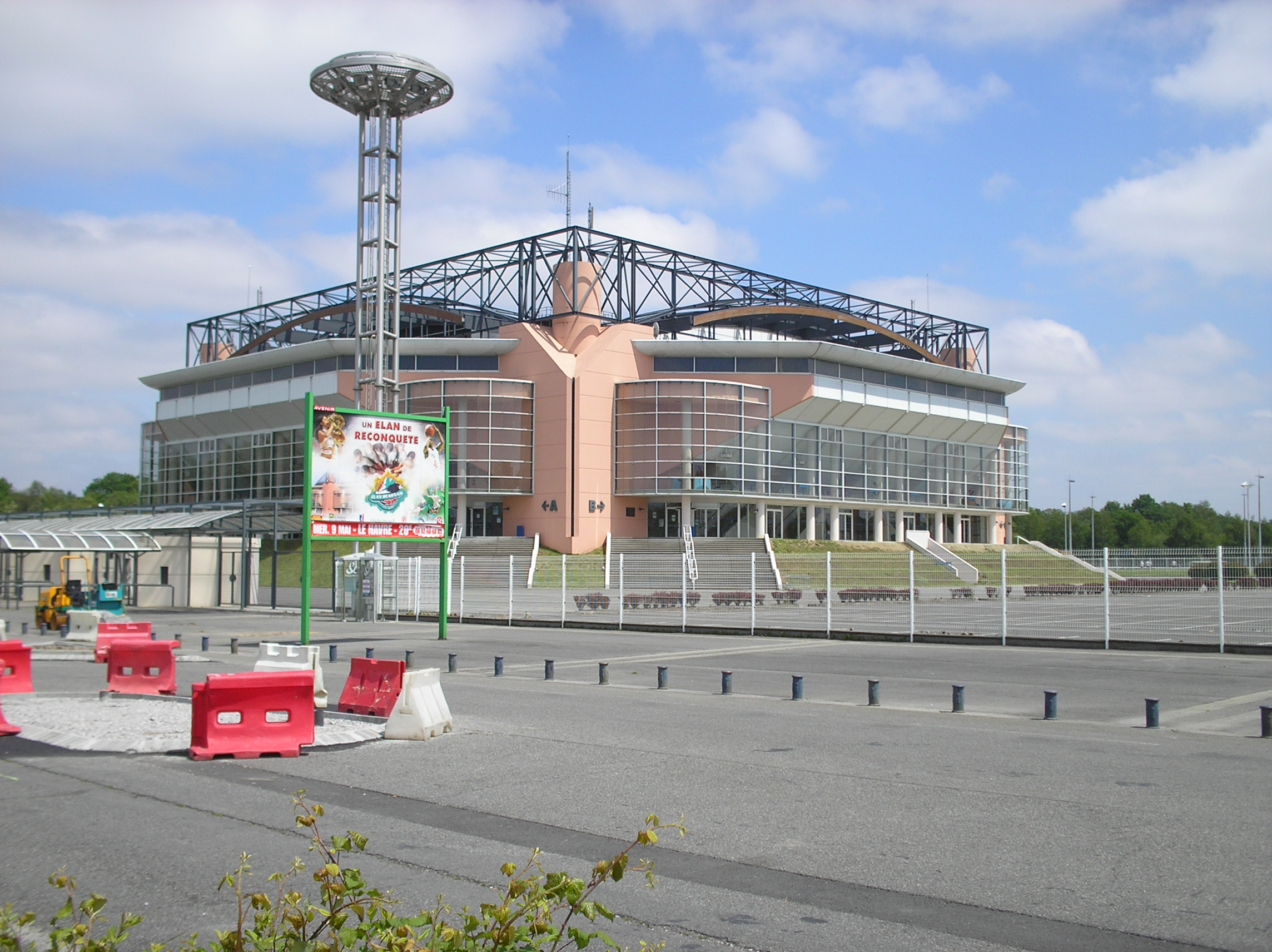
Le Palais des sports.
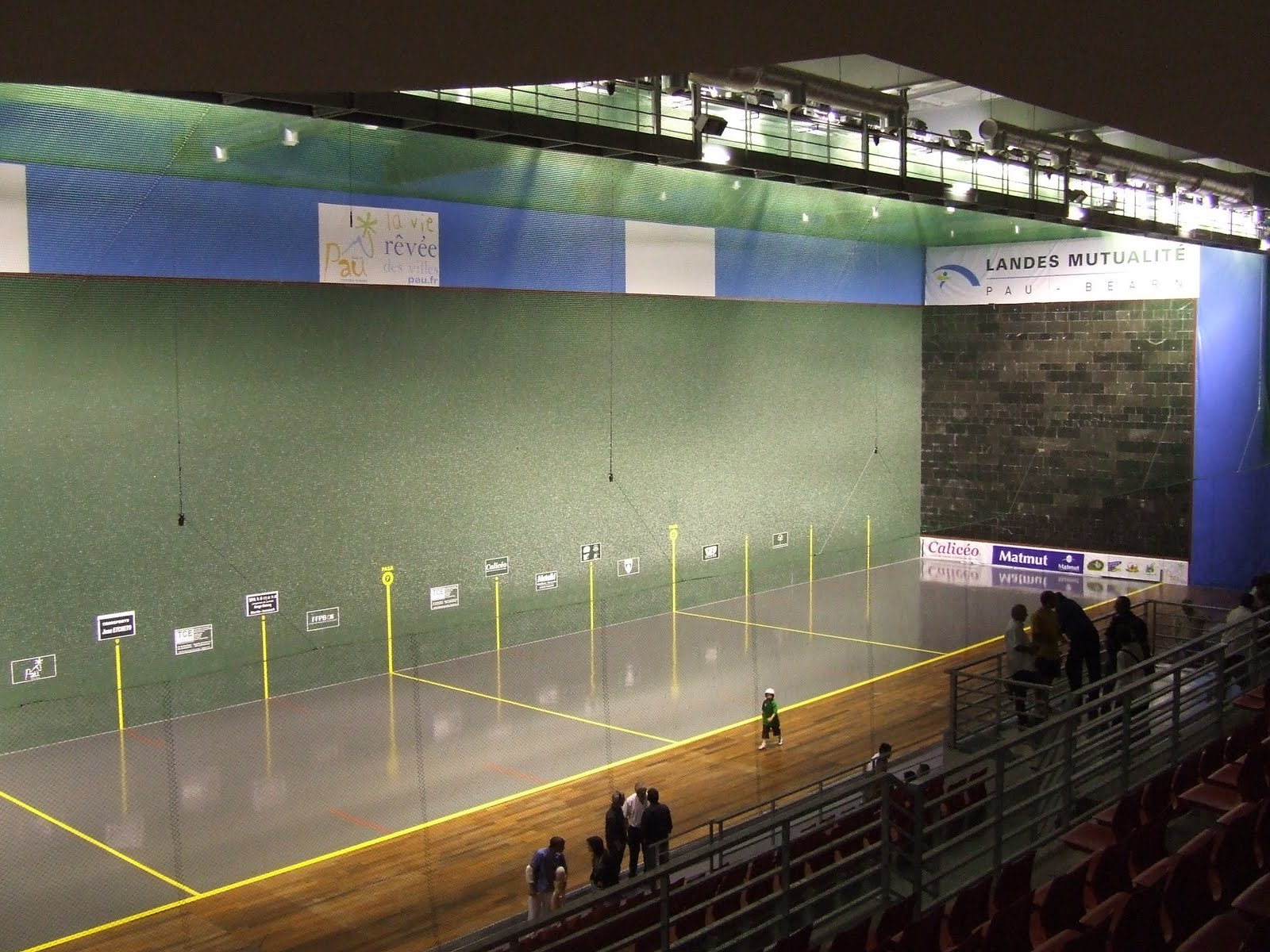
Complexe de Jaï-alaï.

## Patrimoine
Le patrimoine bâti de Pau couvre une période s’étalant du XIIe au XXIe siècle, au travers de nombreux sites et monuments au premier rang desquels est son château. Le centre-ville de Pau est caractérisé par son développement historique et progressif vers l'est, contraint en cela par la géographie des lieux. Ce n'est qu'à partir du XVIIe siècle que le franchissement du Hédas permet à la cité de s'étendre vers le nord. Cette particularité explique la typologie du patrimoine du centre-ville, qui se distribue essentiellement le long de trois axes orientés ouest/est : la  rue Joffre, la rue Louis-Barthou et le boulevard des Pyrénées. Le patrimoine de la ville s'enrichit fortement au XIXe siècle avec le développement du tourisme climatique, nombre de touristes fortunés venant de l'Europe entière viennent passer l'hiver à Pau pour profiter des bienfaits supposés du climat sédatif décrit par Alexander Taylor. Il en résulte aujourd'hui un ensemble de villas, palaces et parcs. 
Pau compte 15 monuments et 177 objets répertoriés à l'inventaire des monuments historiques.

### Patrimoine civil

#### Jusqu'auXVIIIesiècle
Le patrimoine civil de Pau est dominé par la figure de son château, dont les parties les plus anciennes datent du XIIe siècle, sans qu'il soit possible de dire s'il précède la constitution du village, ou inversement. Celui-ci est toujours le symbole de la ville et attire près de 100 000 visiteurs chaque année. Le patrimoine de Pau ne se résume néanmoins pas à ce seul édifice, d'autres monuments reflètent l'histoire de ce petit castelnau devenu capitale d'un État indépendant puis cité royale. La ville offre un patrimoine particulièrement diversifié du Moyen Âge, à la Renaissance en passant par la Belle Époque et jusqu'à nos jours.
Le château de Pau domine le gave. Ses deux tours les plus anciennes datent du XIIe siècle, tandis que le donjon quadrangulaire en brique est élevé par Sicard de Lordat au XIVe siècle. À la même époque est construite la tour de la Monnaie, d'abord tour de guet défensive voulue en contrebas du château par Gaston Fébus, puis un temps dite tour du Moulin, la tour de la Monnaie doit aujourd'hui son nom à Henri d’Albret qui, en 1554, en fait un atelier monétaire. La forteresse ainsi constituée est transformée en palais Renaissance par Marguerite d'Angoulème puis restaurée sous Louis-Philippe et Napoléon III. En résumé, le château est donc successivement forteresse des vicomtes du Béarn, château fort de Fébus, berceau du bon roi Henri IV (Nouste Enric) et résidence royale à la Renaissance.

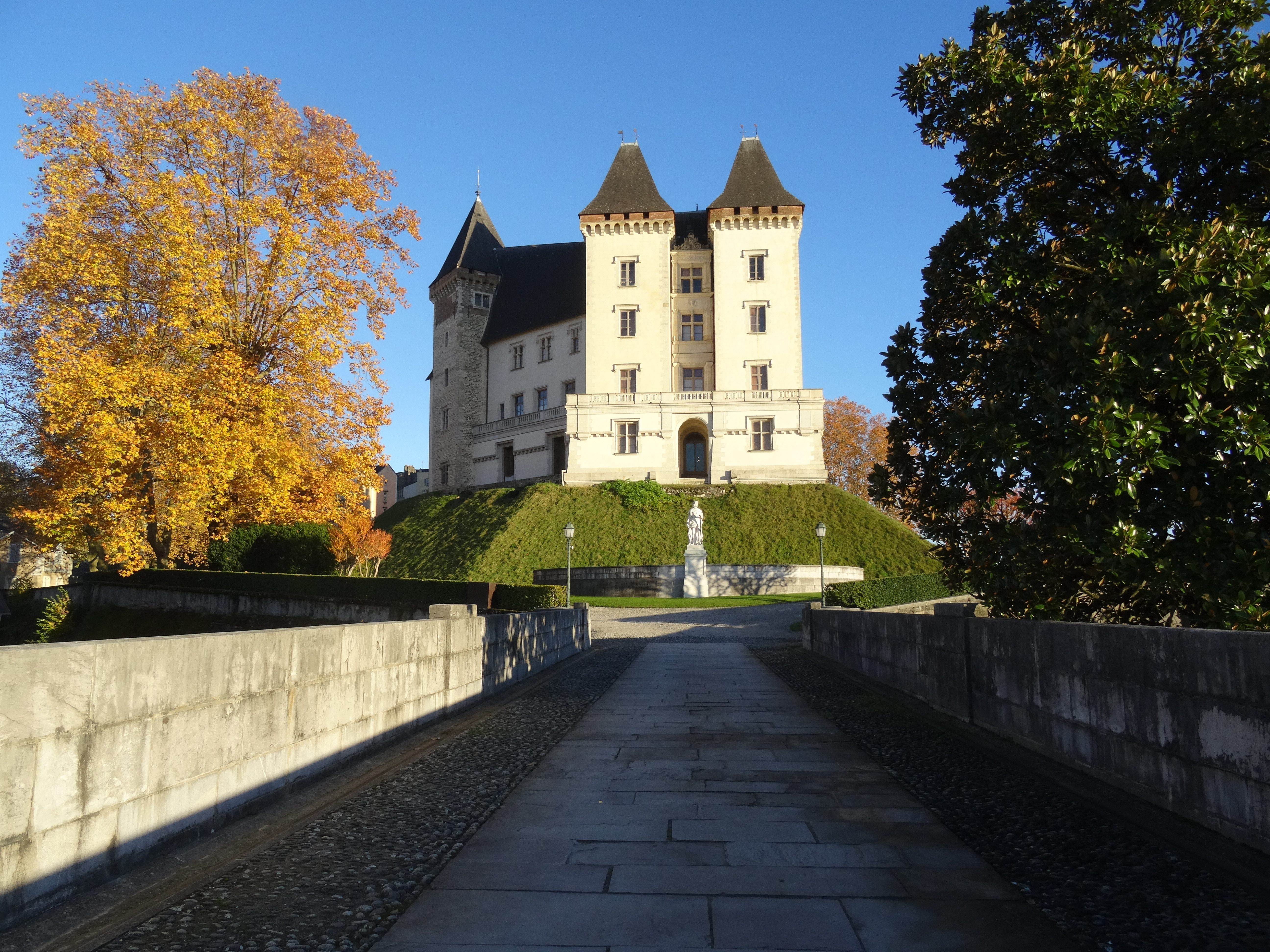
Château de Pau.
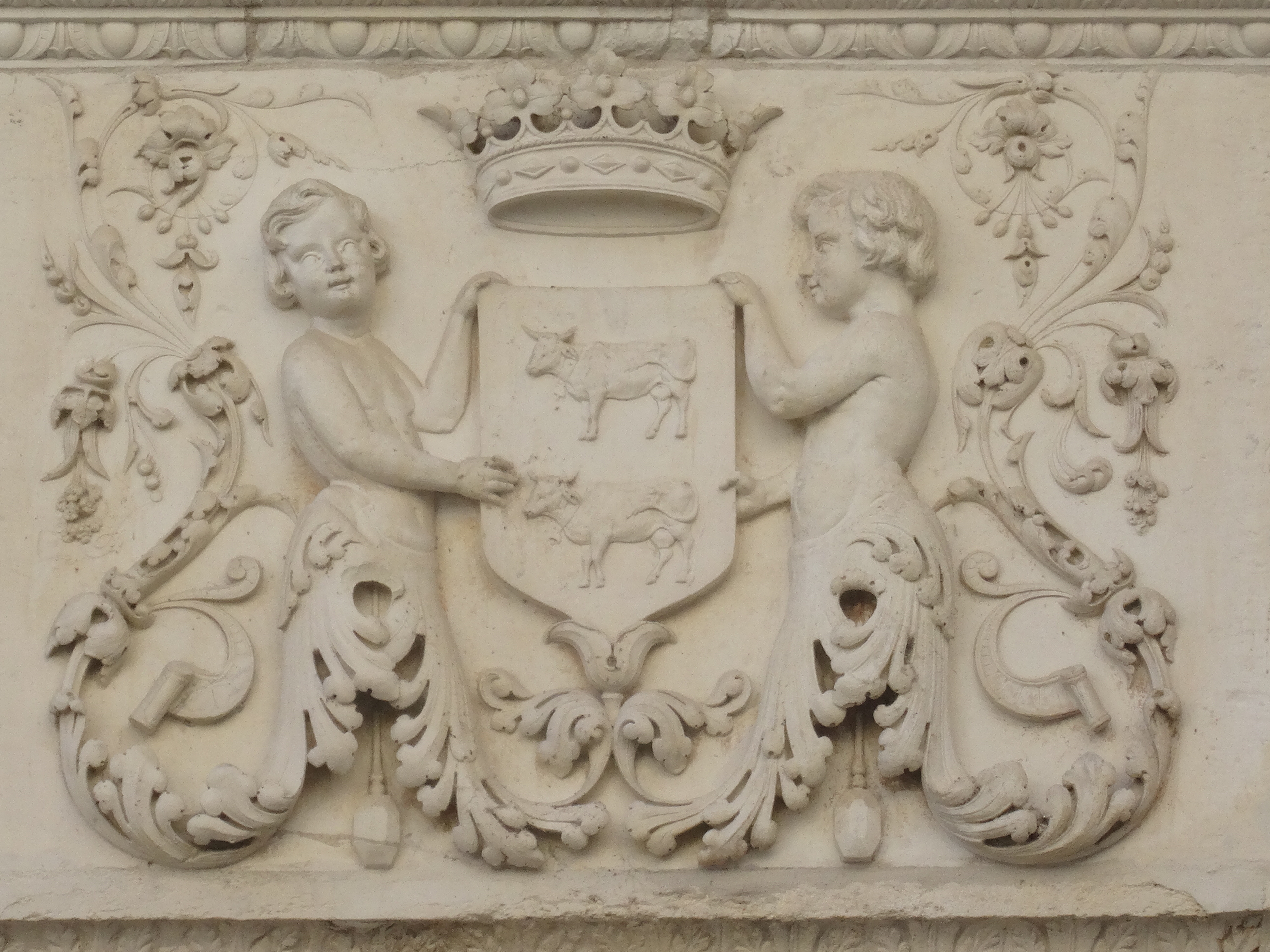
Armoiries du Béarn au château de Pau.
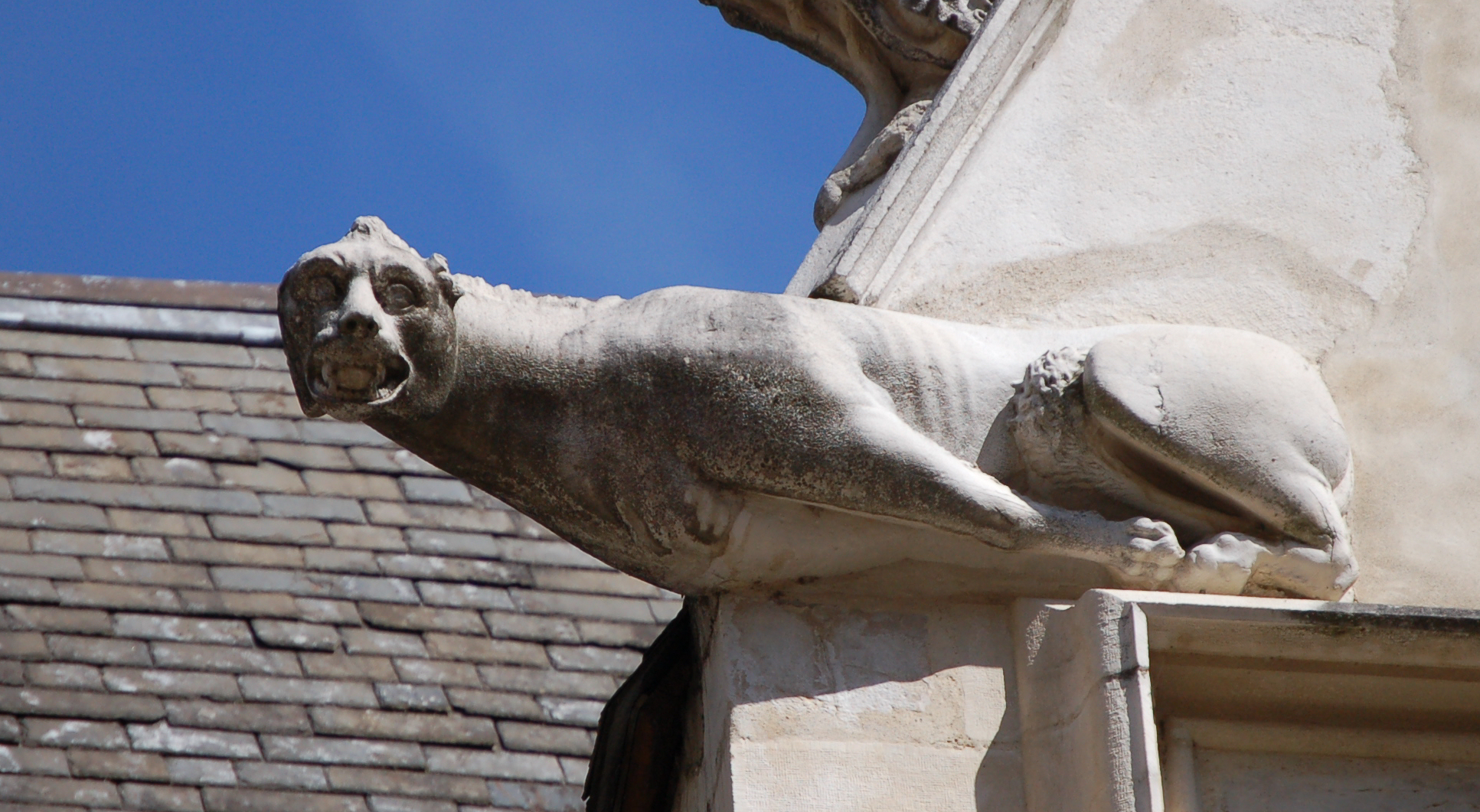
Une gargouille du château.
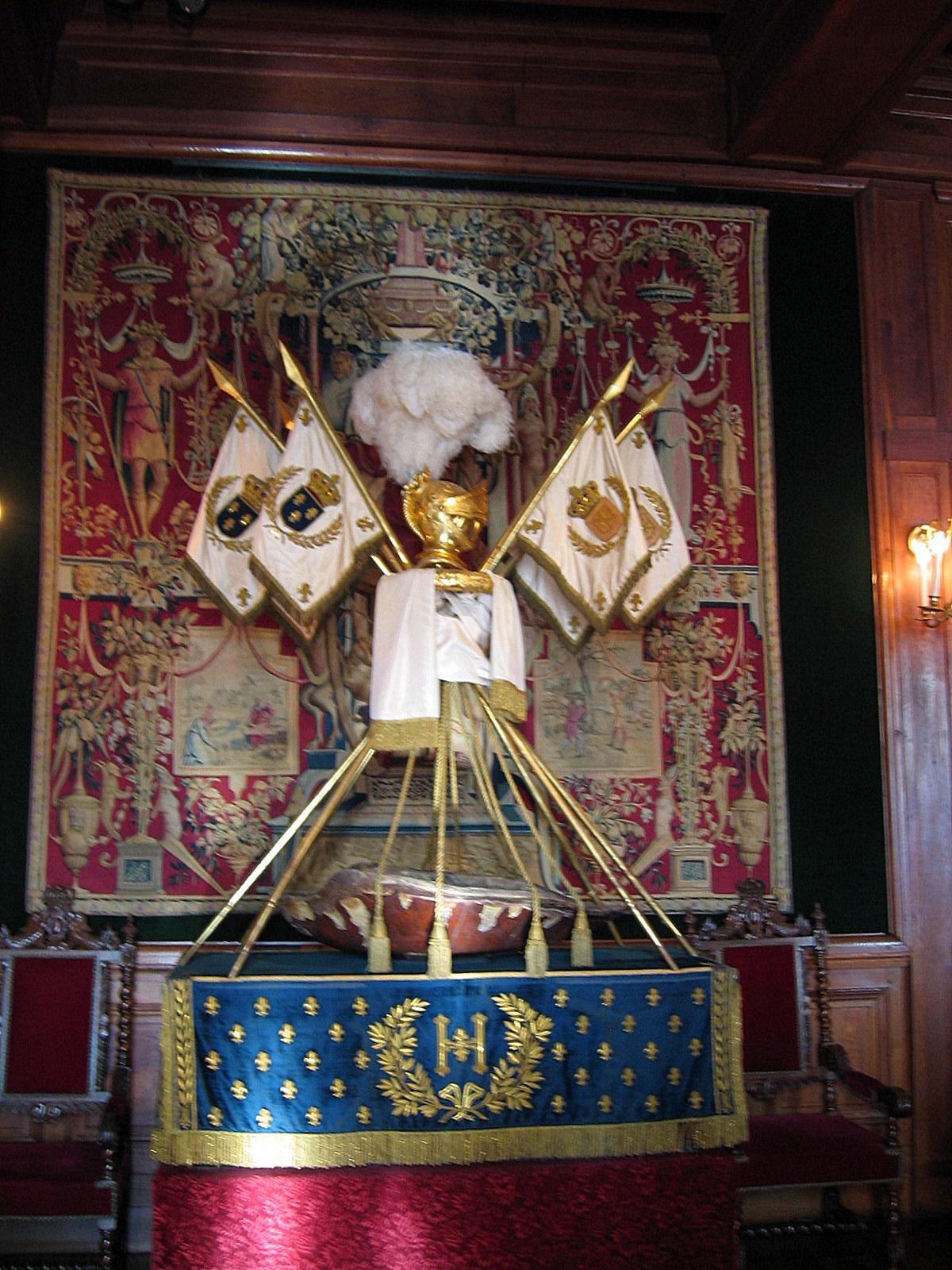
Berceau d'Henri IV.
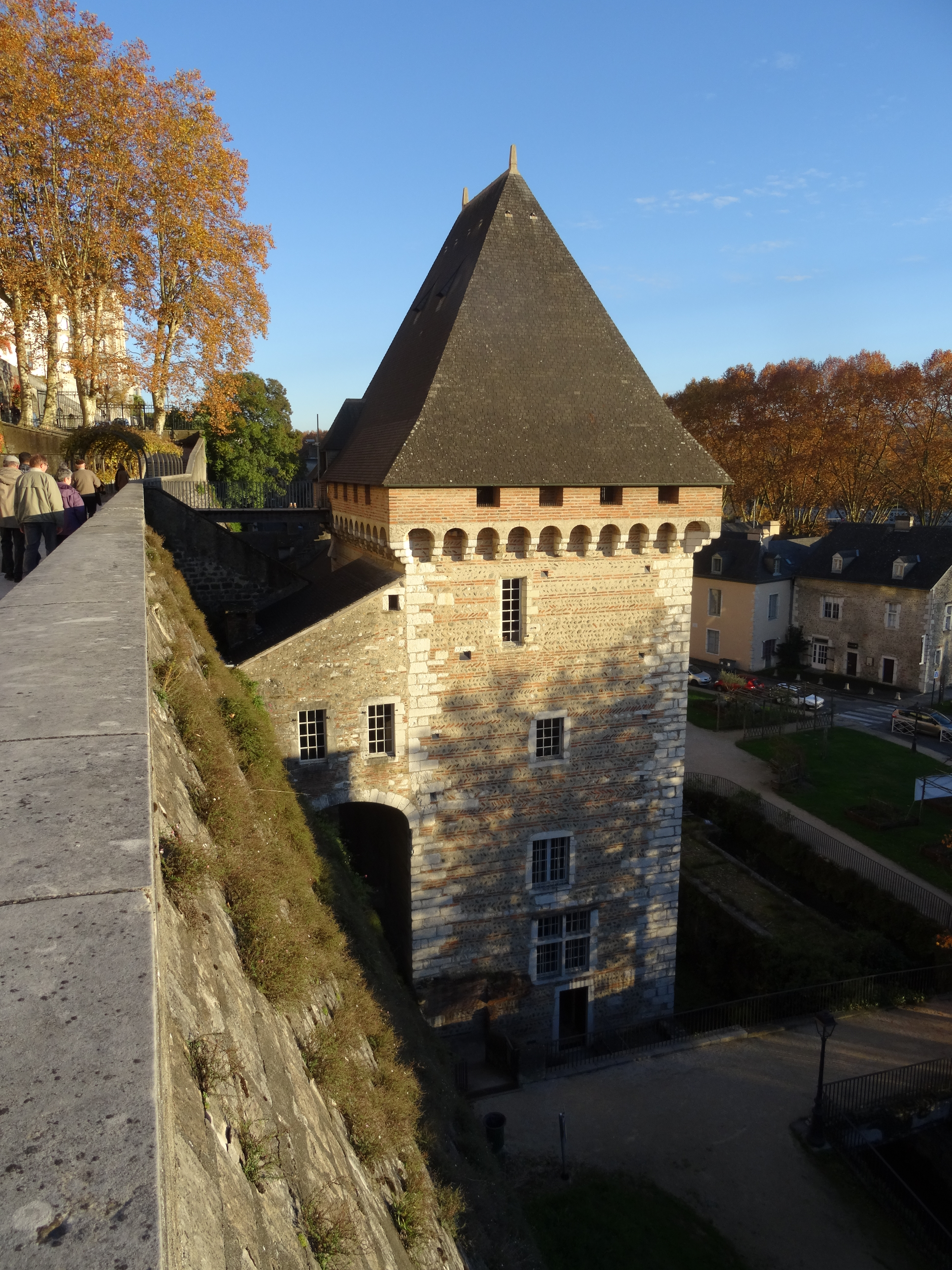
Tour de la Monnaie.
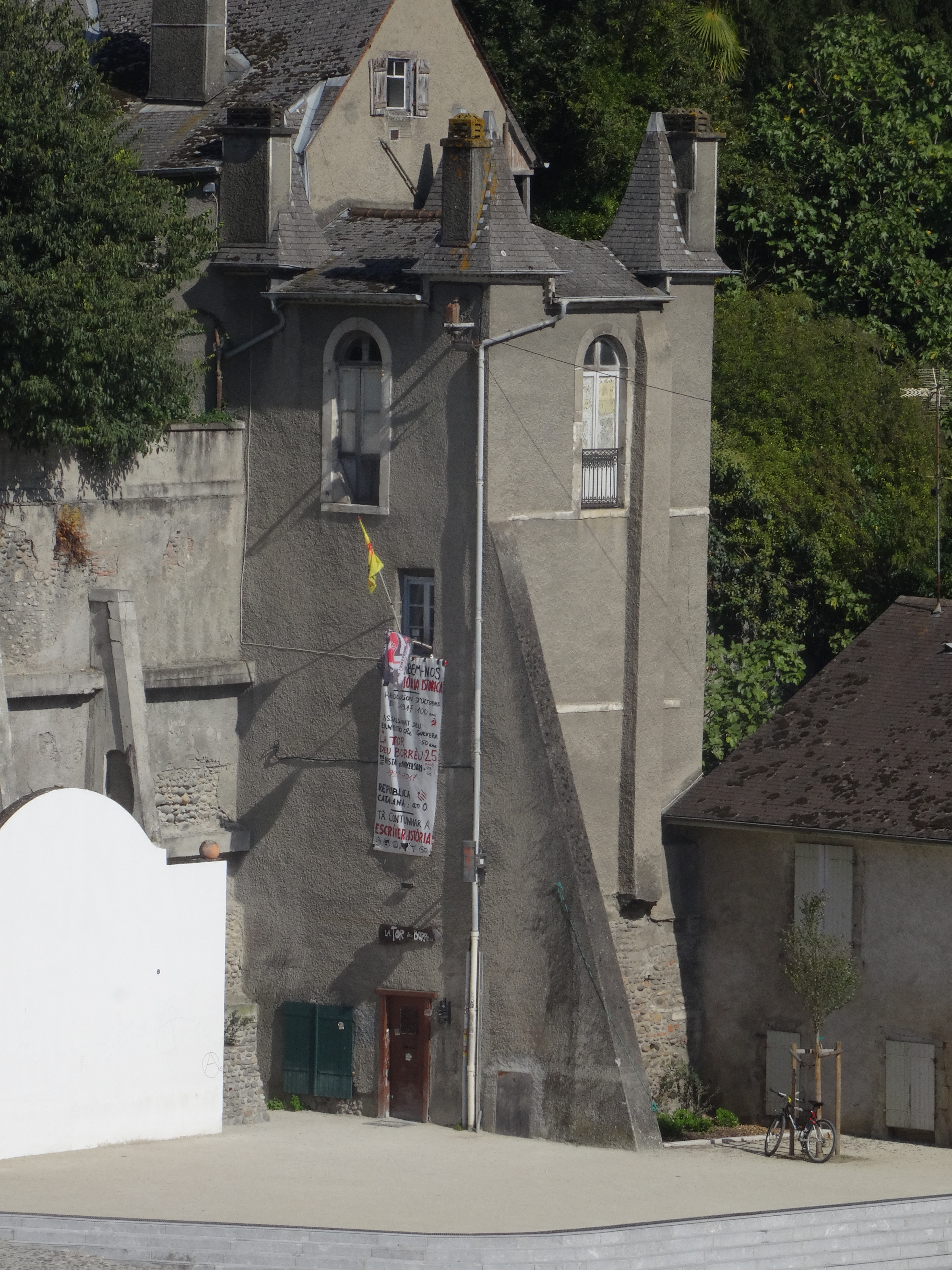
Tour du Bourreau (Tor deu Borrèu) du XVIIe siècle.

L'annexion du Béarn à la couronne de France en 1620, par Louis XIII, entraîne la mise en place de différentes institutions visant à marquer ce nouveau rattachement. Ainsi, à proximité du château, le Parlement de Navarre est instauré pour édicter les textes de loi (en béarnais) de la nouvelle province du Béarn ainsi que de la Basse-Navarre et de la Soule. Il s'établit, en réalité, dans un plus ancien palais de justice qui est construit dès 1585 notamment en lieu et place de la maison de l'évêque de Lescar. Incendié en 1716, il est rebâti mais très vite abandonné au profit du palais de justice actuel. Le conseil départemental s'y est depuis installé et y tient toujours ses sessions. Afin de compléter le rattachement du Béarn à la France, le rétablissement du culte catholique est une nécessité de premier plan. Un collège de jésuites est construit à l'appel du roi Louis XIII probablement entre 1622 et 1645. Devenu lycée Louis-Barthou, il abrite toujours certains bâtiments d'origine, ces derniers sont bâtis dans le pur style béarnais avec des toits en ardoise à forte pente et des murs en galets du gave.
La maison natale de Bernadotte est un témoignage architectural plus modeste, mais intéressant pour reconstituer la vie des familles de notables palois au XVIIIe siècle. Elle abrite depuis 1951 un musée en particulier incontournable pour les touristes suédois. Jean-Baptiste Bernadotte, sous-officier français né à Pau, devient général de Napoléon puis roi de Suède sous le nom de Charles XIV Jean et roi de Norvège sous le nom de Charles III Jean.

#### XIXesiècleet Belle Époque
Le XIXe siècle, et particulièrement la Belle Époque, sont une période faste pour la constitution du patrimoine civil actuel de Pau. Le tourisme climatique emmène avec lui la construction de nombreuses demeures luxueuses pour agrémenter le séjour des riches hivernants européens, mais plus globalement un véritable renouveau de la ville s'est opéré avec la construction de nombreux nouveaux équipements publics pour leur accueil et également pour accompagner la forte poussée démographique de la cité. Ce développement  et embellissement urbains sont également  caractérisés par le choix de la fonte d'art qui orne l'espace public (statues, fontaines, décors urbains) selon les canons du XIXe siècle : un inventaire a recensé 37 occurrences.
L'accueil des riches touristes européens est notamment assuré par deux palaces en directe concurrence, l'hôtel de Gassion et l’hôtel de France qui sont situés sur le boulevard des Pyrénées. L'hôtel de Gassion est situé entre le château de Pau et l'église Saint-Martin, il abrite des appartements désormais. L'hôtel de France est lui situé à l’est de la place Royale, il abrite actuellement les services de la communauté d'agglomération Pau Béarn Pyrénées. Le tourisme climatique a également permis de laisser comme héritage un ensemble de villas de prestige. Les riches touristes anglais, américains et russes se font construire des villas afin de rendre leurs séjours toujours plus confortables lors de la saison hivernale. Ces bâtisses, de style anglais, sont principalement construites à la fin du XIXe siècle. Ces villas ont désormais divers usages : hôtel de luxe (Hôtel Villa-Navarre édifiée entre 1865 et 1888), salle de réception (villa Saint Basil's édifiée en 1889), appartements (Palais Sorrento en 1888), résidence du préfet (villa Sainte-Hélène), etc.

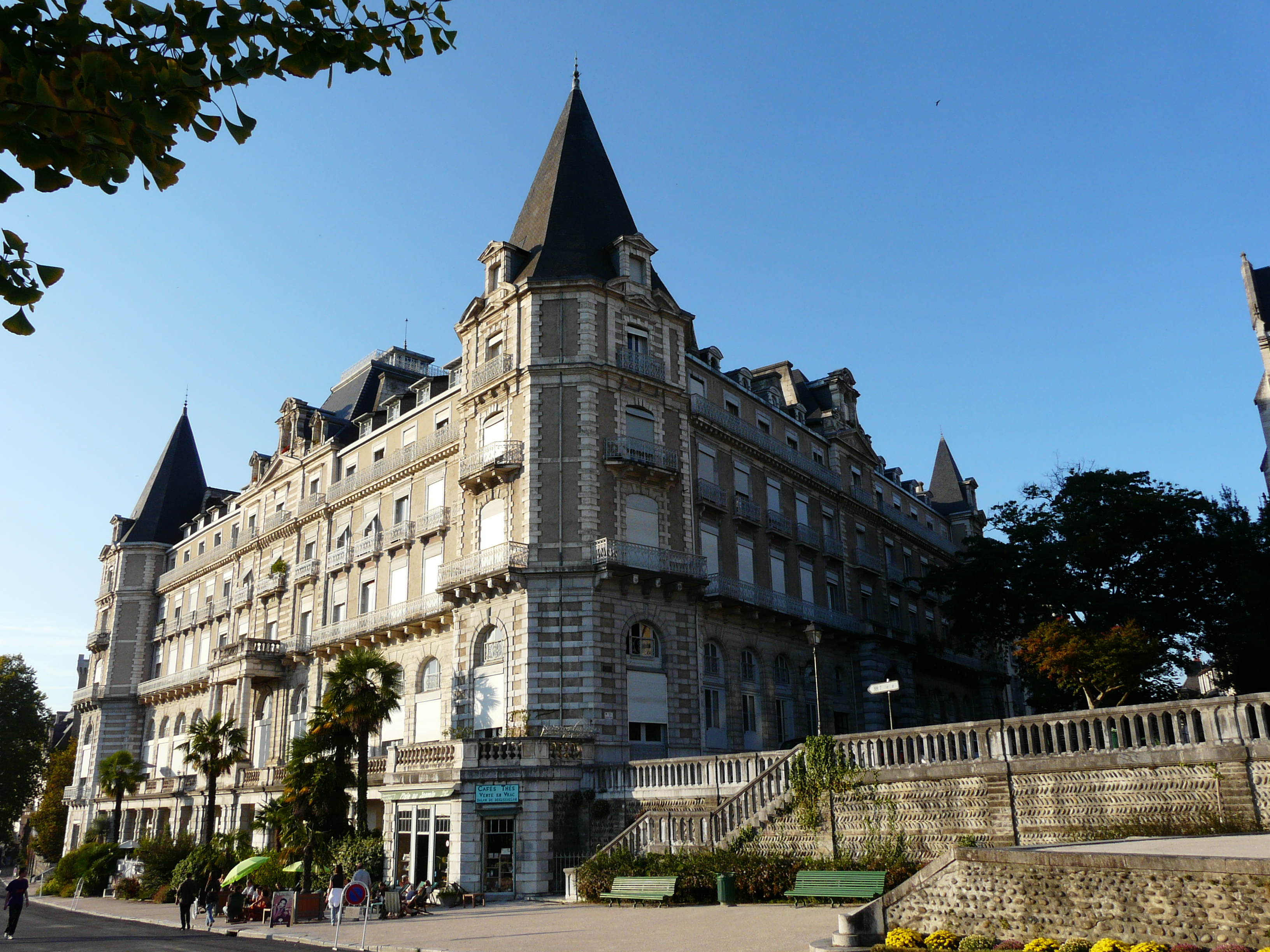
Le Gassion.
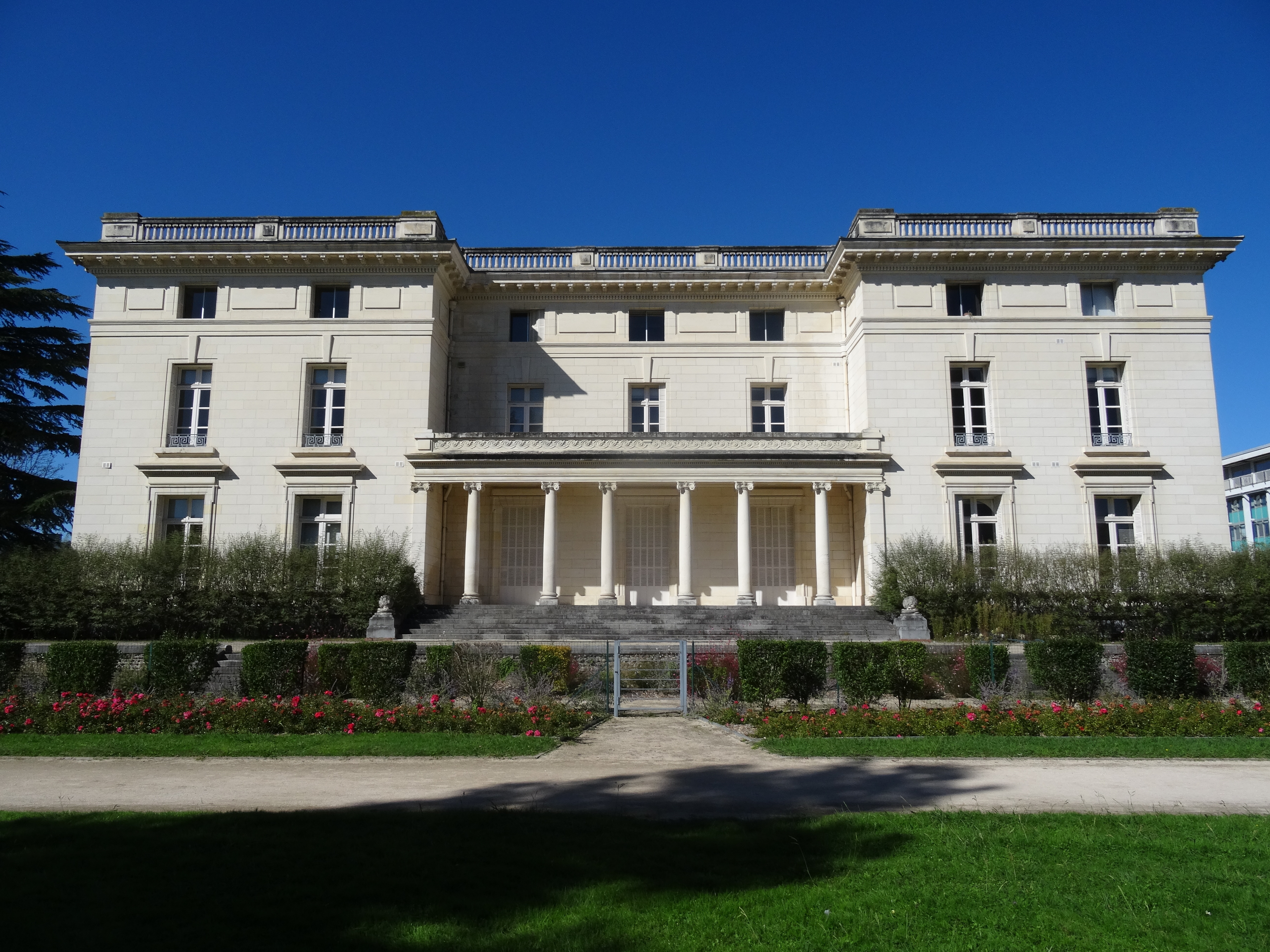
La villa Ridgway.
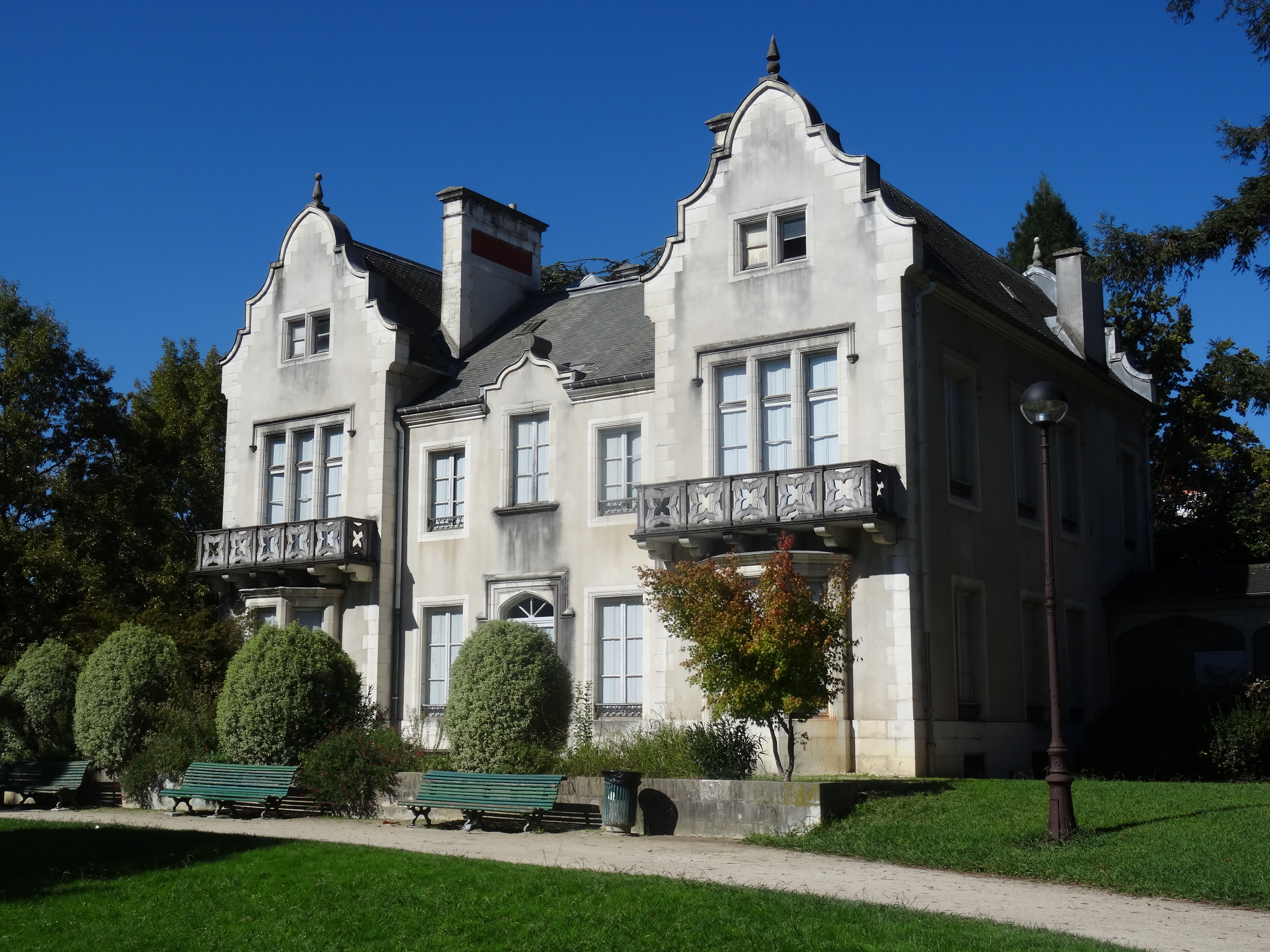
La villa Lawrance.
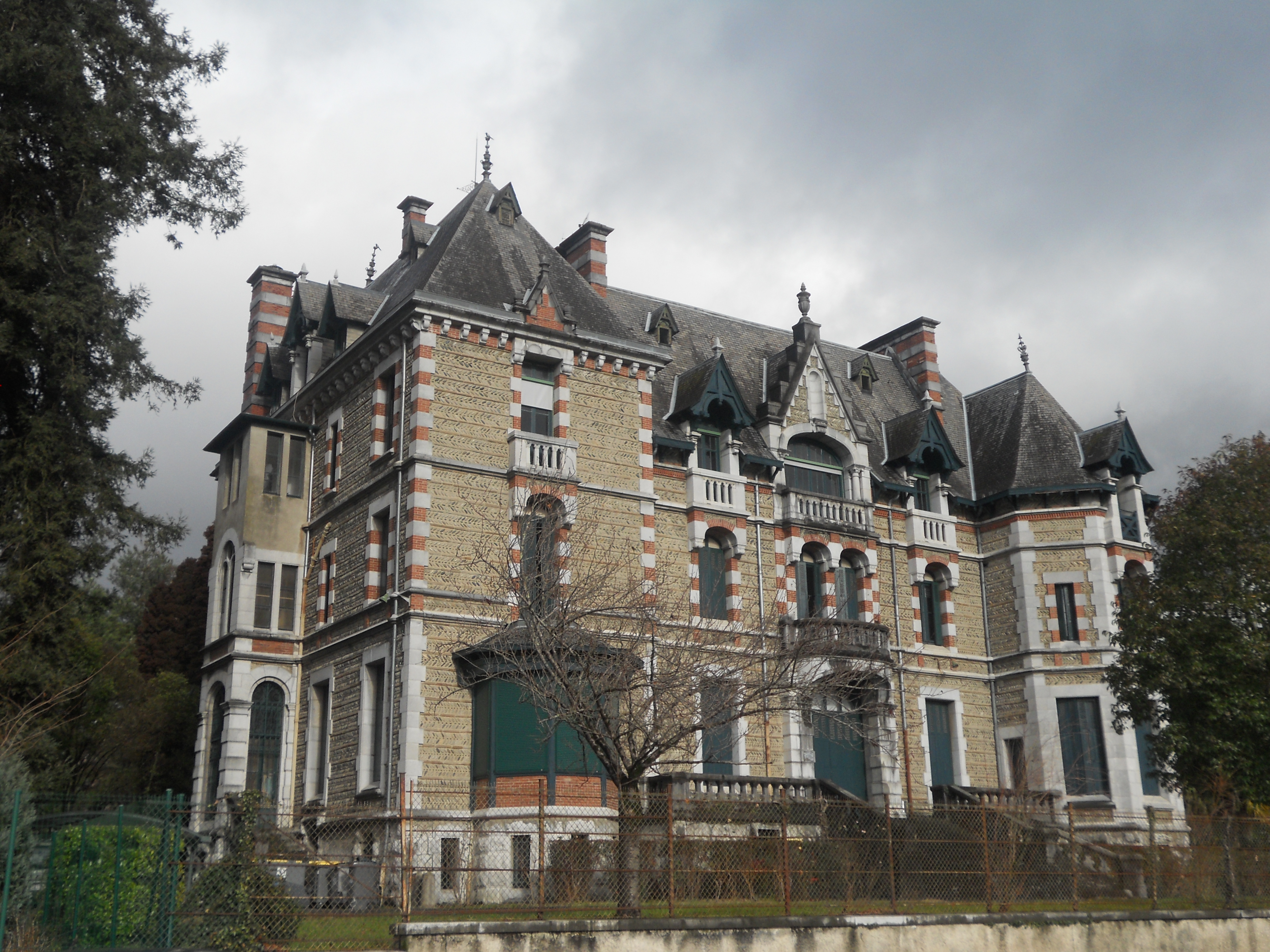
La villa Nitot.
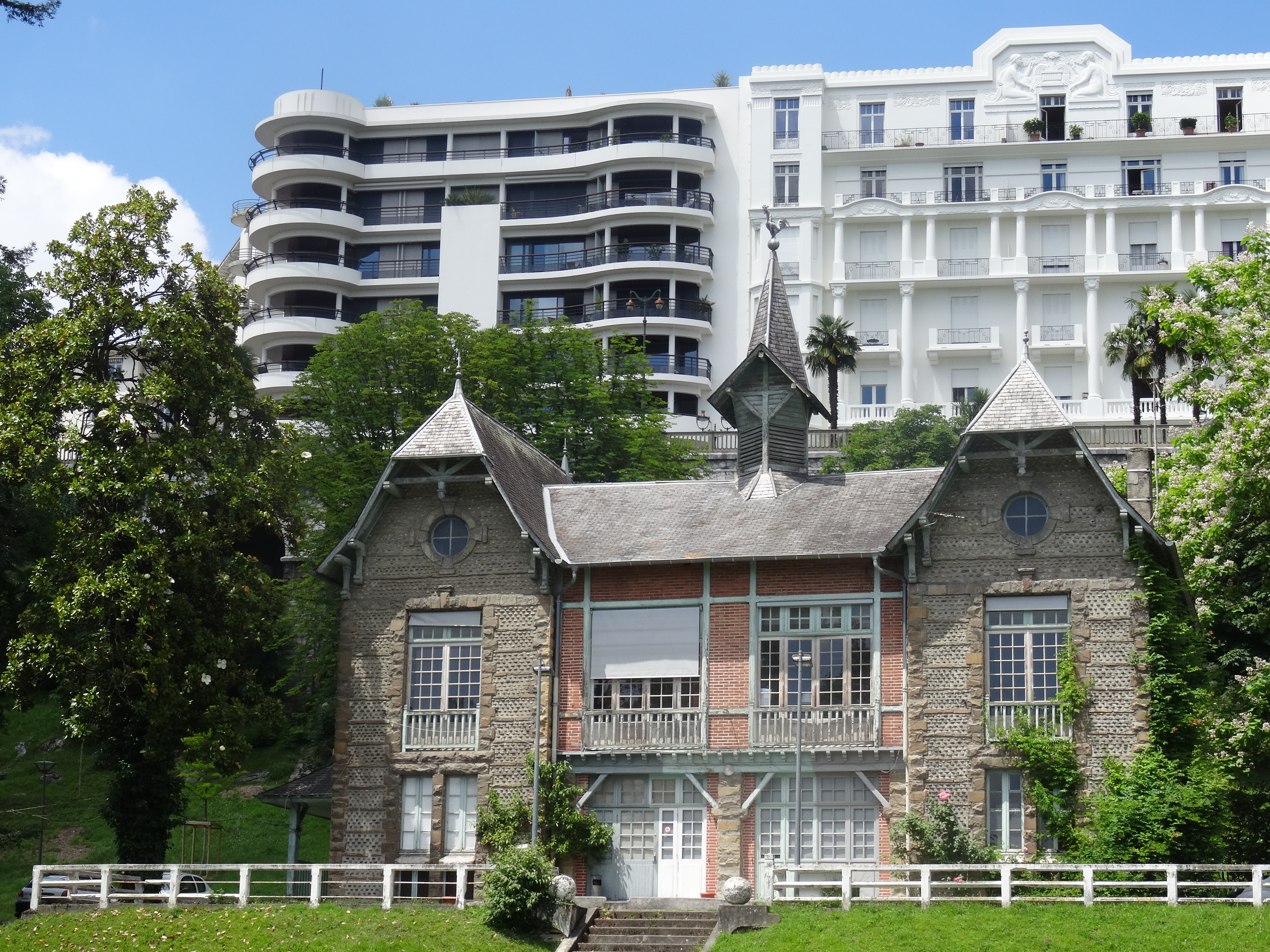
La villa Tissié.

Les services municipaux successifs font tout pour capter et maintenir cette riche clientèle à Pau. Ils font ainsi construire différents équipements visant à améliorer le séjour de leurs hôtes. Le premier d'entre eux est la gare dès 1864 pour l'ouverture de la ligne et 1871 pour l'inauguration du bâtiment. Un funiculaire s'installe ensuite en 1908, afin d'assurer la liaison entre la ville-haute, centre historique, et la gare en contrebas. L'Hôtel des Postes est bâti en 1900, et le Palais Beaumont, originellement dénommé palais d'Hiver, voit lui le jour en 1900 afin de divertir les hivernants et les Palois par des jeux, des spectacles, des fêtes et des rencontres. Mélangeant les styles architecturaux, il est plusieurs fois remanié et doit être réhabilité en 1996 après un demi-siècle d'oubli. Il accueille désormais un casino et surtout un centre de congrès, théâtre de diverses manifestations tels des séminaires ou des salons.
L'importance démographique prise par la ville au cours du XIXe siècle implique la réalisation de différents équipements afin de lui fournir les moyens nécessaires à sa bonne gouvernance. Les services municipaux déménagent ainsi dans l'actuel hôtel de ville à partir de 1878. Le bâtiment, situé au nord de la place Royale, est en réalité un ancien théâtre datant de 1862, le projet visant à y édifier l'église Saint-Louis lancé en 1685 et relancé en 1788 n'ayant jamais abouti. Ainsi, s'explique la statue de Thalie, muse de la Comédie au front étoilé, qui orne son fronton. L'actuel palais de justice est édifié entre 1847 et 1856 sur l'emplacement de l'ancien couvent des Cordeliers. La place de la Libération participe aujourd'hui à la majesté de ce bâtiment dont la façade est classiquement ornée de colonnes elles-mêmes surplombées d'un fronton en marbre blanc. C'est tout naturellement également qu'est édifiée progressivement de 1821 à 1875 une caserne à Pau, ville préfectorale proche de la frontière. La caserne Bernadotte, où sont aujourd'hui situées les archives nationales de l'Armée de terre, accueille ainsi dès 1830, deux régiments. L'actuelle place de Verdun devenue parking et anciennement dénommée place Napoléon, étant, à cette époque, une zone d'exercices close.

#### Après la Première Guerre mondiale

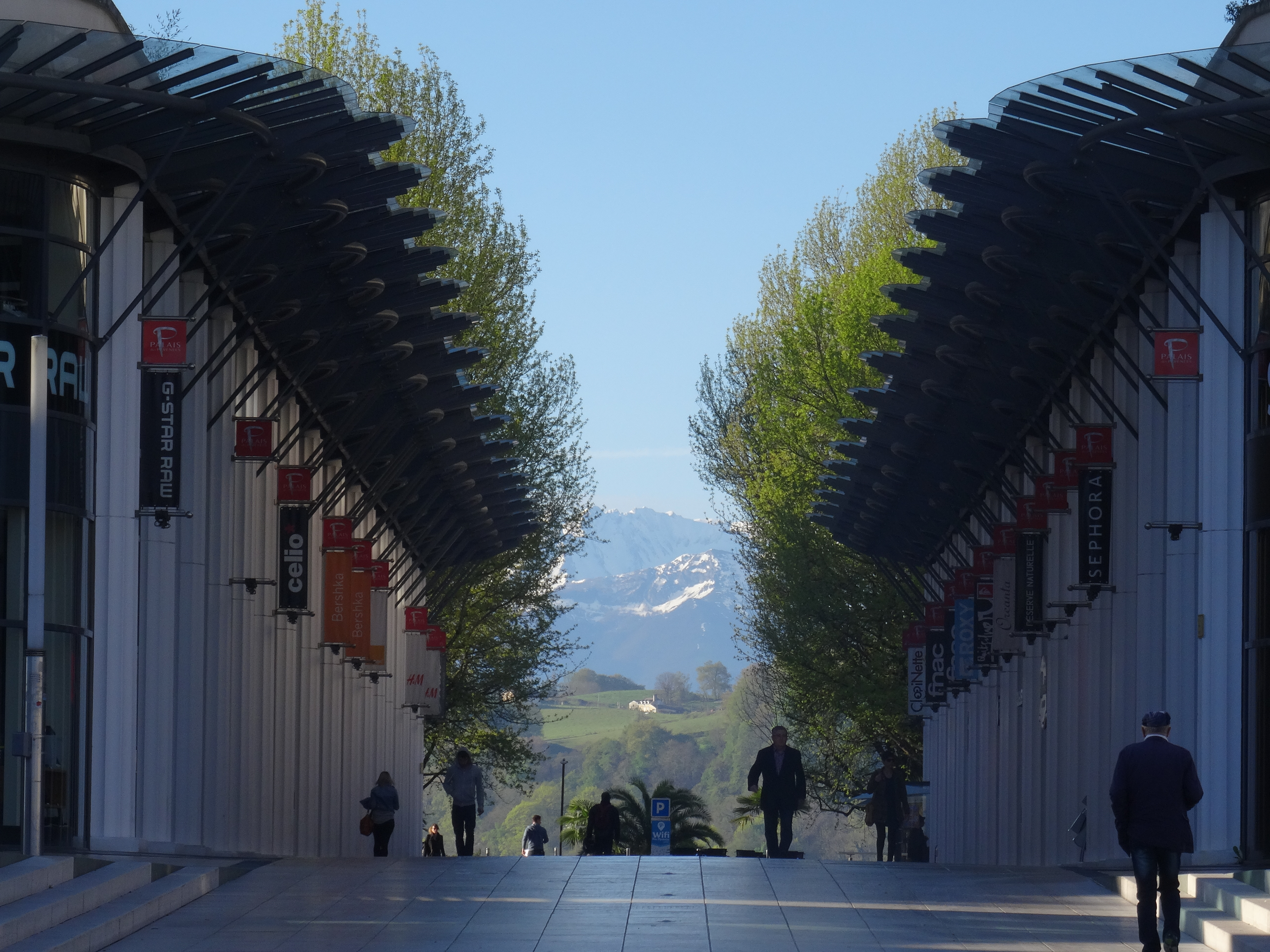
Palais des Pyrénées au petit matin.

Le déclenchement de la Première Guerre mondiale marque le déclin brutal du tourisme climatique palois. Durant la période de l'entre-deux-guerres, plusieurs projets d'envergure voient malgré tout le jour afin de relancer cette activité autrefois prospère. Le palais des Pyrénées (ou palais du Commerce et des Fêtes) est construit en 1930, dans un style art déco, afin de signaler par un édifice-phare la création de ce nouveau quartier en centre-ville. Ce véritable centre-commercial avant l'heure propose de nombreuses activités, dont près de 80 commerces. Le retour à l'esprit originel du lieu commence en 1951 avec la destruction de la couverture de l'allée centrale, les Palois retrouvant la vue sur les Pyrénées. Quatre immeubles sont ensuite construits par surélévation en 1957. C'est, cependant, en 2006 qu'il apparaît, agrémenté d'auvents de verre et d'acier, sous son apparence actuelle. C'est à cette même période de l'entre-deux-guerres qu'est construit le palais d'Aragon qui symbolisa l'échec de la reconquête touristique de Pau. Construit sur le boulevard des Pyrénées de 1929 à 1931 sous les plans de Georges Wybo, il ne devient jamais le palace prévu mais se transforme après de nombreuses péripéties en un immeuble d'appartements.
Le début des années 1960 voit la population de Pau s'accroître de manière très importante, à la fois sous l'effet du baby boom et de l'exploitation du gisement de gaz de Lacq en 1965. Cette période est marquée par l'émergence de plusieurs éléments caractéristiques du patrimoine architectural palois de la seconde moitié du XXe siècle. Le nord de la ville est notamment aménagé par la coulée verte, voulue par le prix de Rome André Remondet, qui distribue entre autres l'ensemble Dufau-Tourasse, la Cité administrative et le campus.

#### AuXXIesiècle
Le début du XXIe siècle est marqué par l'inauguration en 2001 au pied du Parlement de Navarre originel, de l'hôtel du département des Pyrénées-Atlantiques, édifice de verre sur lequel se reflètent certaines bâtisses du boulevard des Pyrénées. Il regroupe aujourd'hui la totalité des services administratifs qui lui sont liés. Il reçoit en 2002 le prix d'architecture AMO. L'emménagement des archives communautaires de l'agglomération de Pau-Pyrénées dans l'ancienne usine des tramways en 2011, ainsi que la réalisation de la médiathèque André-Labarrère en 2012 sont également des éléments incontournables du patrimoine palois contemporain.

### Patrimoine religieux

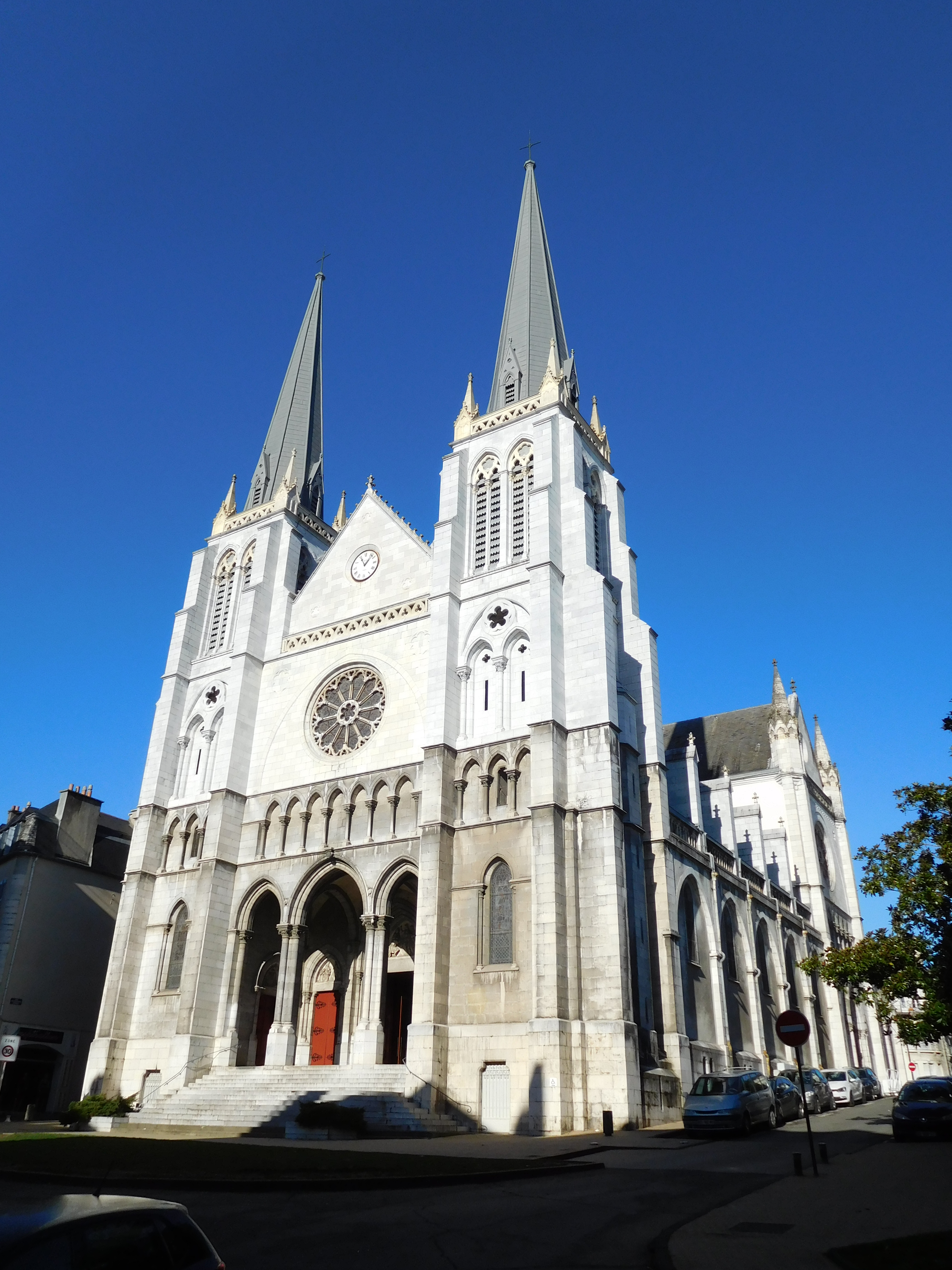
Église Saint-Jacques.

Le patrimoine religieux de Pau est relativement récent puisque ses deux principales églises datent du XIXe siècle. Malgré son statut de capitale politique du Béarn depuis 1464, la capitale religieuse de l'État reste Lescar avec notamment sa cathédrale Notre-Dame siège de l'ancien diocèse de Lescar. Pau n'est pas dépourvu d'édifices religieux avant le XIXe siècle, l'église primitive Saint-Martin datant du XVe siècle, mais il s'agit de réalisations modestes qui n'ont pu survivre au temps et à la croissance très importante de la cité. Au XVe siècle sont construits les abattoirs et le temple protestant de Pau, les cagots travaillent aux deux constructions.
Deux églises majeures sont présentes en centre-ville. Réalisée d'après les plans de l’architecte Émile Boeswillwald, la construction de l'église Saint-Martin, d'influence néogothique, débute en 1863 pour se terminer en 1871. L'église Saint-Jacques est construite par une souscription populaire des Palois en réponse au chantier de l'église Saint-Martin, cette dernière étant vue comme le projet des touristes. Également d'influence néogothique, faisant suite à l'ancienne chapelle du couvent des Cordeliers, elle est achevée en 1868. Elle retrouve ses deux flèches en 2012, qui ont été enlevées en 2001 en raison de leur fragilisation par la tempête Martin de 1999.
D'autres églises remarquables sont visibles à Pau. Coiffée d’une monumentale statue de la Vierge à l’enfant, l'église Notre-Dame, d'inspiration Art déco, s'élève, dans la première moitié du XXe siècle, en continuité avec l'ancienne église vouée au pèlerinage qui la préfigure. L'église Saint-Joseph, œuvre de l'architecte Jacques Laffillée, est construite en 1935. De style néo-byzantin, elle est reconnaissable à ses coupoles et son clocher en ciment armé haut de 50 mètres. Quant à l'église Saint-Pierre, elle est édifiée en 1970 par l'architecte prix de Rome André Remondet. En grande partie recouverte d'ardoises, elle marie sa structure moderne avec les bâtiments de béton qui l'entourent.

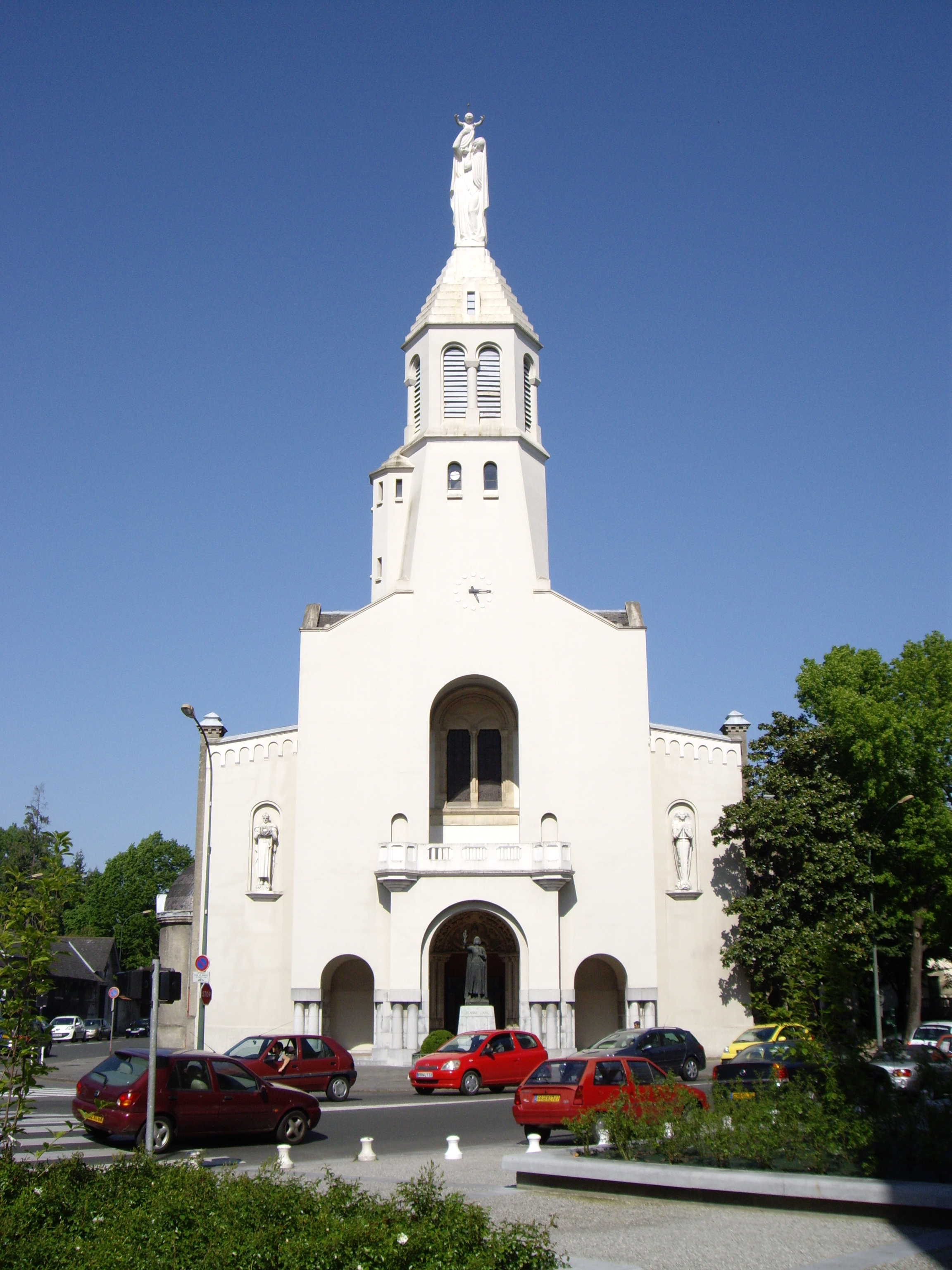
Église Notre-Dame.
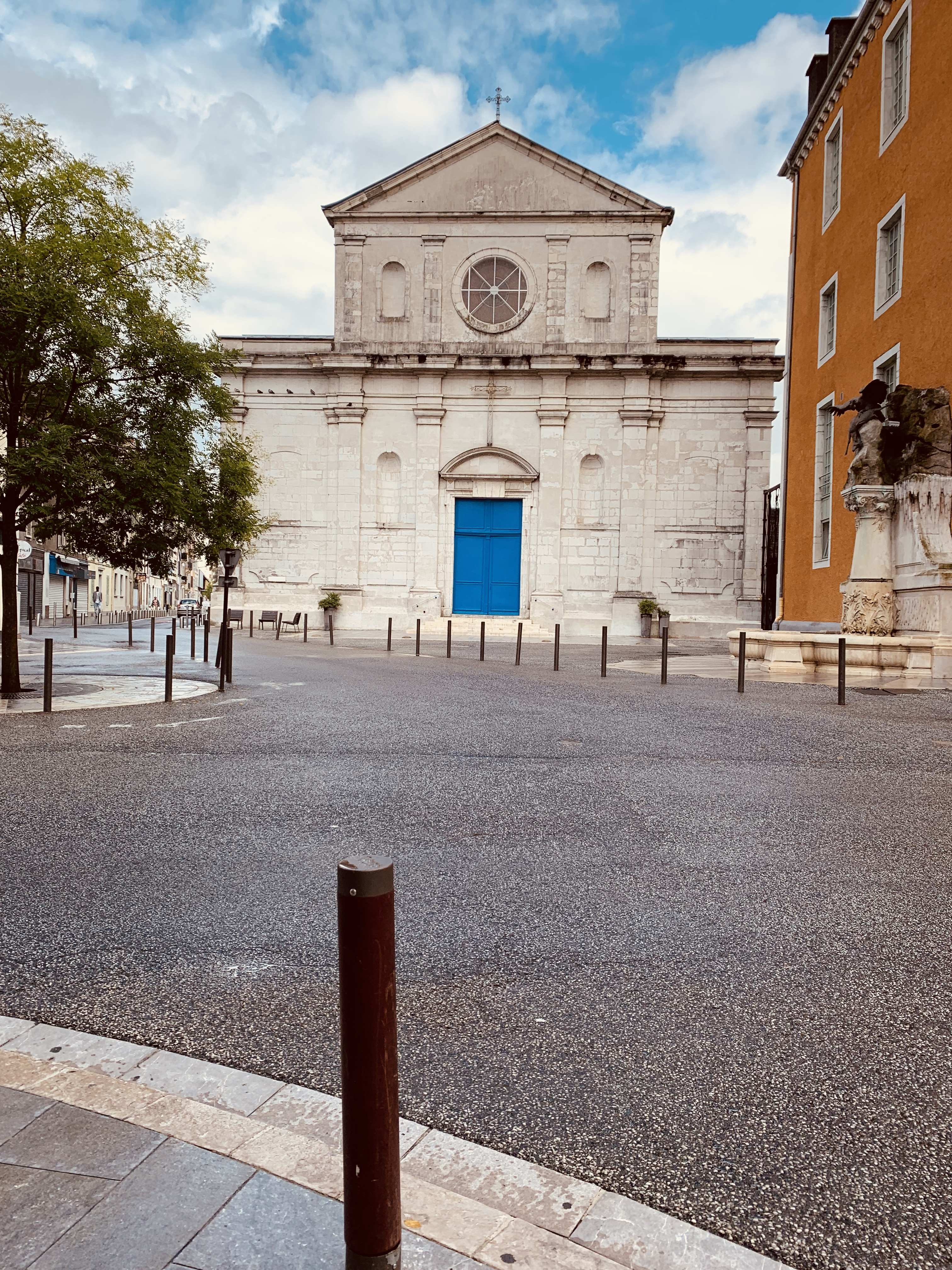
Chapelle Saint-Louis de Gonzague.
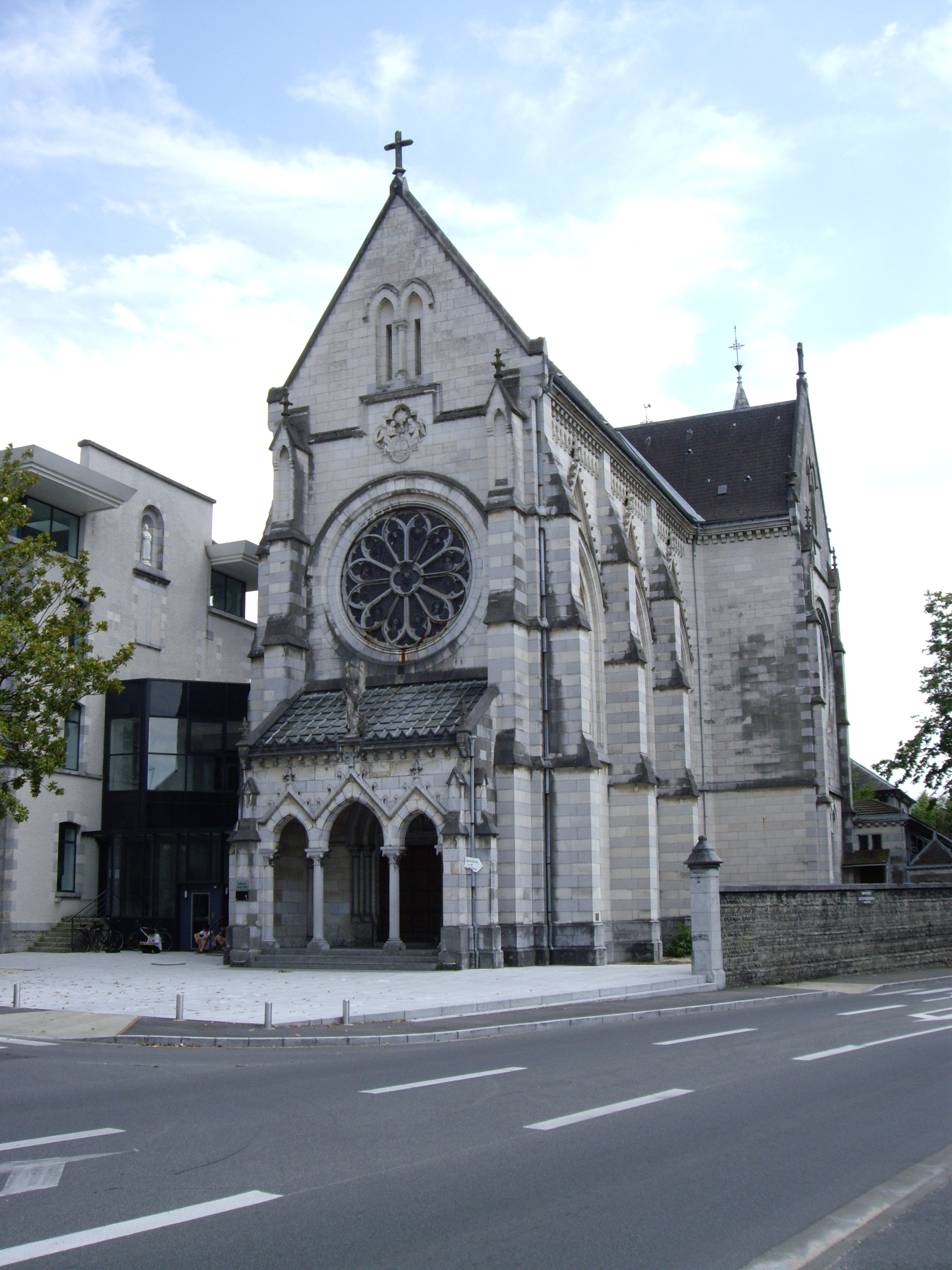
Chapelle du couvent des Réparatrices.
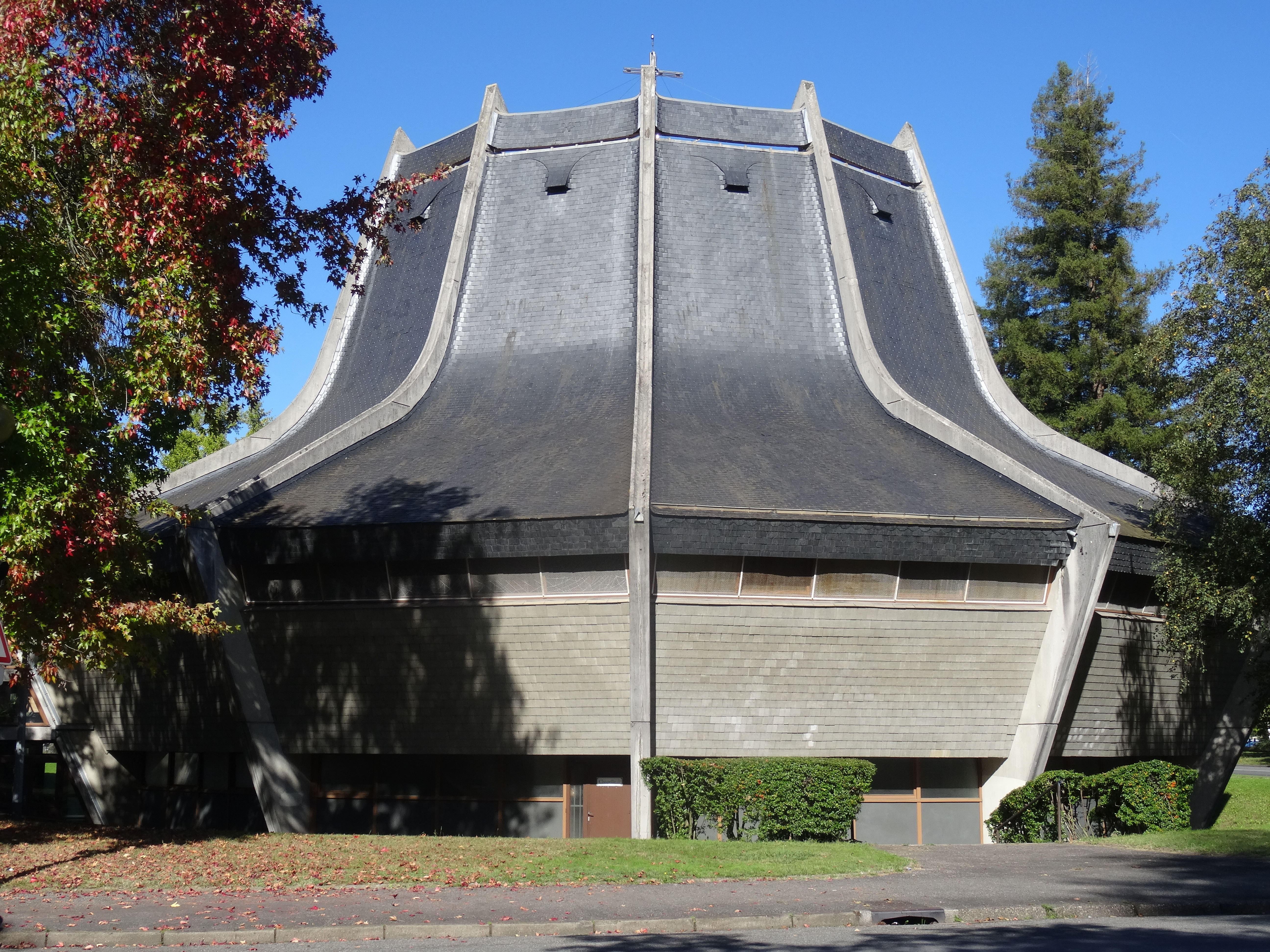
Église Saint-Pierre.
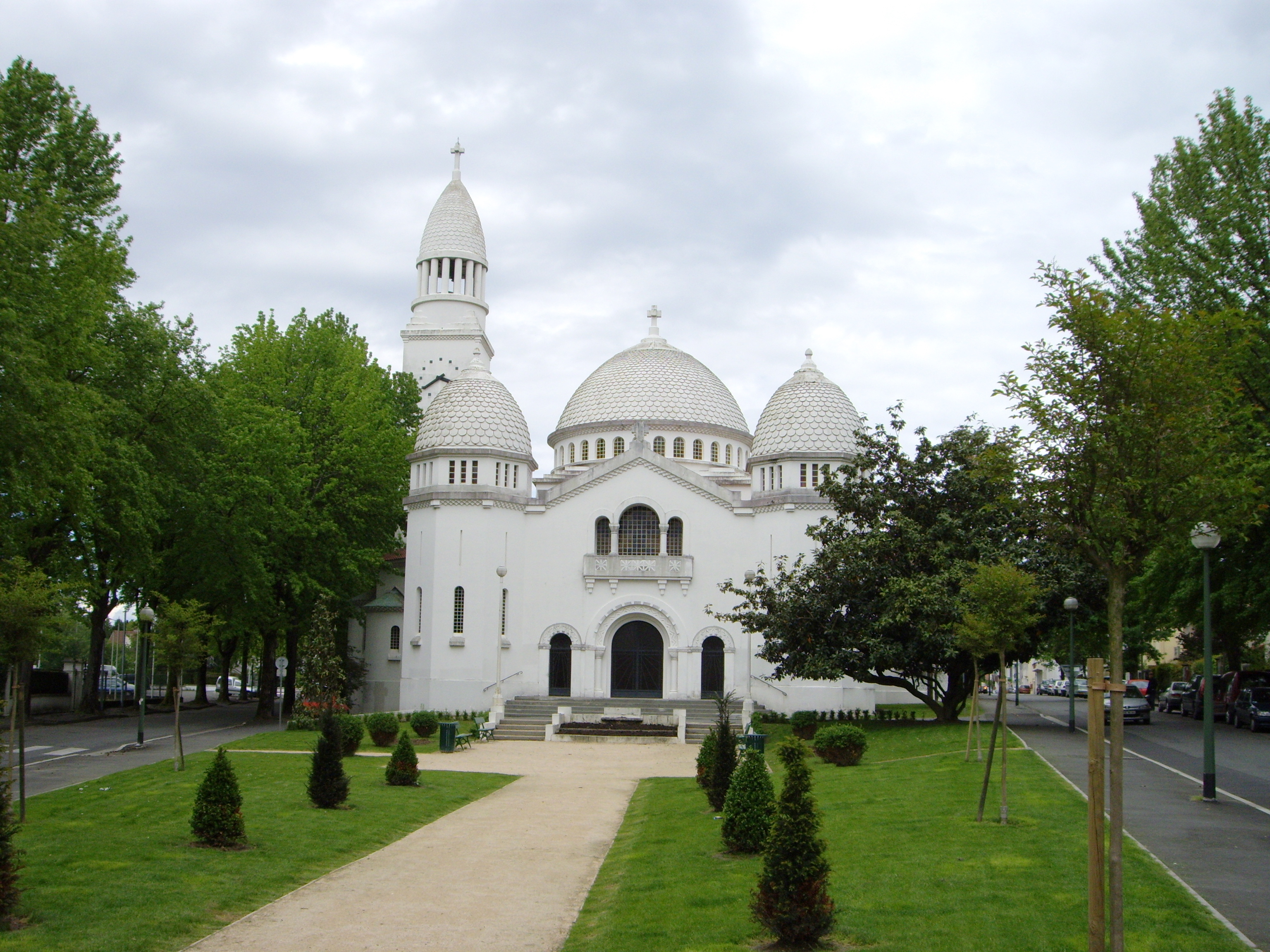
Église Saint-Joseph.
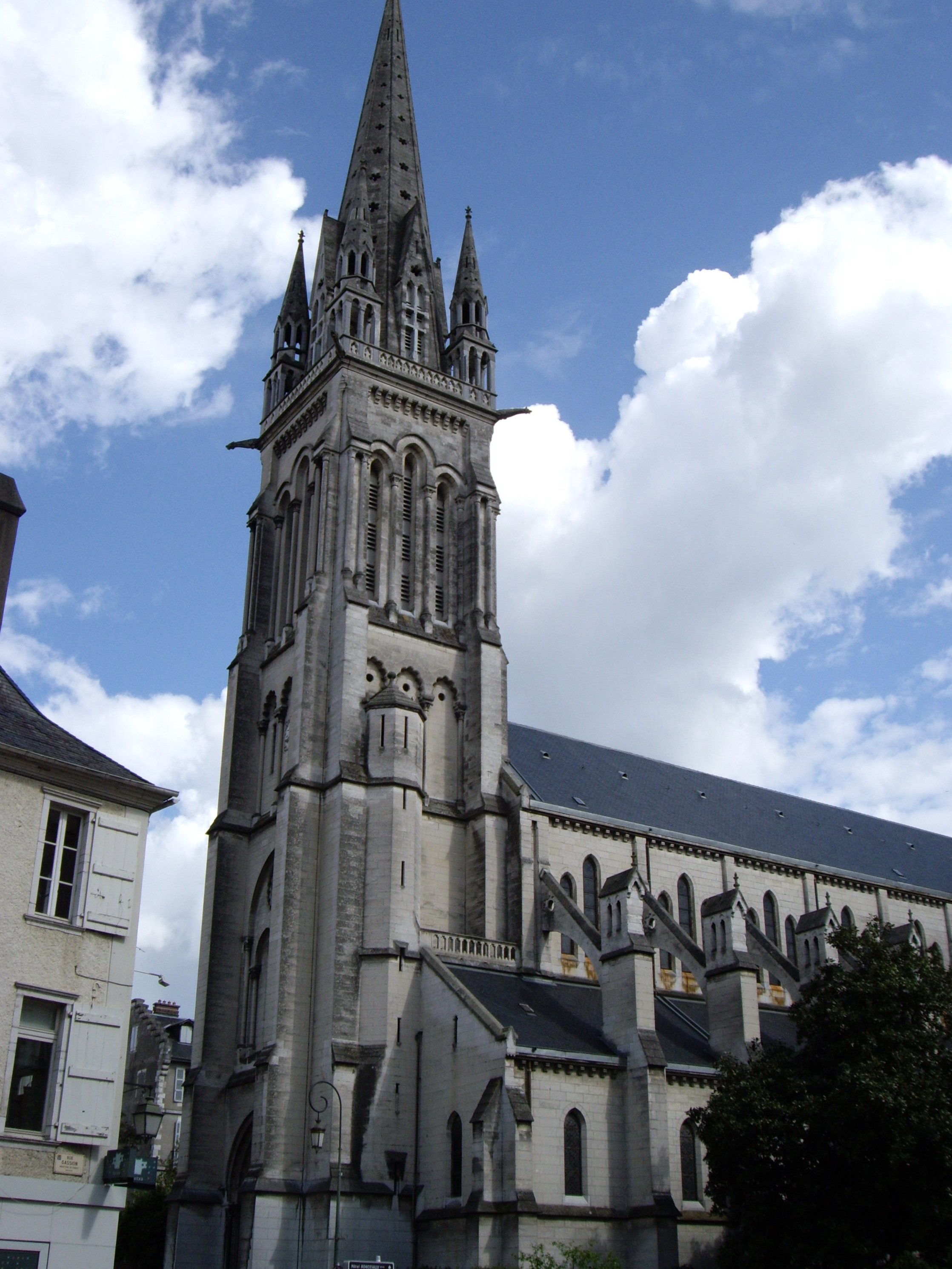
Église Saint-Martin.

La cité paloise accueille également quelques chapelles notables, dont celle de l'ancien couvent des Réparatrices, qui abrite aujourd'hui l'École nationale de musique et de danse et allie ainsi architecture ancienne et architecture contemporaine. L'église Saint-Louis-de-Gonzague, à l'architecture classique, accompagne l'implantation d'un collège de Jésuites (actuel lycée Louis-Barthou). Commencée en 1679, elle n'est achevée qu'en 1851.
Ancien lieu de culte des Ursulines de Pau, l'Église Notre-Dame du Bout du Pont construite en 1872 a une histoire particulière puisqu'elle a été déplacée en 1932. Le couvent des Ursulines devait, en effet, être démoli pour laisser place au Palais des Pyrénées sur l'actuelle place Clemenceau. L'église est donc démontée pierre par pierre (chacune étant numérotée) puis réédifiée à son emplacement actuel, de l'autre côté du gave de Pau.

## Culture

### Langue
Le béarnais (bearnés ou biarnés) désigne l'ensemble des parlers occitano-romans du Béarn. Il s'agit d'un parler roman, qui forme un ensemble homogène avec le gascon au sein du triangle Pyrénées-Atlantique-Garonne, un territoire nommé Aquitania par Jules César. Du milieu du XIIIe siècle jusqu'à la Révolution française, le béarnais est la lange institutionnelle de la principauté,. Malgré la disparition du béarnais dans ce cadre administratif après la Révolution, son usage reste encore majoritaire auprès des Béarnais à la fin du XVIIIe siècle. Comme toutes les langues et parlers régionaux de France, le béarnais recule ensuite notamment à partir de la deuxième moitié du XIXe siècle, en partie sous la pression de l'école française. L'ensemble des appareils de l'État français ainsi que des représentants des classes dominantes est à l'origine de cette volonté de supprimer les langues régionales. En 1972, Georges Pompidou déclare « il n'y a pas de place pour les langues et cultures régionales dans une France qui doit marquer l'Europe de son sceau. ».
Aujourd'hui, la langue béarnaise est mise en valeur par plusieurs événements palois tout au long de l'année, notamment le Carnaval biarnés et le festival Hestiv'Òc. La ville compte également une école et un collège Calandreta, d'autres établissements bénéficient d'un enseignement en béarnais fourni par des maîtres itinérants. Plusieurs associations, comme l'Ostau Bearnés et l'Institut béarnais et gascon défendent la pratique de cette langue dans la commune. En 2018, un projet de tiers-lieu béarnais se développe, il doit aboutir à la création d'ici 2021 de la Ciutat dans le quartier du Hédas, une cité créative de la culture béarnaise.

### Équipements culturels

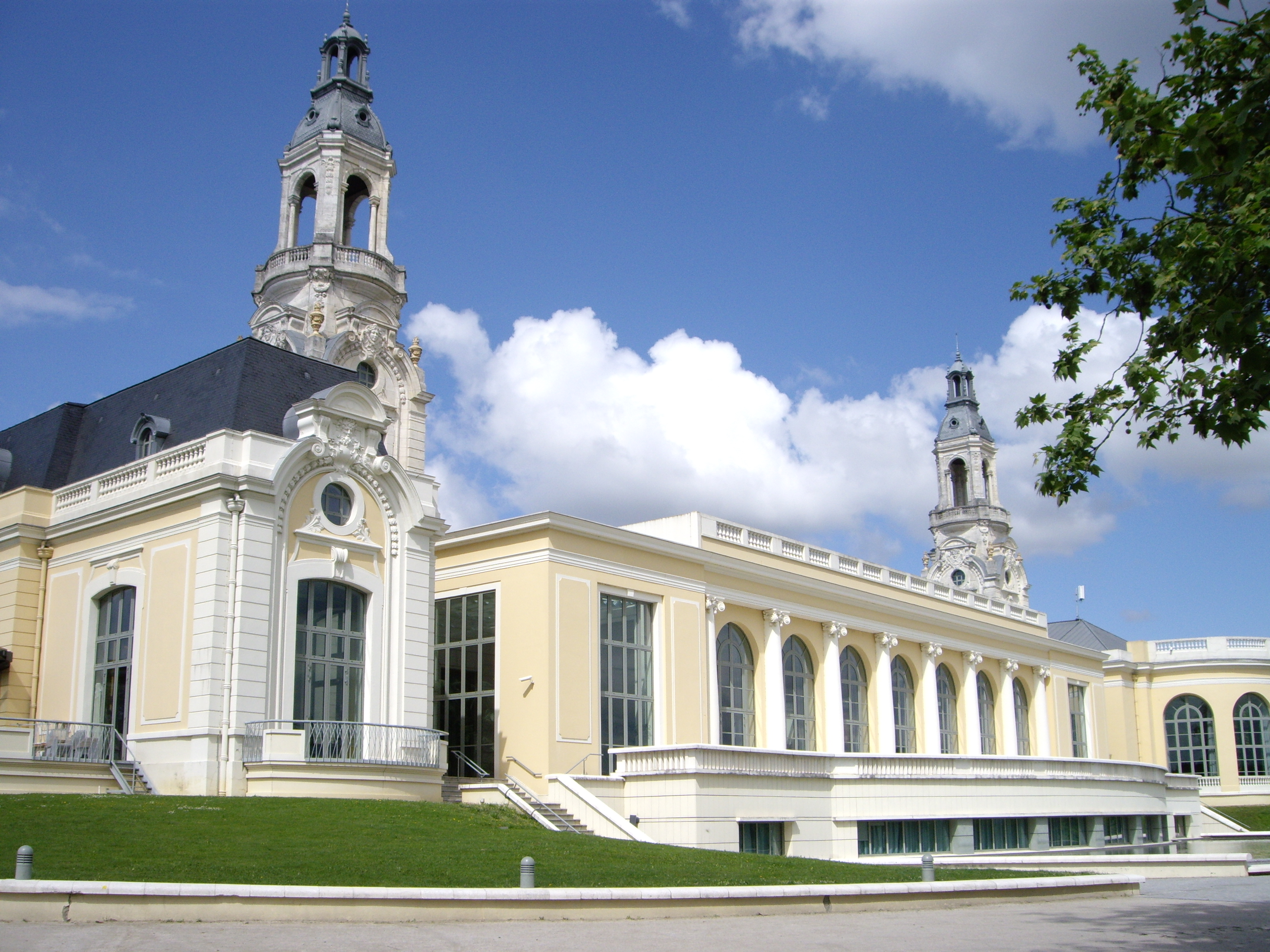
Le Palais Beaumont.

#### Salles de spectacles et de congrès
Le Zénith de Pau est le plus grand équipement culturel de la ville. Inauguré en 1992 il est doté de 7 500 places (ou jusqu'à 4 418 places assises). Il accueille des artistes nationaux et internationaux au sein d'opéras, concerts, cabarets, spectacles de cirque et sur glace. Le Palais Beaumont est un centre de congrès accueillant environ 250 évènements par an. Construit en 1900, il fut tour à tour palais d'hiver, casino municipal et hôpital pendant la guerre. Il dispose d'un auditorium et sert notamment de lieu de résidence pour l'Orchestre de Pau Pays de Béarn. La Centrifugeuse est un autre espace disponible pour l'expression scénique au sein de l'UPPA. Le parc des expositions de Pau est lui situé à l'ouest de la ville, à cheval sur Pau et Billère, il accueille 450 000 visiteurs et 200 manifestations par an. La Foire de Pau est l’événement majeur du parc, elle s'y déroule chaque année depuis 1949.
La ville compte plusieurs complexes cinématographiques. Le cinéma Le Méliès, classé art et essai, prend place dans le pôle culturel du Foirail. Il est doté de trois salles, le cinéma propose des soirées thématiques et des événements en partenariat avec divers acteurs culturels (Cin'es'pace, Un été au ciné, etc.) et organise tous les ans le festival international du film musical de Pau. Deux cinémas du groupe CGR accompagnent l'offre en la matière, le Méga CGR situé à proximité de l'université est équipé de 12 salles numériques et 3D, et le CGR Saint-Louis en centre-ville qui est équipé de 7 salles numériques rénovées en octobre 2012.

#### Musées

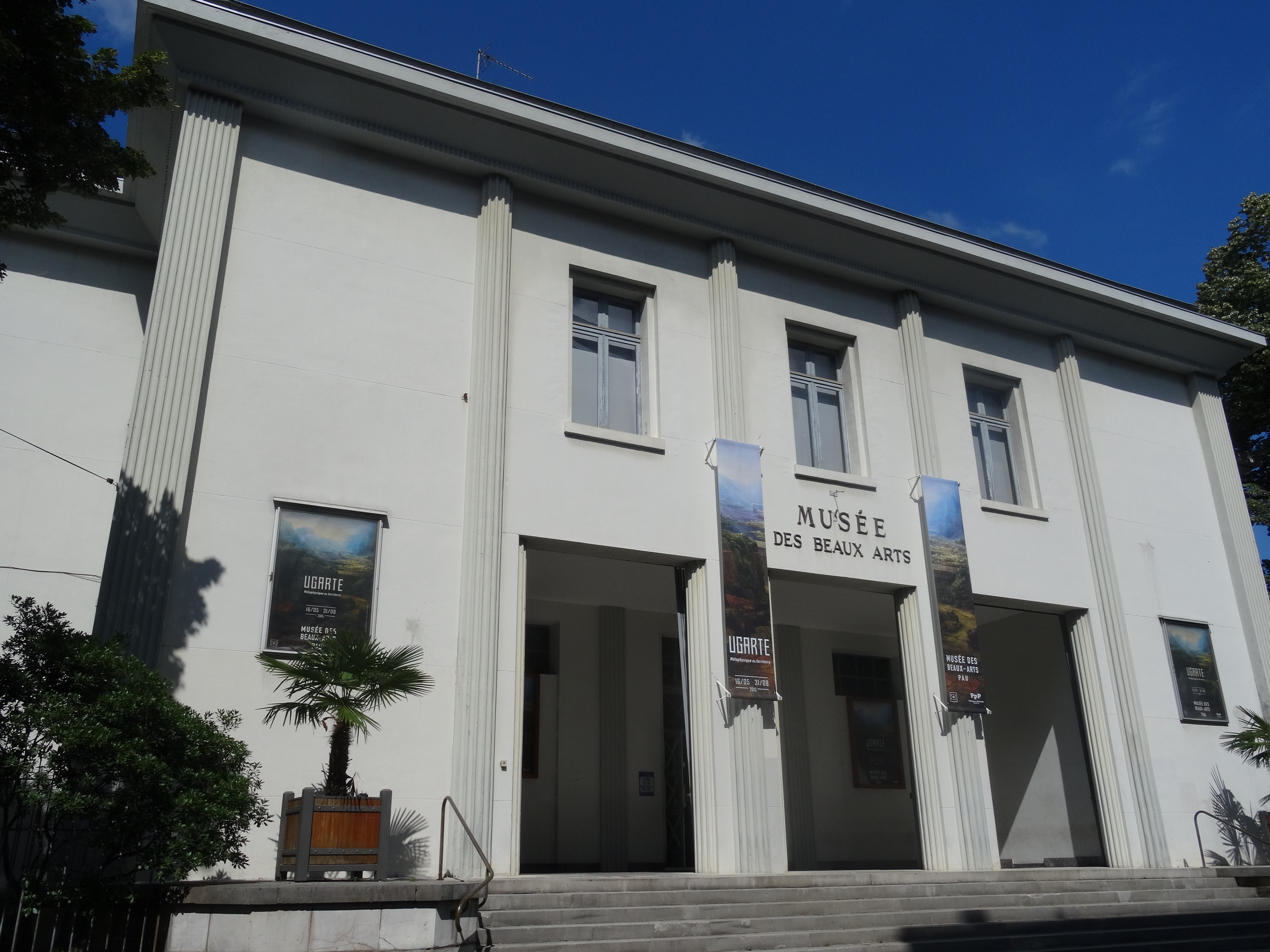
Le musée des beaux-arts.

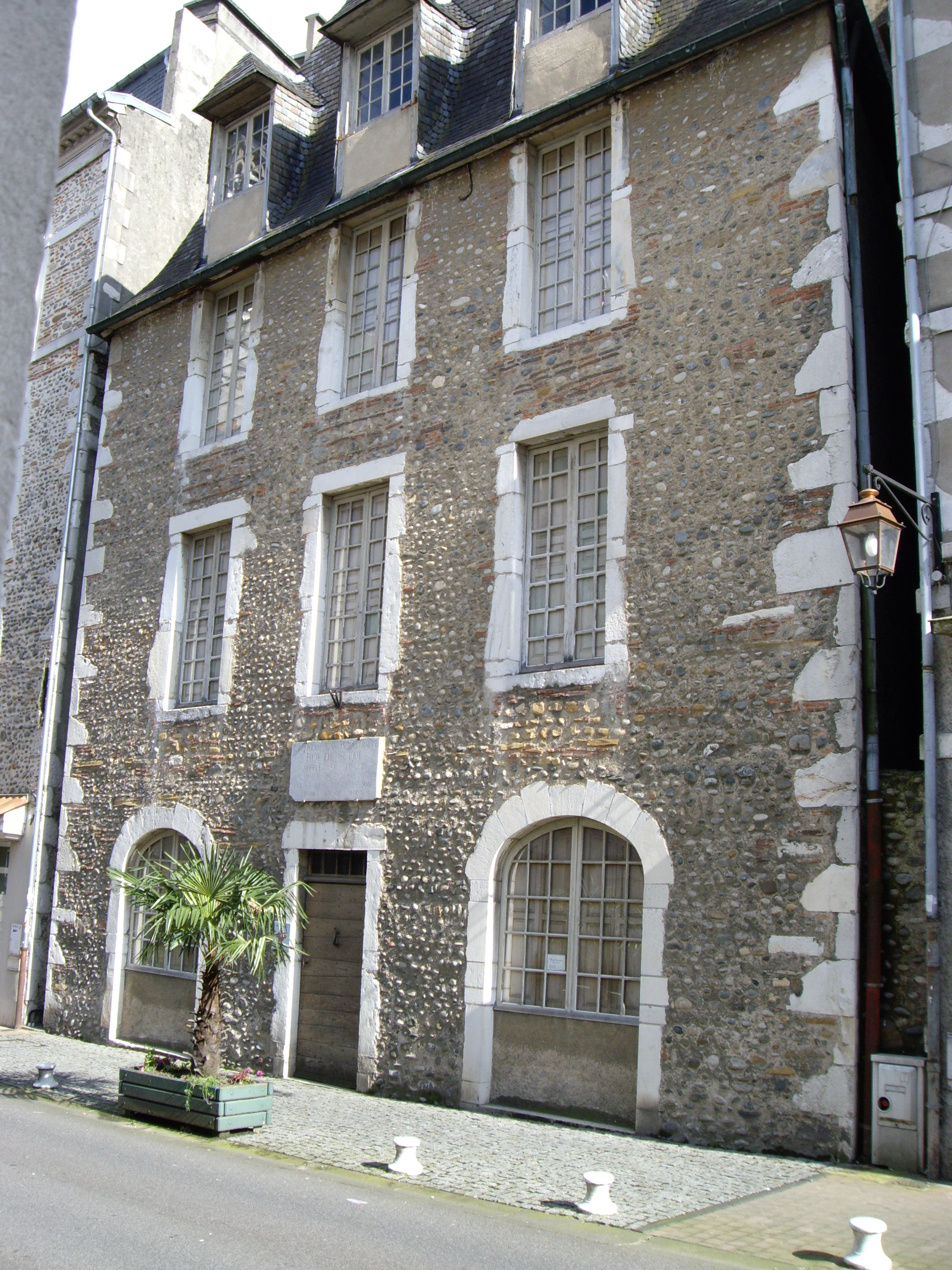
Le musée Bernadotte.

Le musée national du château de Pau est créé en 1929 dans le lieu qui voit naître le futur Henri IV le 13 décembre 1553. À la fois forteresse médiévale, palais Renaissance, résidence royale, ce musée situé au cœur de la ville est visité en moyenne par 100 000 personnes par an. Les visiteurs peuvent s'attarder devant la légendaire carapace de tortue qui servit de berceau au bon roi Henri. Le château recense près de 12 000 œuvres et objets, les conservateurs successifs s'attachent à réunir tableaux, objets d'art et documents ayant trait au temps d'Henri IV. Le musée des Beaux-Arts de Pau est, quant à lui, inauguré en 1864 sous l'initiative de la Société béarnaise des amis des arts, avec une donation notable du collectionneur d'origine béarnaise Louis La Caze en 1872. Il est le premier musée, en 1878, à exposer une œuvre importante de Degas, Le bureau du coton à la Nouvelle-Orléans. Il présente des œuvres allant du XVIIe siècle au XXe siècle, avec des peintres issus de diverses écoles européennes comme Brueghel, Jordaens, Morisot ou Rubens mais aussi des artistes régionaux comme Victor Galos. Le musée est situé depuis 1931 dans un bâtiment style Art déco qui lui est destiné.
Avec ces deux musées majeurs de la ville, Pau compte d'autres espaces, dont le musée Bernadotte. Celui-ci est situé dans une modeste maison de tonnelier qui voit naître et grandir Jean-Baptiste Bernadotte, qui devient maréchal de France puis roi de Suède en 1818 et fondateur de l'actuelle famille régnante de ce pays. Il renferme une collection d’œuvres et d'objets ayant trait à l'histoire de ce célèbre Béarnais, il permet également de se rendre compte des conditions de vie classique d'une famille du XVIIIe siècle à Pau. La villa Lawrance, construite en 1855, abrite les collections du Cercle anglais qui perpétue la tradition britannique dans la ville ainsi que les archives de l'équipage du Pau-Hunt. Cercle littéraire à sa création, ce club de gentlemen met en valeur et préserve ses collections qui constituent un élément majeur du patrimoine historique et culturel de « Pau ville anglaise ». En 2019, le musée de la résistance et de la déportation déménage de la villa Lawrance vers la cyber-base de Pau. Enfin le musée des parachutistes, ouvert en 1984 sur la plaine du Pont-Long près de l'ETAP, est un musée national géré par la SAMParas (Société des Amis du Musée des Parachutistes).

#### Théâtres
La ville de Pau est propriétaire du théâtre à l'italienne Saint-Louis, disposant d'une capacité de 430 places. Il est le théâtre historique de Pau et se situe près de la place Royale, dans l'enceinte de la mairie. Construit au XIXe siècle par un promoteur privé pour en faire un casino, avec ses salles de jeux, de concert et donc ce théâtre à l'italienne, l'édifice est racheté par la ville avant même son ouverture, à la suite de la faillite du propriétaire. La salle du conseil municipal y est installée dans la salle de bal. Après avoir été exploité, le théâtre est fermé en 1960 puis restauré et rouvert en 1983.
Au total, ce sont six établissements qui accueillent des scènes d'expression scénique :
- La salle de spectacles du pôle culturel du Foirail (580 places)
- L'auditorium du Palais Beaumont (540 places)
- Le théâtre Saint-Louis (450 places)
- Le théâtre Saragosse (243 places)
- La Centrifugeuse de l'université de Pau et des pays de l'Adour (187 places)
- Le Trinity Church (aussi appelé le 6, rue Bargoin ou l'ancien Méliès)[177]

Plusieurs compagnies théâtrales exercent également à Pau, comme la compagnie l'Auberge Espagnole, l'Art Scène, Printemps théâtre et le Chat Bus,  Tam-Tam théâtre.

#### Médiathèques et archives

La médiathèque André Labarrère.

Le réseau des médiathèques de l’Agglomération Pau-Pyrénées se compose de 10 médiathèques dont 5 sur le territoire de la ville de Pau : les médiathèques André Labarrère (ouverte en juin 2012), Trait d'Union, Les Allées, de la Montagne et de la Pépinière. Le service départemental des archives collecte, conserve et diffuse les archives publiques ou privées. Il est installé depuis 1971 à l'entrée de la cité administrative et occupe un ensemble de deux bâtiments, l'un destiné à la conservation des documents, l'autre à leur consultation. Les archives communautaires et la bibliothèque patrimoniale de la ville de Pau sont quant à elles situées dans l'ancienne usine des tramways.

### Vie culturelle

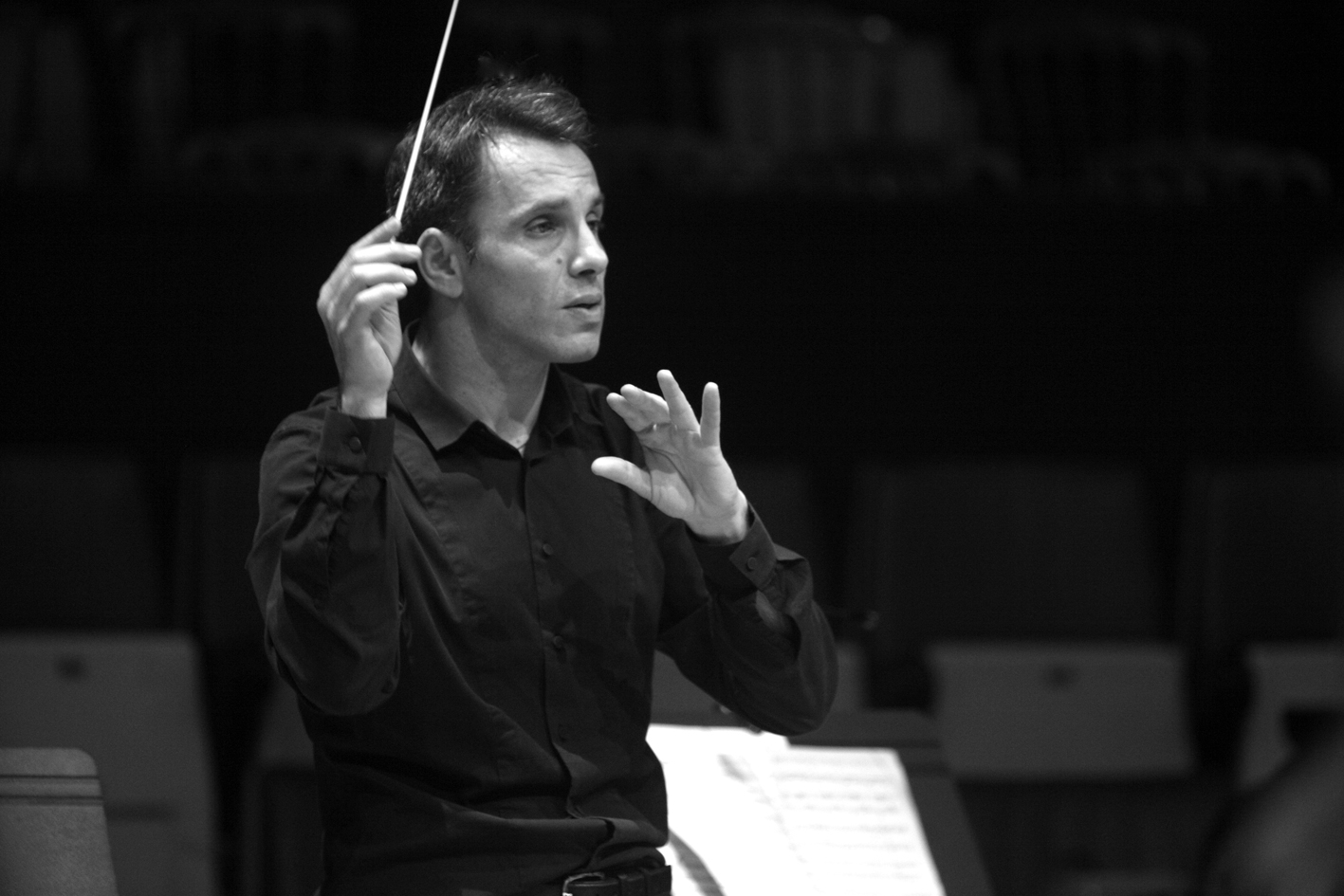
Fayçal Karoui.

L'orchestre de Pau Pays de Béarn (OPPB) est dirigé depuis 2002 par Fayçal Karoui. Cet orchestre symphonique se produit dans l'auditorium Alfred-de-Vigny du palais Beaumont, mais aussi en France et à l'étranger (Saragosse, Nantes, la Roque-d'Anthéron, Ravenne, Venise, Paris pour le festival Présences). En 2012 l'orchestre se déplace à Nantes, Bilbao et Tokyo pour « les Folles Journées » de ces trois villes. L'ensemble orchestral de Pau (EOP) complète l'offre orchestrale dans la capitale béarnaise, il se produit depuis 1958. L'Été à Pau est un festival musical organisé tous les étés au théâtre de verdure du parc Beaumont. Les concerts sont gratuits pour le public, plusieurs têtes d'affiche sont venues comme Barbara, James Brown, Jacques Higelin, I Muvrini, Catherine Ringer, Thomas Dutronc, Les Tambours du Bronx, Pony Pony Run Run et C2C.
Les idées mènent le Monde est une rencontre littéraire dont la première édition a eu lieu en 2014 au Palais Beaumont sur le thème du bonheur et attire 20 000 visiteurs sur trois journées en 2015. Le salon Un aller-retour dans le noir se concentre lui sur le polar depuis 2008, il vise à présenter toute la richesse de la littérature noire et policière au travers de rencontres, débats, projections et lectures. D'autres événements marquent également la vie paloise tout au long de l'année, comme Urban session autour des danses hip-hop, le festival Accès(s) qui vise à présenter les démarches artistiques liées aux technologies électroniques et numériques, qui mêle concerts et conférences-débats, ou encore le Tremplin Salsa, concours international de salsa créé en 2008.
Parmi les principaux événements annuels palois, on retrouve le Carnaval biarnés, qui se déroule durant une semaine environ au mois de février avant le carême. Le carnaval béarnais symbolise le retour d'exil de sa Majesté Sent Pançard et de sa cour à travers les villages béarnais puis la capitale paloise. Sent Pançard reflète tous les maux et les vices de la société. Autre manifestation célébrant la culture locale, Hestiv'Òc, « festival des musiques et cultures du Sud » a été créé en 2005. Durant quatre jours le week-end du 15 août, plusieurs centaines d'artistes et 60 000 festivaliers se rassemblent dans les rues de Pau pour des spectacles gratuits afin de partager et diffuser la culture occitane.

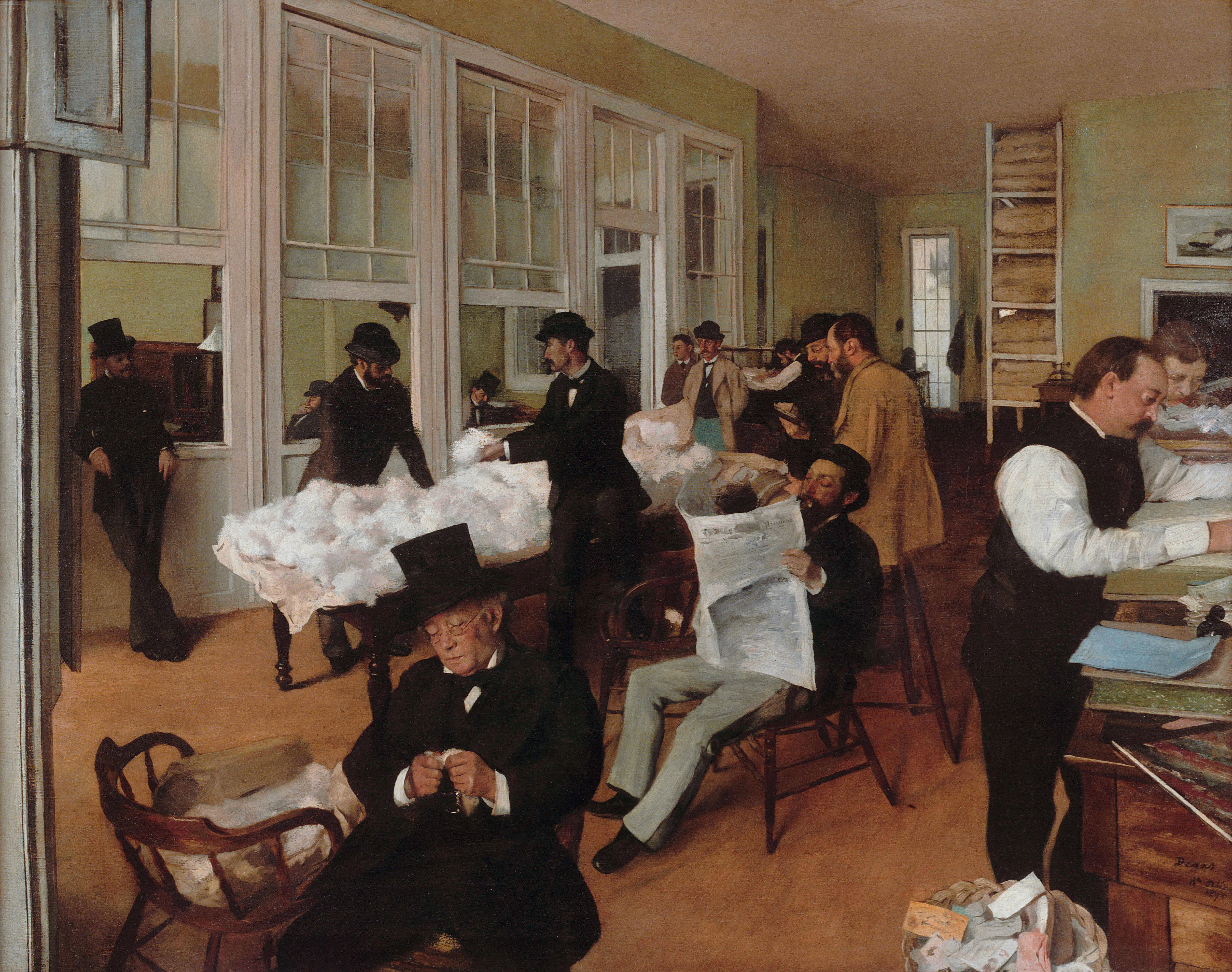
Œuvre d'Edgar Degas, musée des Beaux-Arts.
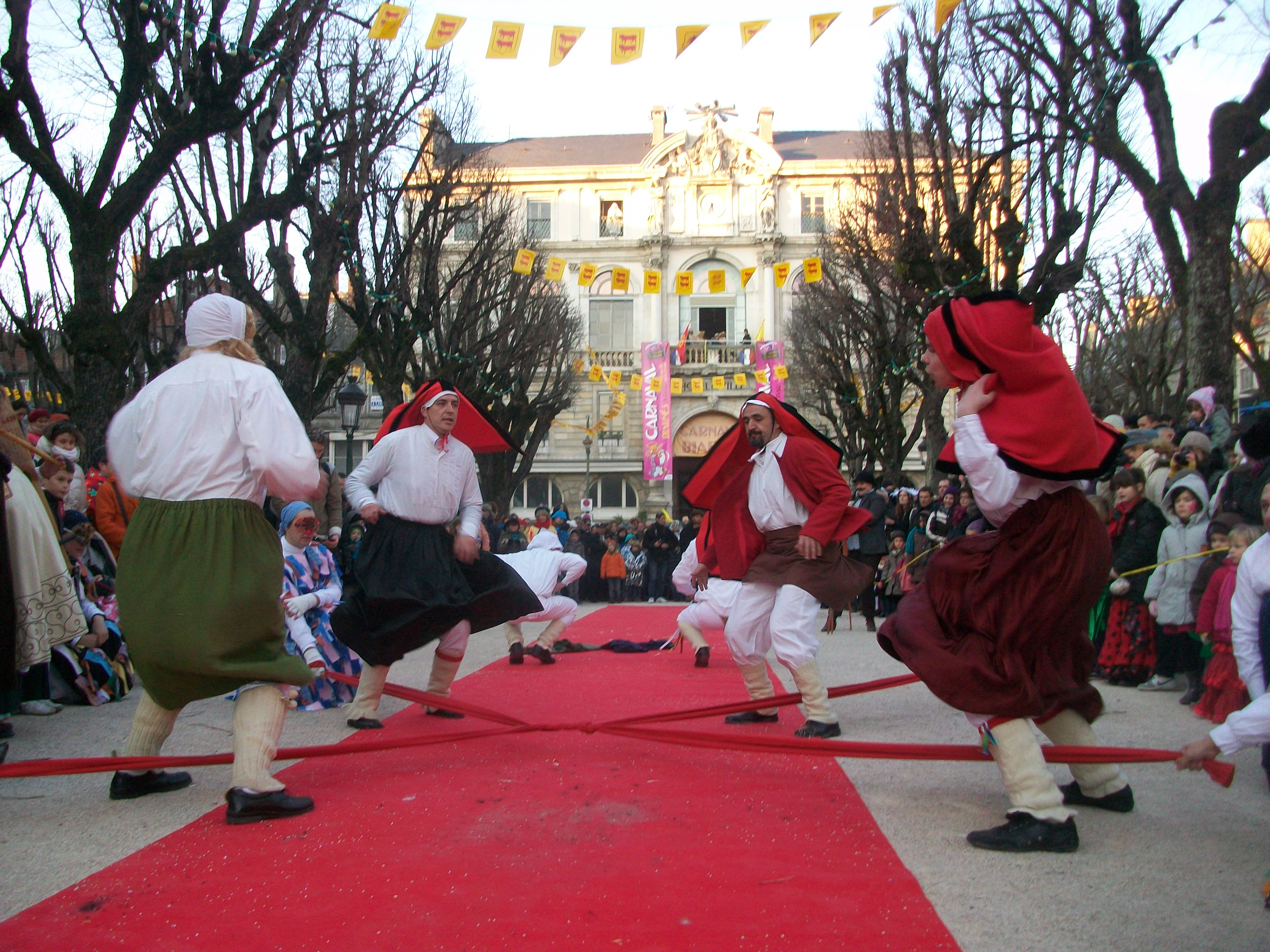
Danses Béarnaises
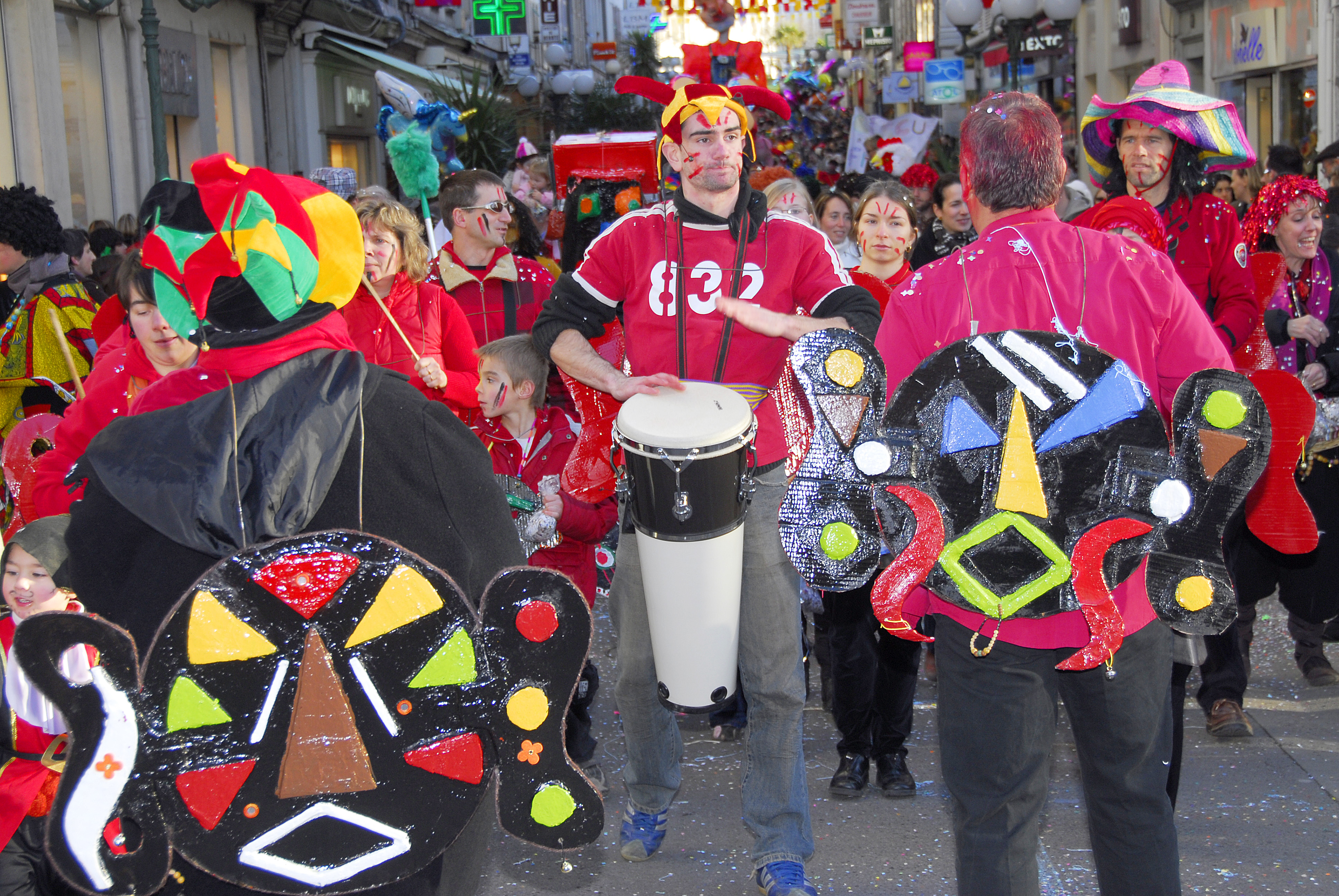
Défilé Pantalonada
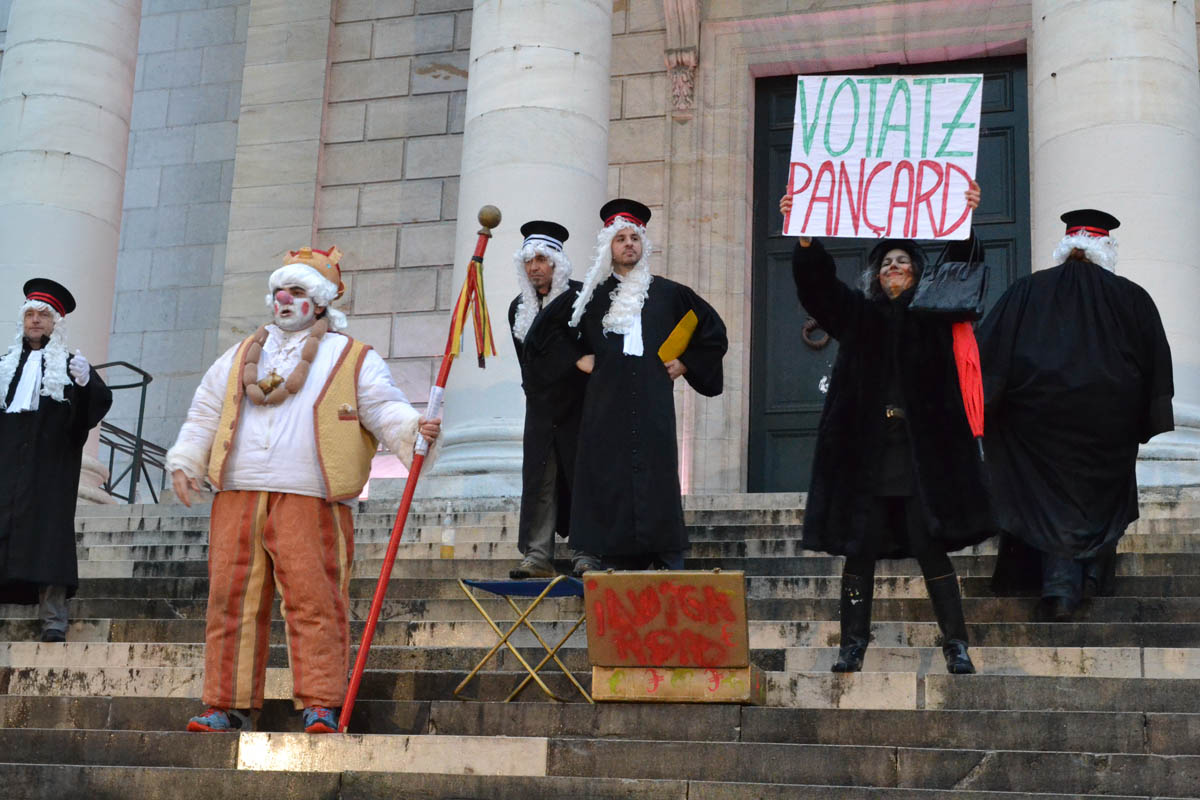
Le procès de Sent Pançard pendant le Carnaval biarnés.
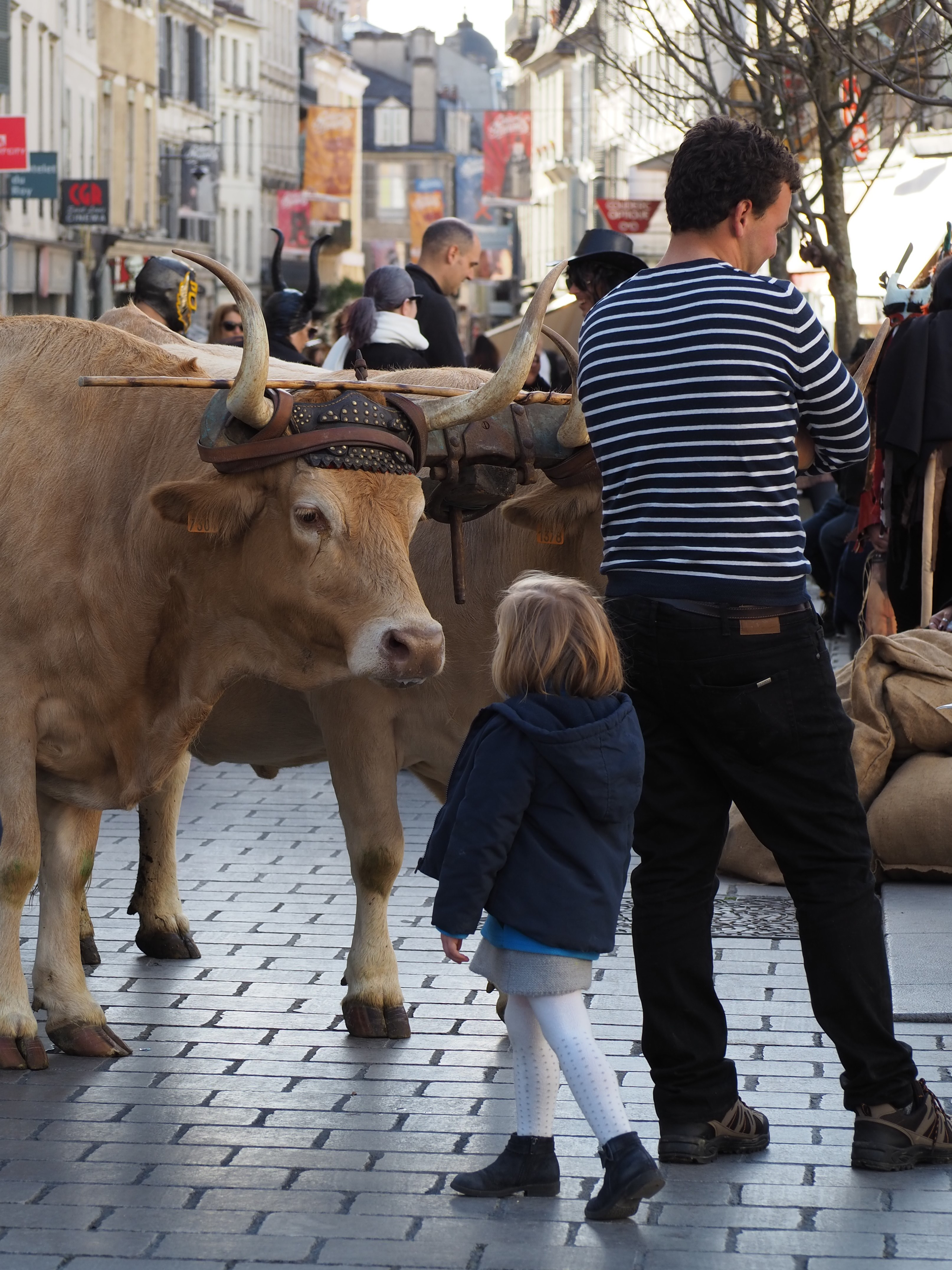
Un bovin béarnais lors de l'édition 2019 du Carnaval biarnés.

### Gastronomie

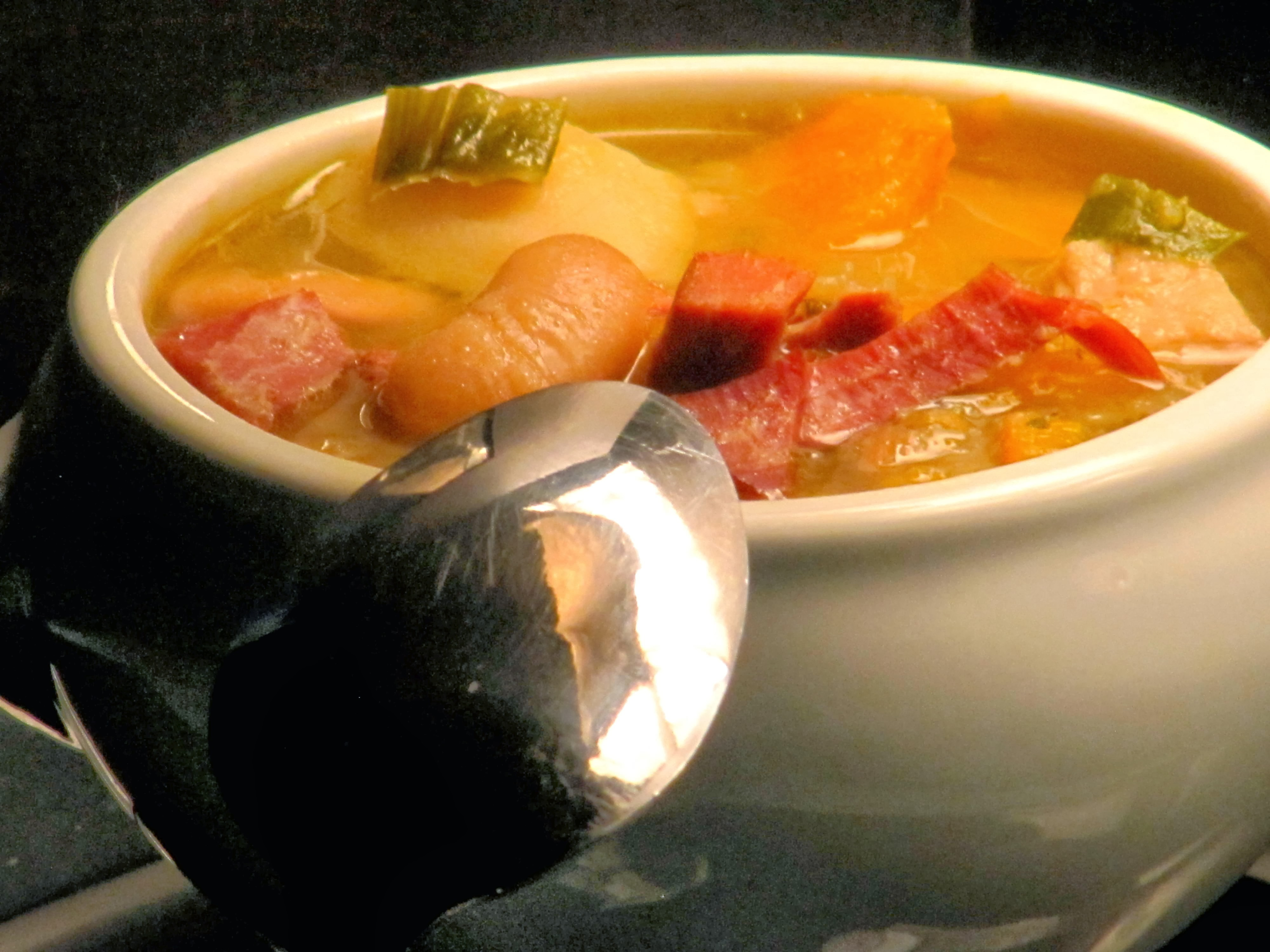
La garbure béarnaise.

Pau offre des spécialités gastronomiques du sud-ouest et des plats typiquement béarnais ou palois. On retrouve par exemple la garbure qui est un potage fait à base de chou, de haricots blancs, de confit d'oie, de jambon ou de lard. La poule au pot, popularisée par Henri IV, est une sorte de pot-au-feu dans lequel une poule farcie est bouillie. Le jambon de Bayonne est en réalité un jambon d'origine essentiellement béarnaise, fabriqué à partir de porcs des vallées d'Ossau et d'Aspe. Ce jambon était historiquement salé à Salies-de-Béarn puis exporté via l'Adour depuis le port de Bayonne d'où l'appellation jambon de Bayonne. Actuellement, la zone de transformation des jambons (salage, séchage, affinage, désossage) est la zone géographique française correspondant au bassin de l'Adour.
Le fromage des Pyrénées est un autre élément remarquable de la gastronomie paloise et béarnaise. Ce fromage est fait à partir de lait de brebis, l'appellation la plus connue est l'ossau-iraty (AOC). Ce fromage peut être dégusté en particulier avec de la confiture de cerises noires. Les coteaux de Jurançon, situés à proximité immédiate de la ville, apportent deux autres spécialités. Tout d'abord le miel, dont le Béarn est l'une des premières régions productrices. Il est utilisé dans les sauces, desserts et marié aux produits à base de canard (magret au miel). Enfin, et surtout, les vins blancs de Jurançon qui sont eux aussi liés à la légende du bon roi Henri et de son célèbre baptême béarnais.

### Pau dans les arts

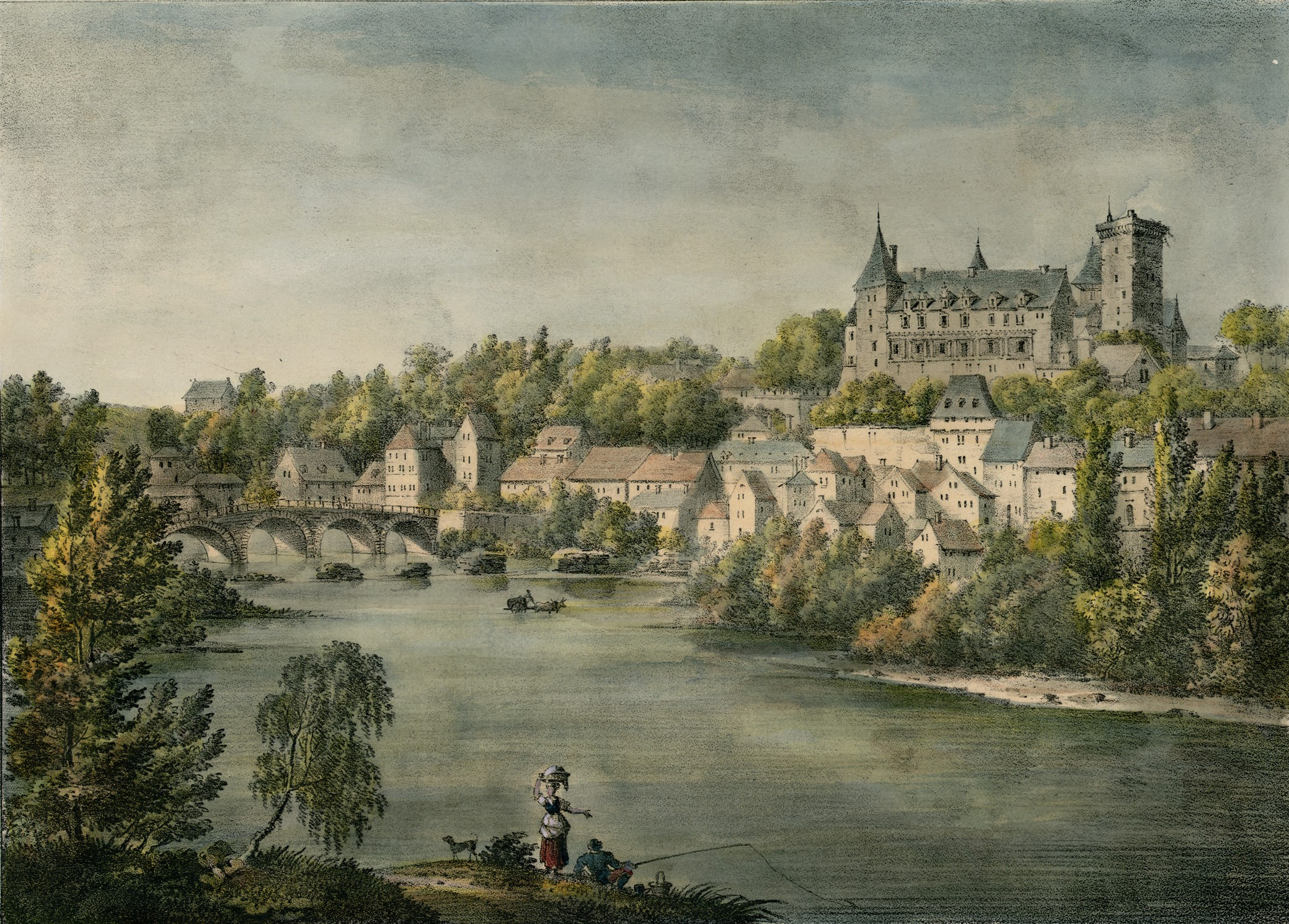
Le château d'Henri IV et une partie de la ville de Pau, Basses Pyrénées. 14 juin 1821, par Marianne Colston.

La ville de Pau est mentionnée dans la littérature dès le Moyen Âge. Jean Froissart en fait une description dans le livre III — Voyage en Béarn — de ses Chroniques. Jusqu'au XVe siècle, Pau n'est évoquée qu'à travers son château. En devenant capitale du Béarn en 1464 puis du Royaume de Navarre après 1512, la ville décolle réellement et tend à se détacher de son château dans les récits. La mort d'Henri IV, en 1610, donne le signal d'un intérêt national pour sa cité natale. La ville est alors réduite au souvenir de la naissance du célèbre souverain. Dès 1611 dans Discours des faicts héroïques de Henry le Grand, Hierosme de Bénevent écrit : « Si jamais il vient à propos de louer la ville de Pau, pour toute louange, il suffira de dire que c'est le lieu où le grand Henri vit premièrement la lumière. »,. La mémoire « henricienne » monopolise les écrits littéraires sur Pau jusqu'au XIXe siècle, la Restauration puis la monarchie de Juillet sont autant d'occasions de rappeler ce lien indéfectible entre Pau et Henri IV.
La deuxième moitié du XIXe siècle marque un déplacement du regard des écrivains du château d'Henri IV vers la nature pyrénéenne. La vue de Pau sur son environnement est consacrée, dans l'élan lié au romantisme. Avec l'essor du tourisme climatique, Pau se transforme en ville-belvédère et attire les peintres comme Antoine Ignace Melling, Franz Schrader, Roger de Bouillé, Louis-François Lejeune ou François-Édouard Picot. Lié à la vogue du Pyrénéisme, de nombreux auteurs entament un séjour pyrénéen et font de Pau un préliminaire indispensable de l'exploration touristique. C'est le cas d'Alphonse de Lamartine en 1838 avec son célèbre « Pau est la plus belle vue de terre comme Naples est la plus belle vue de mer », Stendhal la même année ou Victor Hugo en 1843 :  « Vers midi on ne distinguait les Pyrénées qu'à quelques stries blanches à l'horizon, comme si la robe bleue du ciel éraillée par places laissait voir sa trame d'argent. ». Le comte Henry Russell conclut en 1902 dans Pyrenaïca : « Au merveilleux panorama de Pau, je ne reproche qu'une seule chose, c'est de ne pas toujours se laisser voir. ».

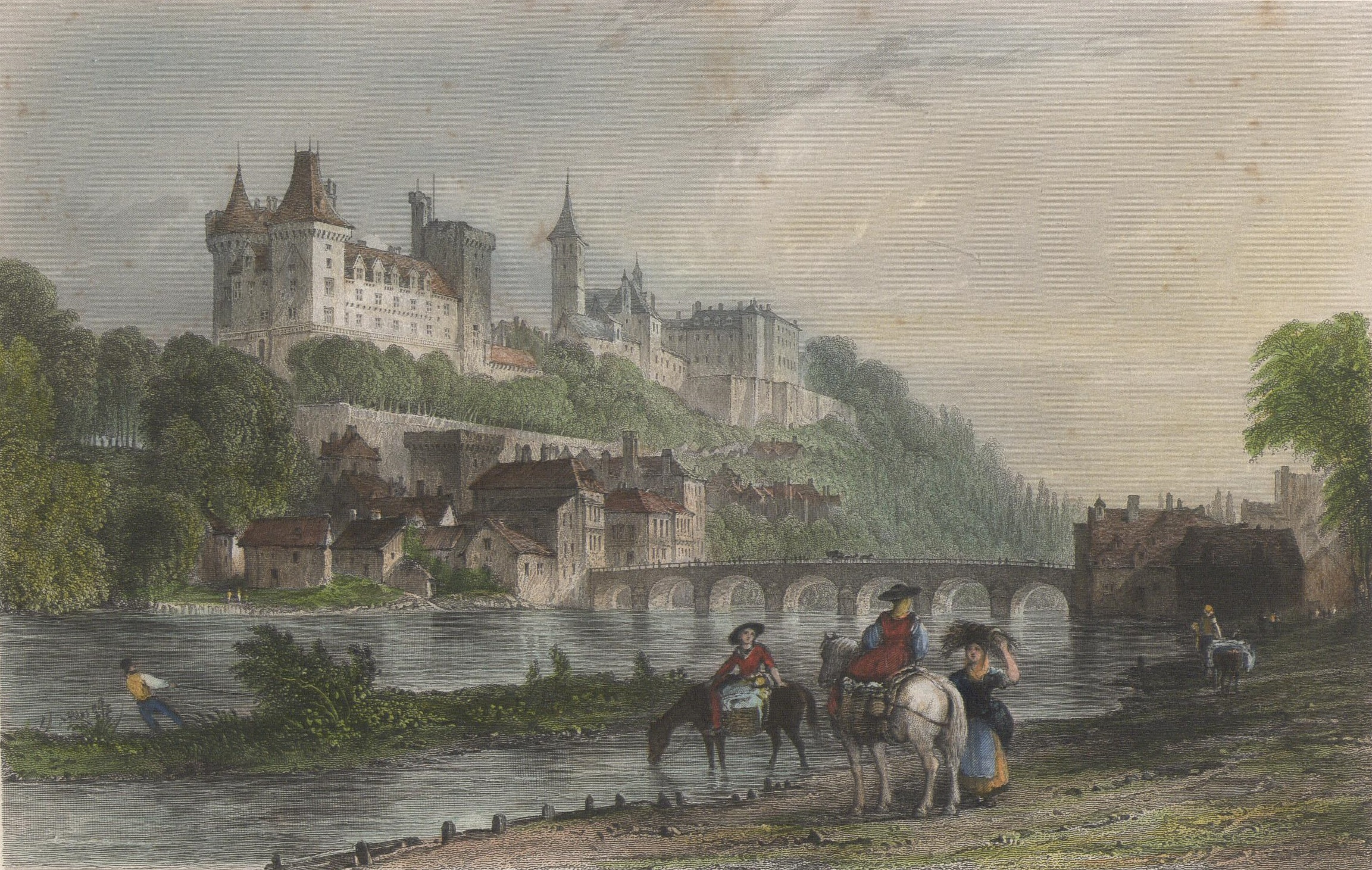
Château et pont de Pau, par Thomas Allom.
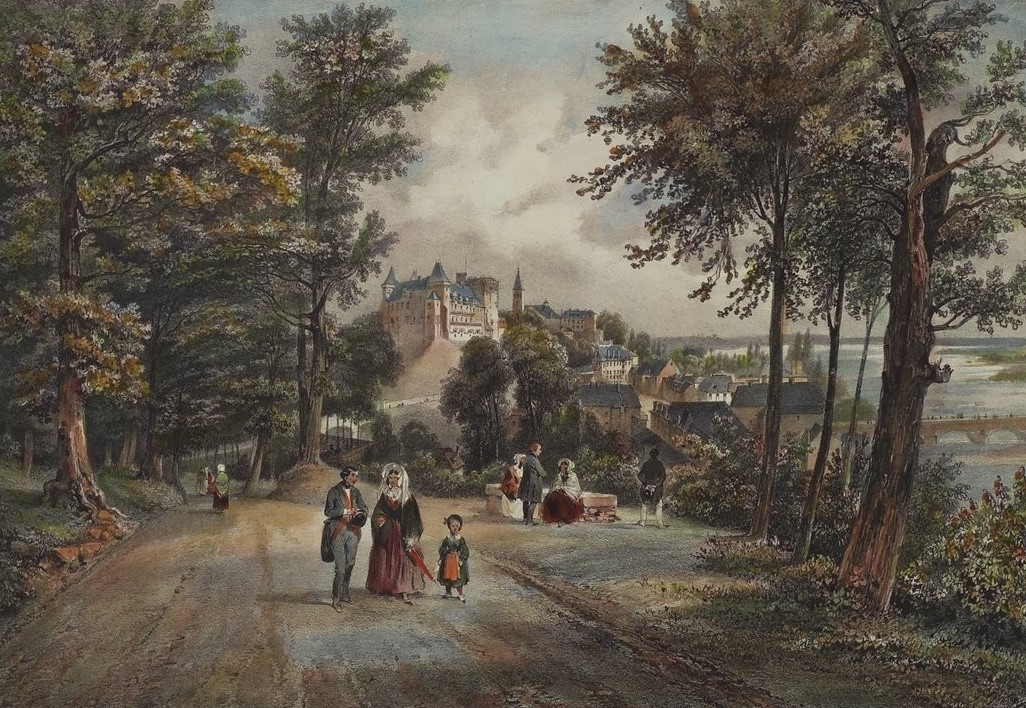
Vue du château de Pau pris du Parc (Basses Pyrénées) , par Louis-Julien Jacottet.
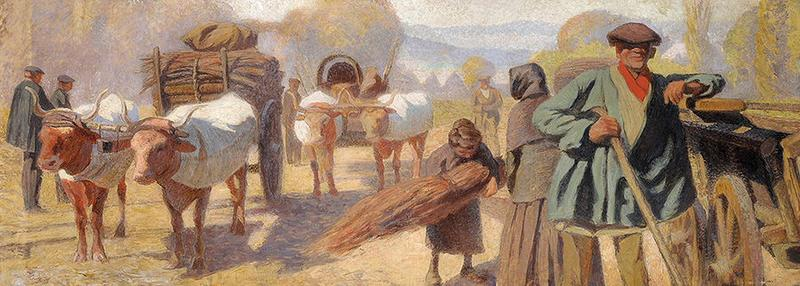
Marché au bois, place de Verdun, par Camille Félix Bellanger.
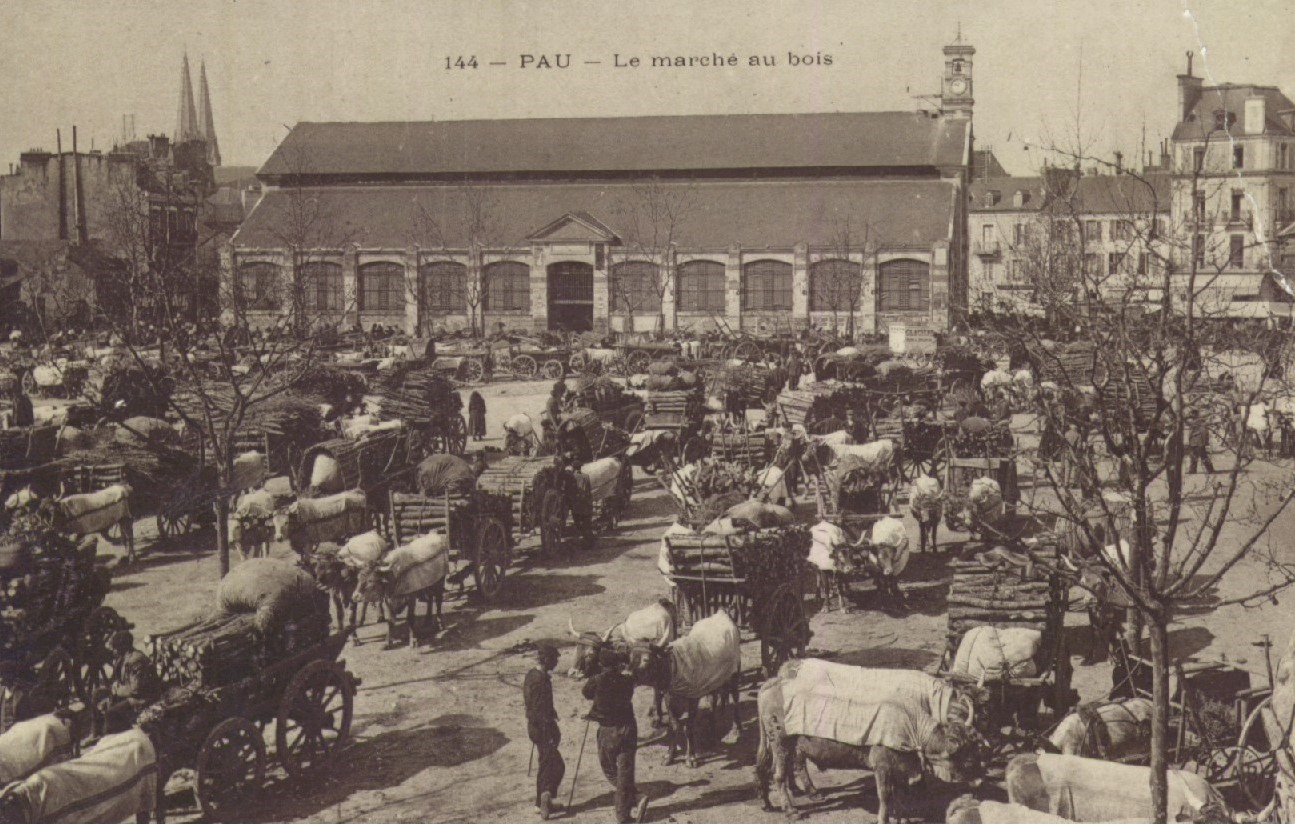
Carte postale Le marché au bois.
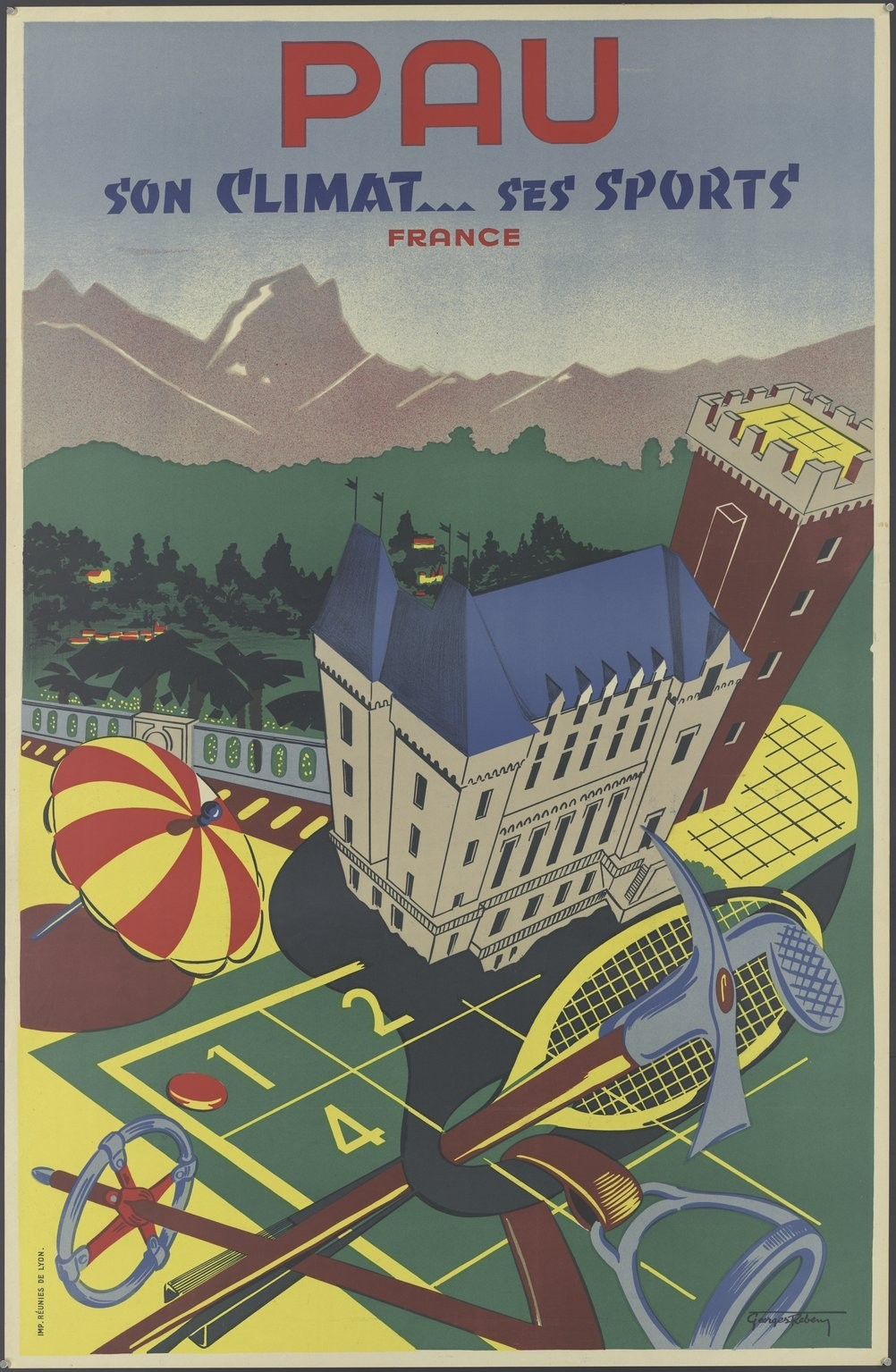
Pau : son climat… ses sports.

Plusieurs chansons en langue béarnaise s'intéressent à Pau, comme La vila de Pau de Marilis Orionaa, Un trin que se'n va de Pau du groupe Nadau, et le célèbre Bèth cèu de Pau de Charles Darrichon, interprété notamment par Marcel Amont, Adrien Arudy, André Dassary ou André Minvielle. Différents films prennent place dans la capitale béarnaise, comme Et vint le jour de la vengeance en 1964 de Fred Zinnemann ou plus récemment Les Combattants de Thomas Cailley en 2014. Dans le domaine de l'humour, le sketch Le train pour Pau est devenu culte grâce au duo Chevallier et Laspalès.

### Personnalités liées à Pau

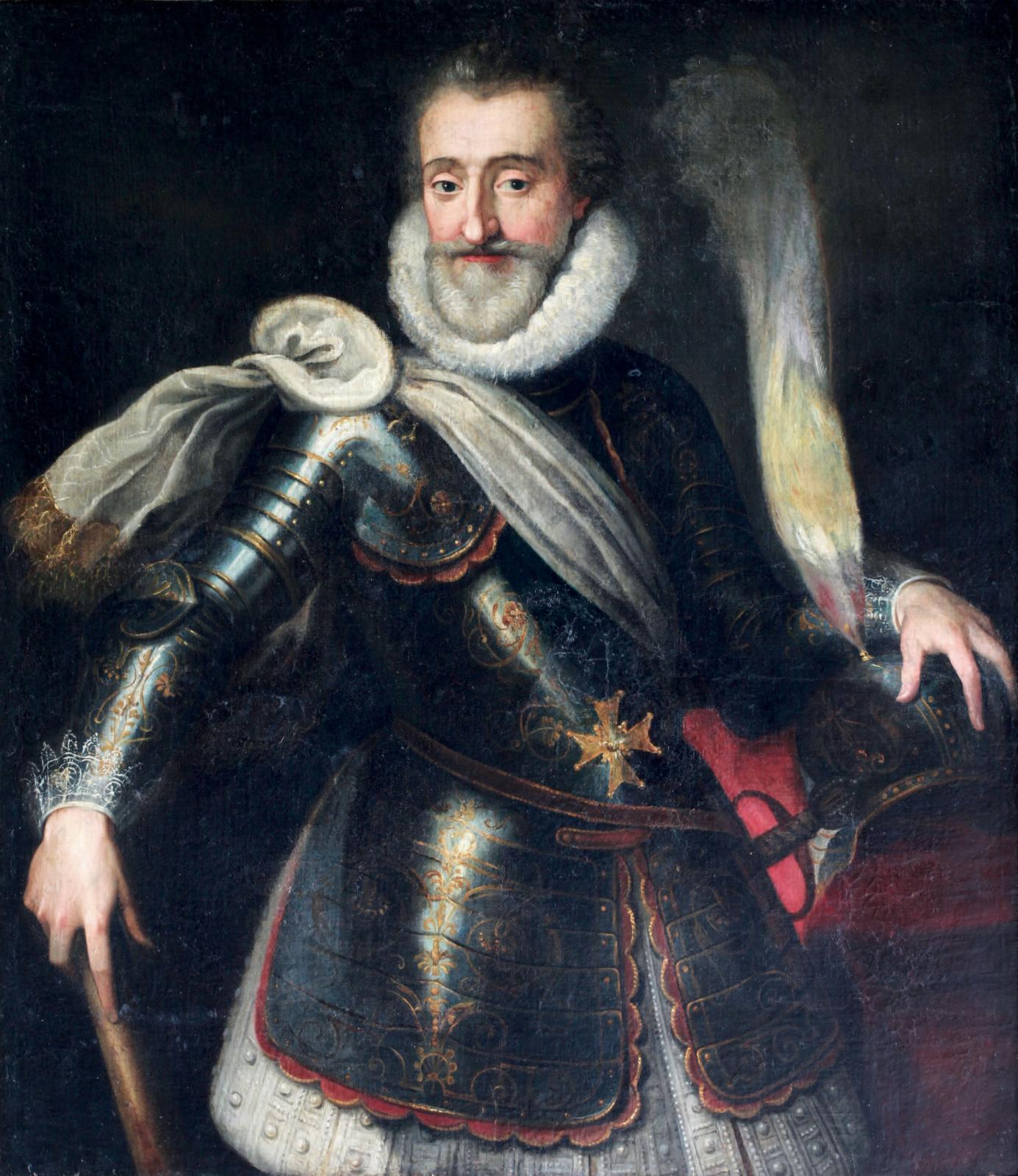
Portrait d'Henri IV (roi de France).

Les princes de Béarn jouent un rôle central dans la création de la cité paloise au Moyen Âge, avec l'établissement de son château fort. Pau devient un centre vicomtal notable entre la fin du XIe siècle et le début du XIIe siècle, vraisemblablement sous Gaston IV le Croisé. Ses héritiers — Gaston VI et Gaston VII — y séjournent régulièrement. Le prince Gaston Fébus fait mener d'importants travaux de fortification sur le château au XIVe siècle, en faisant l'un des maillons essentiels de son système de défense. Avec Gaston IV de Foix-Béarn, Pau affirme son importance et devient la nouvelle capitale du Béarn par une décision du 25 septembre 1464, elle profite alors de sa position centrale au sein de la principauté souveraine. Par la suite, les couples royaux Henri et Marguerite de Navarre puis Jeanne d'Albret et Antoine de Bourbon font vivre la cour du royaume de Navarre dans la cité, procédant à d'importants travaux dans le château et son domaine tout au long du XVIe siècle. Premier — et seul — prince de Béarn né à Pau, le futur Henri IV voit le jour le 13 décembre 1553 dans le château de ses ancêtres. Premier roi de la lignée des Bourbon, l'image de ce roi réconciliateur et bon-vivant marque depuis profondément l'image de la ville et de son château natal.
Plusieurs personnages historiques liés à Pau se distinguent ensuite, comme Jean de Gassion au XVIIe siècle. Maréchal de France sous Louis XIII et Louis XIV, sa maison natale existe toujours à proximité du château de Pau. Au XVIIIe siècle, le Palois Jean-Baptiste Bernadotte devient maréchal d'Empire sous Napoléon puis roi de Suède et de Norvège, une dynastie qui règne toujours actuellement sur la Suède. Pau devient un centre de villégiature courue par la bonne société internationale au XIXe siècle. Le médecin écossais Alexander Taylor — installé à Pau dès 1837 — contribue à la notoriété de la ville en publiant en 1842 un traité vantant les mérites de son climat dans De l’influence curative du climat de Pau et des eaux minérales des Pyrénées sur les maladies. La colonie britannique qui s'installe alors marque la ville de sa présence, comme le pyrénéiste Henry Russell ou l'aviateur américain Norman Prince, fondateur de l'escadrille La Fayette. De cette époque, plusieurs artistes liées à la commune se distinguent, comme Paul-Jean Toulet, Paul Mirat ou Saint-John Perse. Le sculpteur et aquarelliste Ernest Gabard — créateur du Caddetou — laisse une trace forte, avec plusieurs de ses sculptures toujours présentes à Pau comme « La femme au puits »
Dans la deuxième moitié du XXe siècle, la capitale béarnaise est marquée par l'action de plusieurs hommes politiques, dont Louis Sallenave et André Labarrère. Les deux édiles occupent la fonction pendant respectivement 24 ans et 35 ans. Maire depuis 2014, François Bayrou est chef de file du mouvement centriste du MoDem, il occupe plusieurs postes de ministre durant sa carrière. Durant cette période, la commune de Pau est marquée par l'activité du couturier palois André Courrèges, par les débuts sur scène du chanteur Daniel Balavoine, ou encore par les carrières universitaires de Pierre Tucoo-Chala et Georges Laplace. Surnommée « La reine des sports », plusieurs sportifs liés à Pau se distinguent, comme deux des emblématiques capitaines de la Section paloise François Moncla et Robert Paparemborde, les basketteurs de l'Élan béarnais Pau-Orthez Frédéric Fauthoux et Didier Gadou, le triple champion olympique de canoë Tony Estanguet, la handballeuse Alexandra Lacrabère, ainsi que le tennisman Jérémy Chardy. La présentatrice du Canal Rugby Club sur Canal +, Isabelle Ithurburru, est native de la ville.

Personnalités liées à Pau (sélection).
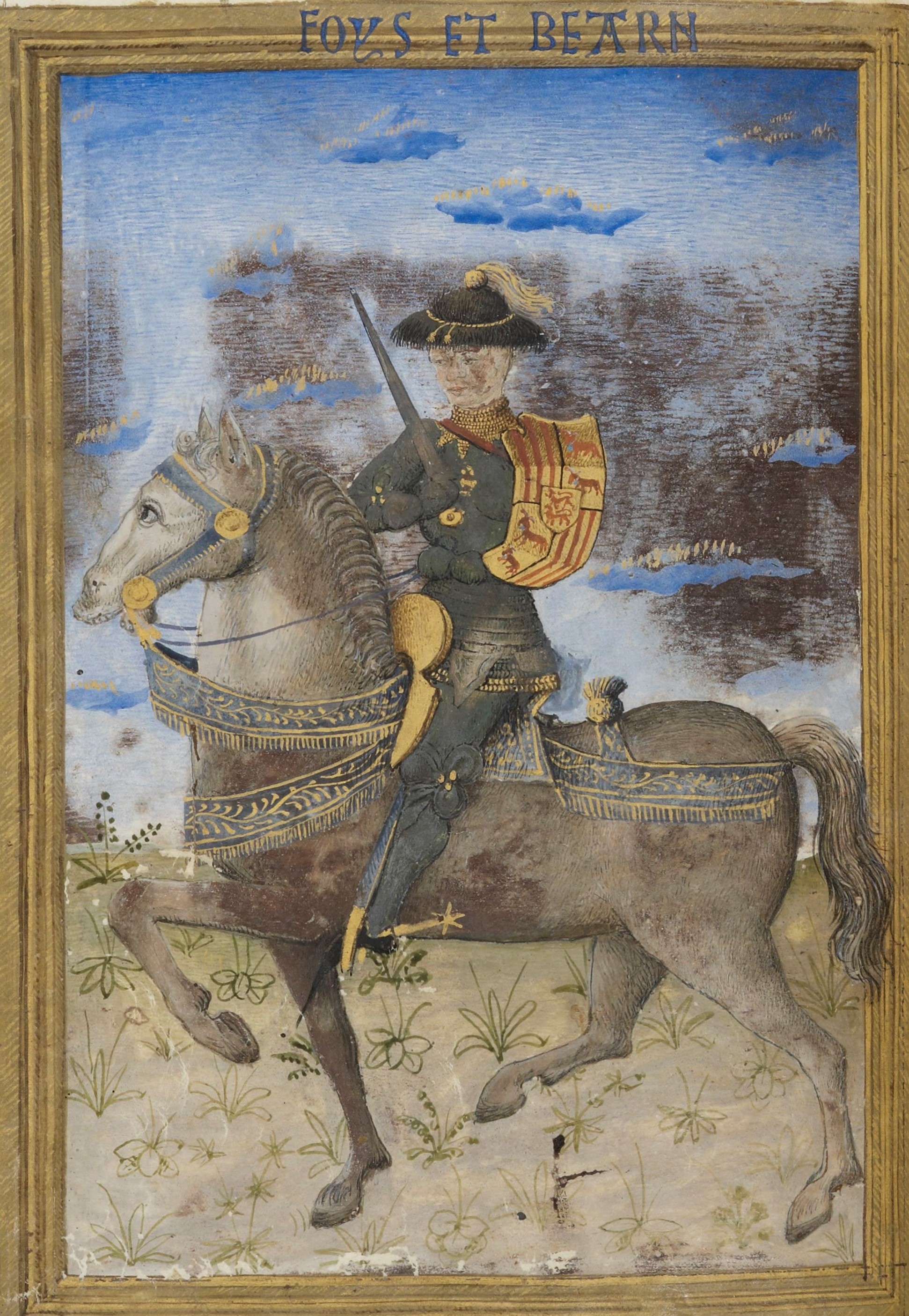
Gaston IV de Foix-Béarn.
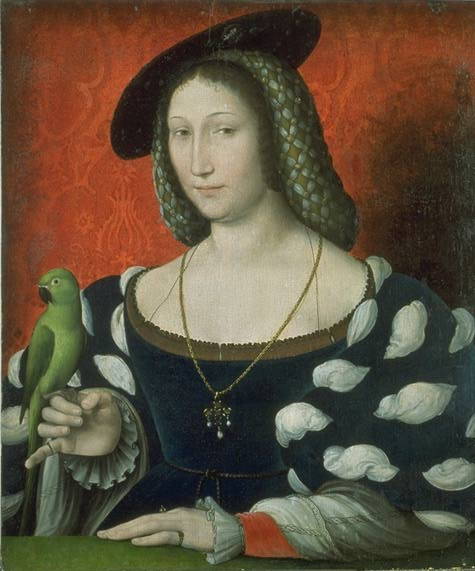
Marguerite de Navarre.
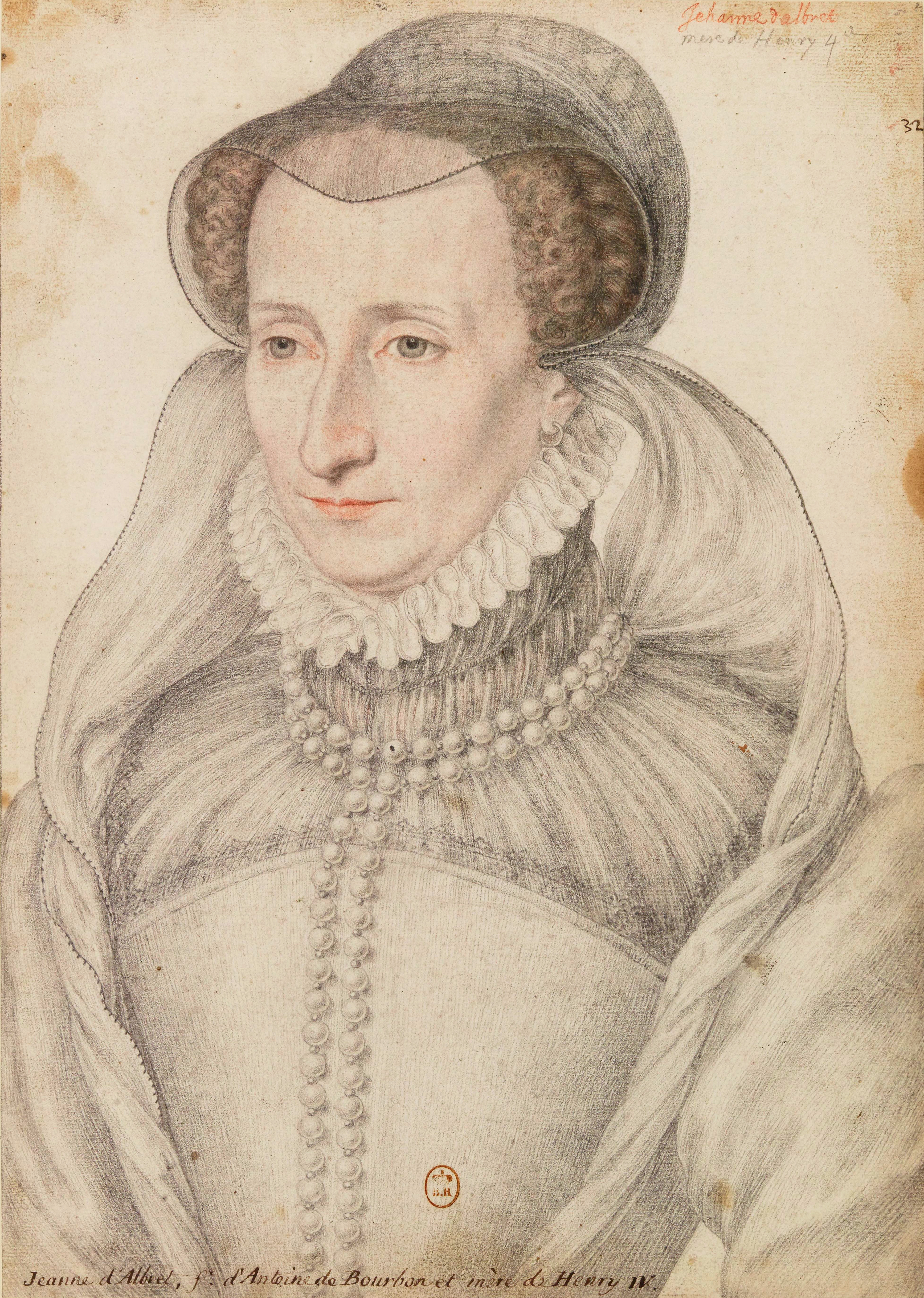
Jeanne d'Albret.
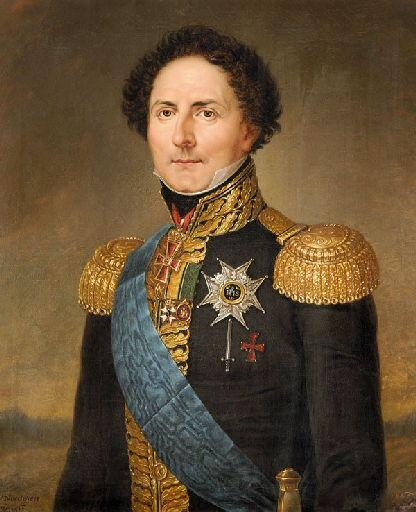
Jean-Baptiste Bernadotte.
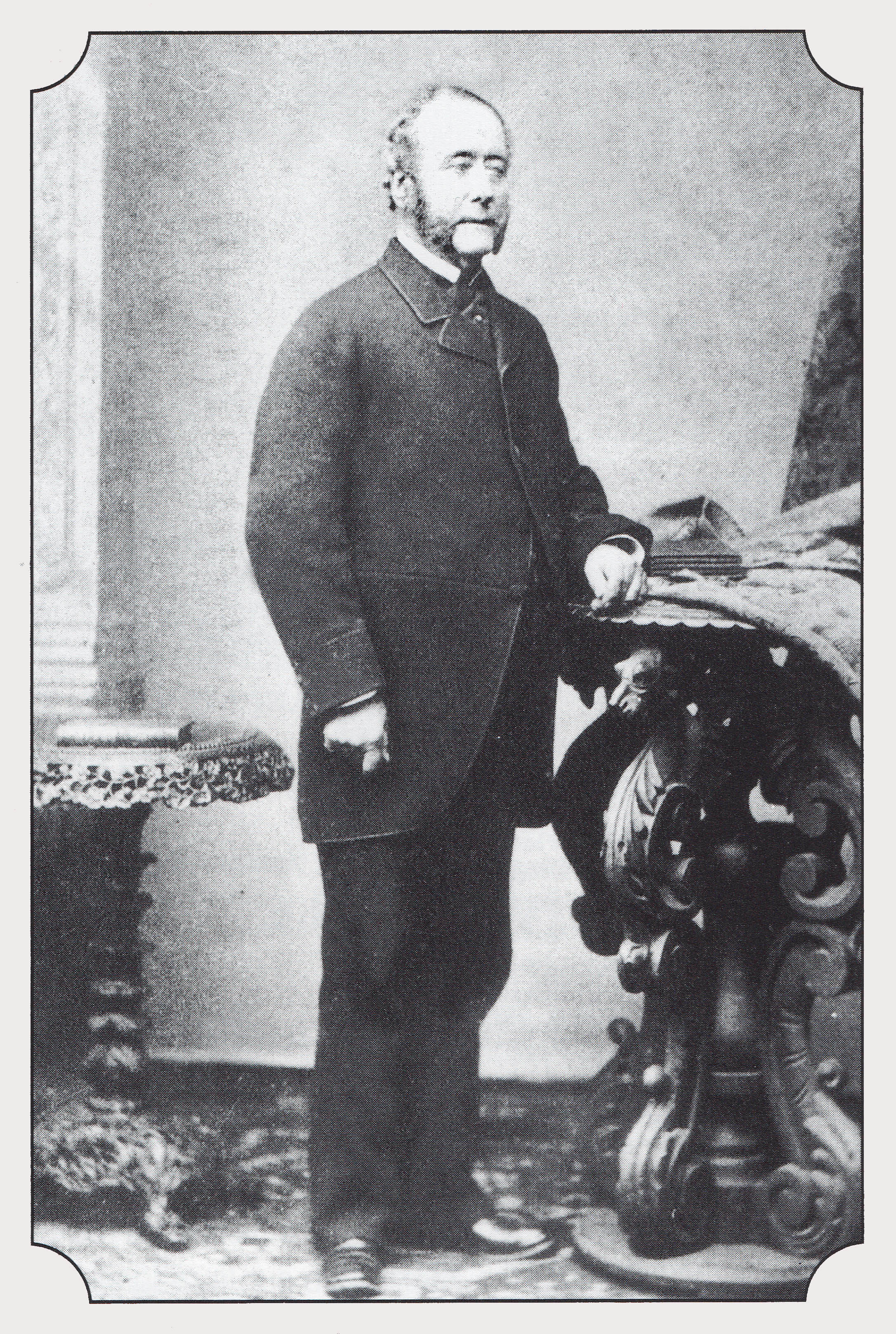
Alexander Taylor.
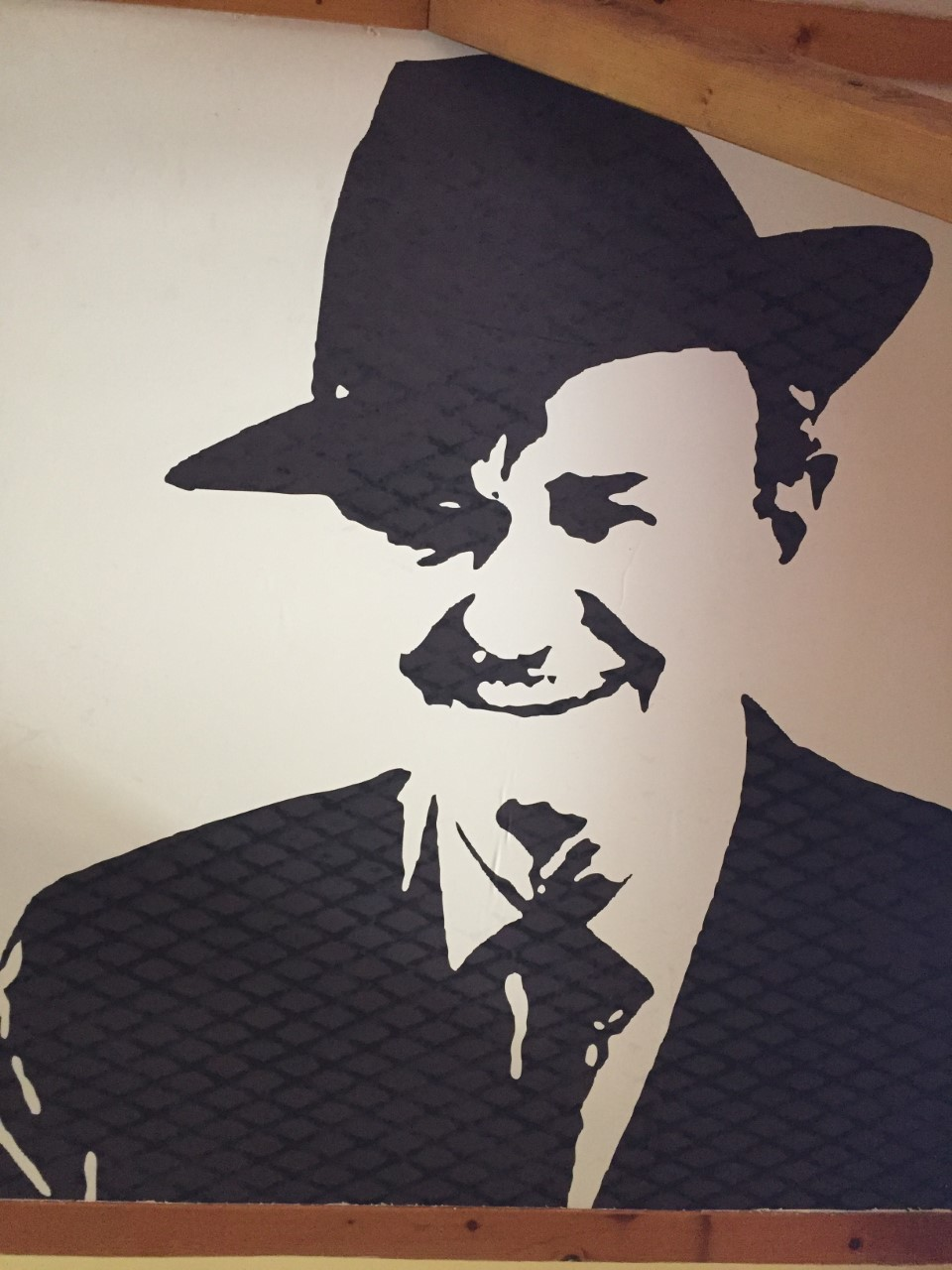
André Labarrère.
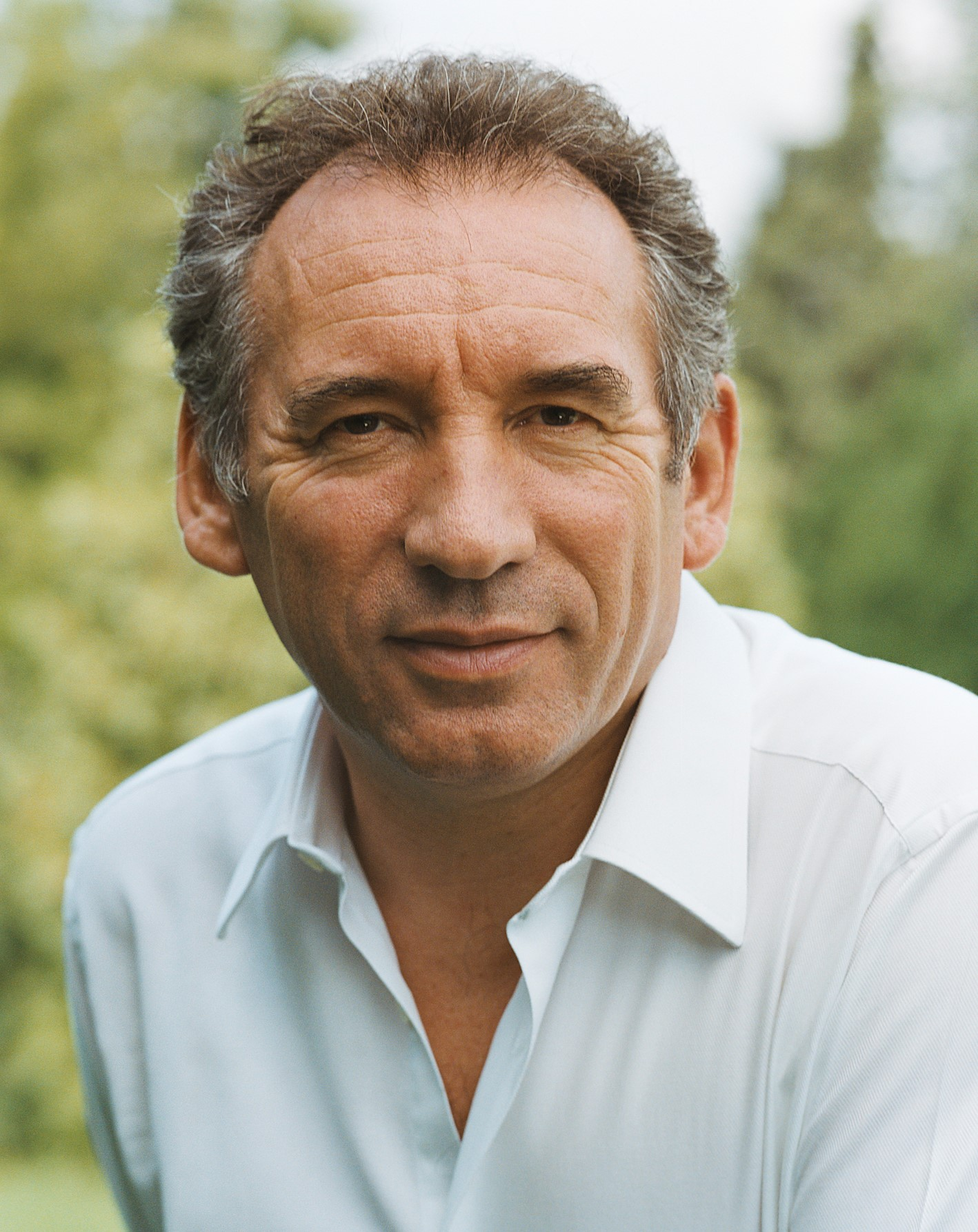
François Bayrou.
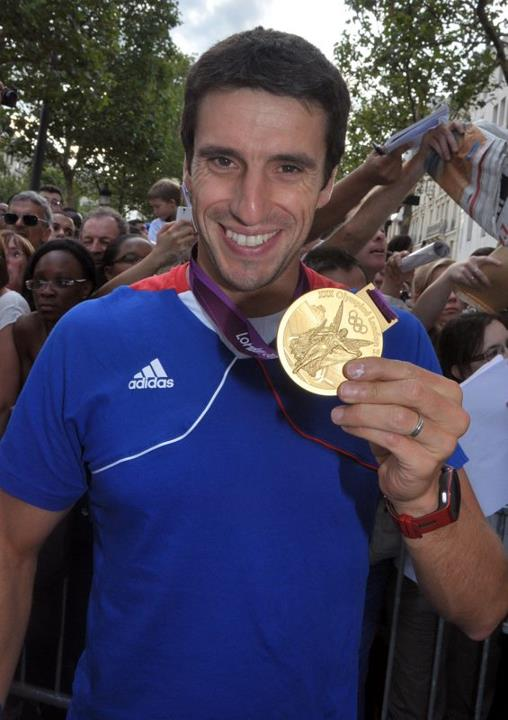
Tony Estanguet.

### Héraldique, logotype et devise
| Blason de Pau        | - Selon Paul Raymond (archiviste) dans son Dictionnaire topographique Béarn-Pays basque (p. 133) les armes de Pau se blasonnent ainsi : - D'azur à la barrière de trois pals aux pieds fichés d'argent, sommée d'un paon rouant d'or, accompagnée en pointe et intérieurement de deux vaches affrontées et couronnées du même ; au chef aussi d'or chargé d'une écaille de tortue au naturel surmontée d'une couronne royale fermée d'azur rehaussée d'or, accompagnée à dextre de la lettre H capitale et à senestre du chiffre IV romain aussi d'azur - Remarques - Ces armes sont des armes parlantes de forme « rébus » (pau signifie « palissade » en béarnais), et de forme « à-peu-près » (le paon se dit pavon ou pau [paw]). - De la famille de Foix-Béarn dont Pau dépendait, ses armes s'inspirent des trois pals de Foix et des deux vaches du Béarn. - Dans le blasonnement, l'expression (accompagné…)"du chiffre IV romain" est fautive (IV est un nombre composé de deux chiffres romains). Meilleur serait : (accompagné…) « d'un IV en chiffres romains ». - Devise - La devise de Pau est en latin : Urbis palladium et gentis (« Protectrice de la ville et de son peuple »)                                                                          |
| Blason de Pau        | - Selon Malte-Brun dans La France illustrée de 1882, elles se blasonnent ainsi : - d'azur à trois pals fichés et alézés d'argent, réunis par une fasce de même, le pal du milieu surmonté d'un paon faisant la roue en chef, et deux vaches affrontées d'argent en pointe. - Remarques - Le chef, ajouté en 1829, n'est pas évoqué dans sa France Illustrée datant pourtant de 1882. - Les vaches ici ne sont pas couronnées, donc plus proches de celles des armes des seigneurs du Béarn, également non couronnées. - Le paon n'a pas de couleur précisée. Il était probablement « au naturel ». On le trouve parfois blasonné ainsi pour le blason actuel. |
| Ancien blason de Pau | - Toujours selon Paul Raymond dans son Dictionnaire topographique Béarn-Pays basque (p. 133) les anciennes armoiries étaient - d'argent à trois pals de gueules avec un paon rouant du même perché sur celui du milieu. - Selon des notes de Gaston du Breuille (de Pau, 1896) Les anciennes armoiries concédées, en 1482, par François Fébus, roi de Navarre, étaient : - d'argent, à trois pals de gueules, au paon rouant d'azur perché sur le milieu. - Remarques : - Ces blasonnements sont certainement incomplets ou défectueux, car on voit mal comment un paon (ou quoi que ce soit) pourrait être posé sur un pal qui par définition va jusqu'au sommet de l'écu. La contradiction pour la couleur du paon est secondaire ("De gueules" - "du même" que les pals- pour Raymond ou « d'azur » pour Du Breuille) - Toutefois A. Fourcade dans son Album pittoresque et historique des Pyrénées (p. 9), décrit en langage profane ces armoiries: trois pals, sur l'un desquels, savoir celui du milieu, est perché un paon faisant la roue. - Il semble donc qu'en fait il ne s'agit pas de « pal-pièce honorable », mais d'un meuble « pieux », qui préfigure déjà, à la couleur près, les pals alaisés au pied fiché qui composent la barrière du blason actuel. |

#### Historique des logos de la commune

Ancien logo de Pau.
Logo de Pau avec le slogan « La vie rêvée des villes ».
Logo de Pau.
Logo de 2011 à 2018.
Nouveau logo depuis 2018.